# 中國陶瓷史
中国陶瓷史最早可以追溯至新石器时代，经历了数千年的技术革新，发展出唐三彩、白瓷、青瓷、青花瓷、五彩等种类繁多的陶瓷工艺。英语中的“China”一词除了指的是中國，另一个含义就是“瓷器”，由此也可看出中国与陶瓷之间的密切关系。中国瓷器不仅在古代宫廷中大量被使用，從東南沿海裡發現的南宋古沈船中，可以發現當時已經陶瓷器已被作為主要贸易品之一，並出口至亚洲、伊斯兰文化圈、以及欧洲各国，其对中国的象征意义，可与丝绸齐名。中国陶瓷的工艺也在悠久的国际贸易中逐渐转播到全球各地，对世界陶瓷生产技术的发展产生了深远的影响。

## 基本概念

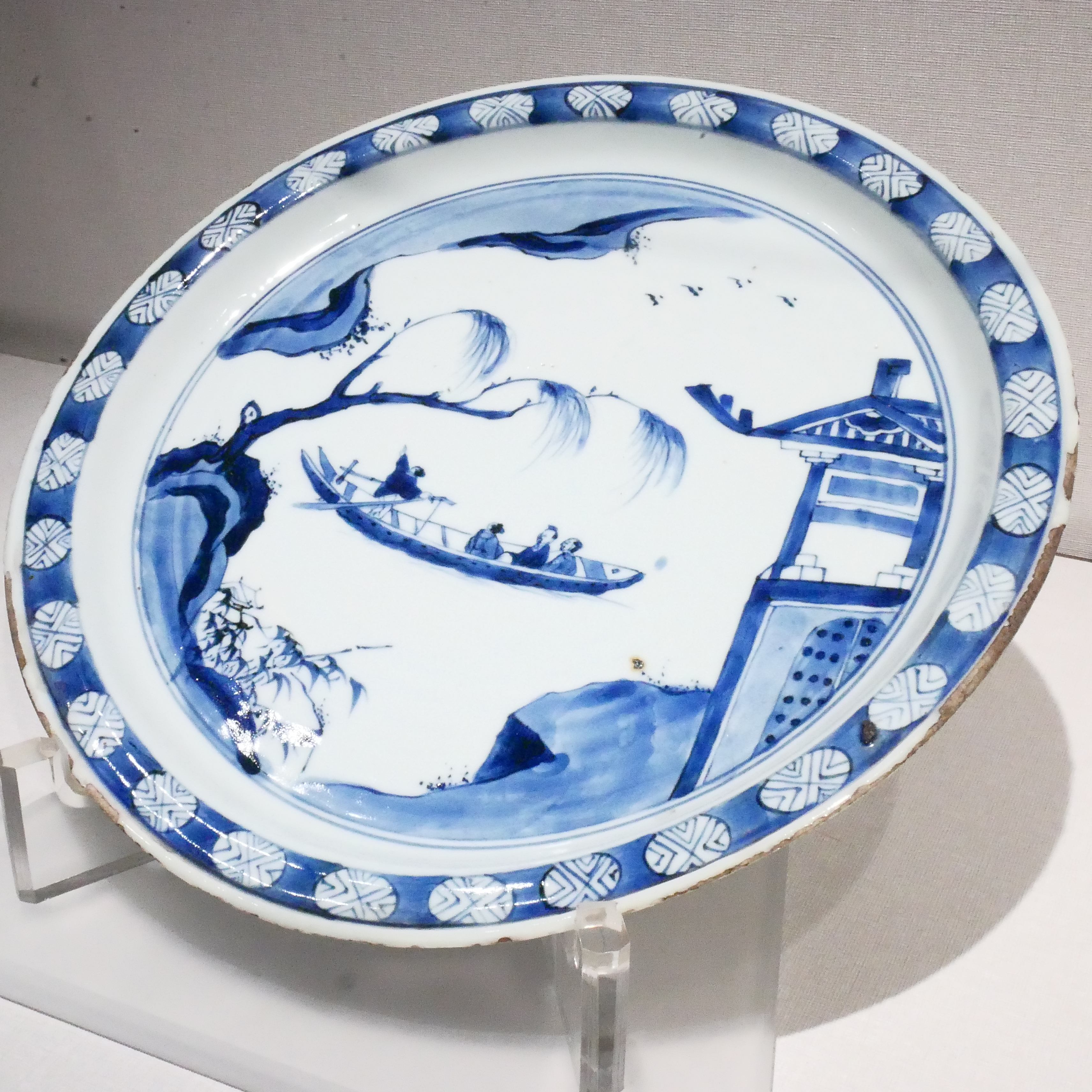
天啟年間青花泛舟人物紋盤（吉美國立亞洲藝術博物館藏）

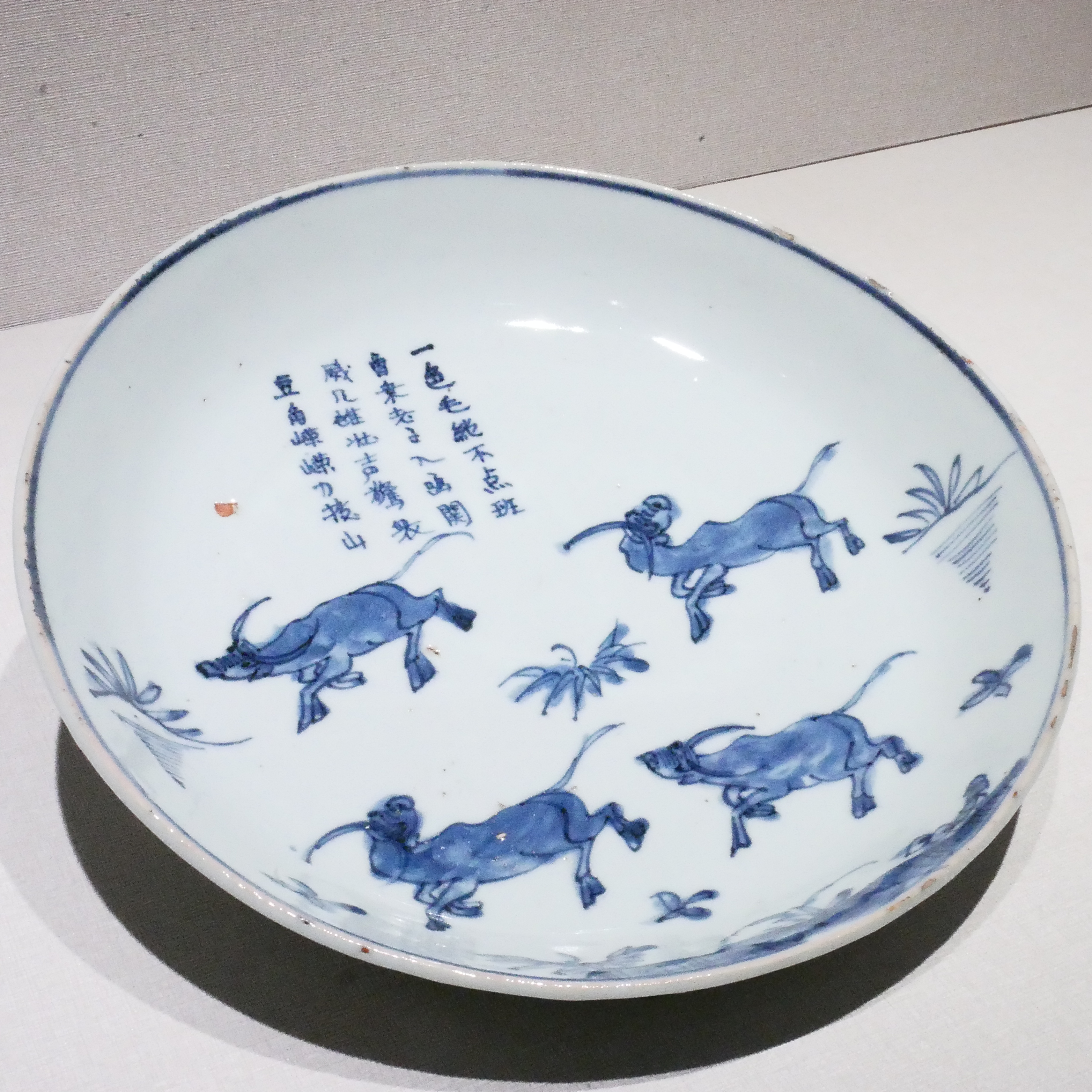
景德鎮窯青花詩銘牧牛紋盤（大阪市立東洋陶瓷美術館藏）

中国的黏土烧制品分为陶器和瓷器两大类别。无论烧制温度的高低，不施釉而烧制成的粘土器物均称为“陶器”。此外，虽有施釉，但在低温下烧制成的（如汉代的绿釉陶等）也被归入陶器一类。瓷器是指在土坯中含有大量硅酸，施釉后高温烧成的器物，与陶器不同，瓷器几乎没有吸水性，轻轻敲击会发出金属撞击的清脆声音。但“瓷器”与“陶器”之间的界线也并非绝对清晰。中国、日本和欧美对于“瓷器”的定义就不尽相同。在中国，不论坯土的玻璃化程度如何，在高温下烧成的施釉土制器物一般都称为“瓷器”。

### 釉及烧制法
除了茶具和古代的彩陶等个别例外，中国的大多数陶瓷都在坯土表面覆有叫做釉的一种硅酸盐玻璃质膜体。中国陶瓷的基础釉中，包括灰釉（以草木灰为原料的高火度烧成釉，约1,200摄氏度以上）和铅釉（含有铅成分的低火度烧成釉，约800摄氏度左右）。根据原料中金属成分的种类和烧制方法的不同，釉体会呈现出各种各样的色彩。根据窑炉内的燃烧产物中所含的游离氧与还原成分的百分比不同，陶瓷的烧成气氛分为氧化气氛和还原气氛两种。后者就是游离氧不充分的气氛下的烧制方式。在缺氧状态下的烧制过程中，胎土或釉中的氧元素会游离出来，氧化铁会还原成氧化亚铁。青瓷就是指釉中含有的少量铁元素从氧化铁转变为氧化亚铁而导致的颜色变化，如在氧化气氛下烧制，就会产生黄色元素。釉中如铁含量高则为黑釉，如使用铜为着色剂，则为红釉，如含有钴，就是琉璃釉。白瓷并非指白色釉，而是在白色的坯胎上涂以含铁量低的透明釉后烧制成的瓷器。铅釉本身是透明的，但使用了氧化铜后就成为绿釉，使用了氧化铁则成褐釉，使用钴的便是蓝釉。三彩便是铅釉陶瓷的一种，是指在同一种陶瓷上使用了绿、褐、蓝等三种以上釉的陶器（有时仅有两种釉也被称作“三彩”）。清代以后，民间又创造出多色彩釉的工艺。

### 青花与五彩
青花从字面解释就是“青色花纹”，是指在白底上绘以蓝色图纹的瓷器。青花瓷采用了“釉下彩”，即在白坯上施色再涂透明釉的工艺做法。使用氧化钴颜料在坯胎上绘出图案后涂上无色釉，在高火烧成后颜料会呈现青蓝色。同样原理的釉下彩中，如使用了铁元素颜料就成为铁绘，使用铜元素就叫做釉里红。五彩与前述的三彩不同，是在白瓷的釉面上以多种颜料绘图（不一定为五种颜色）的瓷器。首先在白底上施透明釉后高火烧成，然后在釉上绘图，再放入被称为“锦窑”的小型窑炉进行低温烧制。由于分别在釉面的上下两层，因此也有将五彩和青花并用的瓷器。

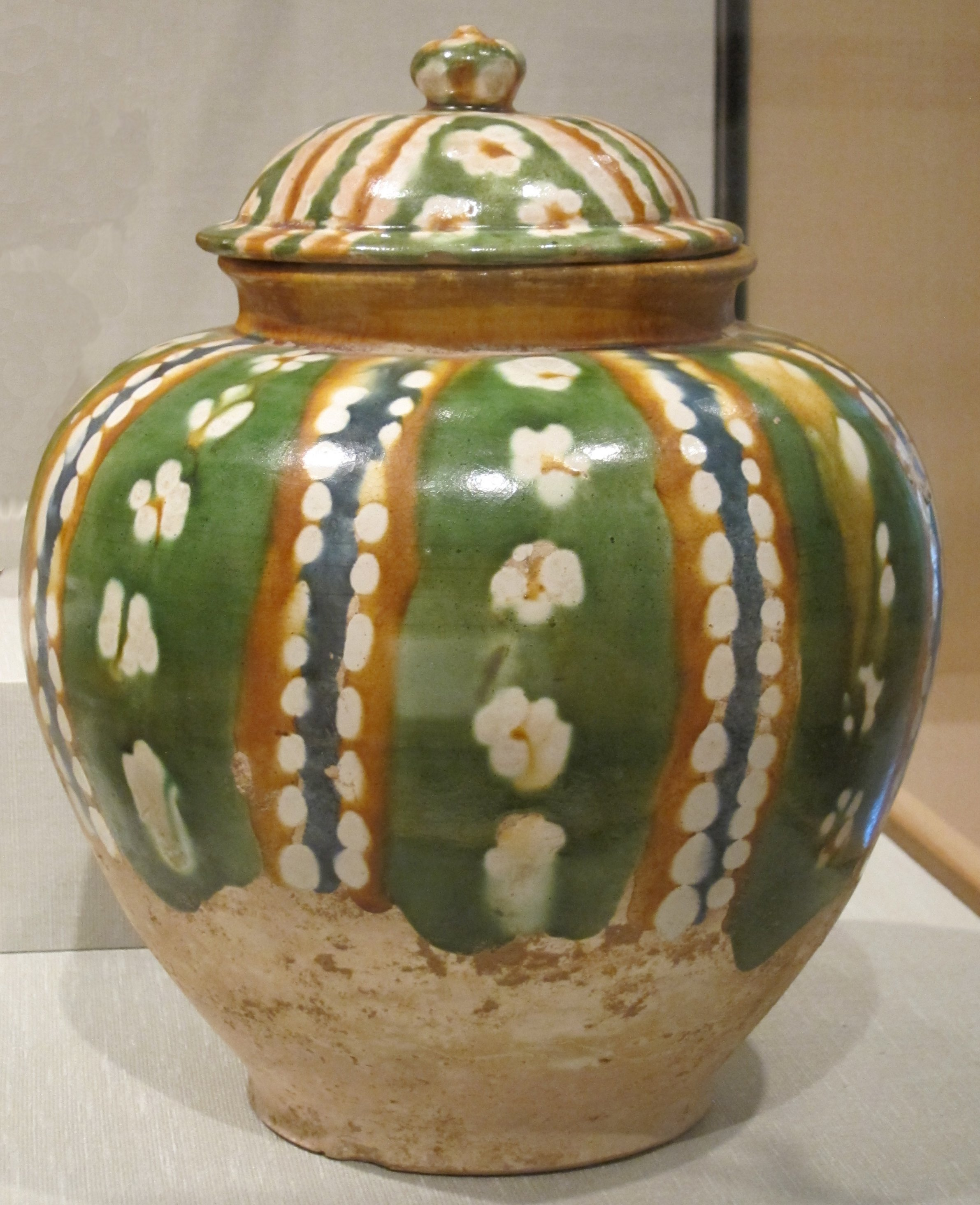
（三彩之例）唐三彩梅花纹壶
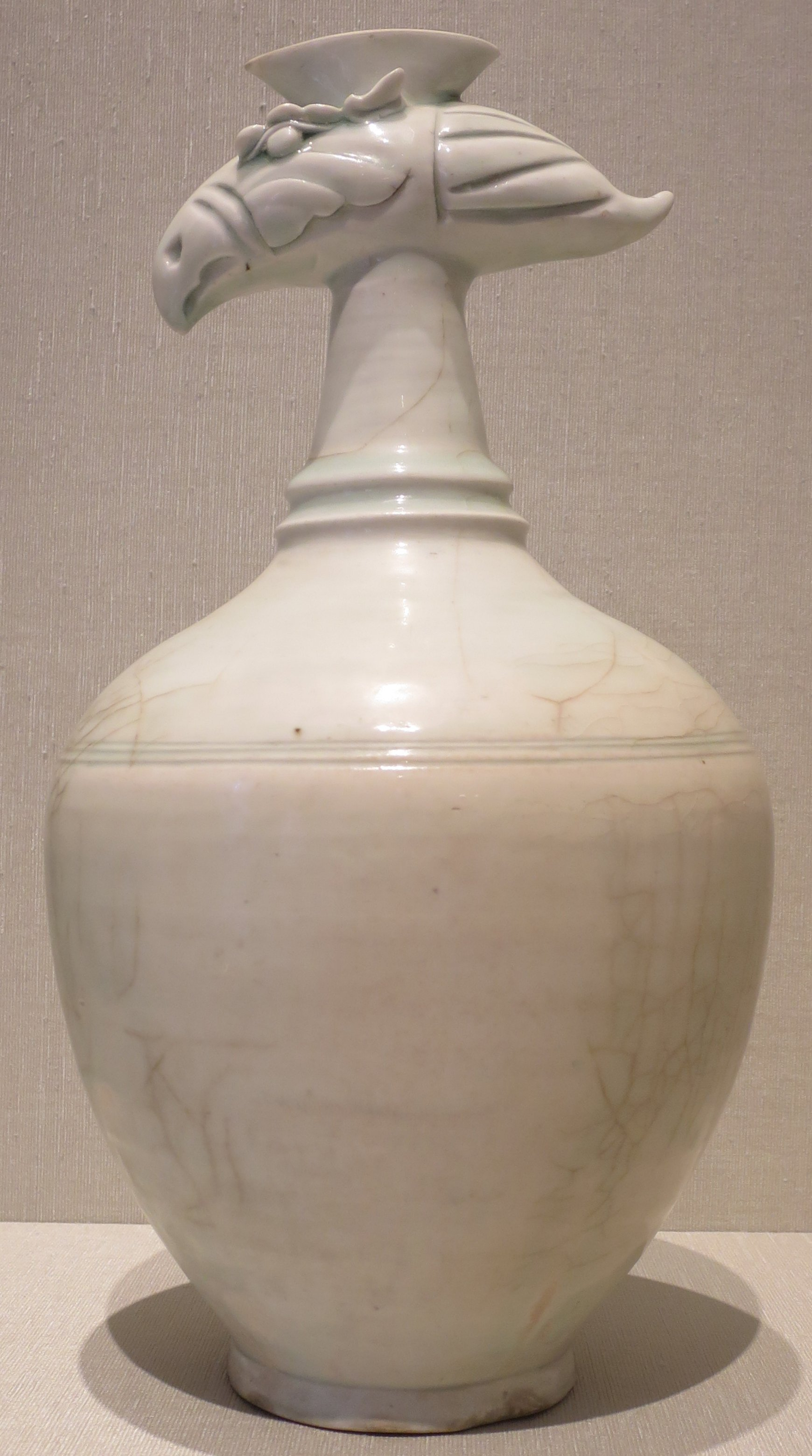
（白瓷之例）白瓷凤首瓶 五代
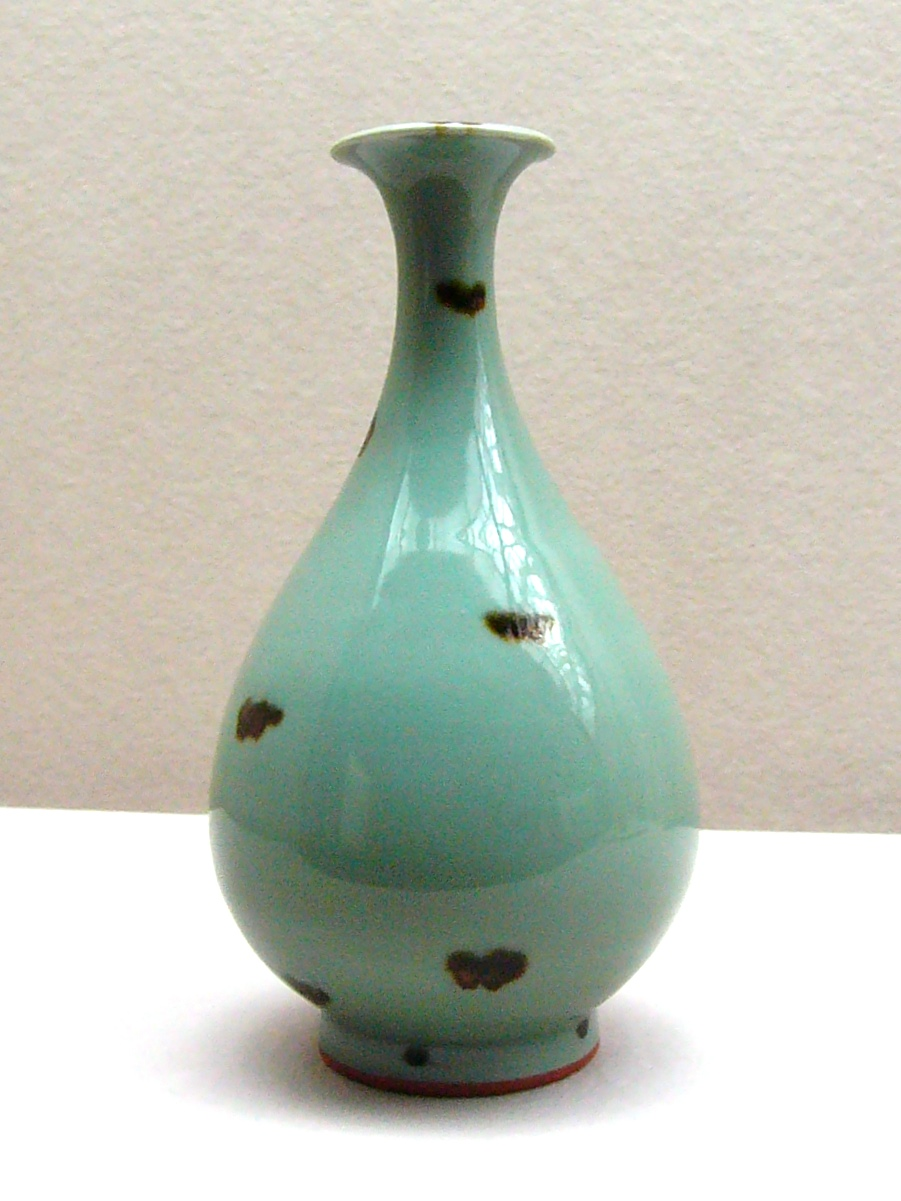
（青瓷之例）青瓷铁斑文瓶（飞青瓷花生） 元 大阪市立东洋陶瓷美术馆
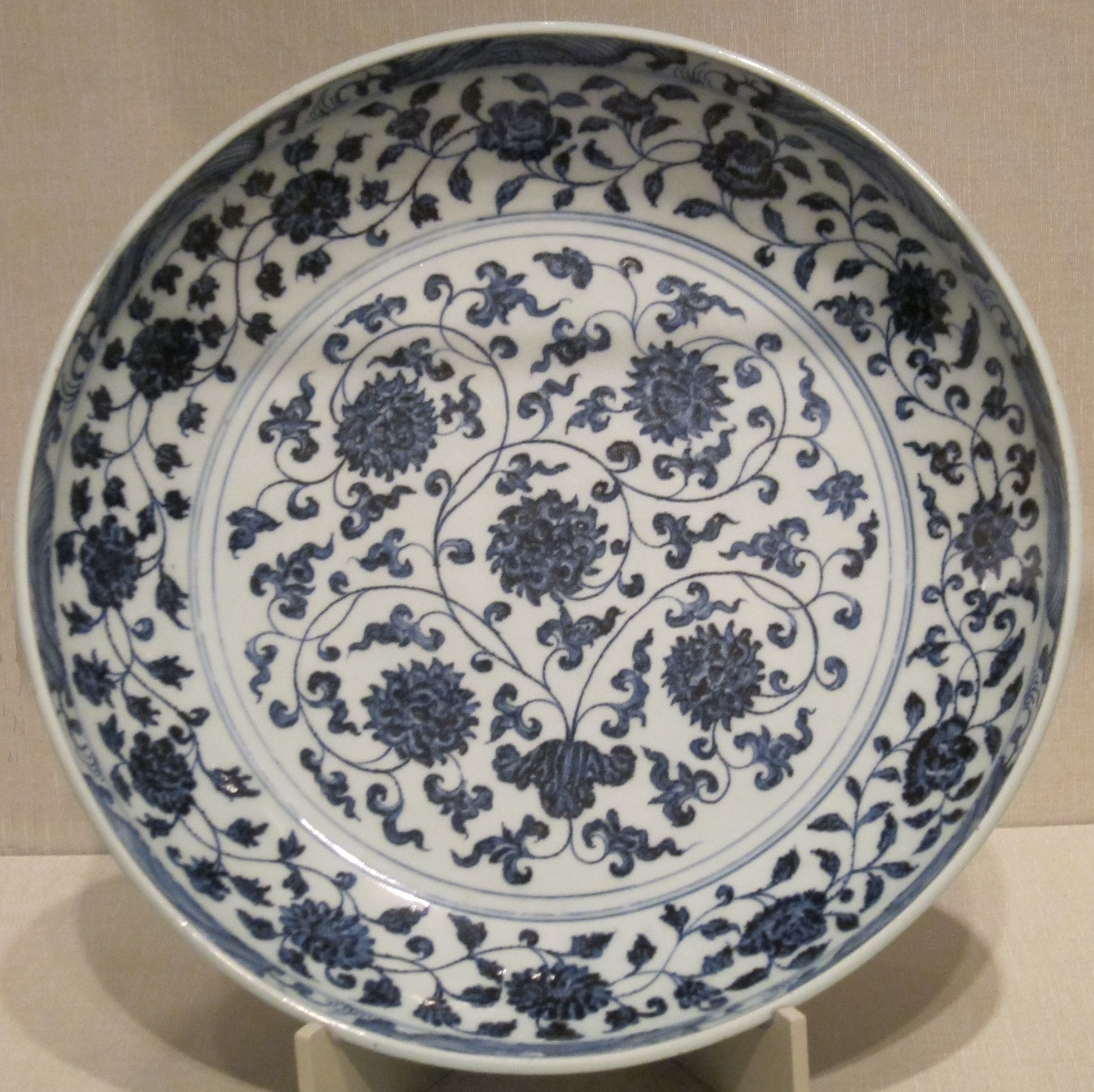
（青花之例）青花唐草文盘 明 檀香山美术馆
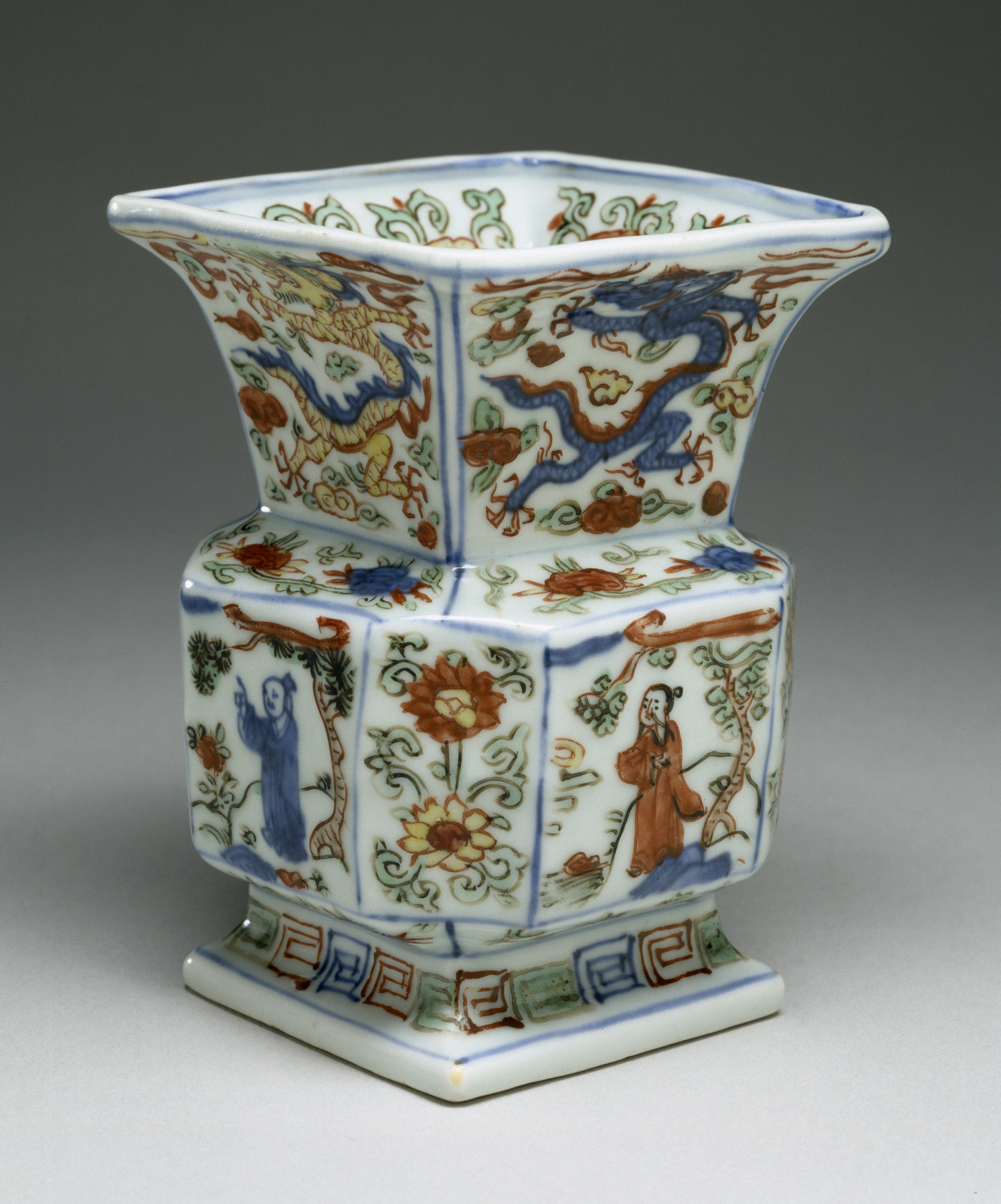
（五彩之例）五彩龙仙人纹尊形瓶 明

### 器种
- 碗 - 茶碗、饭碗等。
- 盘 - 大皿。小皿又称作“碟”。
- 瓶 - 壶形容器中，口小或者细长者。有梅瓶、玉壶春、瓢形瓶、蒜头瓶等各类形状。
- 壶 - 带有出水口和手柄的容器。
- 盆 - 包括面盆、花盆等较深的容器。

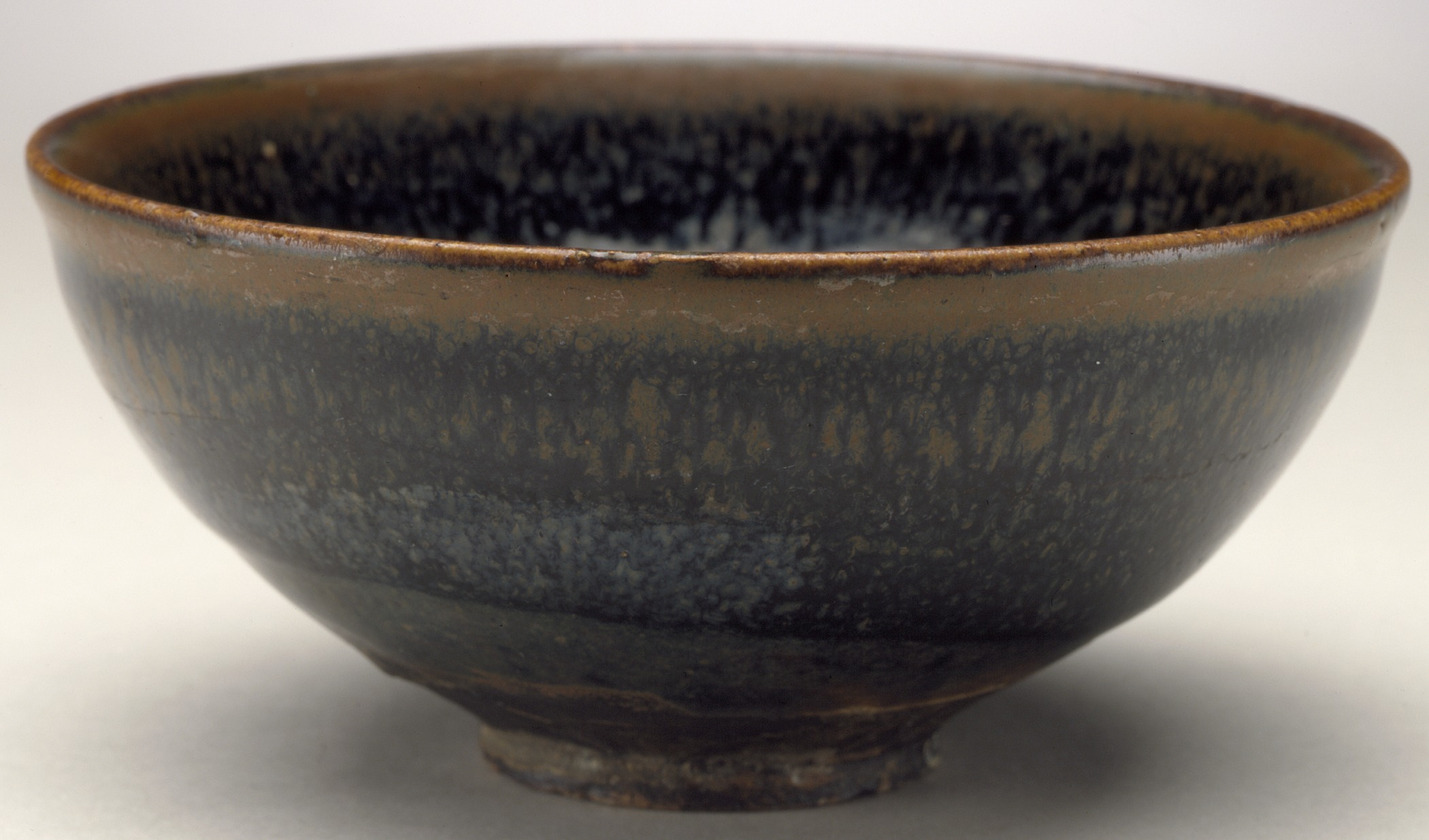
茶碗
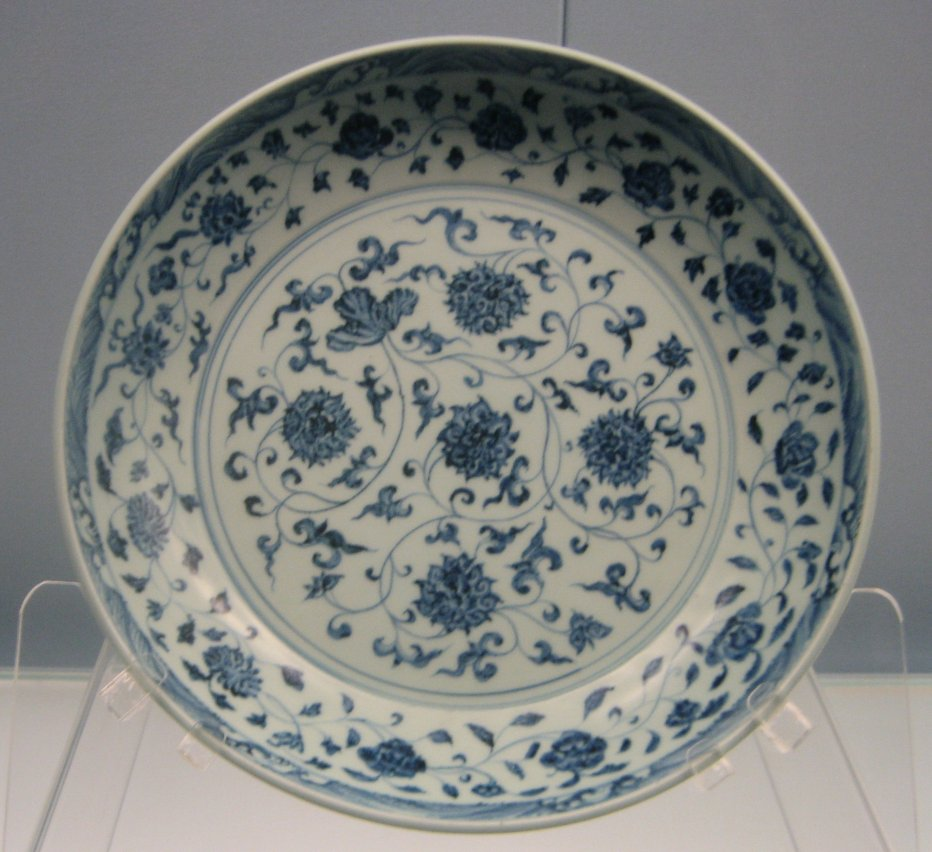
盘
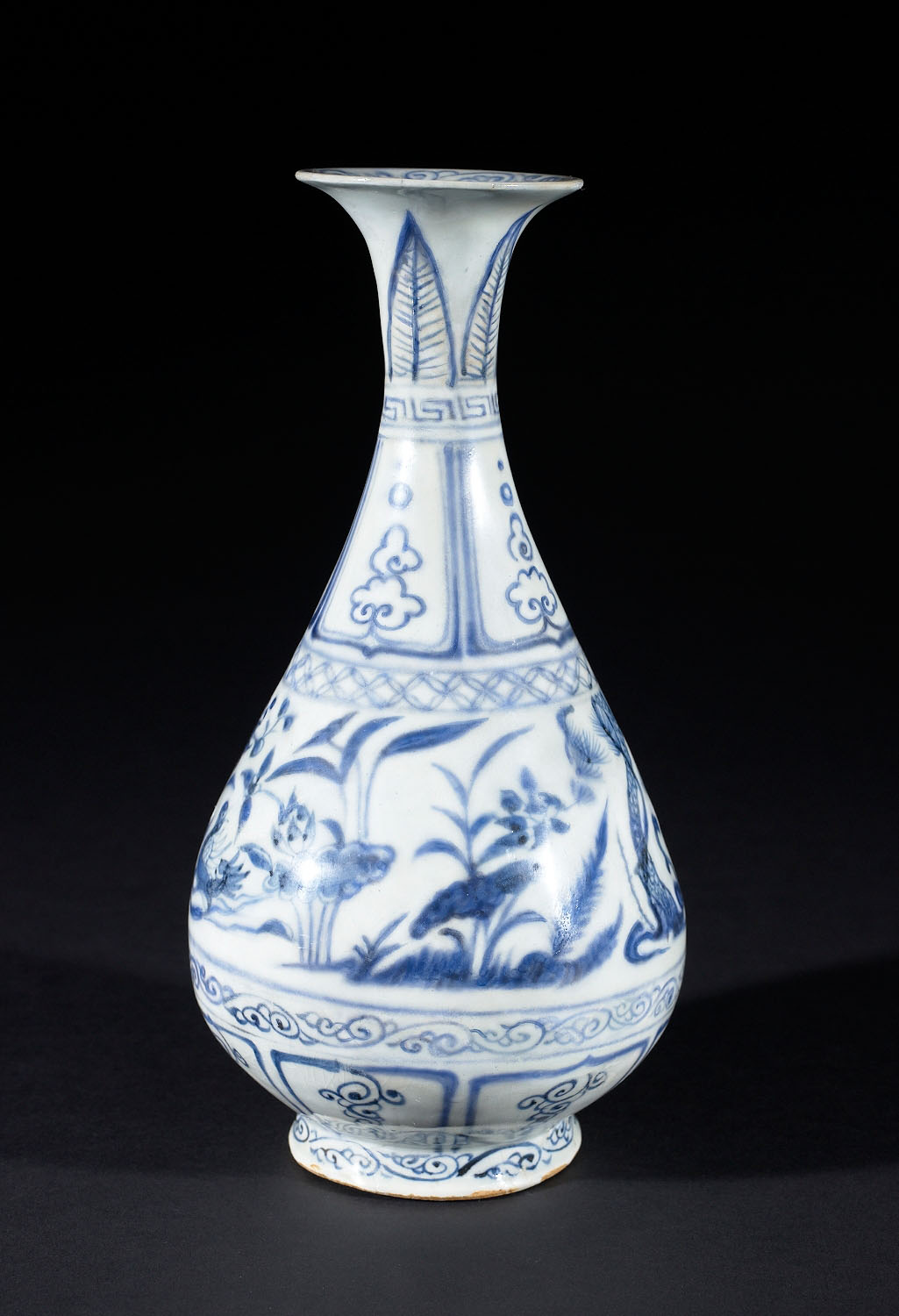
玉壶春
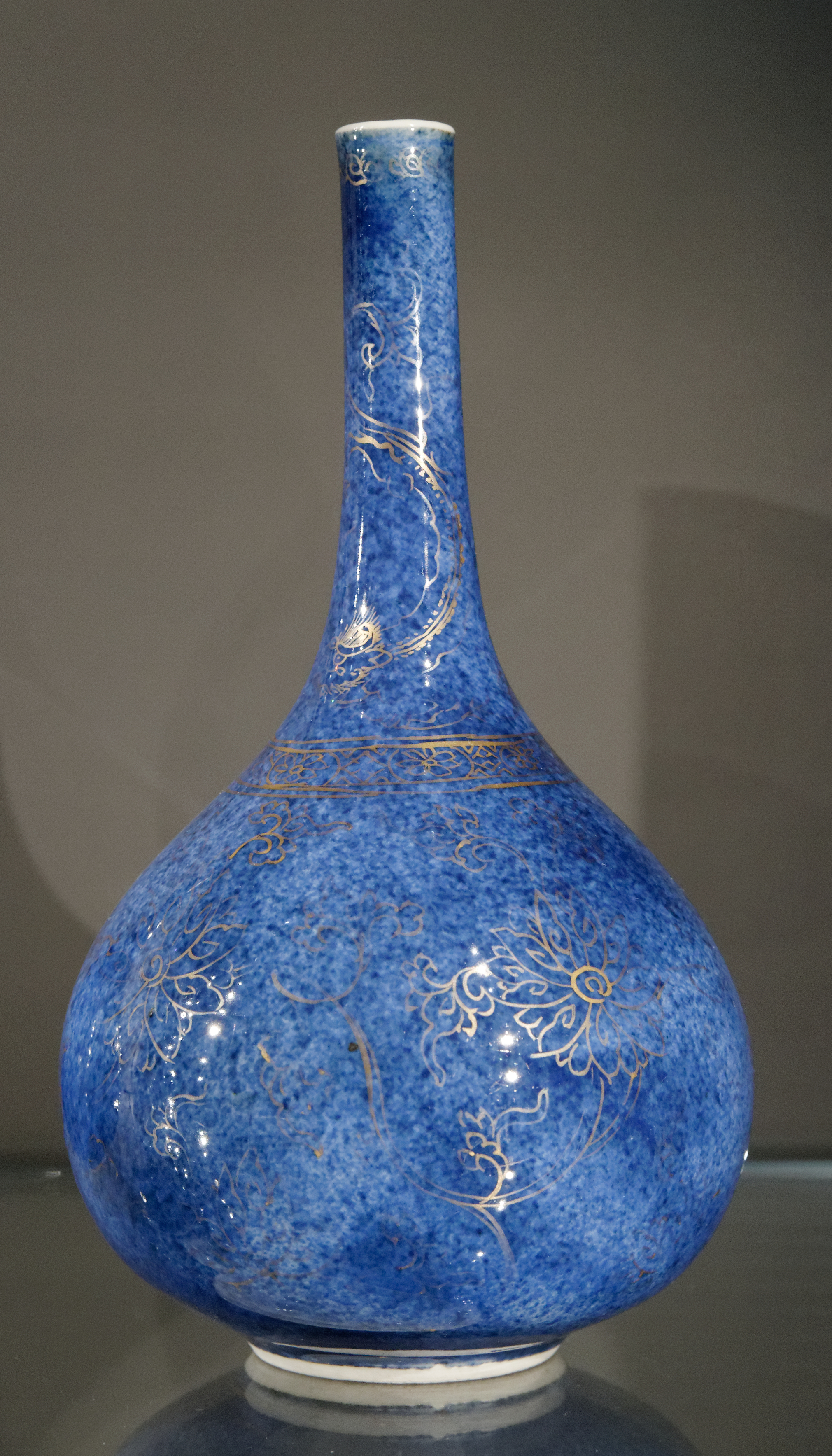
梨形瓶
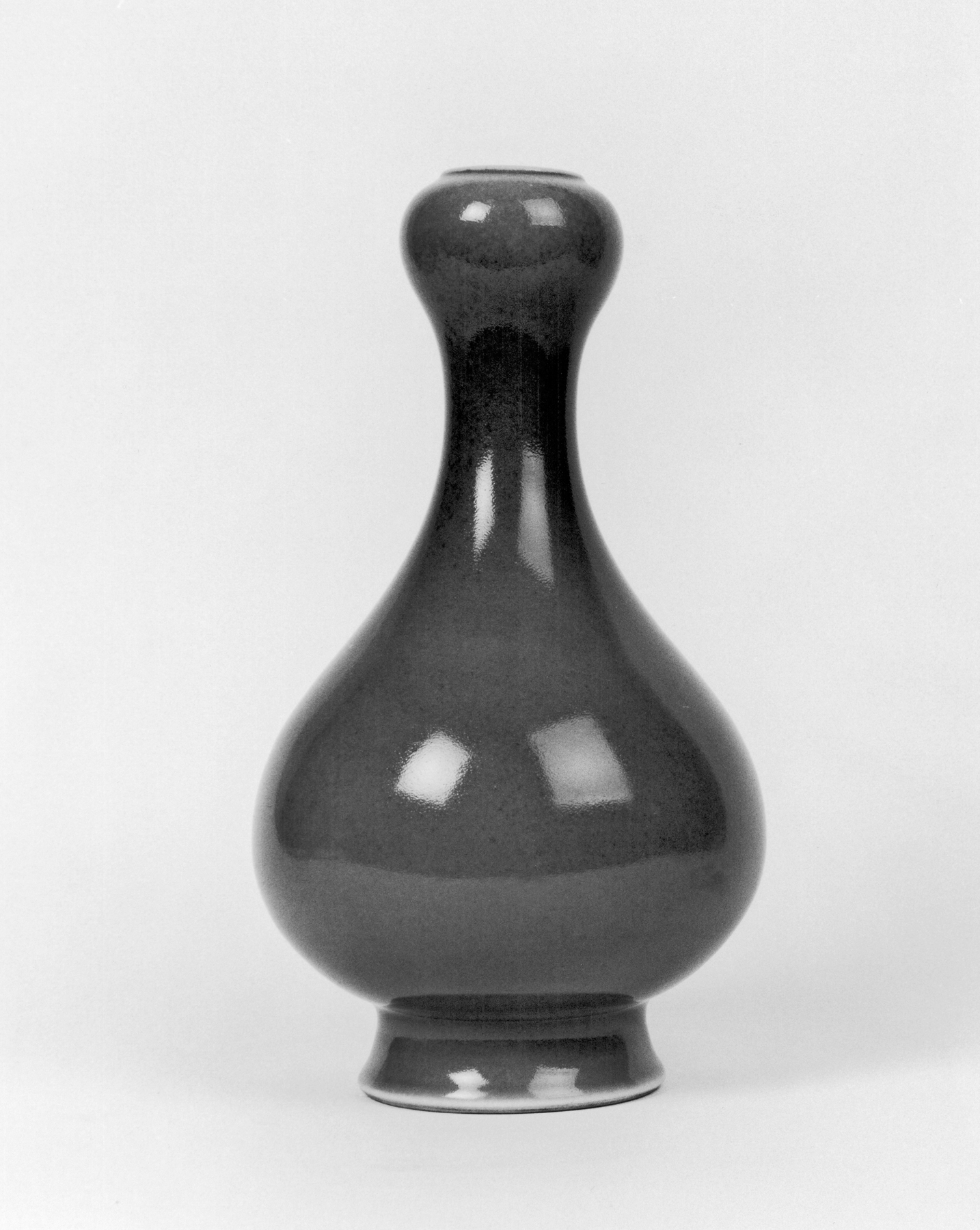
蒜头瓶
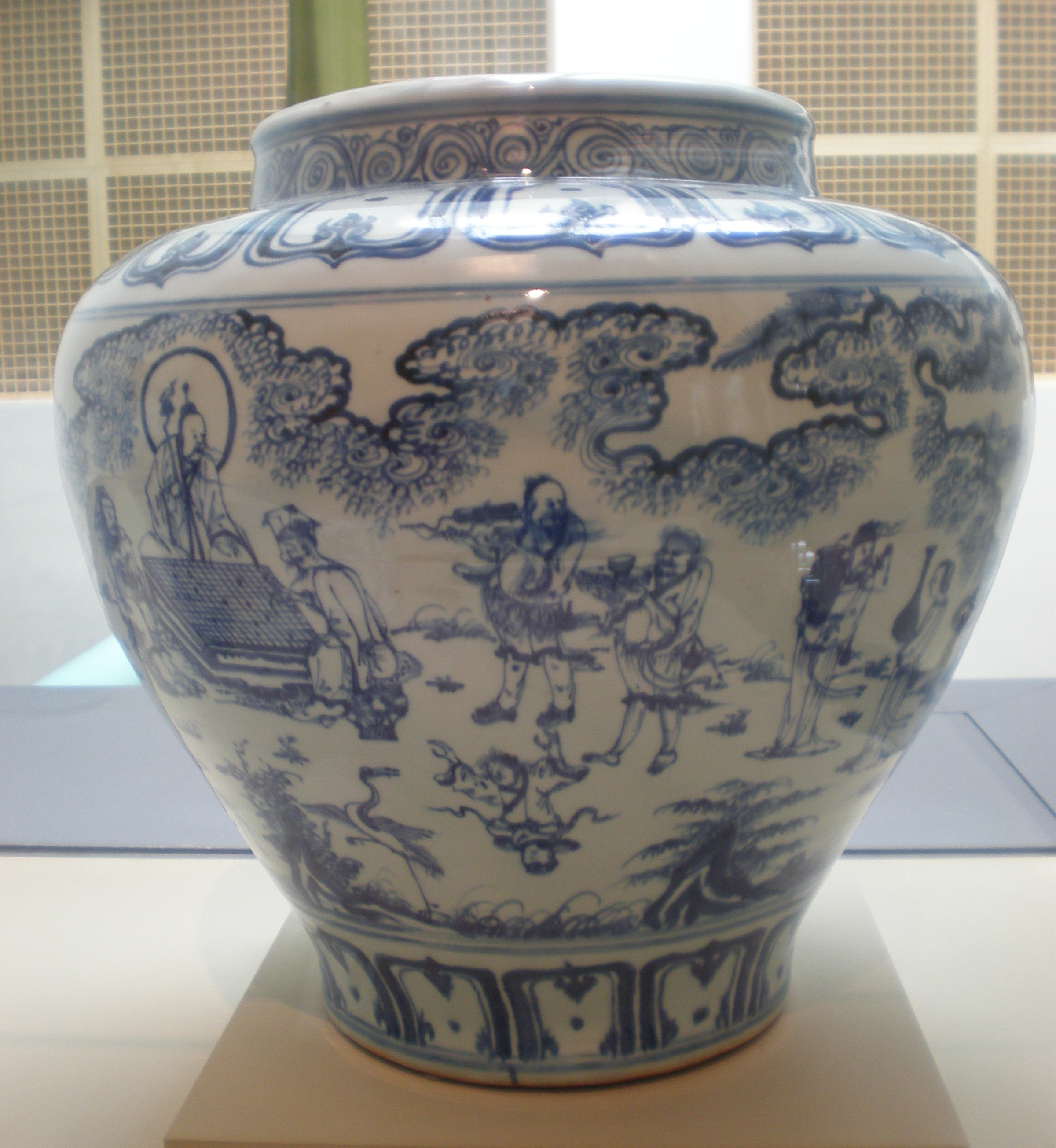
壶
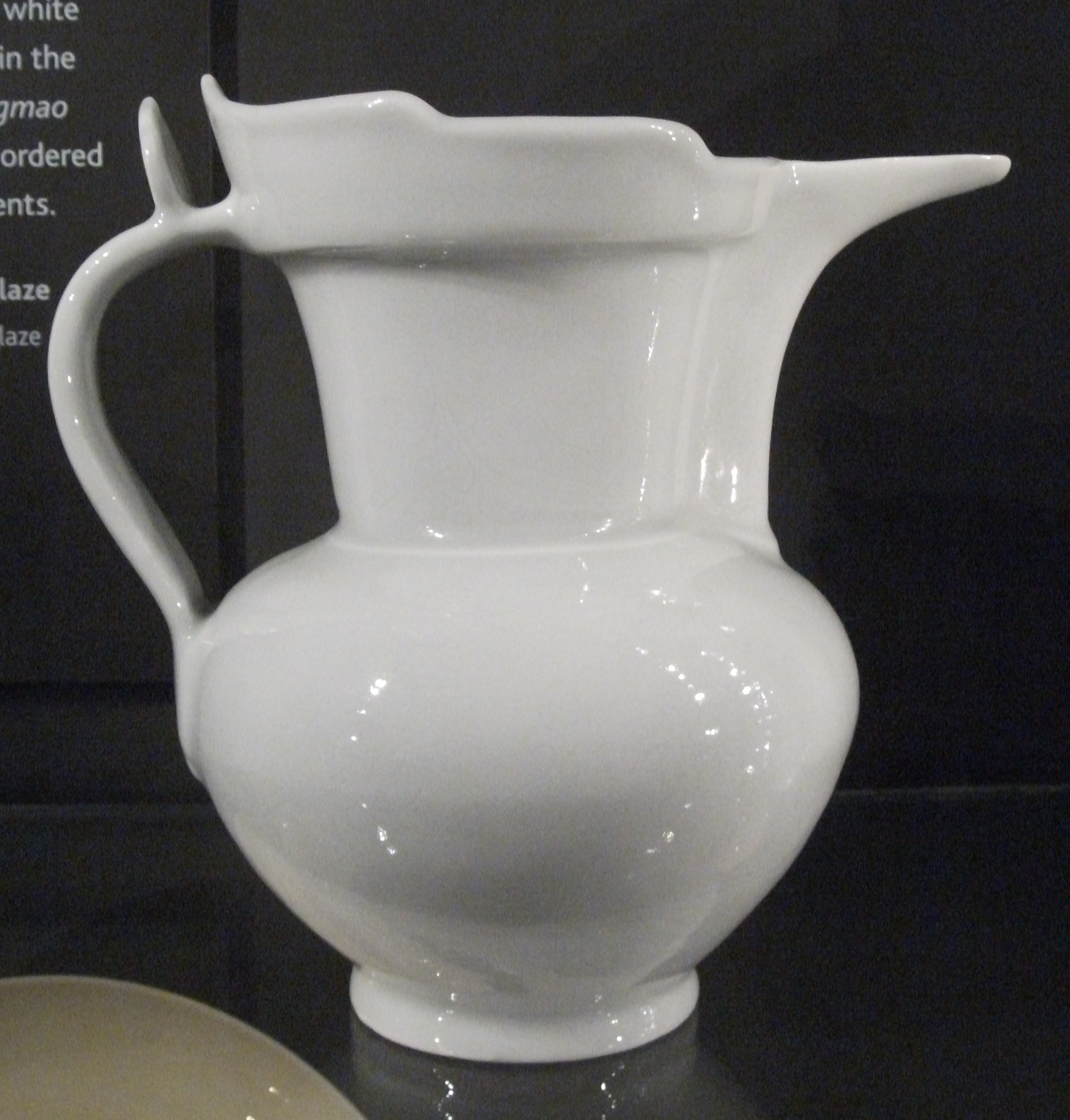
僧帽壶
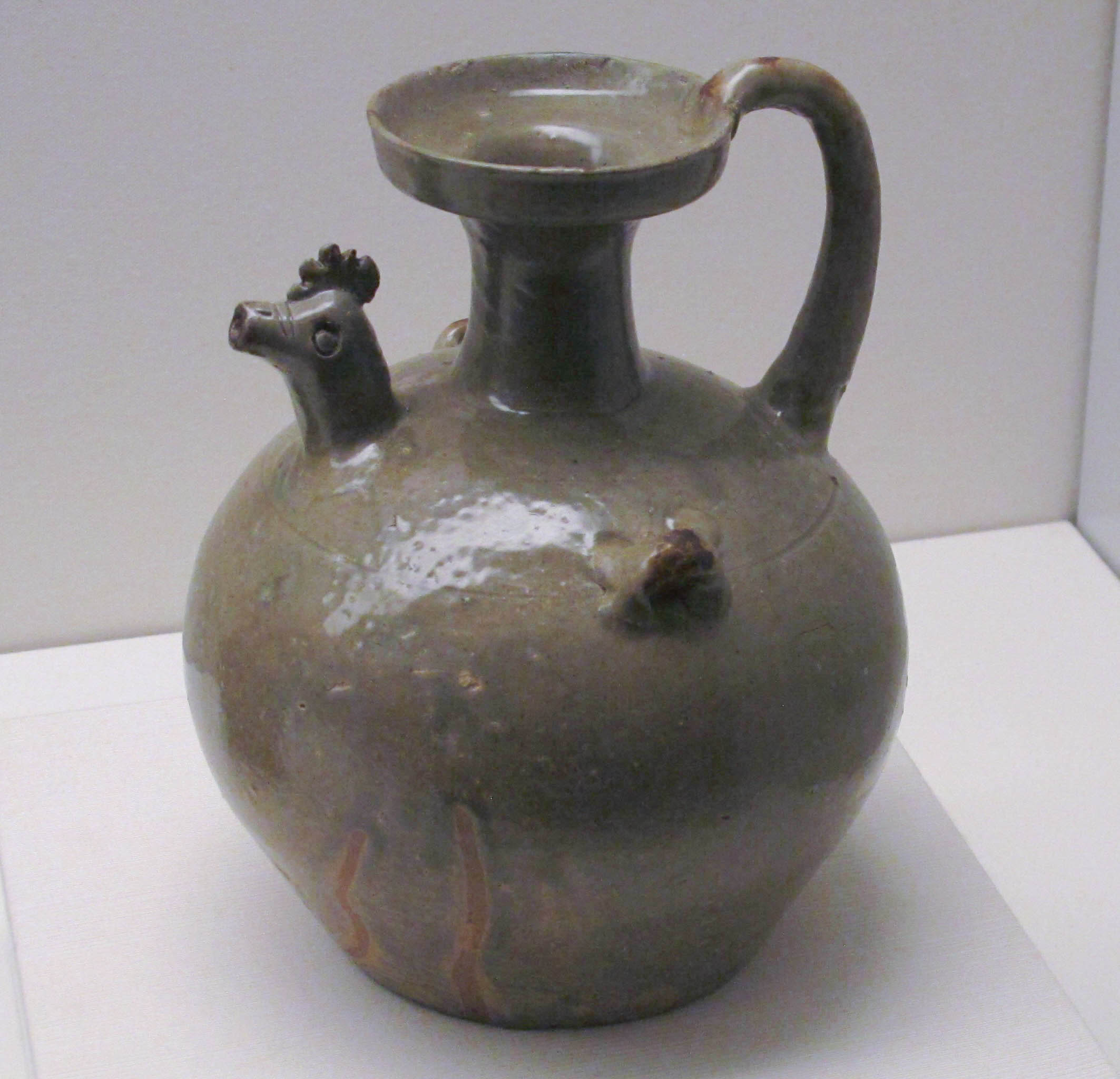
鸡首壶
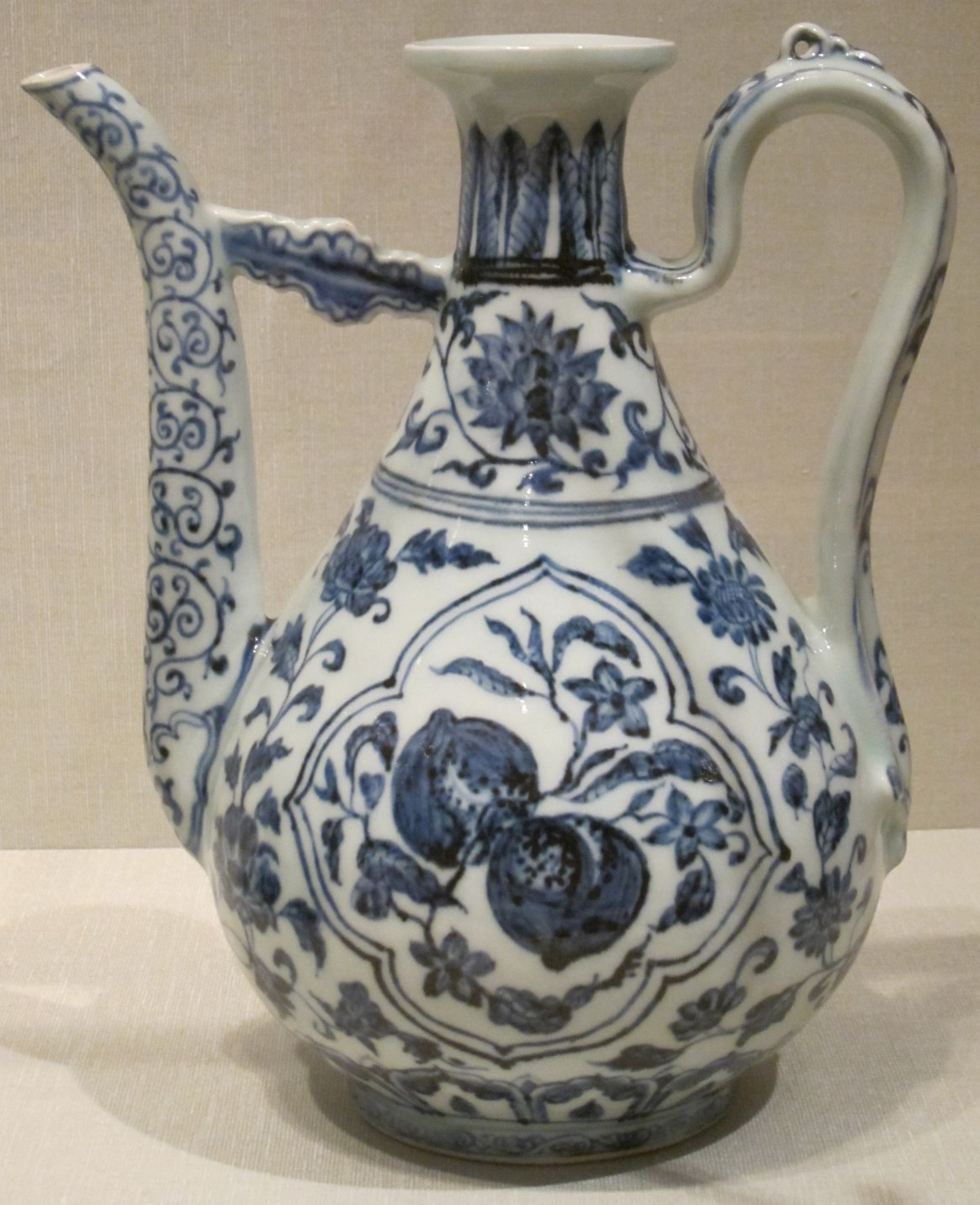
水注

### 其他

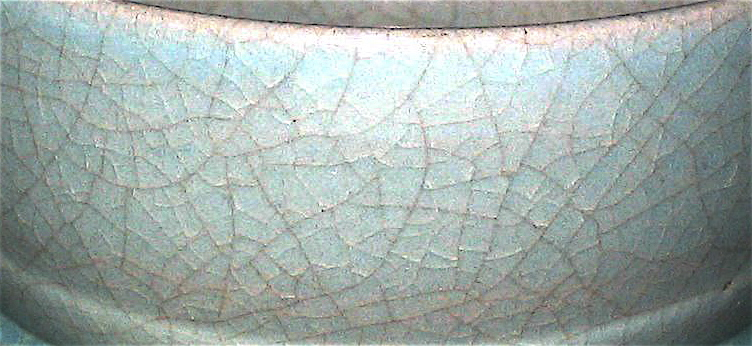
开片

- 耳 - 一部分壶、瓶等在肩部会作出耳状。既可以有装饰的效果，同时也有便于手持或者绳索固定之用途。
- 高台 - 钵、碗、盘、水注等的下方基础部分。高台的内侧往往有铭文，在鉴定文物时可以用作参考。
- 开片 - 在青瓷中常见，因胎土与釉的收缩率差异，导致在釉表面产生的细微裂纹。

## 发展沿革

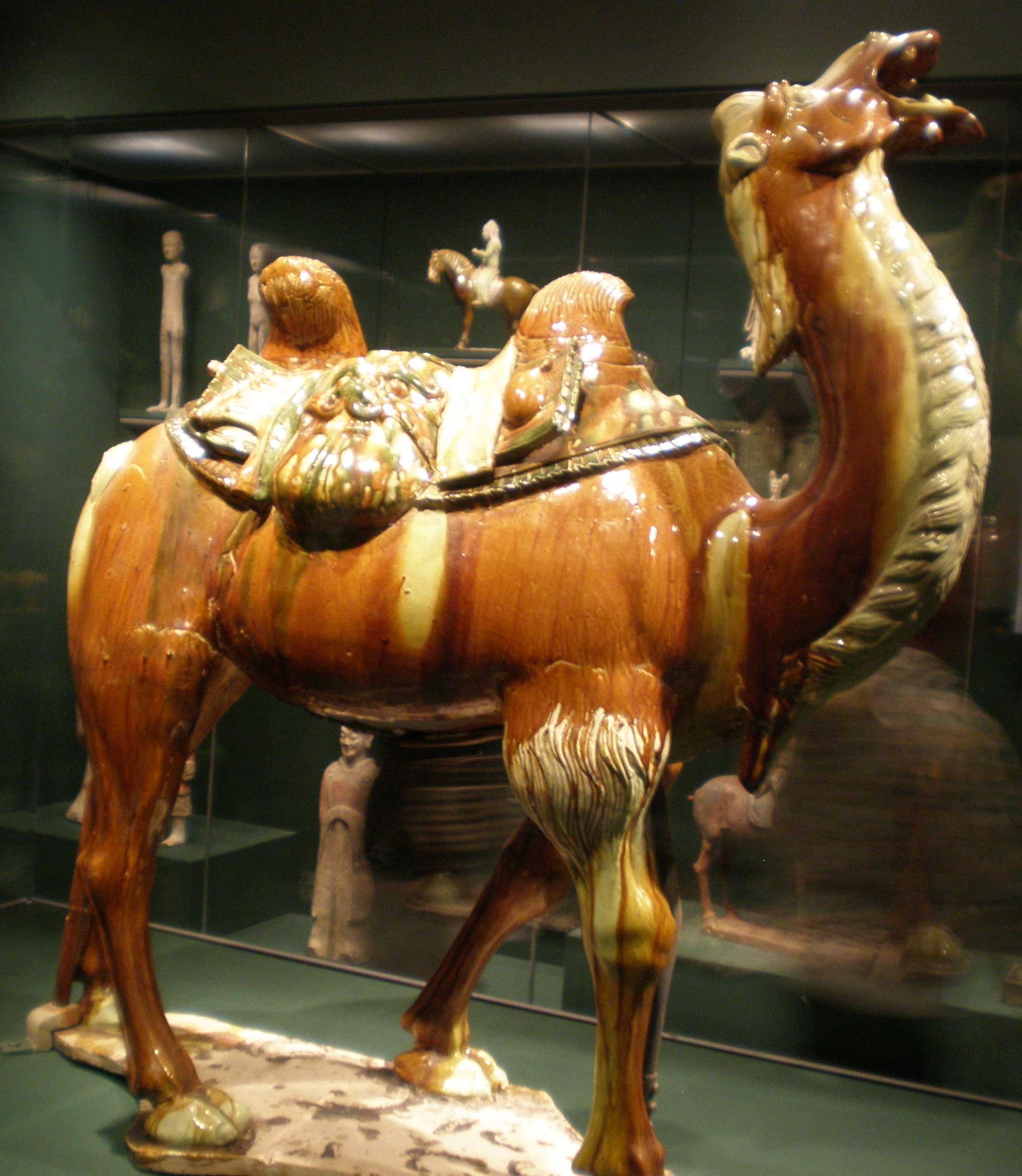
唐三彩骆驼 旧金山 亚洲美术馆

中国陶瓷的精密制造技术和悠久的历史传统在世界范围内绝无仅有，其构成了中国古代文化的重要部分，也是人类物质文化史上的重要研究对象。在不断接受西亚等外国美术的影响中，中国陶瓷保持着独一无二的特色和极高的技术水准。在朝代频繁更替的中国悠久历史长河中，中国陶瓷的传统得到了固守，形成了一部连续一贯的陶瓷发展史。
中国陶瓷的历史开始于新石器时代。虽然目前仍无法确定中国最早期的土器出现于何时何地，但根据对出土文物的放射性碳元素年代检测结果，大约在1万年前已出现了原始的烧制土器（后文也提到，目前有报告称最早的土器可追溯至2万年前）。中国陶瓷的一大特色就是，早新石器文化期，人类已开始使用窑来烧制土器，比原始的普通土器烧制更进一步，通过使用窑炉烧制，可以达到更高的温度，因此可以获得硬度更高的陶器。此外，通过对胎土的挑选，烧制温度以及窑炉内供氧量的调解等技术，人们已经生产出灰陶、黑陶、白陶等富于变化的品种。另外，通过使用陶轮，已能制作容器壁厚薄一致的陶瓷器。另一个特色就是施釉陶的开发。在世界陶瓷史上，不依靠国外的技术引进而独自开发出施釉陶技术的地区只有西亚、埃及地区和中国。中国早在殷中期（即公元前1500年左右）就已开始有意识地在陶器上施以灰釉，生产施釉陶。尽管对于这时期的施釉陶能否被视为“瓷器”这一点还有分歧，但一千多年后的后汉时期（2世纪）已有了真正意义的青瓷器，即“古越瓷”。唐代的陶瓷工艺代表作“唐三彩”仍不是瓷器，其在釉中使用了铅后用低火烧成，大量作为坟墓随葬品或建筑材料使用，并不能用于日常生活。
宋代是中国陶瓷发展的一个高峰。当时的朝廷设置了多处官窑，其中定窑白瓷、汝窑青瓷等代表了当时的最高水平，其产品在器形、色调等方面都堪称经典。同时，华南华北各地也有磁州窑、耀州窑、龙泉窑、建窑、吉州窑等各具特色的瓷器生产据点，其中最有影响力，也引领了此后中国陶瓷史发展的就是江西省的景德镇窑。元代，中国开始生产使用钴元素颜料的青花瓷，并大量出口，成为在伊斯兰世界和欧洲大受欢迎的热卖商品。
明代，景德镇窑成为中国陶瓷业的中心，大量生产青花和五彩等带有绘画装饰的陶瓷品。从明末到清初，景德镇的民窑和福建的漳州窑等生产出口了大量与官窑风格迥异的瓷器，远销至葡萄牙、荷兰、日本等地。到了清代，使用了七宝技法的粉彩（珐琅彩）技術被研发成功，开始在瓷器的表面进行绘画涂色等工艺。随着技术的进步，各种各样的色釉被开发出来，中国陶瓷在成形和施釉技术、描绘技法等方面都达到了前所未有的巅峰。然而在这之后，随着清末民初社会动荡，战乱不断，陶瓷行业的整体水平也出现了明显的下滑。

### 新石器时代陶器

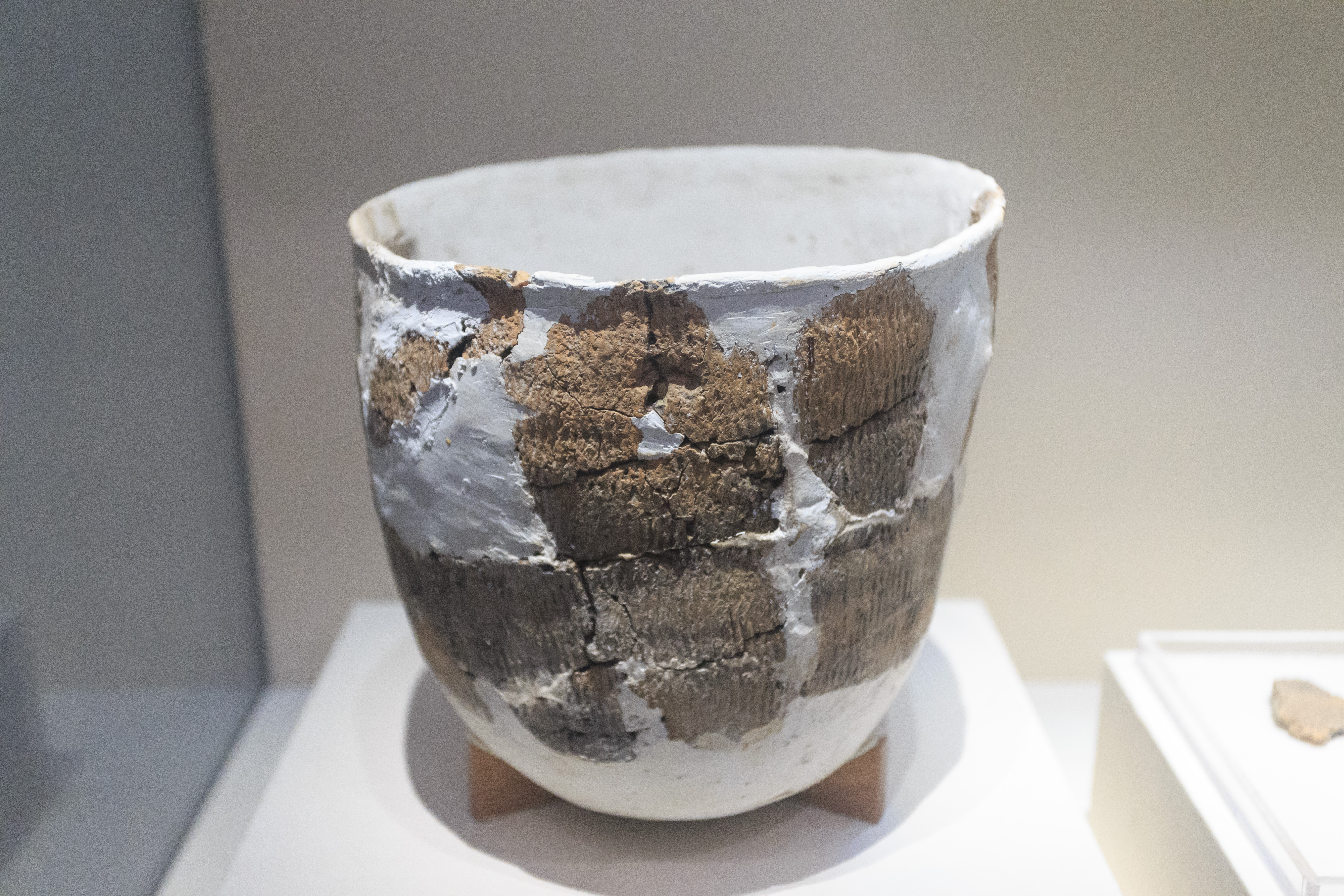
仙人洞遗址出土陶罐，距今约1万年

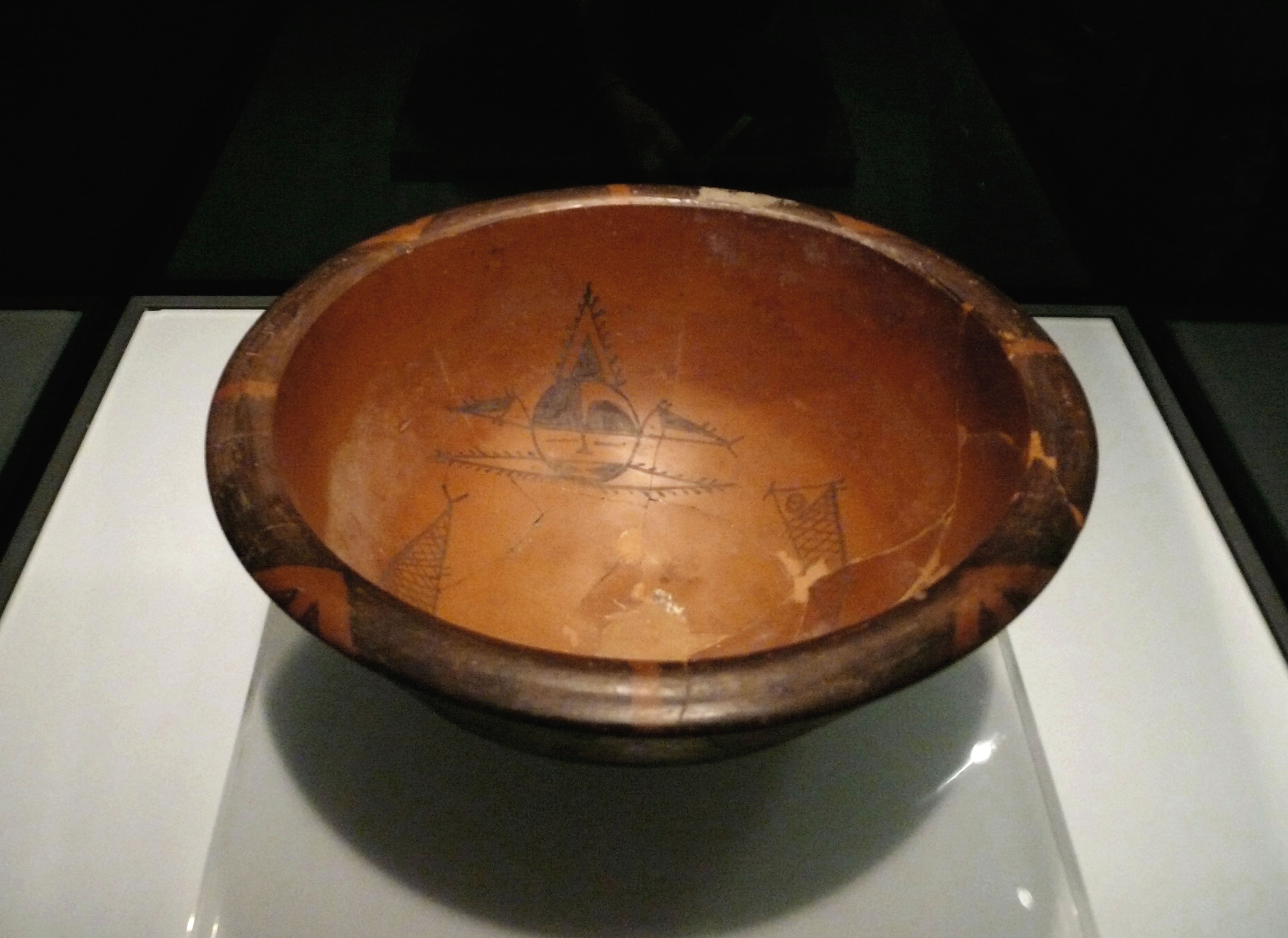
半坡遗址出土人面鱼纹彩陶盆，中国国家博物馆藏

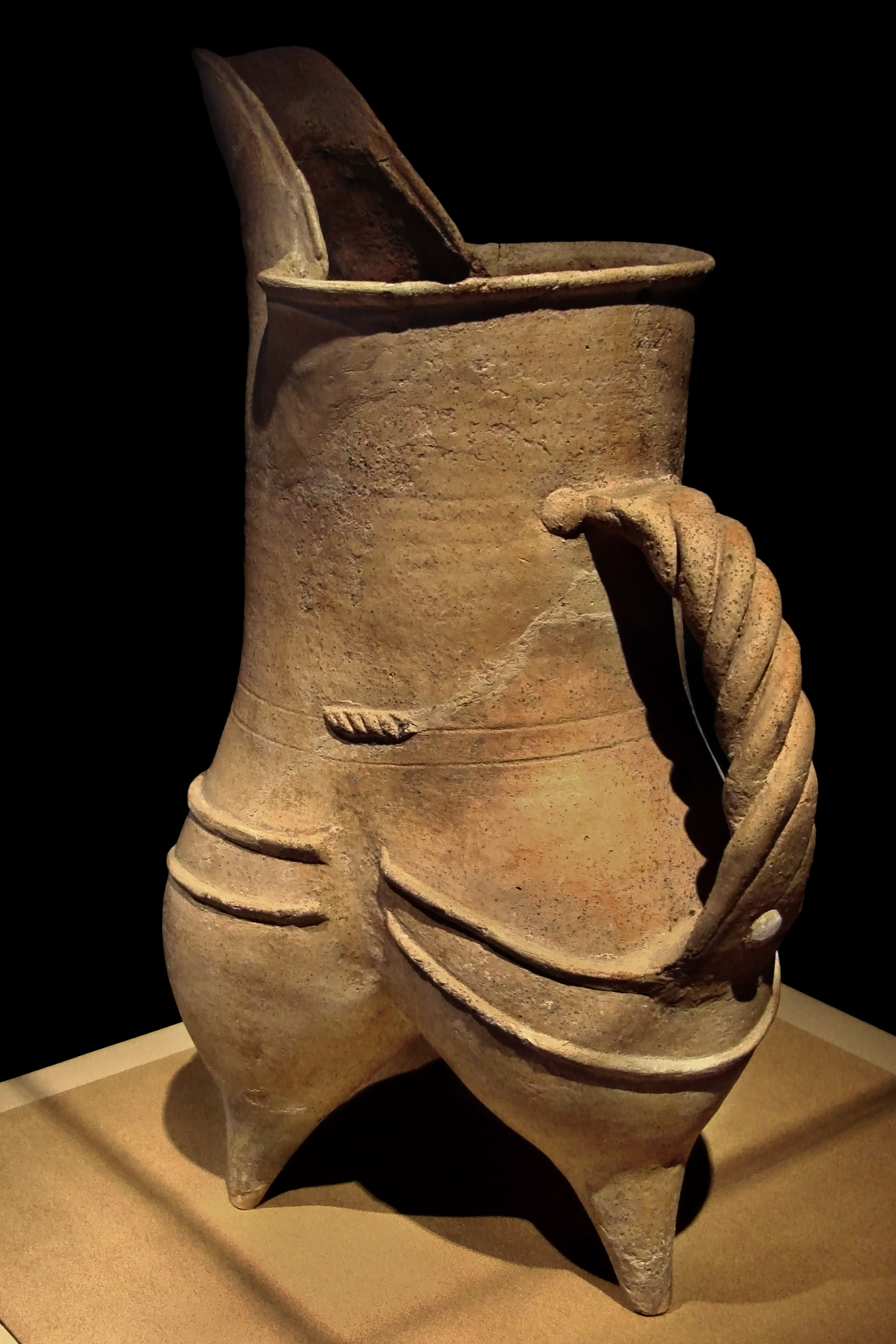
红陶鬶（大汶口文化）

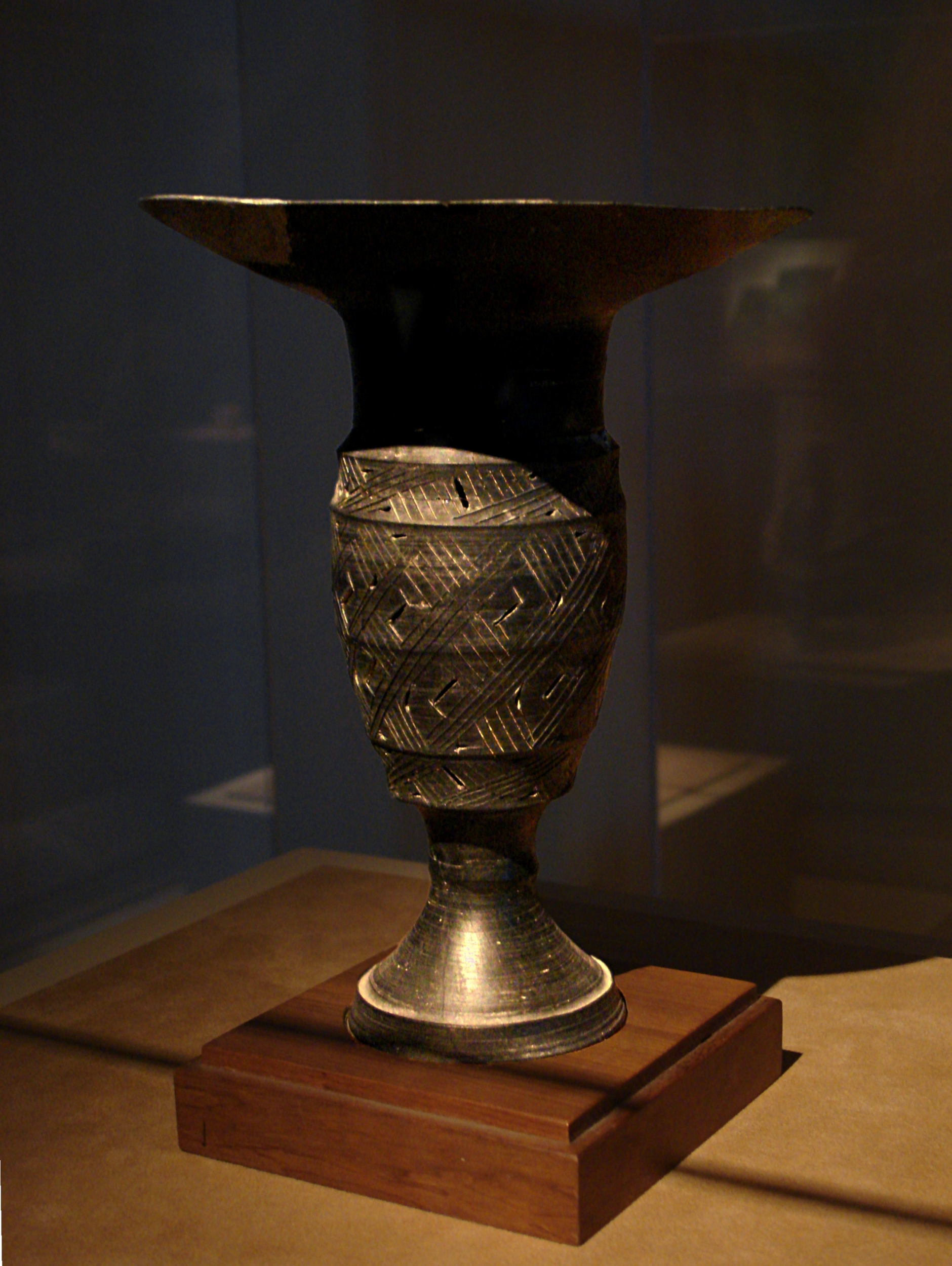
黑陶高脚杯 龙山文化

#### 简介
中国自古以来将新石器时代的烧制器物都称作“陶”，并根据表面颜色进行分类。陶器主要可以分为红陶、灰陶、黑陶、白陶、彩纹陶器（彩陶）等大类。白陶主要使用高岭土（硅酸铝）制成土胎，并在高火中烧制。灰陶与黑陶是在高火的还原气氛中烧制，并在陶器表面吸附碳粉而成。上述三种陶器，都需要精制土胎、高火窑炉和长时间的烧制等条件，因此可以代表当时较高的技术水平。另外，在出土文物中，无法归入上述各类陶器的粗制土器，被后世研究者称为“粗陶”。
中国直至20世纪，才确认了新石器时代陶器的存在。1921年，瑞典地质学家安特生在河南省渑池县仰韶村（现为三门峡市）发现了彩纹陶器。因此，新石器时代的彩纹陶器曾一度被称作“仰韶陶器”或者“安特生陶器”。而中国的新石器时代多被划分为以彩纹陶器为代表的“仰韶文化”和此后以黑陶为代表的“龙山文化”。但在后期的各地考古中发现，彩纹陶器并非仰韶文化所独有，因此不适宜将之称为“仰韶陶器”。在中国西部的甘肃省也发现了彩纹陶器，因此安特生等欧美学者认为彩纹陶器发源于西亚地区，通过甘肃传播至黄河流域。对此，中国学者主张中国的陶器文化是固有的自生文化。通过放射性碳元素的测定实验，目前主流观点认为：中国陶器是在中国独自发生并进化的。另外，彩纹陶器不仅在黄河中上游流域和甘肃等地存在，也在黄河下游以及江南等地出现，因此被认为是中国各地普遍存在的特有陶器文化。

#### 最初期的陶器
目前对于中国史前时期的陶器研究，仍有大量的真空地带，可能随着今后的考古发现而发生重大的变化。2012年6月29日出版的美国《科学》杂志刊登了北京大学研究人员的成果，科研人员对江西上饶万年县的仙人洞遗址出土的陶器碎片进行了年代测定，确定陶器距今约2万年。除仙人洞外，出土了初期陶器的地点还包括广西桂林的甑皮岩遗址和河北保定徐水县南庄头遗址等。上述地点的出土文物经放射性碳元素测定法或热释光法等检测，被认定为制造于约1万年前。仙人洞遗址出土的陶器碎片在复原后，发现是一个圆底的壶形土器，表面有绳纹，土胎中含有石英颗粒等，是一个比较粗糙的陶器。这一时期的陶器制作方法目前尚不确定，但根据云南省或泰国等地的民俗考察，专家推测可能是使用了“倒扣覆烧技术”。所谓“倒扣覆烧”，就是在成型干燥后的土器周边覆盖稻草，再以粘土密封成窑炉进行烧制。
以完整陶器形态出土的遗址包括河北武安的磁山遗址和河南新郑的裴李岗遗址（均在公元前7000 - 5000年左右）、浙江余姚的河姆渡遗址（公元前5000年前后）等。这些地区的出土陶器都没有使用陶轮，都是通过手捏定型，大致在700〜900度的火温下烧制的。磁山和裴李岗的陶器为赤褐色的红陶，表面有打磨过的痕迹。而河姆渡的陶器为黑褐色，表面有动物或植物等图案，并涂了漆，但仍然没有发现彩陶。裴李岗遗址还发现了中国最早的窑炉遗迹。窑炉的平面如一把带柄的镜子，为横穴式，窑下部为燃烧室，上部为烧成室，在分隔上下部的隔层上安置着待烧制的陶器半成品。这一窑炉结构属于相当先进的水平，可以推测在此以前还存在更为初级的窑炉形态，但目前尚未得到确认。

#### 各地的新石器文化
新石器时代中期以后，黄河中、上流域的老官台文化（陕西省）、仰韶文化（陕西省、河南省）、甘肃的马家窑文化（又称甘肃仰韶文化、甘肃省、青海省）、黄河下游流域的大汶口文化（山东省、江苏省）、龙山文化（山东省）、江南地域的河姆渡文化（浙江省）、马家浜文化（上海市）、良渚文化（浙江省）、四川的大溪文化（四川省、湖北省）、长江中游流域的屈家岭文化（湖北省、河南省）等多个文化纷纷涌现，出土了大量彩陶、黑陶等具有特色的陶器。
老官台文化（公元前4500年左右）中发现了灰陶。灰陶的制作需要高温的还原气氛烧制法，因此可以推测当时已有窑炉的存在。仰韶文化分为以半坡遗址（西安郊外）为代表的半坡类型（公元前4000年左右）和以庙底沟遗址（河南省）为代表的庙底沟类型（公元前3300年左右）。半坡遗址中发现了环壕聚落遗址群以及公墓和窑炉遗址。半坡遗址也出土了彩陶，但大多数出土陶器多为粗陶，彩陶仅占全部的5％左右。甘肃的马家窑文化分为马家窑类型（公元前3000年）、半山类型（公元前2600年）、马厂类型（公元前2200年）等，以彩纹陶器为特色。此后的甘肃陶器的代表还有齐家文化、辛店文化等。黄河下游流域的大汶口文化（公元前4000 - 2300年）以山东省泰安市的大汶口遗址为代表，初期以红陶为中心，也有少量彩纹陶器、灰陶和黑陶。中期以后主要以灰陶、黑陶为主，也出现了白陶。大汶口文化后继之而来的是龙山文化（公元前2400 - 2000年），其代表为山东省章丘市的城子崖遗址，出土陶器的特点是使用了陶轮成型的薄壁黑陶。马家浜文化（公元前3600 - 2700年）以嘉兴市马家浜遗址为标志，与之后在上海青浦区发现的崧泽文化构成连续，主要以红陶、灰陶以及陶轮成型的黑陶为特点。良渚文化（公元前2750 - 1890年）以浙江省杭州市余杭区的良渚遗址为标志，其主要出土黑陶。大溪文化（公元前4000 - 3000年）以红陶为主，也有少量黑陶和白陶。屈家岭文化（公元前3000 - 2500年）的特点在于薄如蛋壳的黑陶以及彩纹陶器。

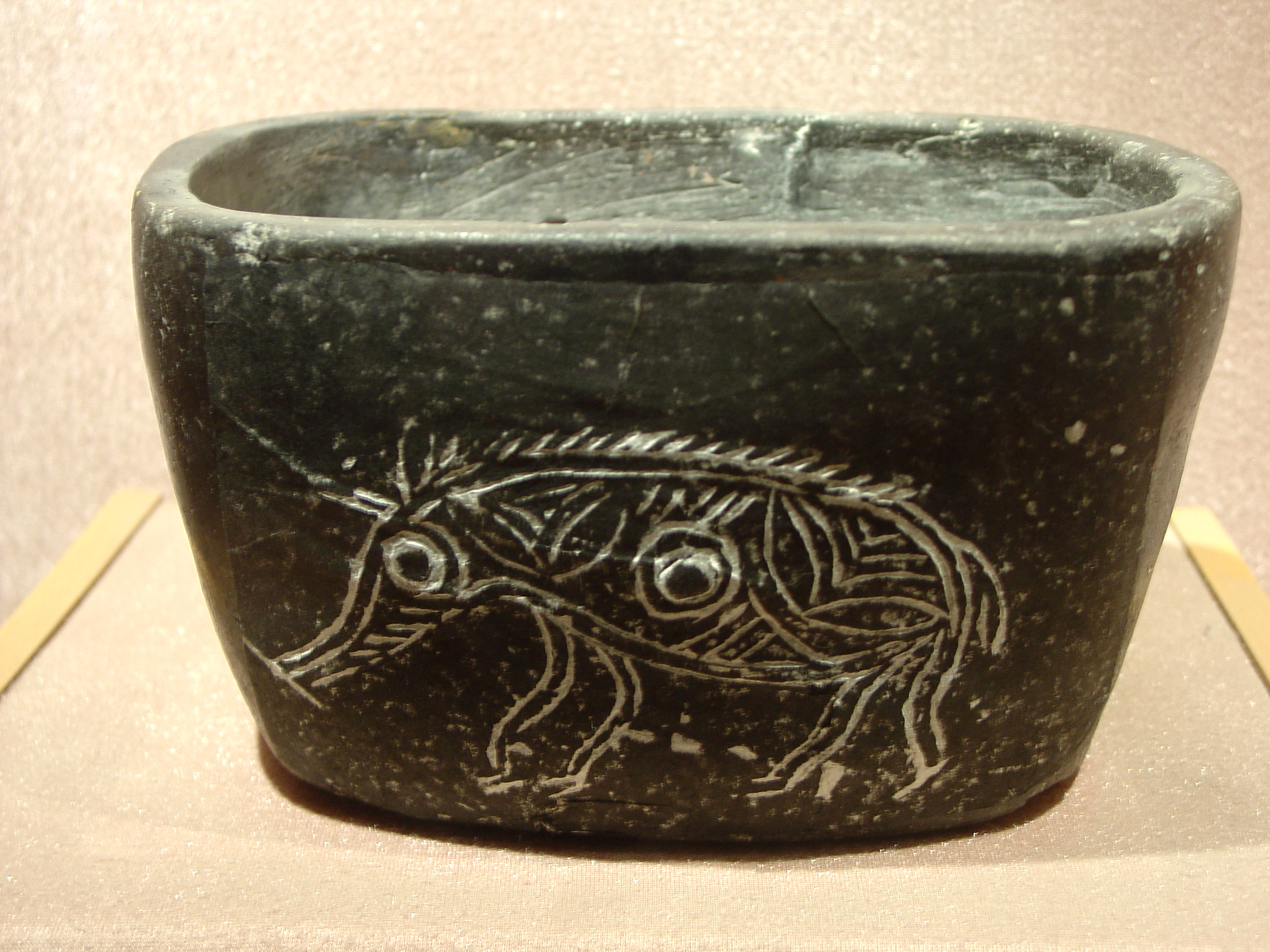
河姆渡遗址出土猪纹陶缽，浙江省博物馆藏
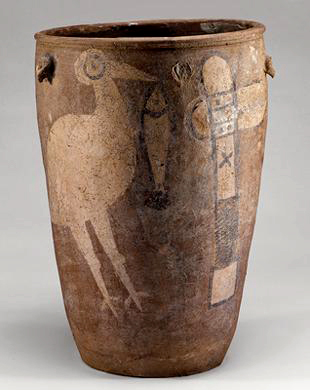
彩画鸟魚石斧文甕 仰韶文化
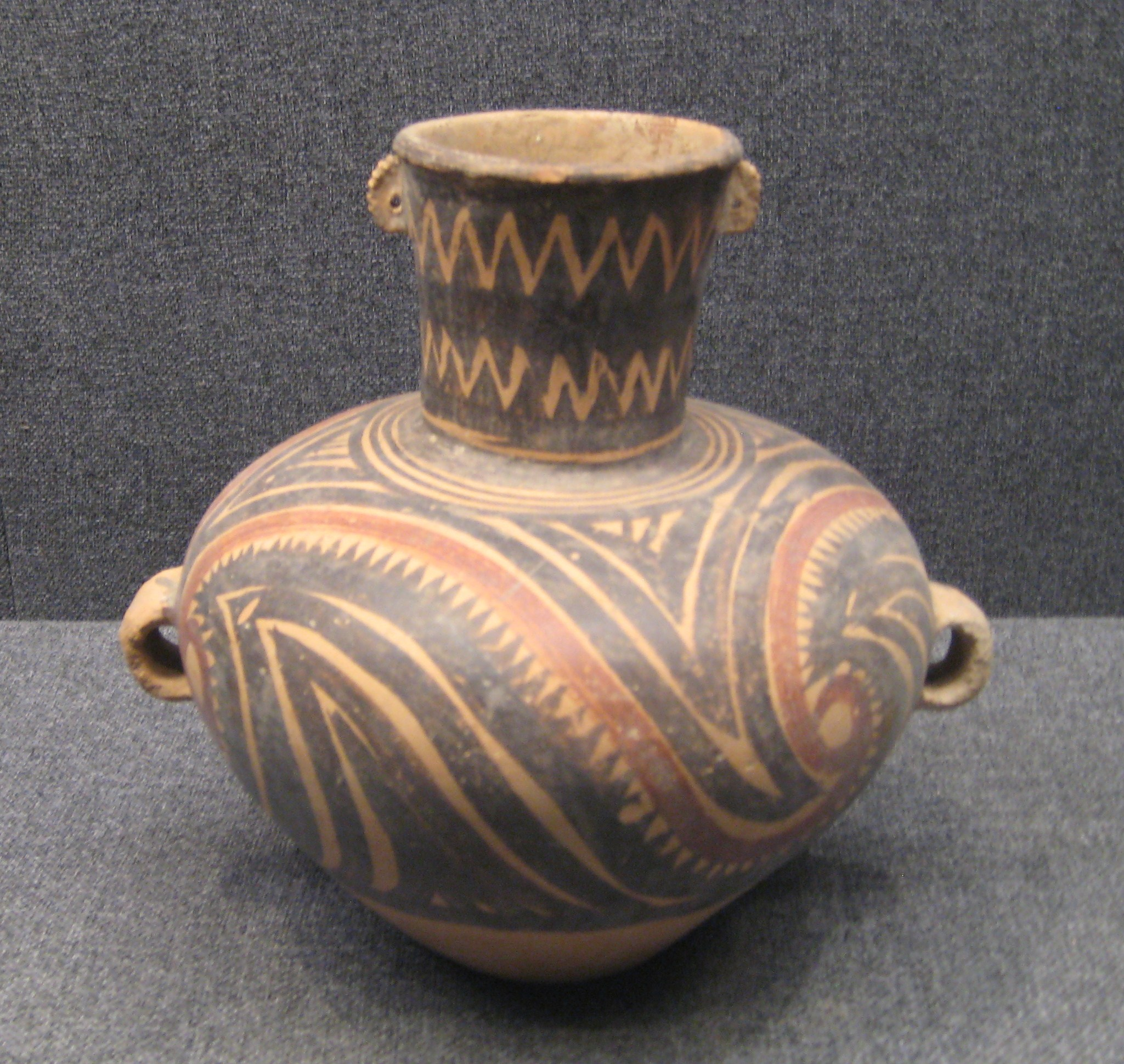
彩纹陶器 仰韶文化半山类型

### 殷周時期陶瓷

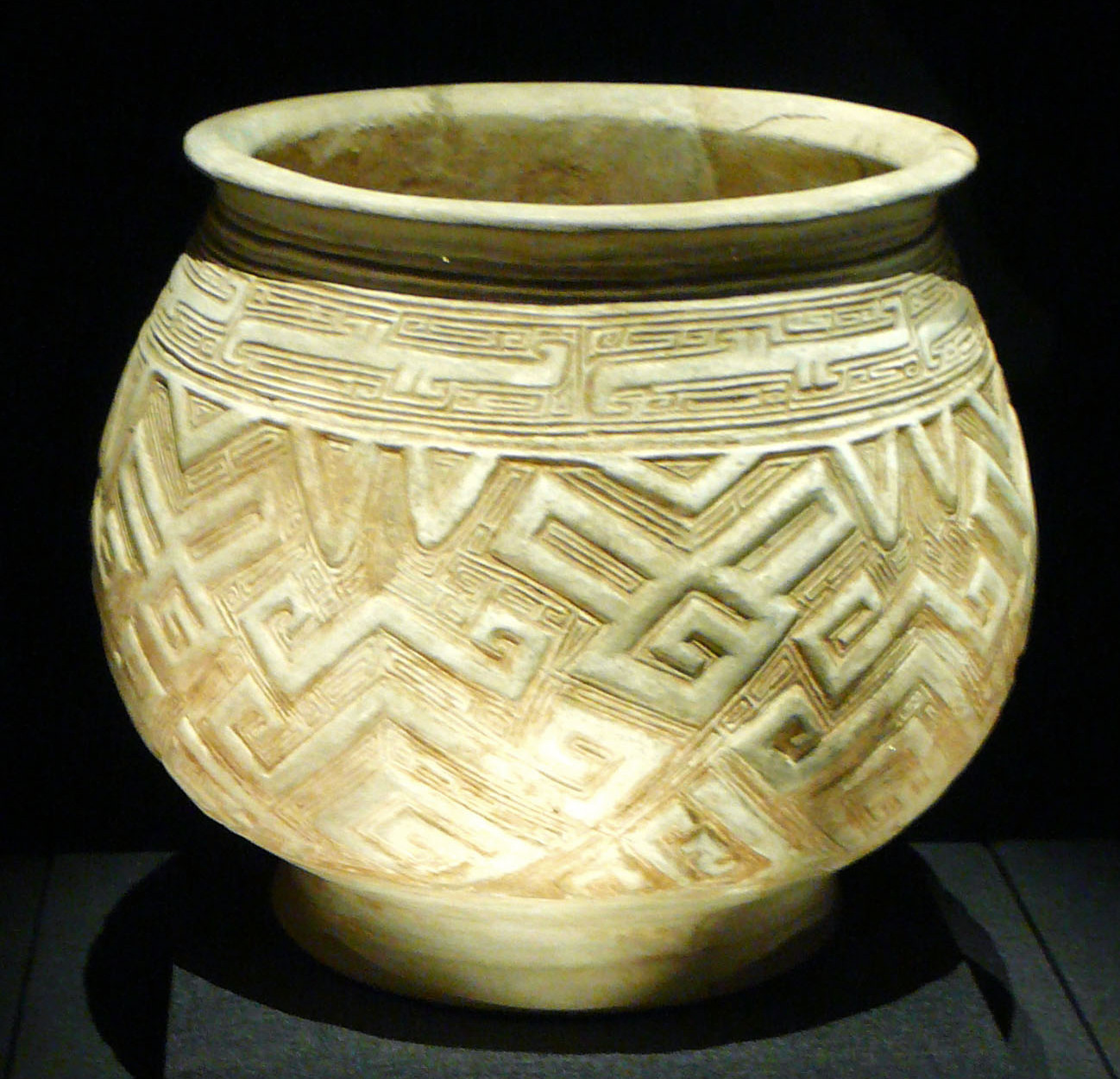
印纹白陶壶　殷

殷商时代（公元前17世纪 - 11世纪）的陶瓷史中最重要的就是人工施釉的原始瓷器的出现。在高温燃烧的窑炉中，将燃料木材的灰与土胎中的硅酸结合，会在陶器表面产生玻璃状的薄膜。这被称为“自然釉”。在朝鲜半岛和日本的陶器中，首先经历了窑内木灰的自然釉阶段才进入施釉陶时代，但中国各地绝大多数都没有经过自然釉阶段，直接出现了人工施釉并长时间高火烧成的陶器。
如上文所述，在中国、日本和欧美等地，“瓷器”的定义原本就有差异。中国将施釉后高火烧成的器物一律称作“瓷器”。对于殷代的施釉陶，中国称作“原始瓷器”，而日本对此一般叫做“灰釉陶器”。
原始瓷器出现在殷代中期的公元前1500年左右。从一同出土的青铜器的样式来看，能够被确实认定为殷代中期作品的原始瓷器主要有河南省郑州市铭功路殷墓出土的灰釉大口尊。此尊在黄灰色的土胎上刻有图案，并施以灰釉，釉呈黄绿色。此外，河北省藁城台西遗址、江西省吴城遗址等也出土了殷代的原始瓷器。原始瓷器的诞生过程目前尚不清楚，但有观点认为与新石器时代后期在华南地区出现的印纹硬陶有一定关系。所谓印纹硬陶，是在土器表面印有图案后以高火烧制的陶器，其从图案、土胎、高火烧成这几点来看与原始瓷器有一定关联性。上述的吴城遗址也发现了后世龙窑（利用斜坡建造的一种窑体）的雏形，并从中发现了原始瓷器的碎片与印纹陶器混杂在一起。然而，从殷代遗址出土的陶片中，原始瓷器仅占一小部分，并没有被大量生产。殷代原始瓷器的器形与同时代青铜器的共同点较少，主要以壶、豆、尊为主。
殷代陶瓷中的另一种著名品种就是印纹白陶，但遗存于世的数量非常稀少。在白色的高岭土土胎上刻入细密的图案，并以高火烧制成高硬度的器物，无论是器形还是图案都与同时代的青铜器相似。美国弗瑞尔艺廊收藏的白陶雷文罍就是典型的印纹白陶，但类似的完整陶器非常罕见。
进入西周（公元前11世纪 – 771年）后，原始瓷器的数量开始增多。新中国成立后，开始大规模挖掘殷周时代的遗址，从西周一代的坟墓的出土品，可以明确地为西周原始瓷器的发展史进行断代。河南省濬县辛村遗址（贵族墓群）、河南省庞家沟周墓、安徽省屯溪周墓、浙江省衢州市土墩墓、江苏省句容市浮山果园土墩墓等出土了大量原始瓷器。从数量来看，尽管华北地区也有原始瓷器的出现，但华南地区的出土量占了绝对多数。但华南和华北在出土品的器形和釉等方面没有大的差别。因此有两种观点：一种认为原始瓷器是在华南和华北分别生产的，另一种认为这种陶器主要在土原料和木材更为丰富的华南烧成，然后运往华北。
原始瓷器在春秋战国时期也持续有生产，但直到后汉时代的公元2世纪，才出现了能与后世的瓷器相媲美的青瓷。这主要是由于从殷周到春秋战国时期，当时的先进生产力主要关注青铜器的研发，导致陶瓷器的生产工艺的改良比较缓慢。

### 春秋战国时期陶瓷

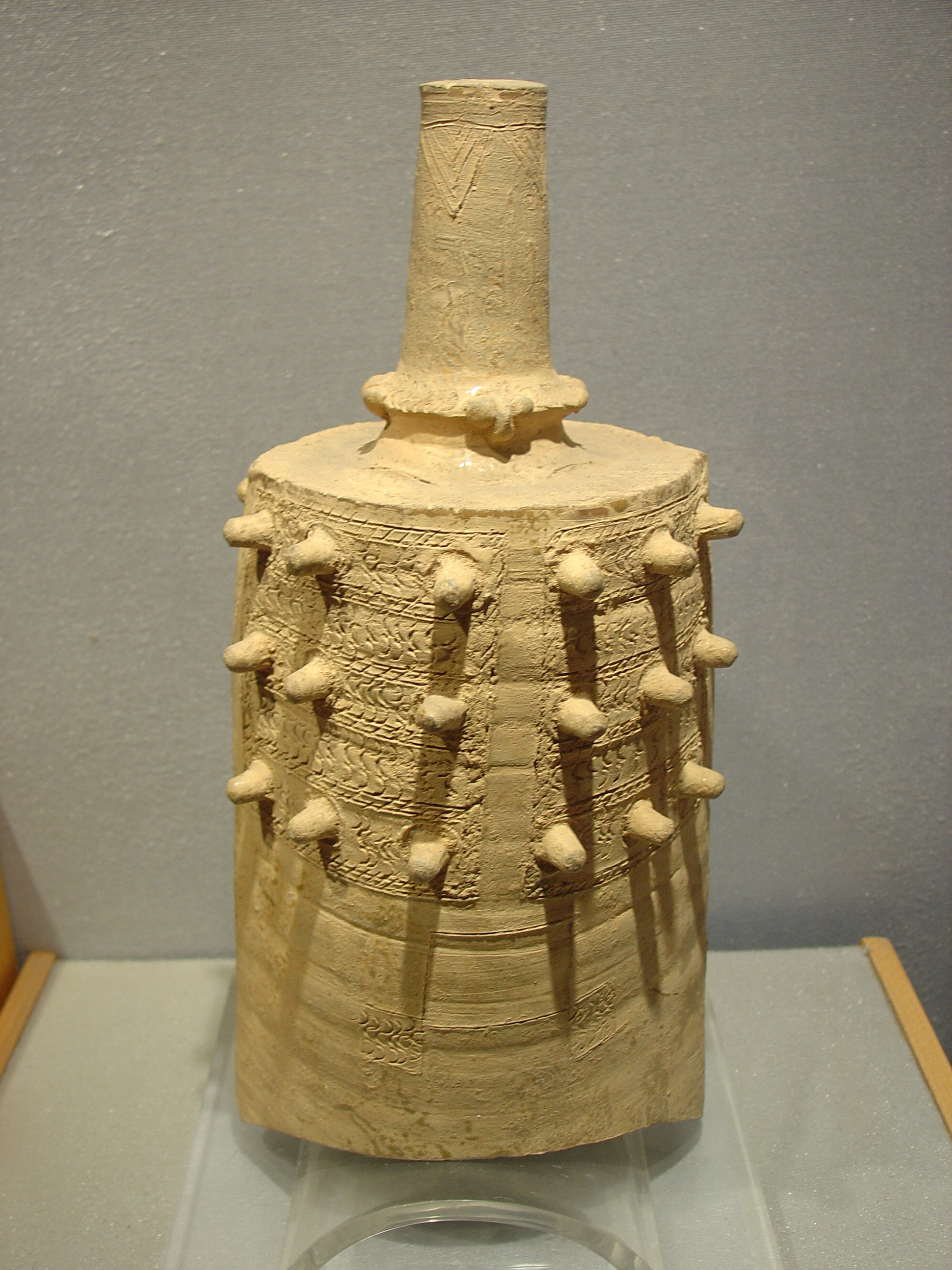
原始瓷甬钟，浙江省博物馆藏

春秋战国时期的江浙一带出土了大量的原始瓷器，但同时代的华北地区却几乎没有发现同类陶器。浙江省湖州市德清县发现了40多处烧制春秋时期原始瓷器的窑炉遗址。该县皇坟堆（圆坟）出土了27件原始瓷器，却没有发现任何青铜器。从此可以看出，在华北地区关注青铜器生产的同时，华南地区主要生产原始瓷器。目前，在华南的原始瓷器中发现了模仿同时代青铜器的陶器，例如嘉兴市海盐县的土墩墓出土了一组13件的编钟，还有45件原始瓷器的乐器。上述乐器与青铜器非常近似。从南朝起到唐代，江浙一带就是生产越州窑青瓷的主要地区，而研究认为，春秋战国时期的原始瓷器就是后代青瓷的起源。

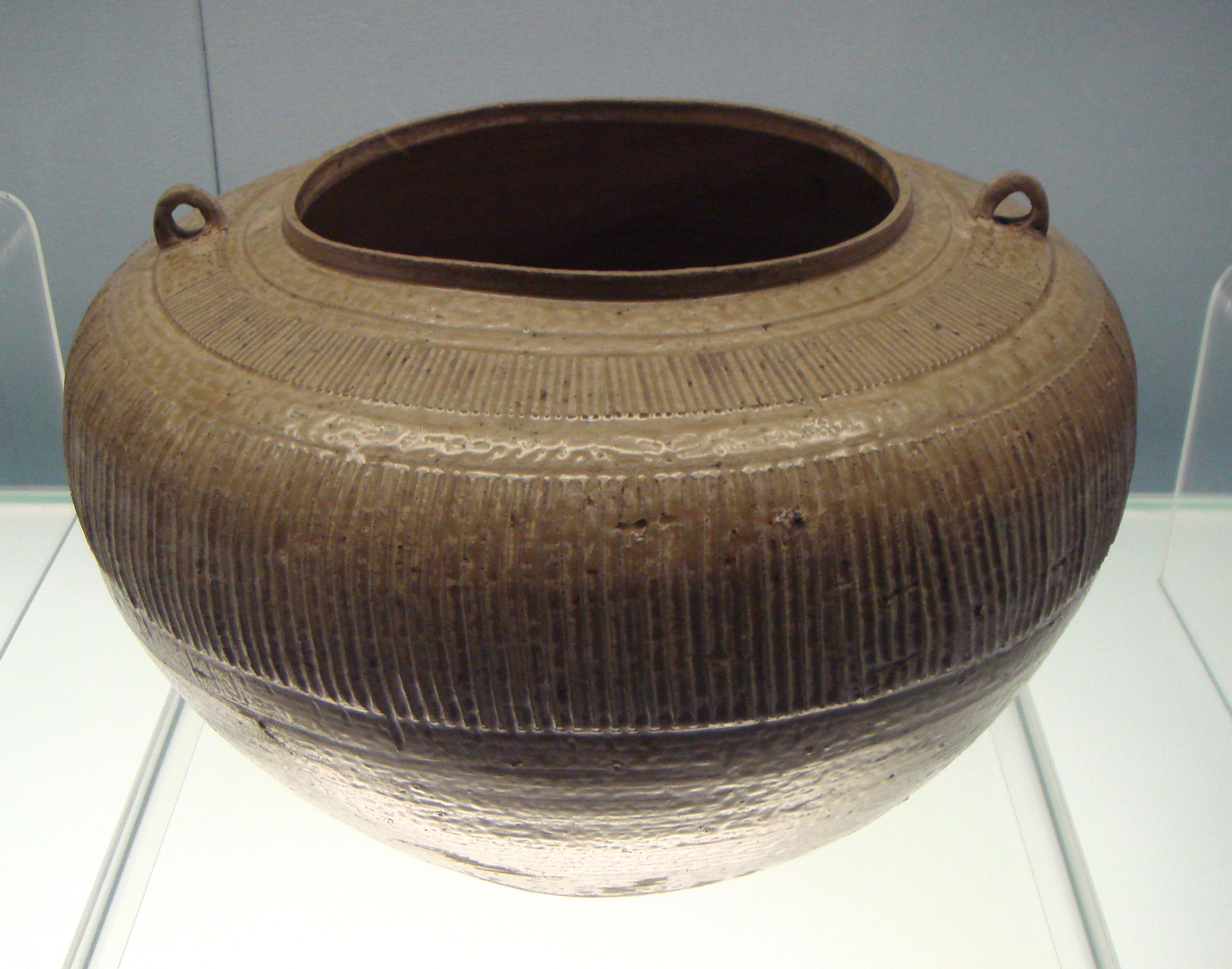
灰釉壶 战国时代

到了战国时代后，江南地区仍然大量生产原始瓷器。器形分为青铜器复制品和日常生活容器等两类，窑址主要包括浙江省杭州市萧山区进化镇和绍兴市绍兴县富盛镇等地的20多处。从殷周开始直到汉代长期存在的原始瓷器，以前一直被认为仅仅是战国时期的文物，但在1949年后的各地考古成果发现了春秋时期的原始瓷器，因此从殷周到春秋战国为止的原始瓷器发展史就更为清晰了。公元前1500年左右诞生的原始瓷器在战国中期发展到顶峰，之后就处于停滞不前的状态。在这过程中，似乎原始瓷器在一段时间出现了断层，例如公元前3世纪左右就没有发现过原始瓷器的出土品。汉代以后，虽然又出现了原始瓷器的技术，但无论是技法还是釉调方面都比战国时期出现了明显的倒退。
战国时代的陶器除了原始瓷器外，还包括华北地区的加彩灰陶。灰陶是在高温的还原气氛下烧成的，其历史可以追溯至新石器时代，但在灰陶的器表以红、白、黑等颜料绘画或刻入纹样的加彩灰陶则出现在春秋时代。与新石器时代在烧成前画上图案的彩陶不同的是，加彩灰陶是在烧成后进行着色和绘图的。河北省保定市易县的燕下都遗址是战国后期的都城，从该处的古墓中发掘出了大量作为随葬品的加彩灰陶。这些陶器的器形与青铜器或漆器相近。

#### 黑陶与铅釉陶
战国时代比较有特色的陶器是在河北省平山县中山王墓出土的黑陶。这批黑陶形状与当时的青铜器或漆器类似，器表黝黑光亮，经过精心打磨，在形态和质感上非常接近金属器物。在黑陶器的表面有一种被称为“磨光纹”的特殊纹样。所谓“磨光纹”，不施色彩，在成型后的器面上以竹制或木制工具磨出纹样，随着光线的照射角度变化，而在黑色陶器的表面呈现出黑色的纹样。
以低火度烧成的色泽鲜艳的铅釉陶器在汉代以后非常发达，并在唐代诞生出了唐三彩这样的经典，而战国铅釉陶器的代表作就是收藏于美国堪萨斯城纳尔逊艺术博物馆的绿釉蟠螭纹壶。该壶从器形和纹样上被鉴定为战国时期出品，出土于洛阳金村韩君墓。但战国时期的铅釉陶器目前仅此一例，且对其没有详细的记载。

### 秦汉时期陶瓷

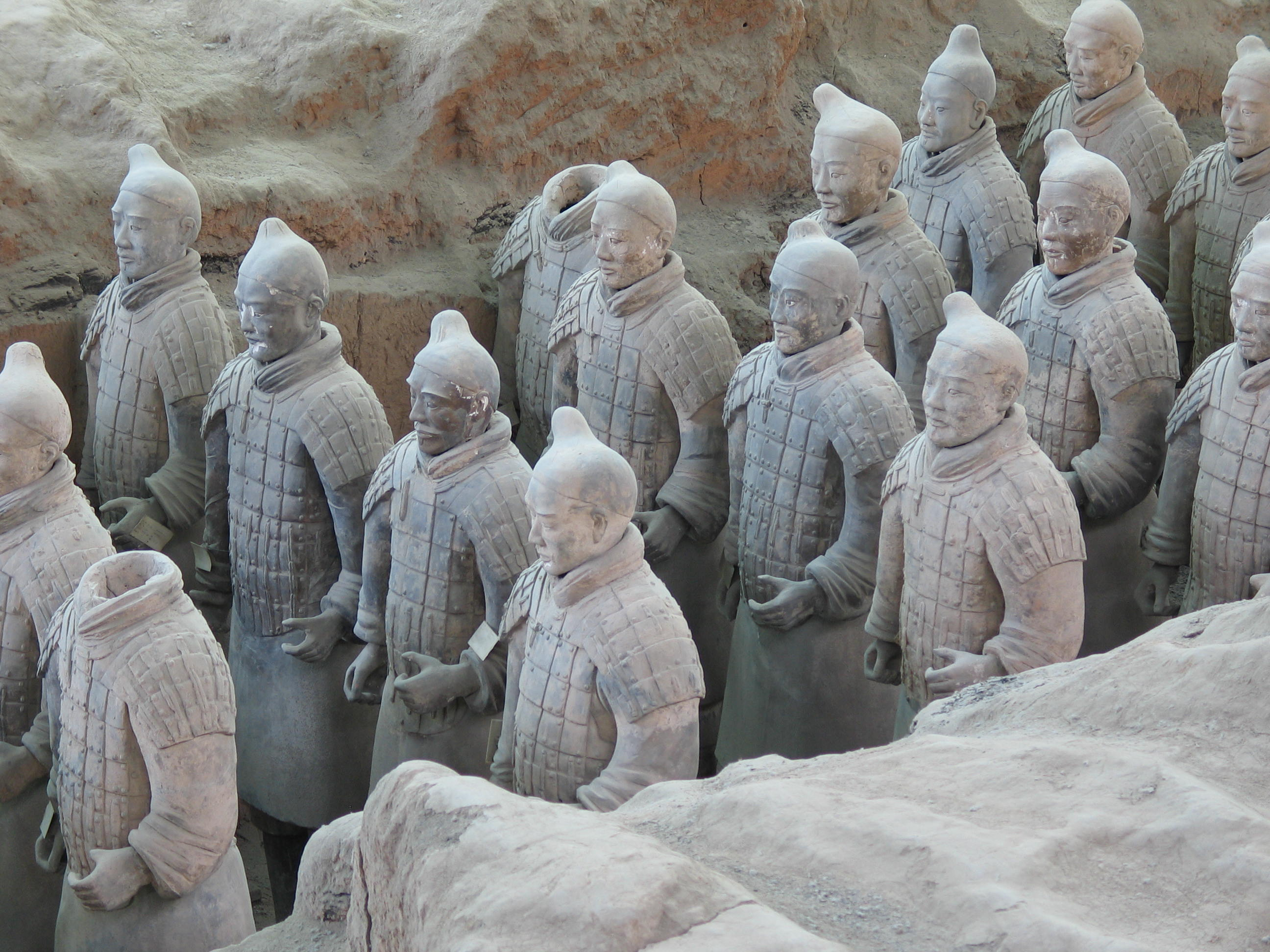
兵马俑坑

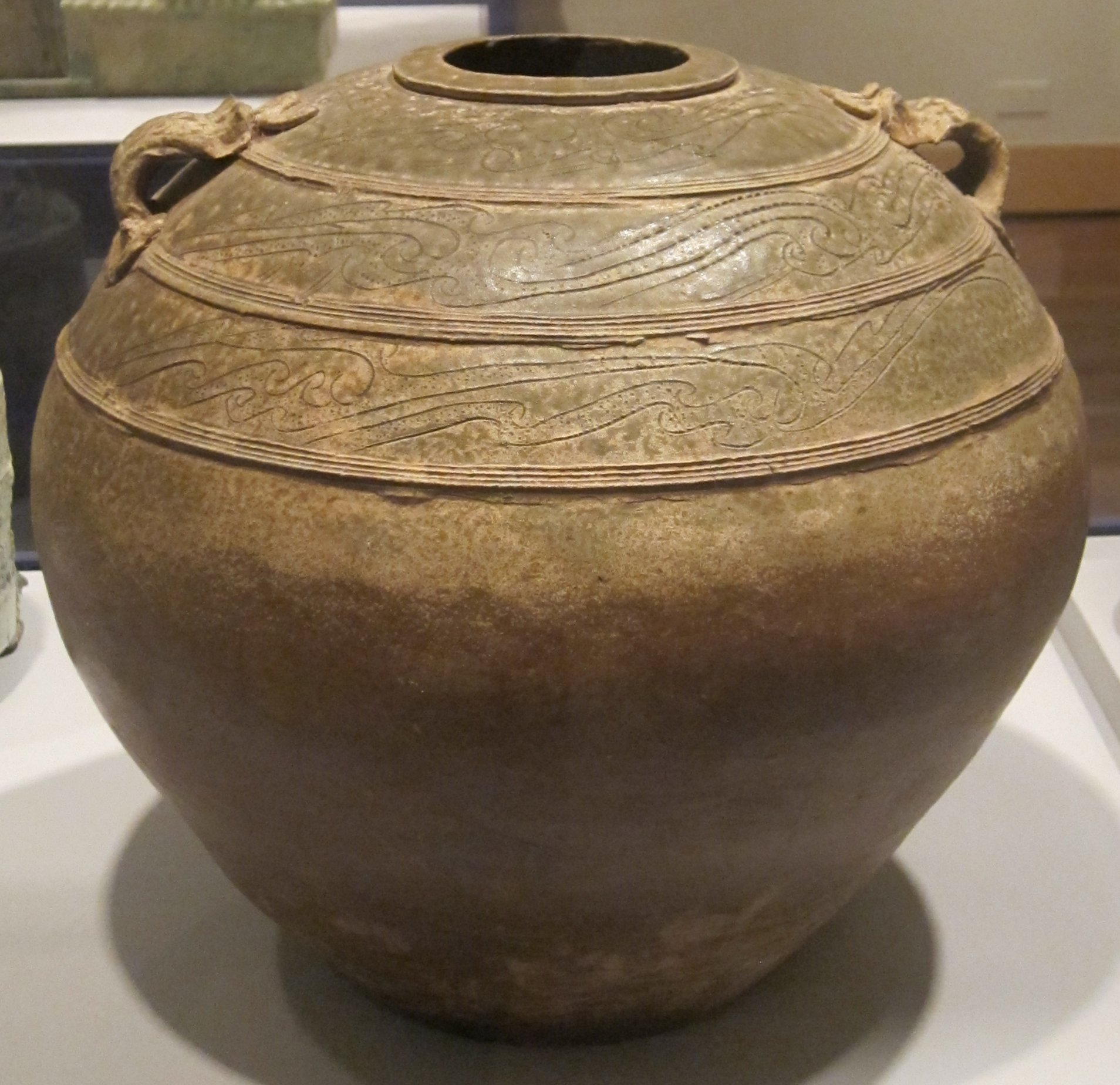
灰釉壶

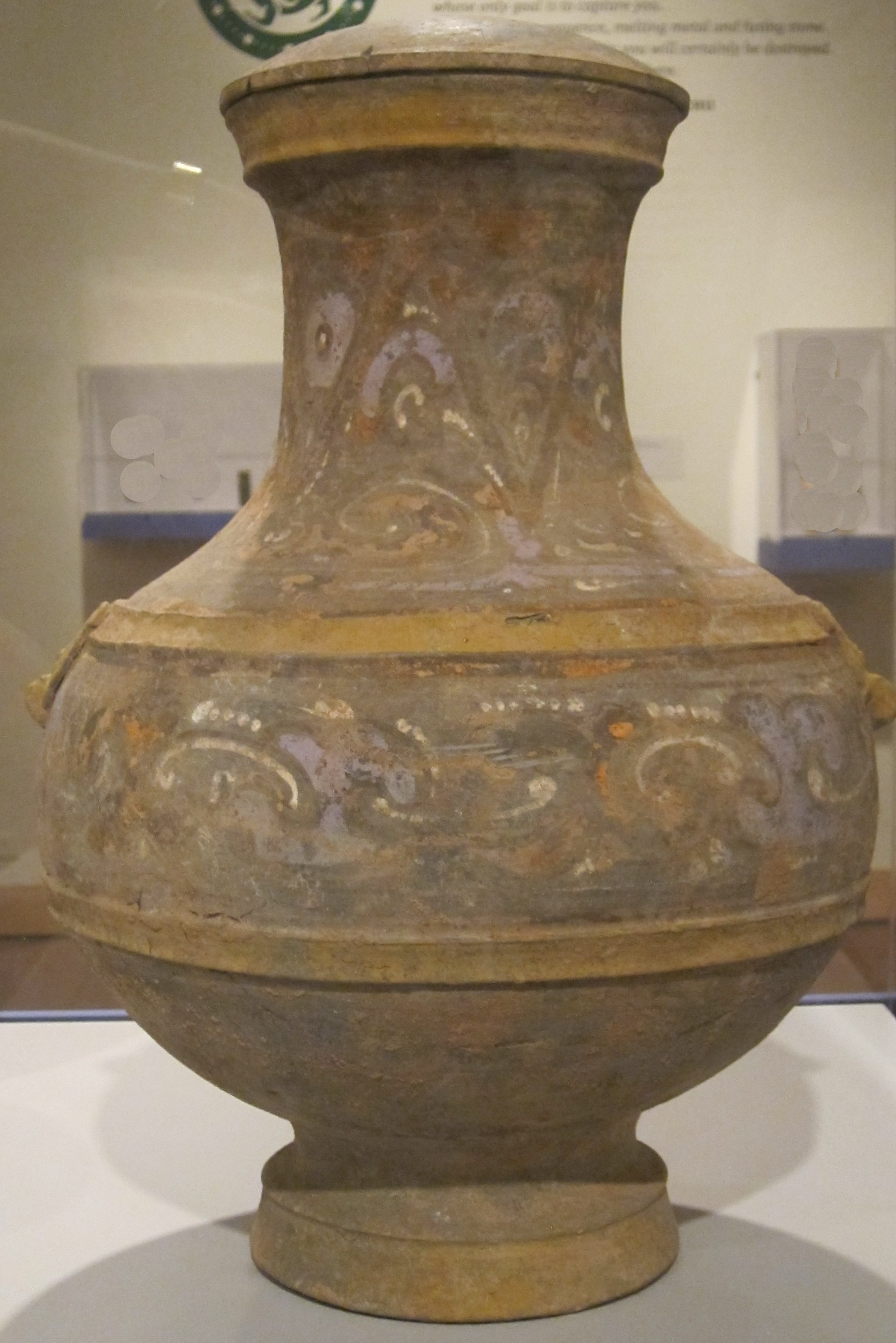
加彩灰陶壶

秦朝历时仅十余年，但在中国陶瓷史上仍留下了浓墨重彩的一笔，即举世闻名的秦始皇兵马俑。坐落于西安郊外骊山脚下的秦始皇陵以东发现的三个兵马俑坑中挖掘出了陶制战车百余乘、陶马约600匹、兵俑约8,000座，所有兵马向东排列整齐，气势恢宏。兵马俑从工艺上分析，属于加彩灰陶。兵俑身高在1.75~1.86米之间，陶马高约1.6米左右。尽管出土后兵马俑表面均呈灰色，但制作当时均以多种色彩绘制。兵马俑从衣着、武器、容貌和表情上都因人而异，用色丰富多彩，体现了当时高水平的烧制技术。
进入汉代后，中国陶瓷史上诞生了真正意义的瓷器——青瓷。此外，原始瓷器、加彩灰陶、黑陶、铅釉陶器等也在继续发展。从殷周直至春秋战国，中国各地主要以发展青铜器文化为主，陶瓷的生产技术并没有取得显著的进步。但到了汉代之后，由于出现了青瓷这一划时代的技术革新，陶瓷的发展史也翻开了崭新的一页。
原始瓷器在汉代仍有生产，但如前述，公元前3世纪左右曾出现过原始瓷器消失的真空期。此外，一部分研究认为，汉代原始瓷器在技术上与战国时代相比出现了倒退。作为汉代原始瓷器的典型作品，就是仅在上半部施釉，下半部露出红黑色胎土的陶壶。据研究，这类作品出现于西汉后期到东汉前期。作为西汉前期作品的代表物就是湖南长沙马王堆一号墓的出土品，但其仍属于印纹硬陶的延伸，与前述的红黑色胎土的陶器并非同类。
尽管公元前1500年左右的殷商就已经产生了原始瓷器，但能够被称之为青瓷的瓷器则直到东汉（公元2世纪）方才登场。早期的青瓷窑主要分布在浙江省上虞和宁波等地。这一时期的青瓷器，在器表施釉一层高温下烧成的釉，釉色多呈青色或黄绿色，器表光滑，不易污染。从胎土原料、釉、烧成温度等来看，它与前汉之前的原始瓷器都有明显的差别。青瓷之所以呈青色，是在釉中含有的少量铁在还原气氛下烧制后产生青色所致。青瓷釉的成分与灰釉并无根本差异，但由于烧成技术和窑构造的进步，使得烧制温度可以被调节，最终产生了青瓷这种真正意义上的瓷器。
除灰釉外，中国陶瓷的另一大基础釉种就是铅釉。铅釉陶器大致在700〜800度左右的低火中烧制，呈色剂中使用了氧化铜（绿色）或者氧化铁（褐色、黄色），因此分为绿釉和褐釉。后世的唐三彩也属于铅釉陶器的一类。如前所述，虽然战国时期就已经发现了绿釉陶的出土物，但真正意义上的铅釉陶器则是在汉代以后开始生产的。绿釉陶、褐釉陶往往不用于生活用品，而是被用作明器（坟墓中的随葬品）。器形上多为壶、鼎、酒尊等容器，以及犬、虎等动物造型，乃至楼阁、房屋、井戸、灶台等，反映了当时人希望在来世也能有生前一般的生活方式。
作为明器的一类，汉代也有大量加彩灰陶。其中的代表为绘有云气纹的彩色陶壶，另外也有作为随葬品的陶俑。

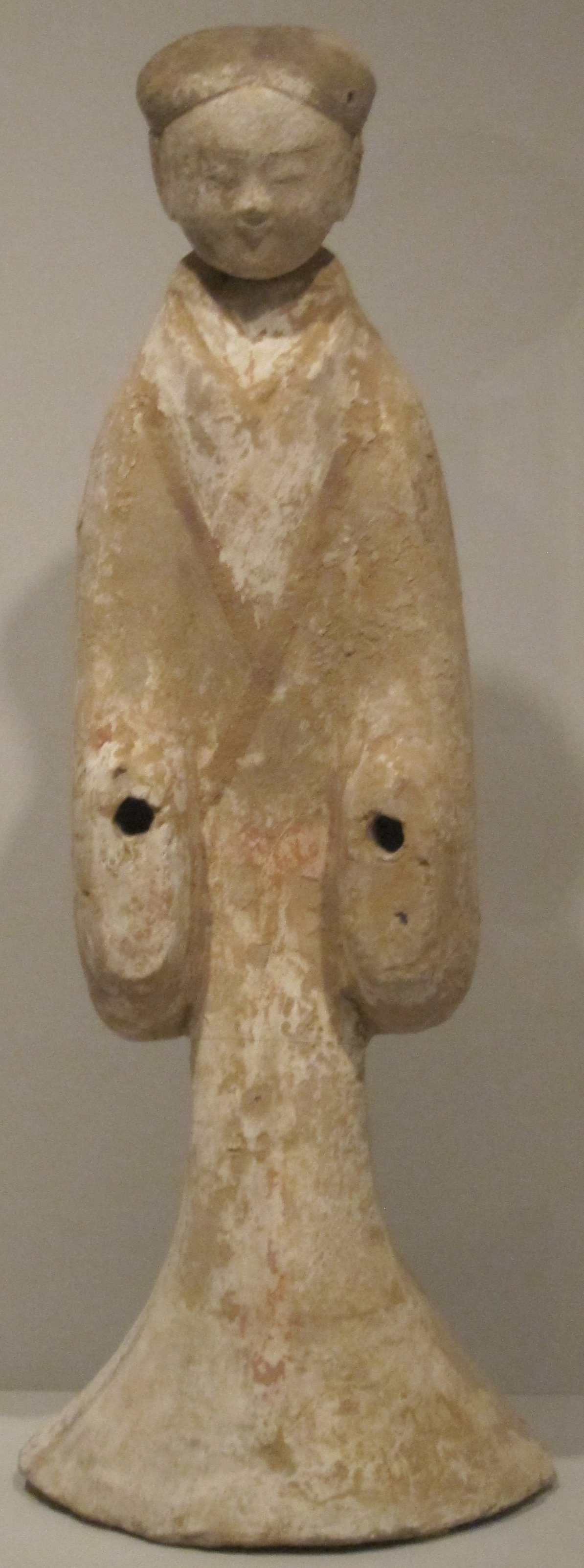
加彩灰陶女子俑
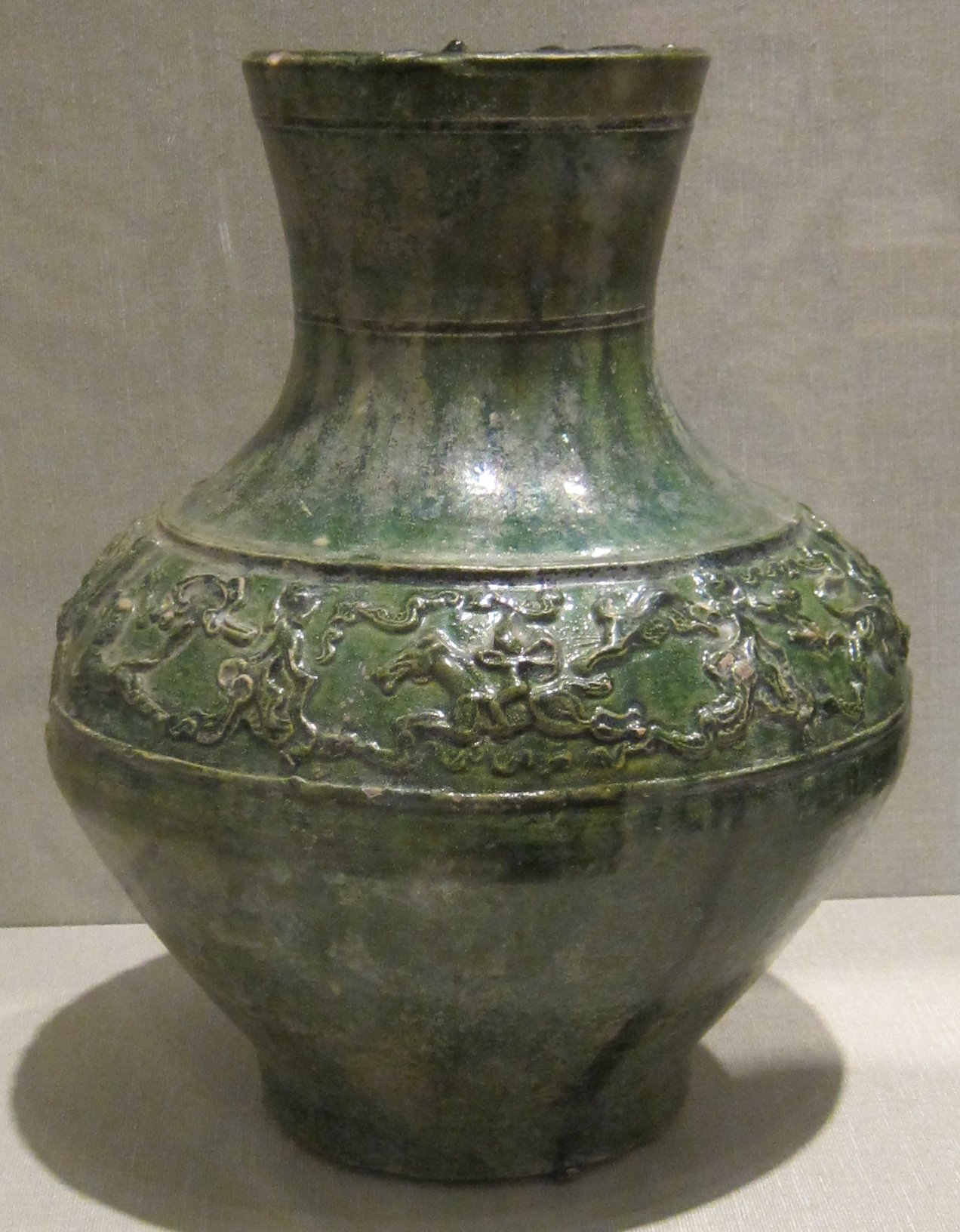
绿釉骑马人物纹壶 汉
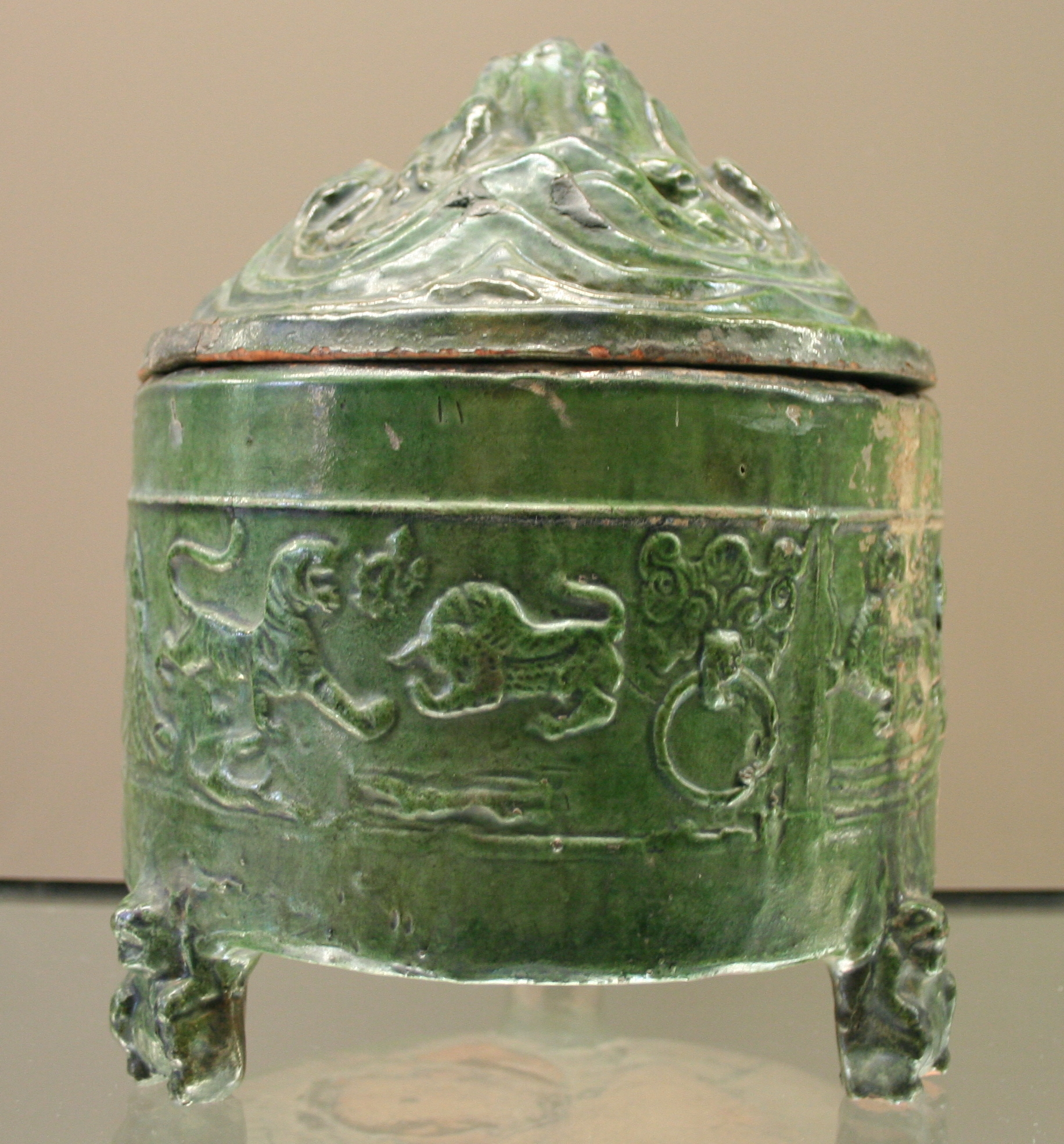
绿釉博山酒尊
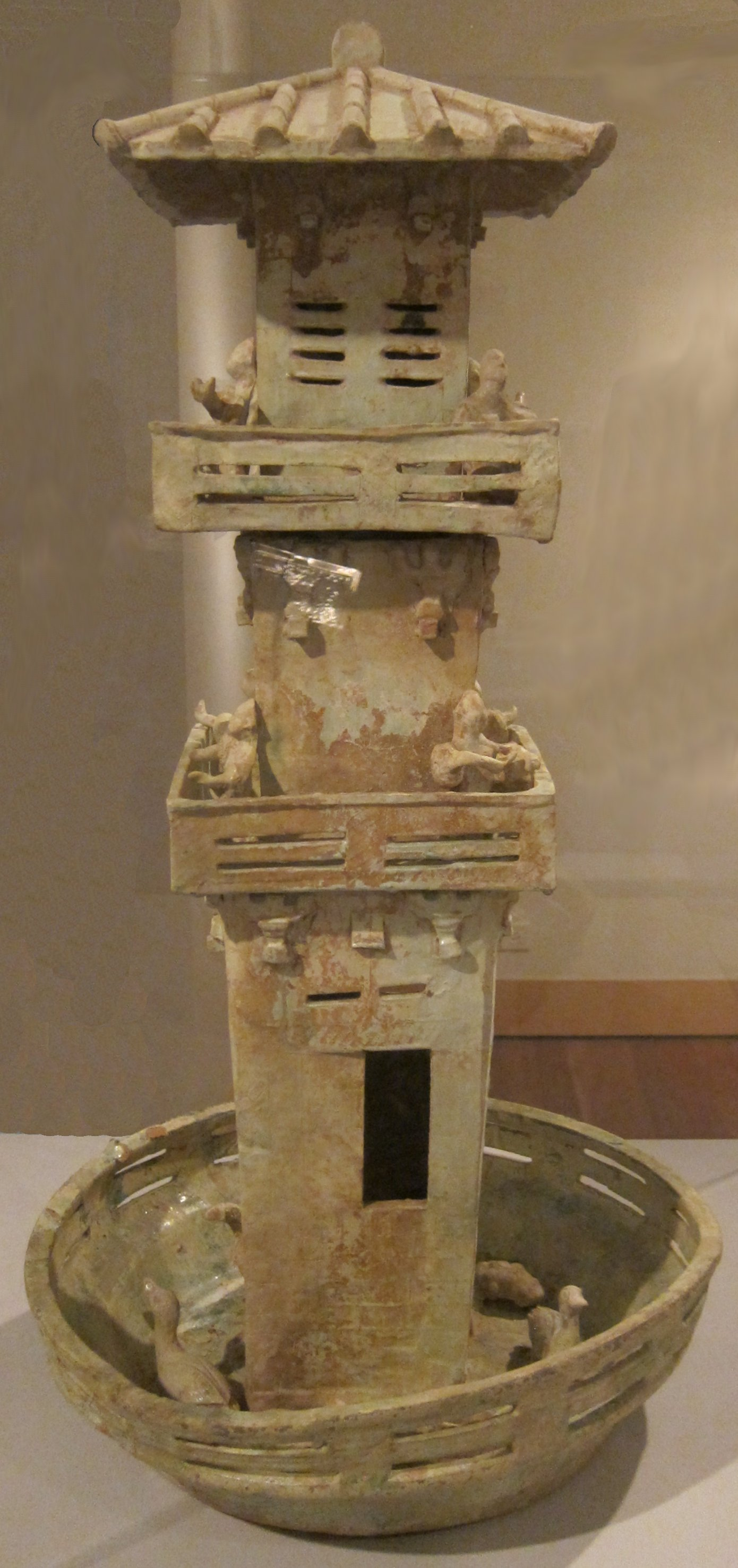
灰釉楼阁
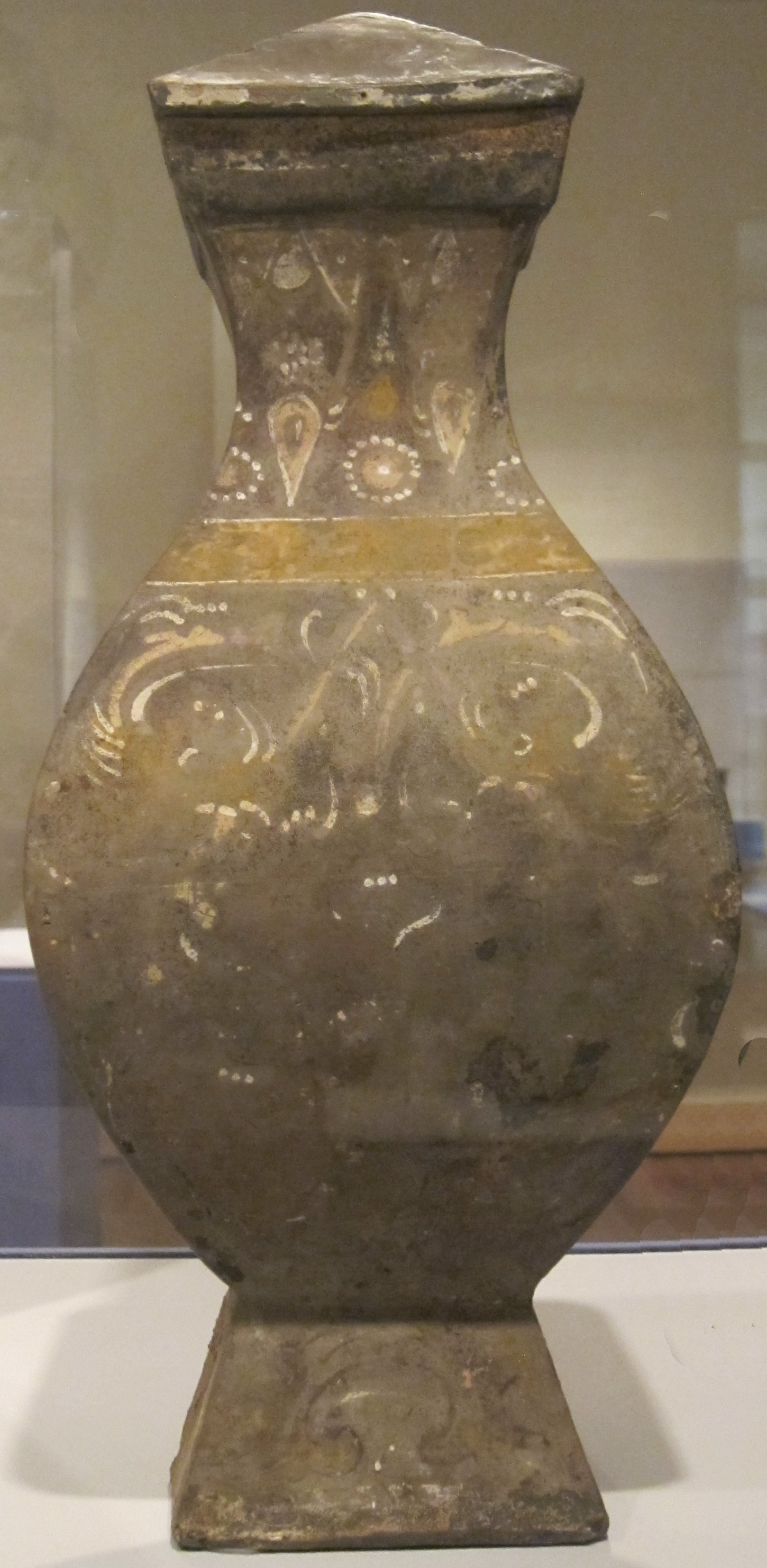
加彩灰陶方壶

### 三国南北朝时期陶瓷

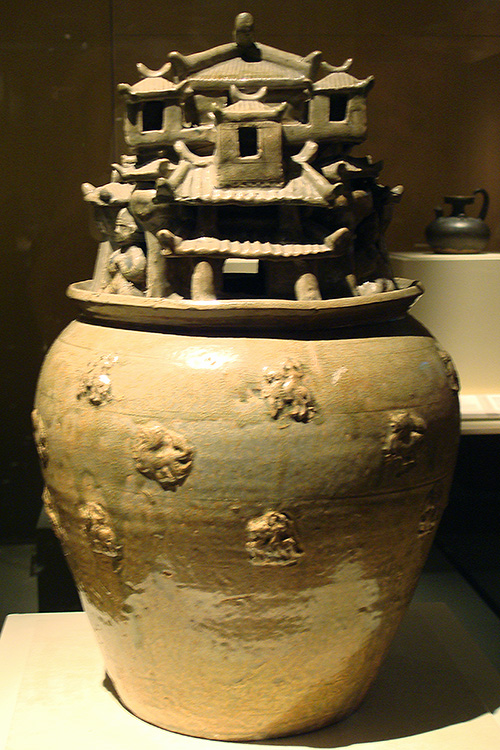
青瓷魂瓶

本段简要介绍三国时期（222-265）、西晋和东晋（265-420）、五胡十六国（304-439）、南北朝（420-589）等时期的陶瓷史。汉代产生的青瓷在这一时期得到了进一步的发展和革新。以浙江为中心的地带出土的青瓷中可以发现从三国时代直至西晋、东晋时期的物品。这类青瓷被称为“古越瓷”，以便于与后代（晚唐—北宋）的越州窑青瓷相区分。这一时代遗存于世的青瓷主要以坟墓中的随葬品为主，但尚不清楚青瓷作为日用品的主要用途。在种类方面，一般以壶、盘居多，也有一种特殊的“魂瓶”（又称“堆塑罐”）。魂瓶就是即在容器上端有狮子、虎、羊等动物或者楼阁人物等造型的陶壶，是这一时期特有的器物。上述在随葬品中独有的器种从吴国起到西晋为止非常发达，从东晋以后此类随葬品开始减少，而生活实用品逐渐增加。此外，这一时期独有的陶器还有壶嘴类似鸡头的天鸡壶。天鸡壶既有带壶柄的，也有不带壶柄的，主要产于东晋以后直至南朝时期为止。此外，许多天鸡壶中，鸡头形状的壶嘴仅为外观，实际上与壶体并无空孔相通。另外还有一部分将壶口边缘做成盘状的盘口壶也在这一时期出现。南朝时期虽然也有青瓷出现，但像吴和西晋时代用作随葬品的特殊器种已经消失，绝大多数陶瓷都被用于生活实际用途。以浙江省北部的德清窑为代表的各地窑炉也逐渐开始带有各自的特征，但其具体内容仍有待今后考证。从东晋时代起，华南地区也开始生产黑釉瓷。
与之相对的中国北方在6世纪初叶之前并没有非常显著的陶瓷技术，从汉末到魏晋直至五胡十六国时代，都未发现有代表性的出土品。进入6世纪后，北魏各地民间流行厚葬，而铅釉陶（绿釉、褐釉）作为随葬品再次出现，其中还有加彩灰陶的人物或动物俑。北魏东西分裂后，在东魏也发现了黑瓷、青瓷等瓷器。在短命的东魏灭亡后，北齐开始出现了白瓷，但在西魏及其后的北周都没有发现有大规模的制陶活动。北朝青瓷的典型代表是使用了大量贴付纹样的大型瓷瓶。河北省衡水市景县的封子絵墓中出土的青瓷莲瓣纹瓶（北齐）便是比较有名的一例。与越州窑等南方制造的青瓷相对，耀州窑（唐-宋）等北方地区出产的便被称为北方青瓷，而该瓶就是宣告北方青瓷诞生的重要里程碑。墓主封子絵逝于563年，并在565年落葬，因此该瓶的生产年代也大致可以确定为这段期间。瓶高约70厘米，在足部和瓶身上都有莲花瓣形状，器形复杂，而且在器表都有浮雕、线刻、贴花等纹样图案。瓶的釉调发黑，与南方青瓷明显不同。从北齐一代起，白瓷已经诞生。初期的白瓷产地中最为知名的是河北省的邢州窑。邢州窑窑址位于河北省邢台市临城县和内丘县等，最初的产品主要以青瓷为主。白瓷是在精炼的白色胎土上挂透明釉高火烧成的瓷器。为了掩盖胎色较暗的缺点，北方陶工学习南方制瓷经验，在胎上施以白色化妆土。邢州窑白瓷从隋代起进入成熟期，历经唐代，一直延续至五代。目前已发现有可靠记年的最古老的白瓷，就是北齐武平六年范粹墓出土的多件白瓷随葬品，有碗、杯、三系罐、四系罐和长颈瓶等。但上述瓷器与邢州窑之间的关系还有待考察。

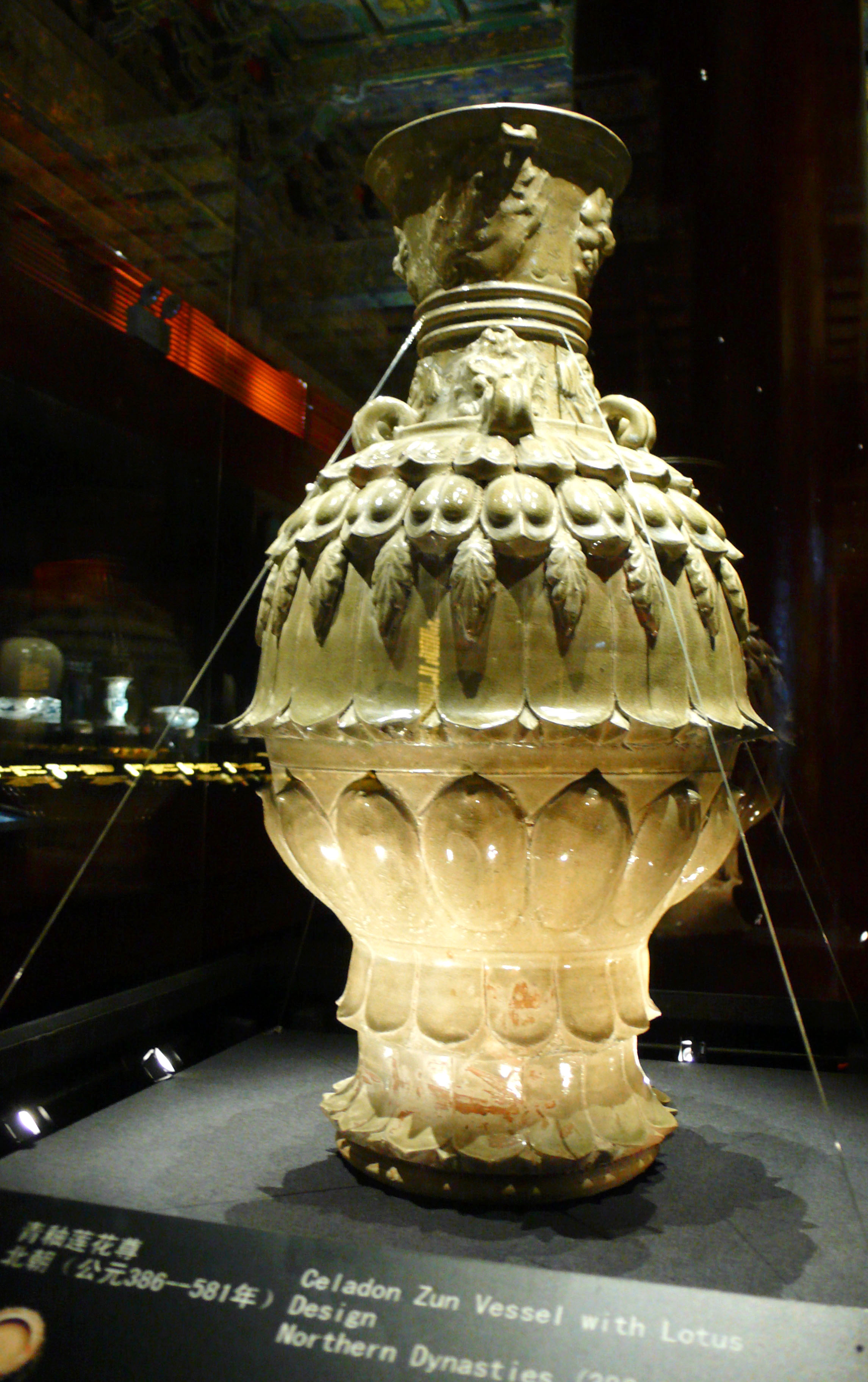
青瓷莲瓣纹瓶　北朝
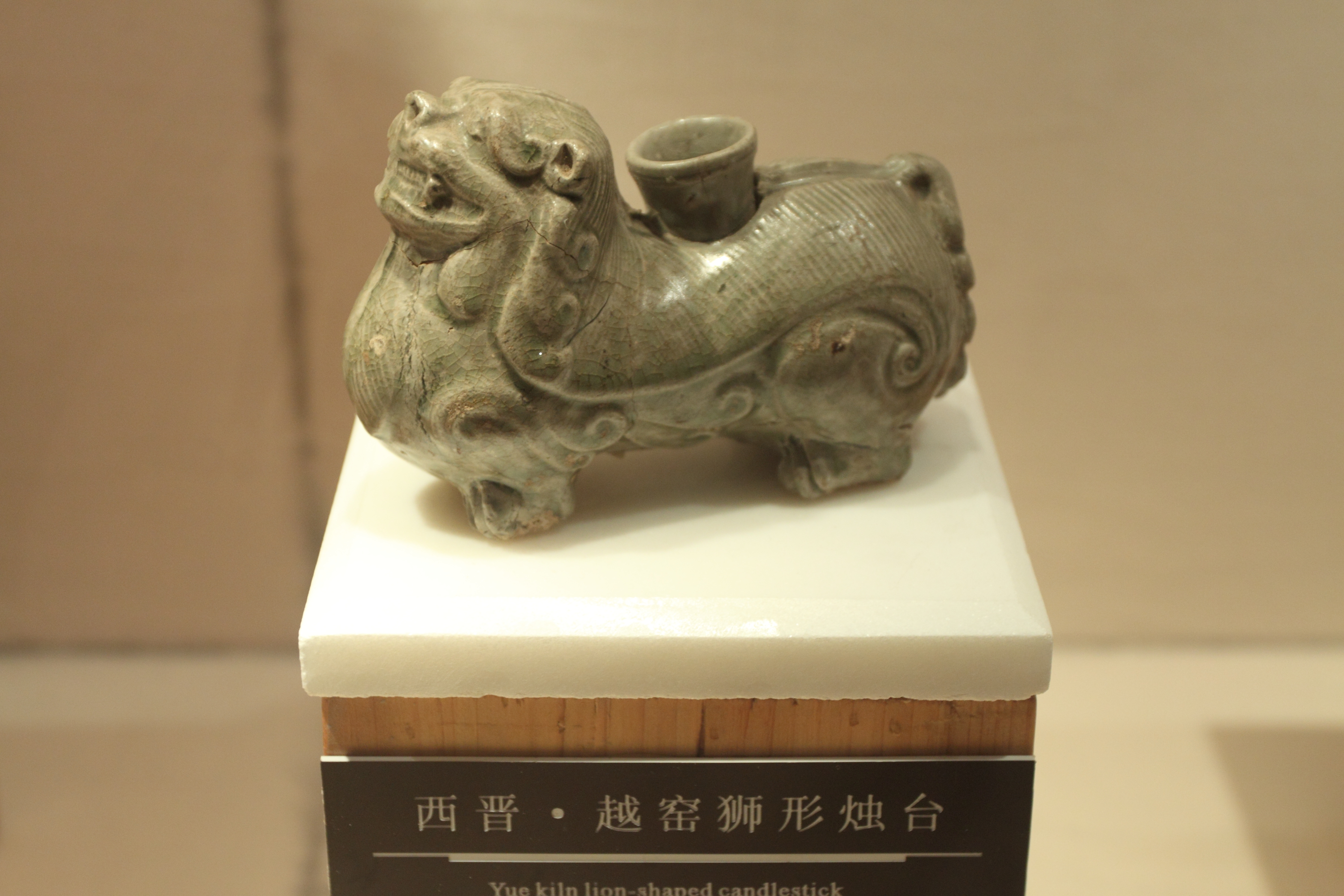
青瓷狮子形烛台　西晋
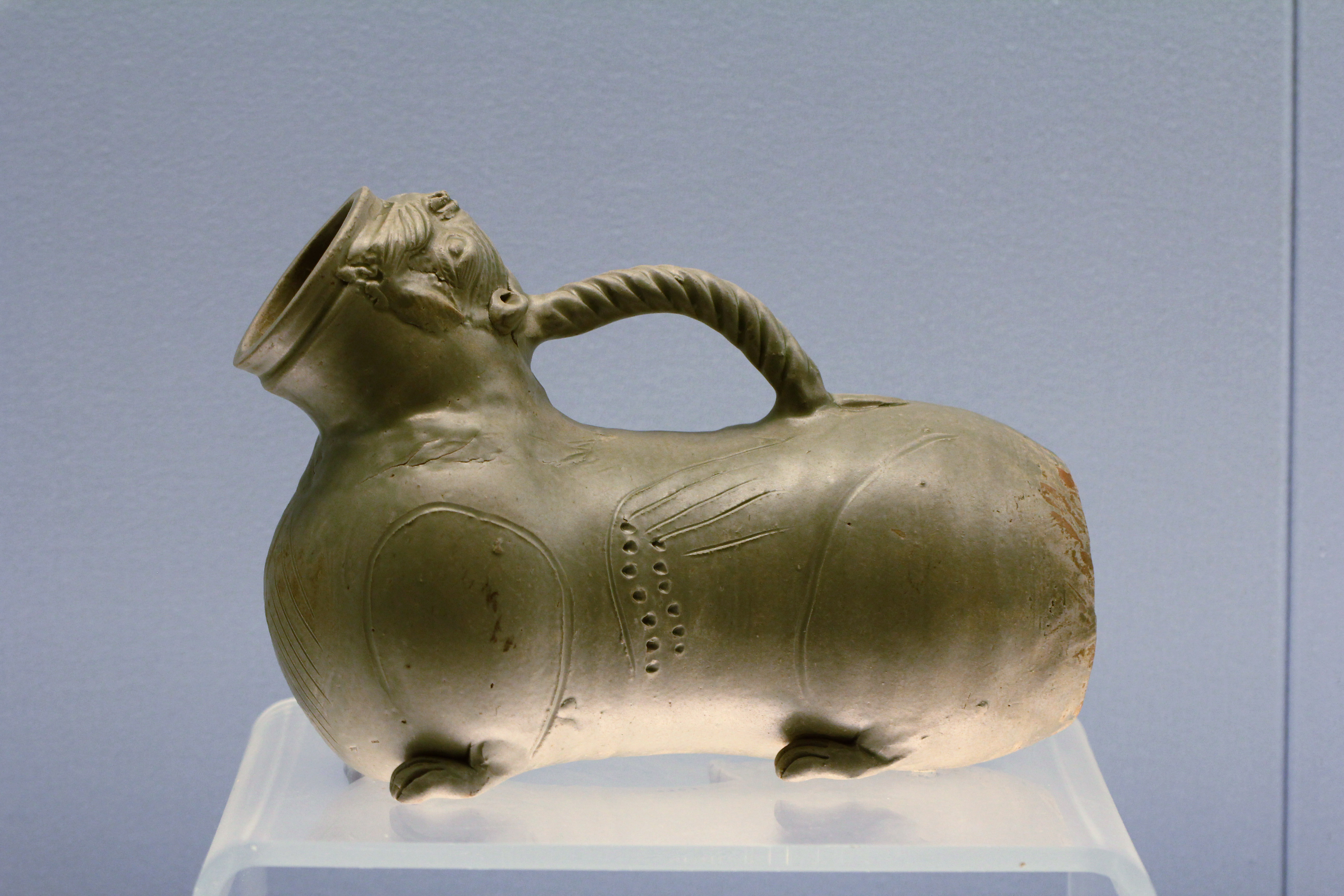
青瓷虎子 西晋 上海博物馆
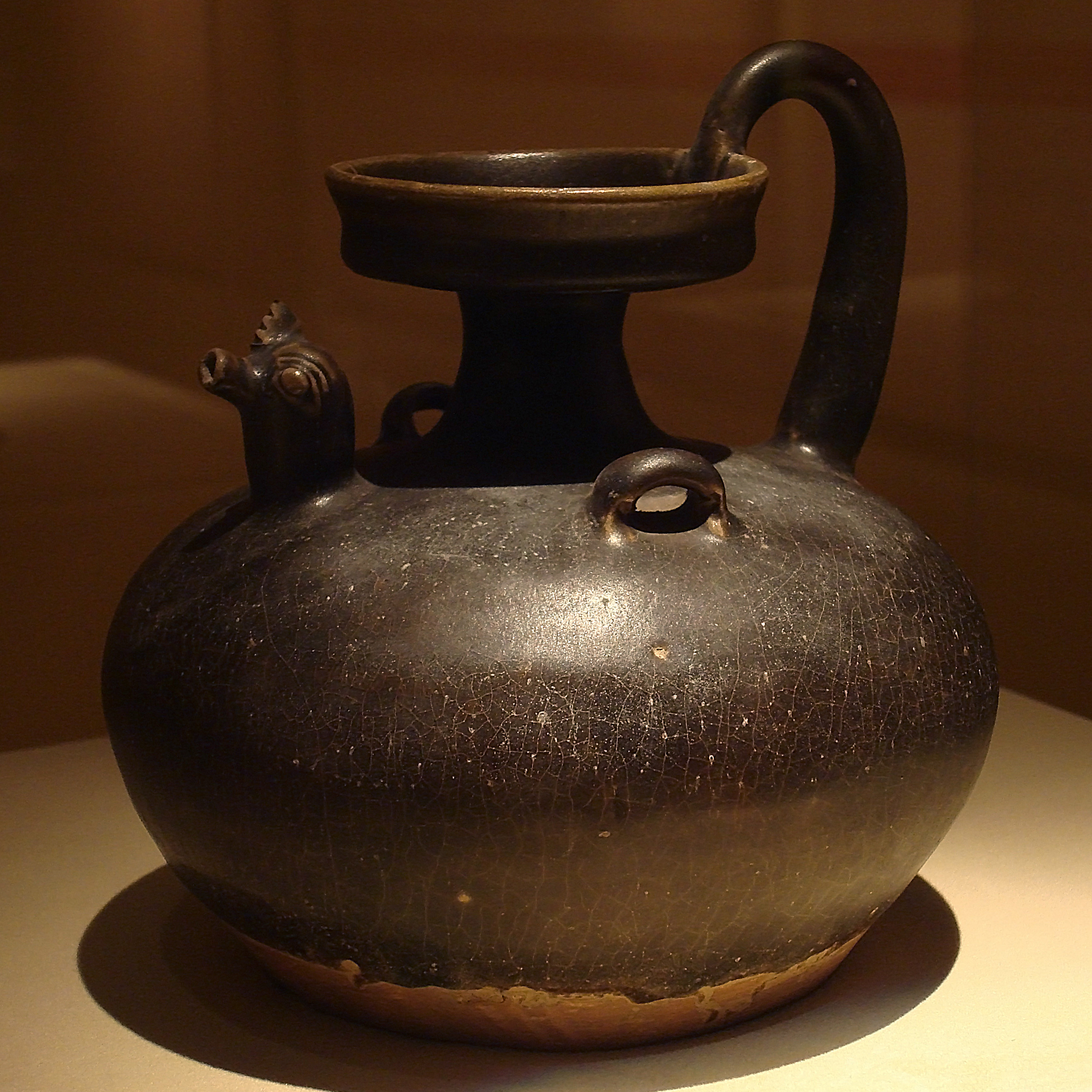
黑釉天鸡壶 西晋 - 东晋

### 隋唐时期陶瓷
隋唐两代继续生产发展前代以来的青瓷、白瓷、黑釉瓷和铅釉陶等。到了8世纪末，陶瓷器已经进入了普通民众的日常生活。同时，陶瓷器也开始成为出口海外的商品之一。从东南亚和西亚等地的考古中，发现了大量唐代青瓷和白瓷，可见唐朝的陶瓷器已经在国际上具有相当高的知名度和商用价值。唐代陶瓷器的代表之一就是色彩华丽的三彩陶器（又称“唐三彩”），这种陶器用低火度烧成，主要还是用于随葬品，并不是日常生活中广泛使用的陶器。
由于隋朝仅存续了30多年，因此目前尚未发现隋代陶瓷是否发展出了时代特征。这一时期的出土品包括河南省安阳市的张盛墓（595年葬）和同市的卜仁墓（603年葬）中的瓷器。上述两个古墓中都出土了北方的青瓷，而且张盛墓中还发现了白瓷质地的武士俑。

#### 越州窑青瓷

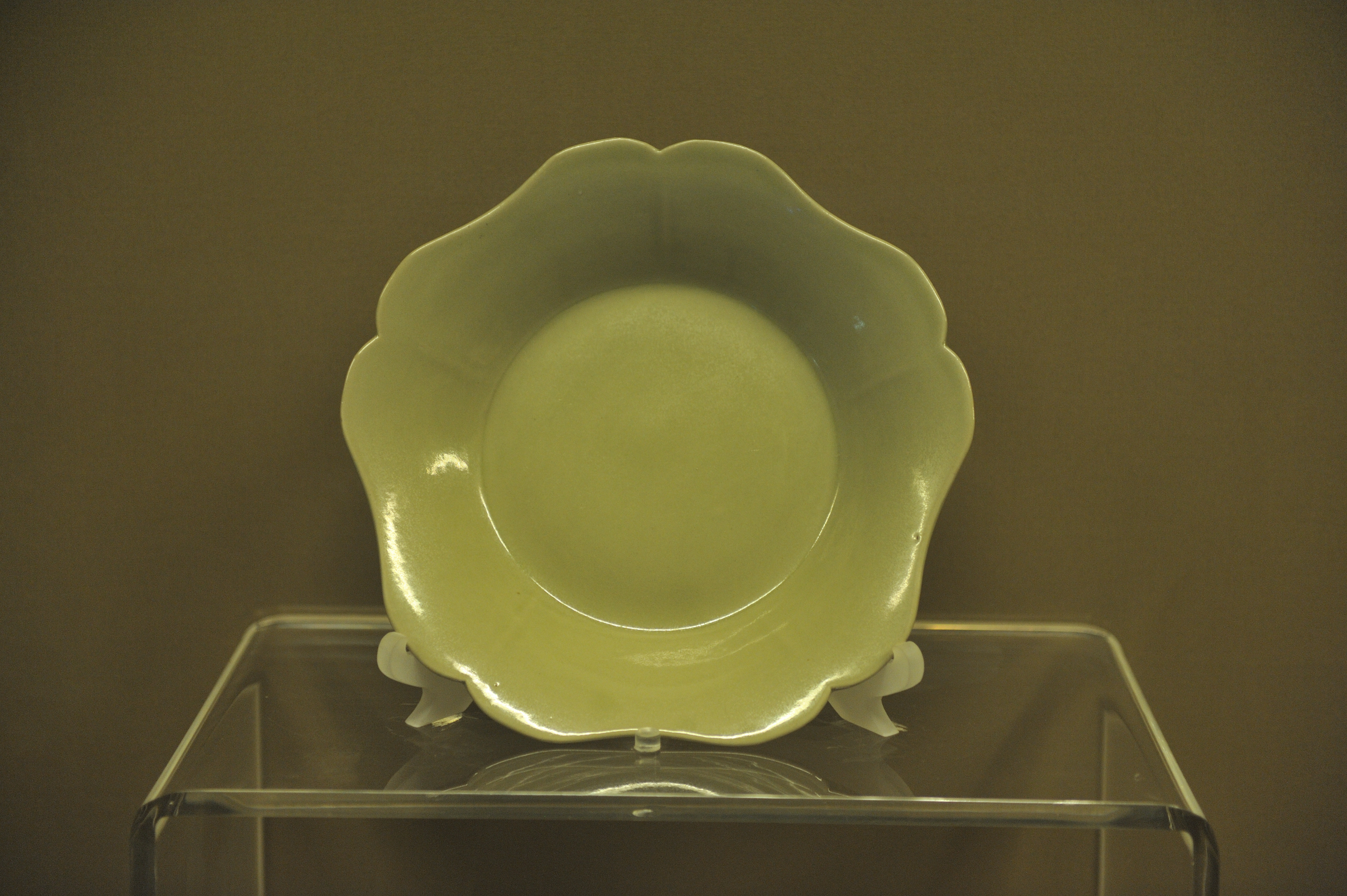
法门寺地宫出土秘色瓷盘，陕西历史博物馆藏

越州窑亦称越窑，代表了中国当时青瓷生产的最高水平，主要分布在浙江省慈溪、上虞、余姚、镇海、黄岩、绍兴、湖州等地，以慈溪上林湖及附近的上岙湖、白洋湖为中心，上述各地生产出的青瓷统称为越州窑青瓷。唐代陆羽的《茶经》一书中，就品质优良的茶器用瓷，列举了唐代七大瓷窑：越州、鼎州、婺州、岳州、寿州、洪州、邢州。上述七大名窑中，除鼎州窑的窑址尚不明外，其余六个都大致得到了确认。其中邢州窑为北方的白瓷窑，从北朝开始延续至五代十国。其余五窑都在南方，均以烧制青瓷为主。婺州窑在浙江东阳市，岳州窑在湖南省岳阳市湘阴县，寿州窑在安徽省淮南市，洪州窑在江西省丰城市曲江镇。婺州、岳州、寿州、洪州等窑址都是在1949年中华人民共和国成立后经过考古确定的。除婺州窑一直延续到北宋外，其余各窑都在唐末到五代时期逐渐衰落。
越州窑青瓷在陆羽的茶经中名列七大名窑之首，晩唐诗人陆龟蒙也在《秘色越器》的诗中赞颂当时的青瓷釉色之美，犹如“夺得千峰翠色来”。「秘色」用于青瓷中的精选精品，在日本文学巨著《源氏物語》中也有相应记述。1987年在陕西省宝鸡市扶風县法门寺地宫的重大考古发现中，出土了14件青瓷。其轮花钵和八棱瓶上的釉色与慈溪越州窑出土的陶片相同，而且也在出土的石碑中发现了「秘色瓷」的文字。这说明早在唐代就已有「秘色越器」的称呼。

#### 其他主要瓷窑
唐代的中国形成了“南青北白”的陶瓷行业格局，南方各地多以青瓷为主，而北方则主要生产白瓷。生产白瓷的窑址除了源自北朝时代的邢州窑（河北省邢台市臨城县、内丘县）外，还有河北省保定市曲陽县定窑和河南省巩义县的巩县窑。其中的定窑在北宋时代发展成为白瓷最重要的生产地。
唐代的另一个重要瓷窑是长沙窑。其位于湖南省长沙市望城区铜官镇，又称瓦渣坪窑。该窑被认为是《茶经》中提及的岳州窑的延续，以大量生产出口海外的陶器而著称。长沙窑瓷胎呈灰白色，也有青灰、灰黄和酱色，火候在1200度左右。典型作品为在灰白色胎土上添加白化妆土后施加灰釉的黄釉陶。尽管釉质本身与青瓷近似，但由于在氧化焰气氛下烧成，釉发黄色。器形方面，虽有多种器形，但以茶壶居多。在工艺方面，长沙窑的特点是釉下彩。后代的五彩（色绘）是在挂透明釉高火烧成的瓷器釉面上绘画并二次烧制的，而釉下彩是在无釉的胎瓷上直接进行彩绘，然后再挂透明釉进行烧制。釉下彩包括使用钴颜料的青花瓷、使用铁颜料的黑花以及使用铜颜料的釉里红等。长沙窑中的色釉种类丰富，包括钴、铁、铜等多种原料，是早期釉下彩瓷器中的杰出代表。此外，长沙窑瓷器大量出口到海外，目前在日本、东南亚和西亚等地都发现了其作品。
此外，在五代后周时期，据说有一处生产“雨过天晴”青瓷的柴窑，但目前只见诸文献，尚未发现能被确定为柴窑出品的陶瓷器。

#### 唐三彩

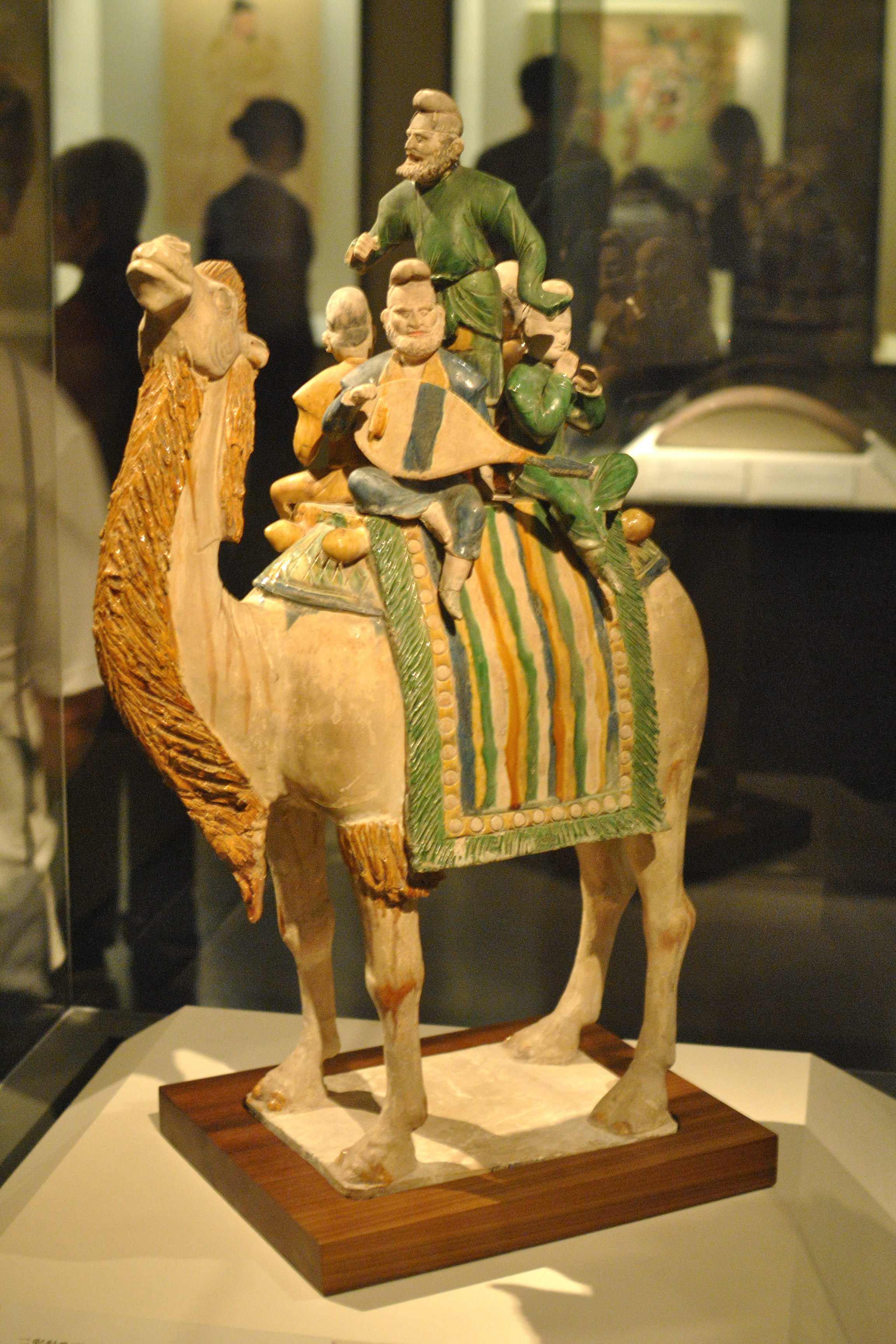
唐三彩骆驼载乐舞俑，中国国家博物馆藏

享誉中外的唐三彩是一种高温烧胎低温烧釉的铅釉陶。受到唐代厚葬之风的影响，唐三彩从初唐时开始出现，到开元年间达到极盛。唐三彩窑址主要出土于以长安、洛阳等地为中心的中原地带，且主要用于随葬品，但也有少量为生活用品，且有外销。唐三彩的发现历史并不久。在20世纪初随着铁路工程的挖掘，古墓中的唐三彩才得以为世人所知。从20世纪20年代开始，唐三彩受到欧美、日本等国专家的瞩目，且在国外频频出展，但其实直到19世纪末，唐三彩的存在仍没有被广泛认知。
唐三彩是以低温（700~800度）烧釉的铅釉陶器，在涂上白色化妆土的素烧件上施以透明釉、绿釉（氧化铜）、褐釉（氧化铁）、蓝釉（氧化钴）等再烧。三彩并不限于三种釉色，也包括仅有两种釉色或三种以上釉色的组合，为了说明其釉彩丰富的特点，后世称之为“三彩” 。唐三彩所用铅釉流动性较大，可形成变幻无穷的色调，使器物表面斑驳多彩，浓淡参差。三彩还使用了贴花以及”拔蜡“等技法，丰富了器物的观赏性。唐三彩种类繁多，十分重视器物的造型。除了长颈瓶、双耳龙瓶、凤首瓶、鍑、万年壶、茶壶、盘口瓶等外，还有大量的人物或动物造型的陶器。人物俑中包括女子、武士、官员等，而动物中又有战马、骆驼、镇墓神兽等。从浓厚西域风格的三彩中，也可以了解到当时的民俗等重要信息。唐三彩主要作为随葬品，埋藏于地下墓室和大型墓穴的墓道两侧。在出土唐三彩的墓穴中，三彩只是一小部分，大量的出土品是灰陶彩俑。例如在永泰公主墓中，发掘出陶俑777尊，而唐三彩俑只有68尊。
关于唐三彩的生产时期，以前的观点认为主要集中在盛唐（8世纪前叶），自安史之乱（755年）后开始衰退，但随着调查的深入，目前也发现了少量7世纪墓穴中的三彩。因此，目前主流观点认为唐三彩从初唐到晚唐始终延续，但在盛唐时期达到极盛。另外，唐三彩也存在于日本和朝鲜半岛的遗址中。日本三重县的縄生废弃古寺的塔心中发现了用于容纳舍利的容器外盖为唐三彩。该古寺的建造年代约为7世纪后半期，因此可以推测早在公元七世纪，唐三彩就已漂洋过海，出口到了国外。
唐三彩的窑址主要集中在河南省巩义市的巩县窑、河北省邢台市临城县和内丘县的邢州窑、陕西省铜川市的耀州窑等地。巩县窑除了三彩外，也生产白瓷和黑釉瓷。邢州窑则以白瓷著称，同时也生产三彩、青瓷、黑釉瓷。耀州窑则在宋代成为北方青瓷的代表。

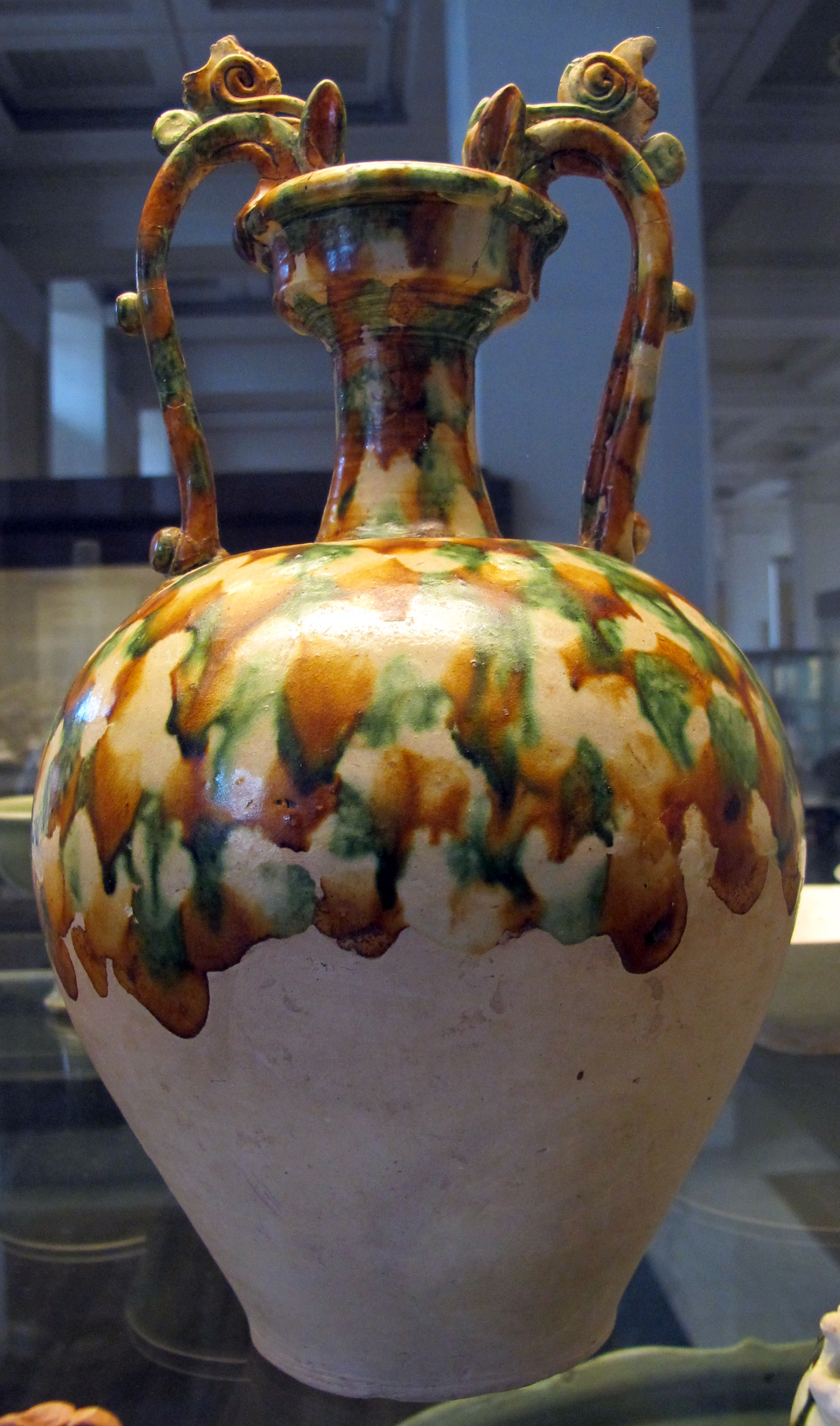
唐三彩龙耳瓶
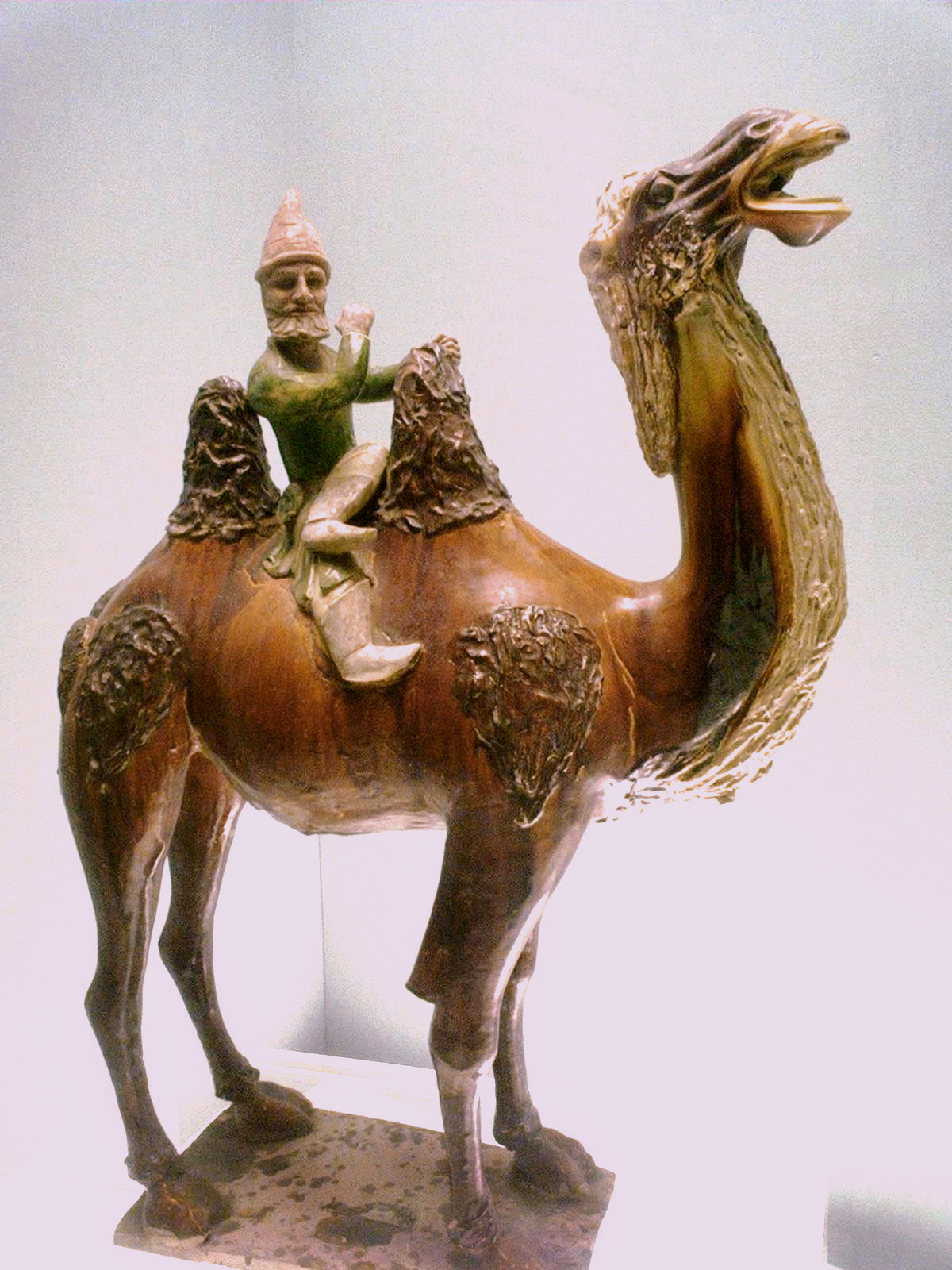
唐三彩骆驼胡人
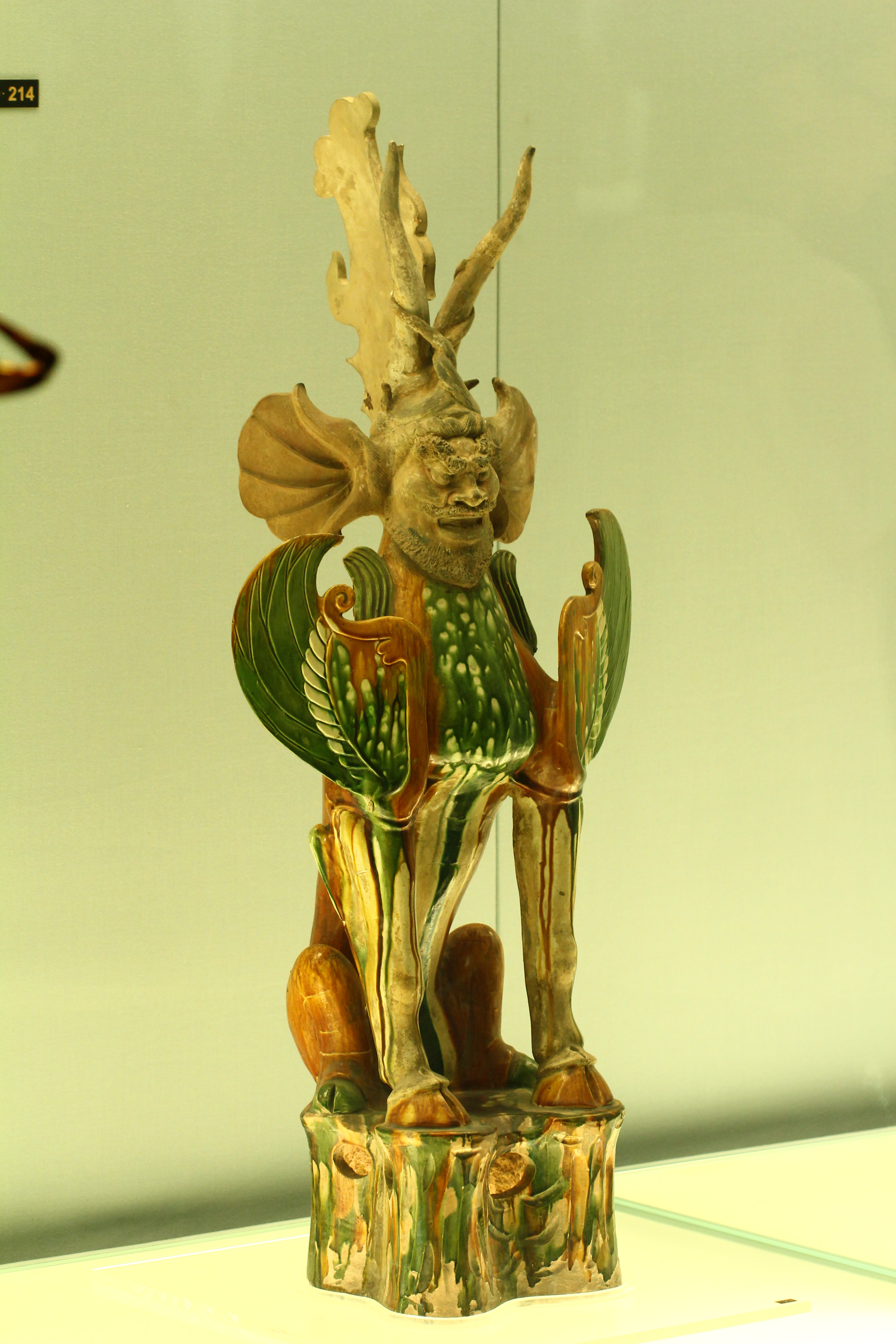
唐三彩镇墓兽
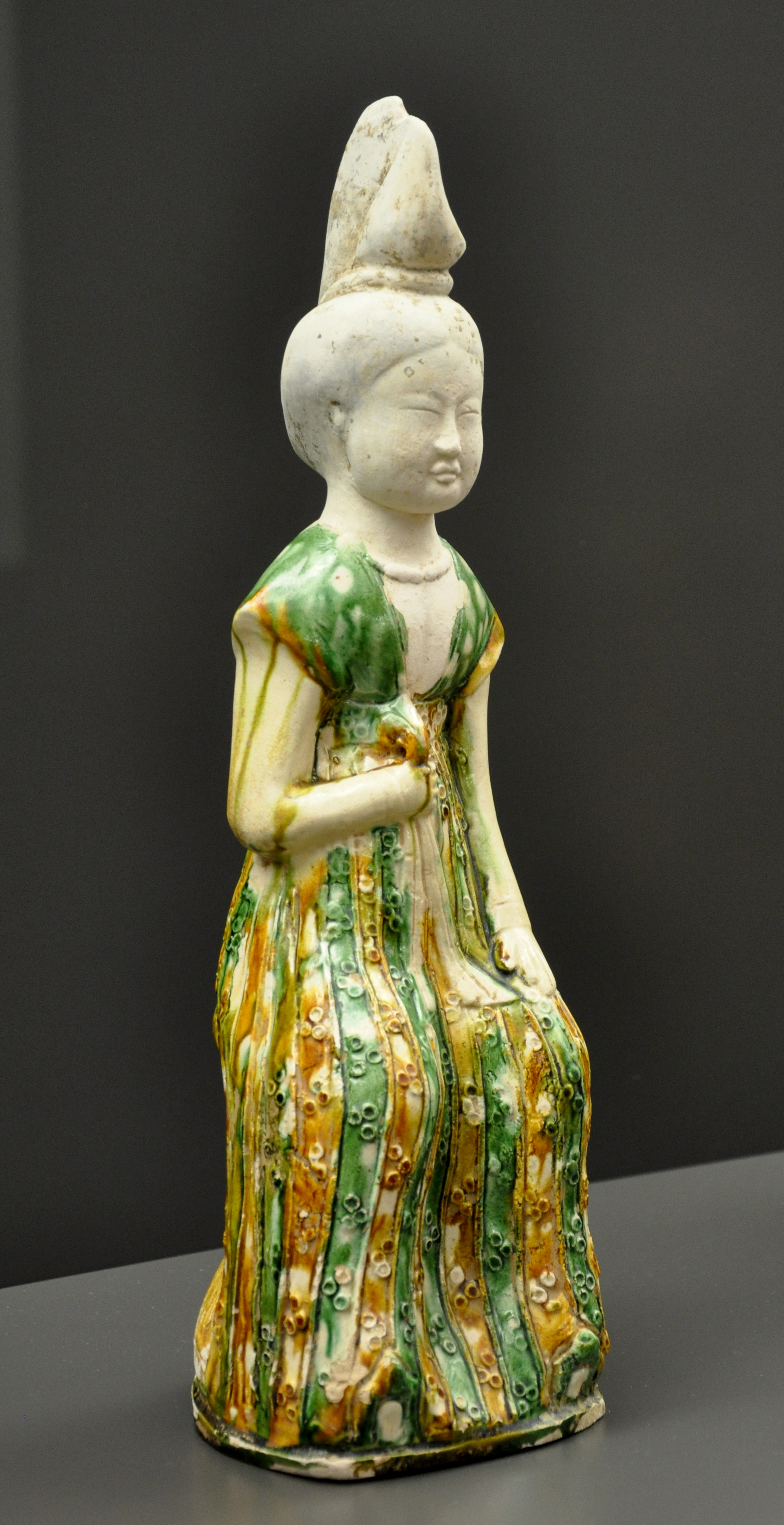
唐三彩女子俑
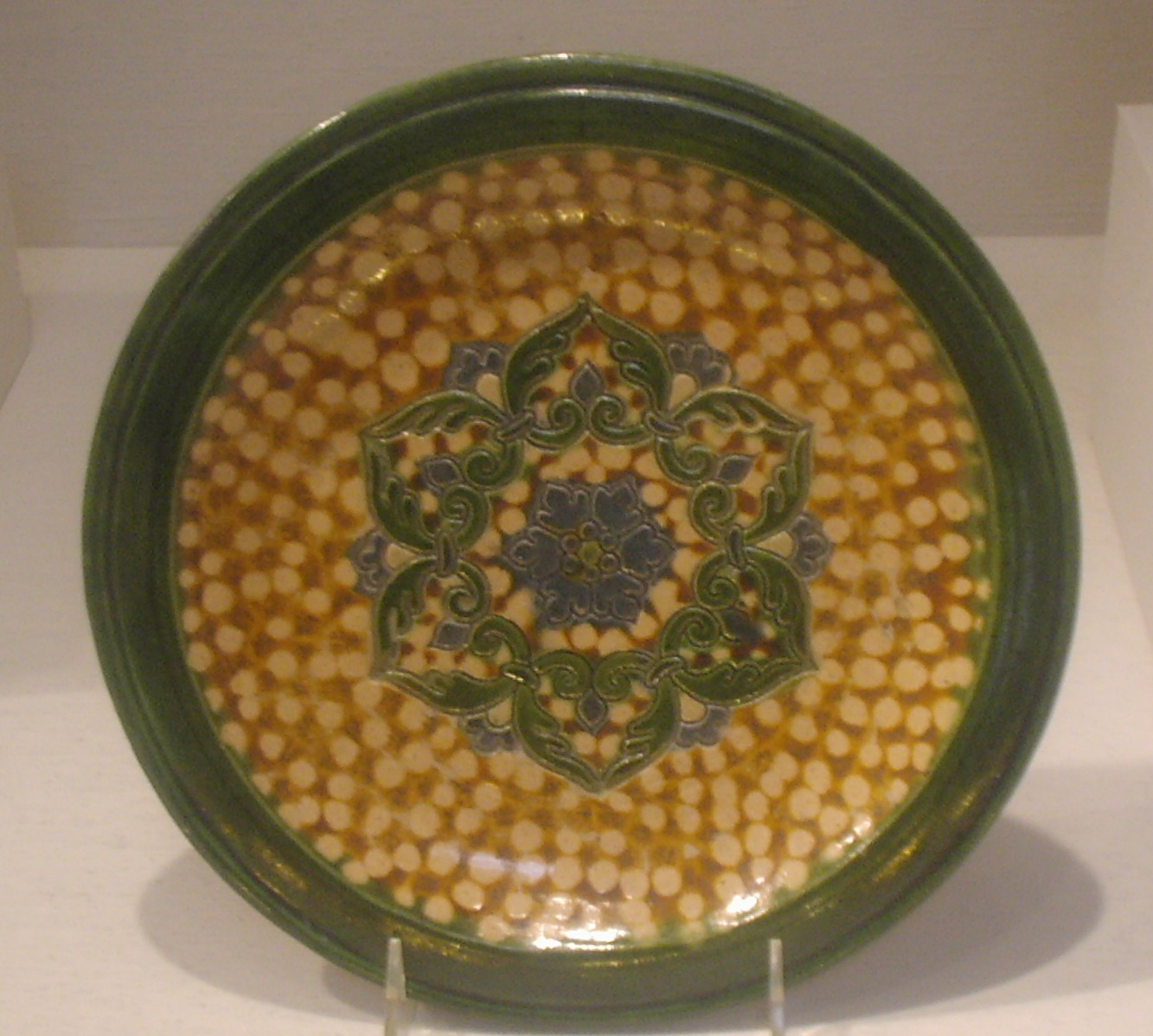
唐三彩宝相华文盘
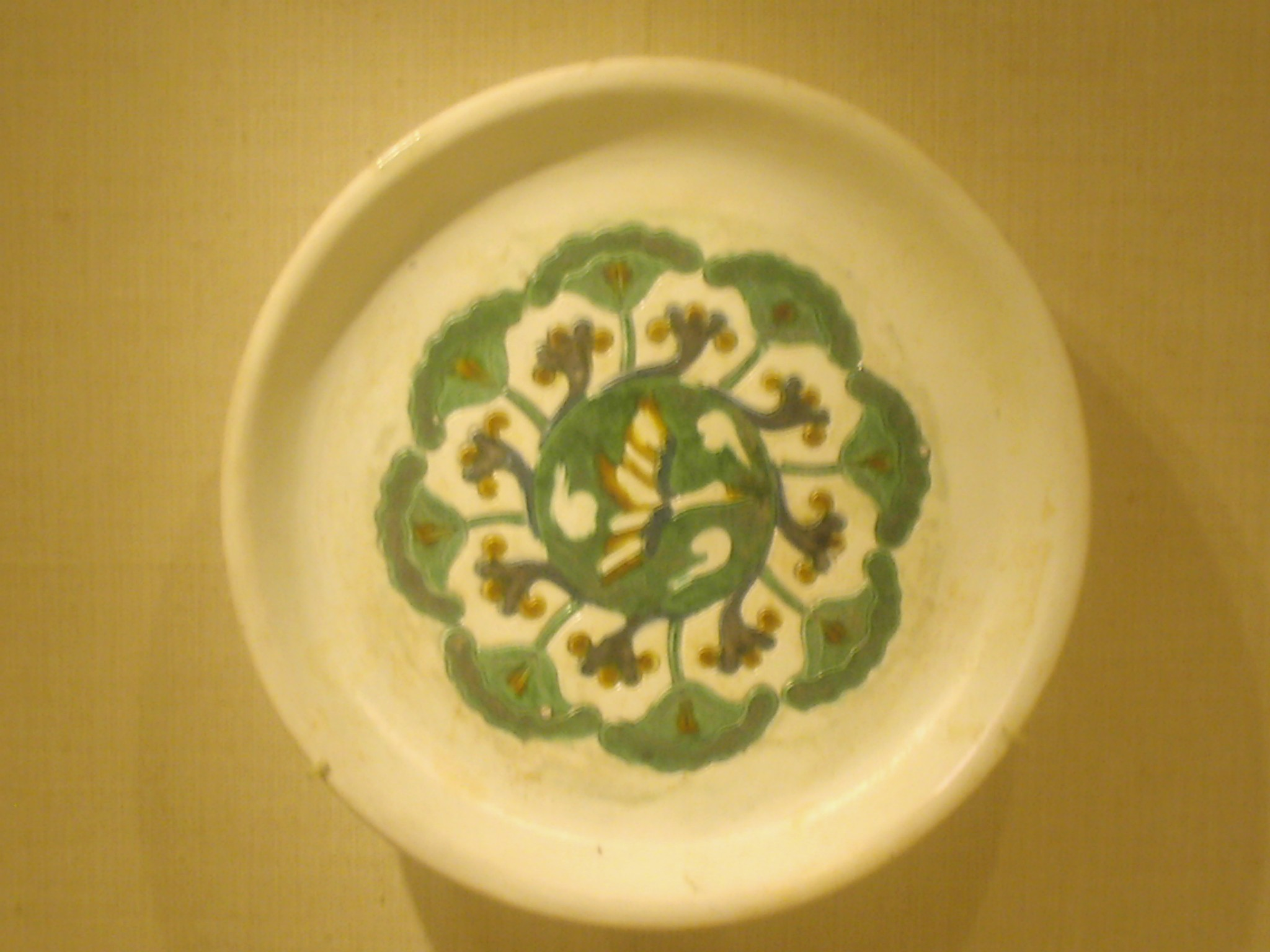
唐三彩宝相华文盘
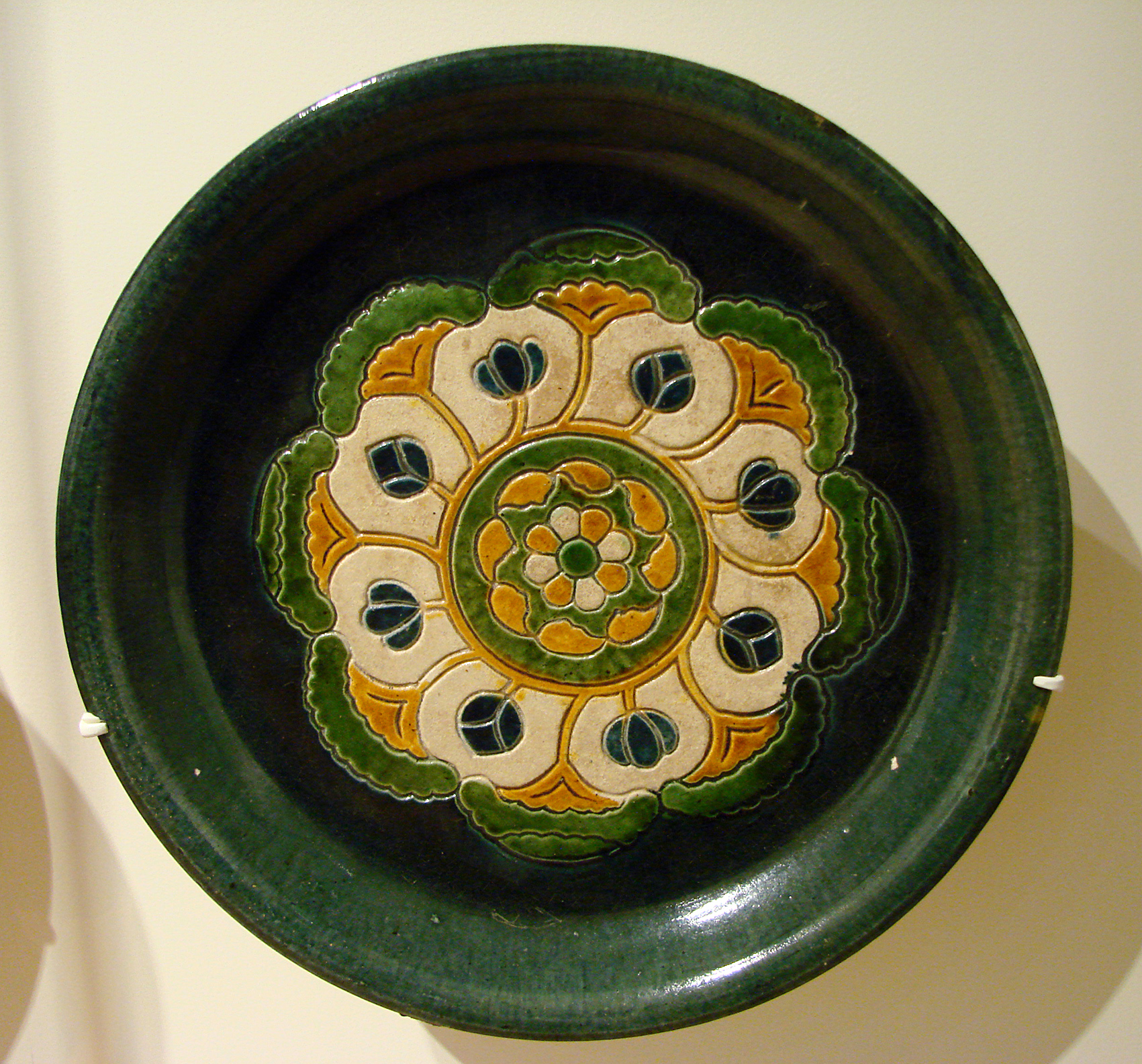
唐三彩花纹盘
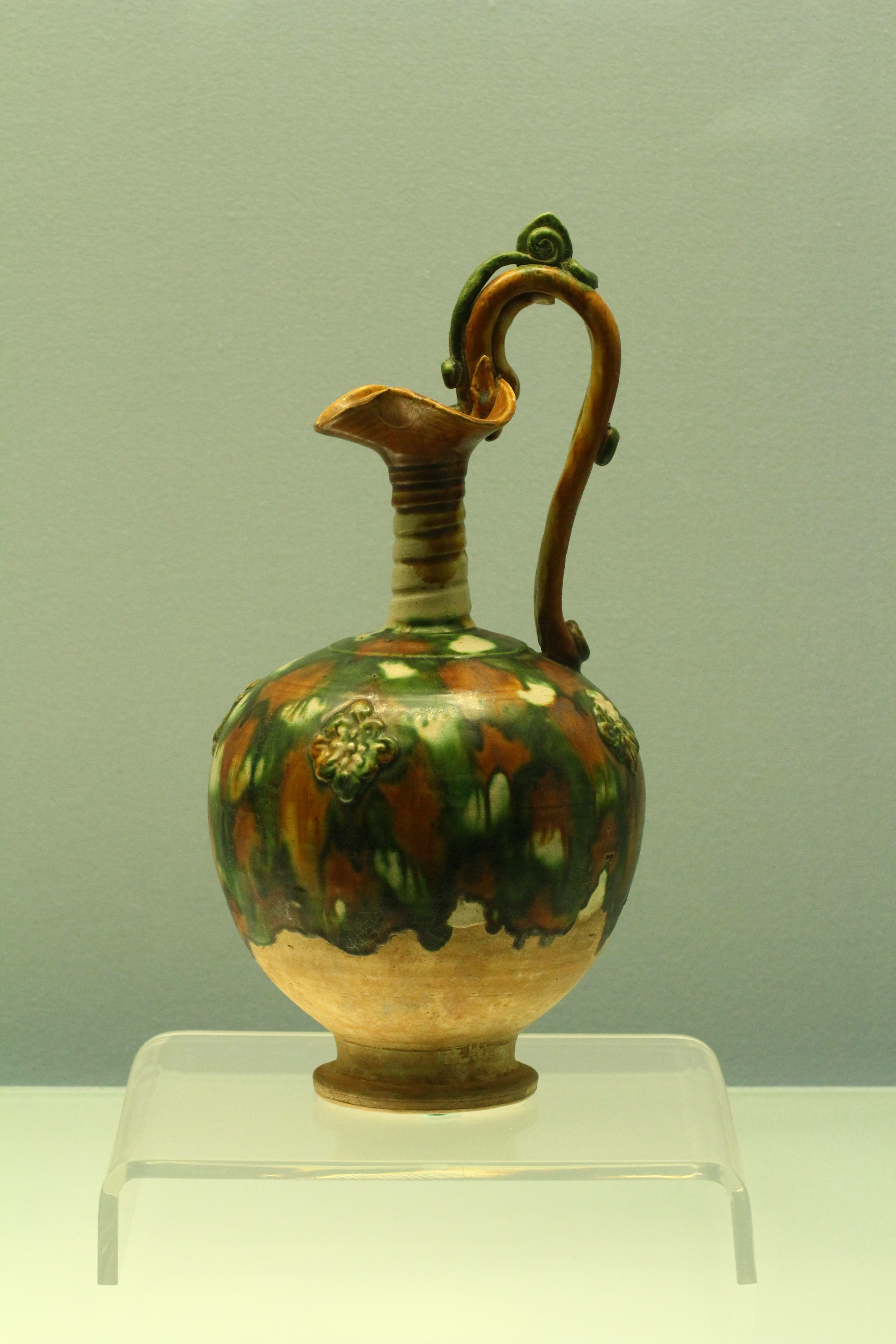
唐三彩水注 唐 藏于上海博物馆

### 宋遼金时期陶瓷
宋代（北宋：960年-1127年；南宋：1127-1279年）是中国陶瓷史上的黄金时代，产生了大量的青瓷和白瓷的珍品。青瓷的产地与前代相同，主要集中在南方的越州窑和北方的耀州窑等地。越州窑原来集中在浙江省北部，从北宋中期开始逐渐向浙南迁移，后世称为龙泉窑。另外，汝窑和南宋官窑也是知名的青瓷产地。在白瓷方面，以北方的定窑和南方的景德镇窑最为著名。定窑主要生产在氧化焰下烧制的乳白色的白瓷。景德镇始自五代，在元代以后成为中国陶瓷的核心。但在宋代，景德镇窑的主要产品是“青中有白，白中显青”的青白瓷（又称“影青瓷”）。此外，在河南省一带，盛产在陶质胎土上添加白化妆土的仿白瓷，这一系列被称为磁州窑。磁州窑的产品使用了剔刻、刻填、铁绘等装饰技法，出产了大量浓郁生活气息的白瓷。南宋时期，福建省的建窑、江西省的吉州窑等出产了黑釉的茶碗（又称“天目”）。这类茶具流传至日本后被视为珍宝，对日本茶道文化也产生了深远的影响。
自古以来，汝窑、官窑、哥窑、定窑、钧窑被并称为宋代五大名窑。汝窑（青瓷窑）的现存遗物很少，但其瓷艺非常精良。从1980年代以后的多次考古发掘中，基本确定汝窑的中心产区在宝丰县清凉寺。对于北宋官窑，仍有许多疑点和问题，目前对于其窑址和产品都尚无定论。哥窑的部分产品虽留存于世，但其窑址和具体情况仍有待考证。定窑和钧窑的窑址虽已得到确认，但有学说认为钧窑的代表性作品实为元代以后。如上所述，目前对于所谓宋代五大名窑，尚有许多疑难课题有待研究。

#### 汝窑与官窑

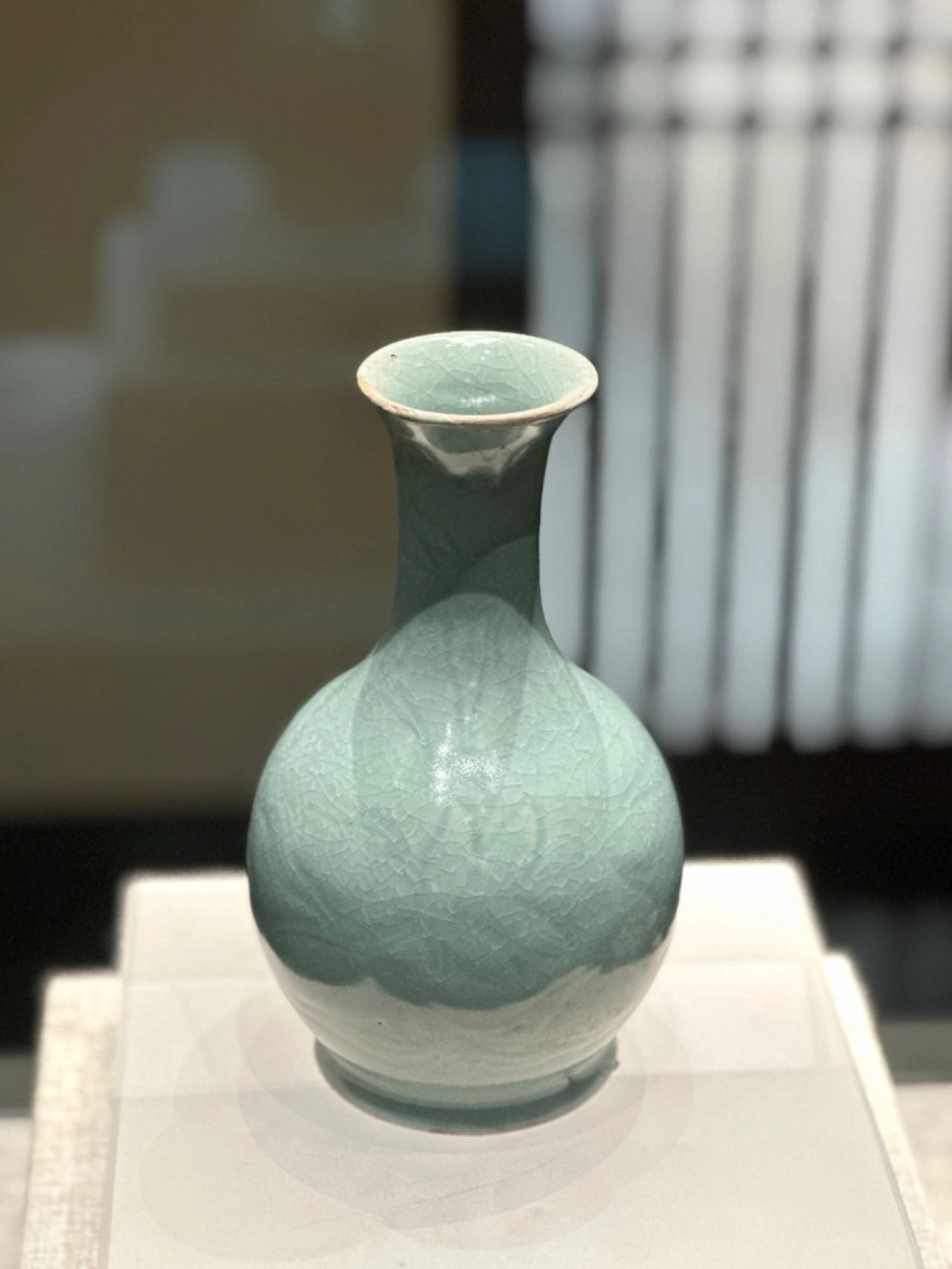
天蓝釉刻花鹅颈瓶 （汝窑）

作为青瓷名窑之一的汝窑留存于世的作品极少，目前传世汝瓷不足百件。现存的汝窑青瓷主要收藏于北京和台北的两家故宫博物院，其他在上海博物馆、伦敦大维德中国艺术基金会、大英博物馆、大阪市立东洋陶瓷美术馆等处也有少量藏品。南宋周辉所著的《清波杂志》中记载“汝窑宫中禁烧，内有玛瑙为釉。唯供御拣退方许出卖，近尤难得。”，这反映了早在南宋时期，汝窑青瓷器已非常稀少。在北宋时代的文献中提及汝窑的，只有徐兢的《宣和奉使高丽图经》。该书中记载了徐兢在1123年作为北宋使节出访高丽的见闻，其中作者认为高丽青瓷与“汝州的新窑器”相似。然而，目前无法确认徐所指的“汝州的新窑器”是否就是汝窑青瓷。现存汝窑青瓷的特色是，釉色淡蓝失透，表面有细微的裂纹。器种包括碗、盘、瓶等，但没有模仿青铜器的器物。大部分都不带纹饰。其中比较有特点的“水仙盆”，即带有足的盆状容器，目前在台北和大阪各有一件。由于后人猜测该盆由于栽培球根植物，故得名，但真正的用途尚无确证。汝窑青瓷通体施釉，包括圈足底部，俗称“裹足”。为实现这一效果，器物往往用极小的支钉支撑后悬空烧制，因此烧成后会在器底留有细小的支钉。
长年以来，汝窑的窑址仍是一个未解之谜。1987年，上海博物馆经检测认定，河南省平顶山市宝丰县清凉寺的窑址出土的陶片与传世的汝窑青瓷相同。参加发掘工作的河南省文物考古研究所专家认为，汝窑并非官窑，而是民间用于纳税的贡窑。因此，一部分观点认为，“汝官窑”这一叫法并不正确。南宋叶寘的《坦斋笔衡》中提到“政和间京师自置窑烧造，名曰官窑”。但目前仍不能明确北宋官窑的窑址和产品。

#### 定窑

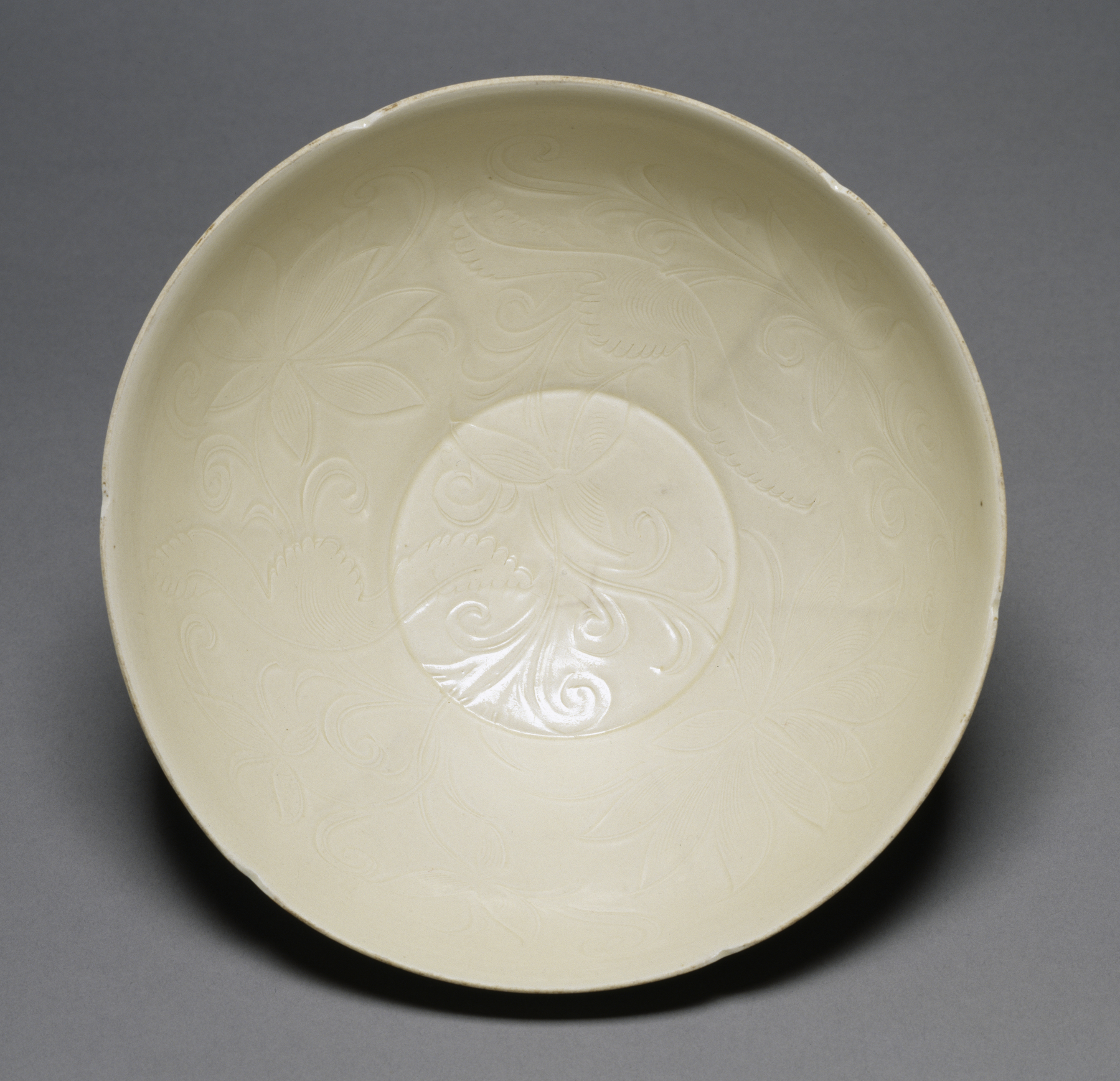
白瓷刻花唐草碗（定窑）

与生产青瓷的汝窑同样有名的，是以出产白瓷著称的河北省定窑。该窑址位于河北省保定市曲阳县涧磁村及东西燕山村。定窑始于唐代，历经五代、北宋直至金朝仍相当活跃，但五代以前的遗物较少。北宋的定窑白瓷，以略带黄色的奶油色釉层为特色。据分析，这种特殊的釉色是因为烧制燃料从木柴变成煤炭，并在氧化气氛中烧成的。器种包括瓶、壶、水注、钵、盘等多种，表面多有刻花或印花。定窑在烧造技术上的成就是发明了“芒口覆烧法”，将器物反扣过来，装在匣钵内入窑烧造，避免了明火烧造的缺点。但由于器物倒扣在支圈上，故口沿处一圈无釉，往往需要镶上金属边缘。定窑还出产黑釉、酱釉和绿釉的瓷器，还有在釉上烧制金箔的金花定碗。酱釉与黑釉相同，呈铁锈色，但由于含铁量较高，釉表面产生了酱色的皮膜，故得名。定窑的另一个技术进步是“火照”的使用。即用碗盘等废坯片中间挖一孔而成，与烧制产品同时入窑，放在窑床的前后左右及中间等处。窑工用“火照”检查烧制过程中的窑炉温度及气氛。当达到关键时刻，窑工取出“火照”观察烧成效果，以确定温度升降及空气的供给等细节。

#### 钧窑

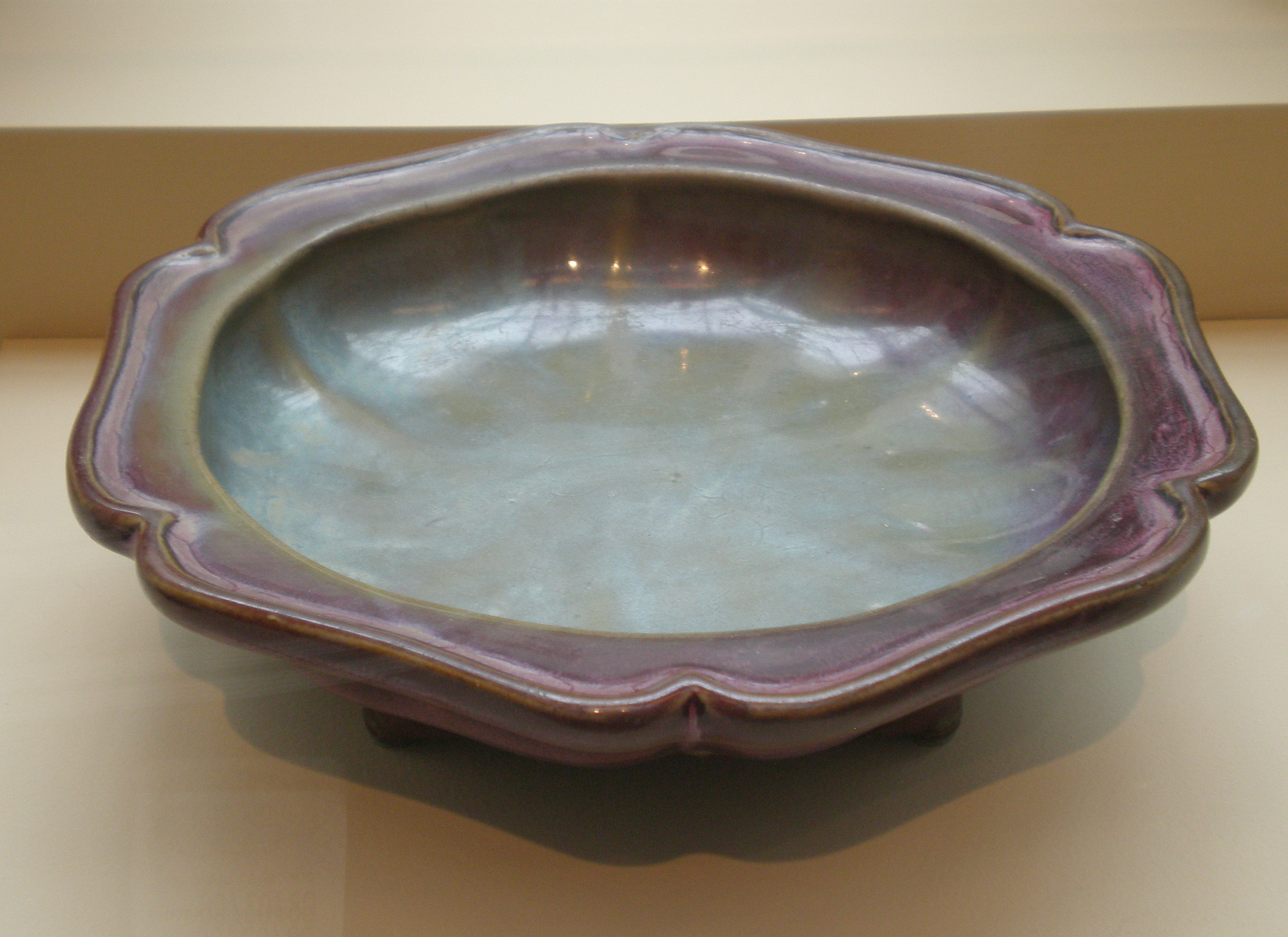
紫红釉六角棱花盘（钧窑）

钧窑瓷器“釉具五色，艳丽绝伦”，以蓝色乳光釉和窑变色彩为其最重要的特色。蓝色乳光釉与青瓷相同，因釉灰中含有的微量铁元素经还原气氛烧成而成，其中深色者称“天蓝”、较淡者为“天青”，更淡者为“月白”。钧窑使用铜氧化物作呈色剂，在还原气氛下烧成了紫红色的铜红釉。铜元素是活泼的金属元素，对于釉中成分、温度、烧制气氛都十分敏感，稍有偏离就无法成功。但如果烧制得法，釉的乳浊度和铜的呈色在窑内发生复杂的交错变化，就会使釉色变得绚丽多彩。这就被称为“窑变”。
钧窑窑址的中心在河南省禹县钧台，故得名。但在该省平顶山市宝丰县也发现了钧窑系列的瓷片。因此通常将钧窑理解为不是特定的瓷窑，而是一个庞大的系列。钧窑作品中以盘、瓶等为主，但颇有特色的是花盆和水盘。在这些花盆、水盘底部往往刻有一到十的数字，对此学术界曾有多种解释和推测。但目前基本认为数字与器形大小有关。长期以来，大多数学者将钧窑的开始时间定于北宋末期，但近来有不少学者认为钧窑始于近代，而绝大多数钧窑的陈设瓷完成于元明时期。

#### 哥窑
作为宋代五大名窑之一的哥窑的相关信息是最少的，其窑址目前尚不明。在宋代的文献中也未发现哥窑的称呼，因此当今的多数学者认为，所谓的“传世哥窑”其实是元代仿烧南宋修内司官窑的产品，其釉面有断纹，器形也与南宋官窑相似。

#### 耀州窑

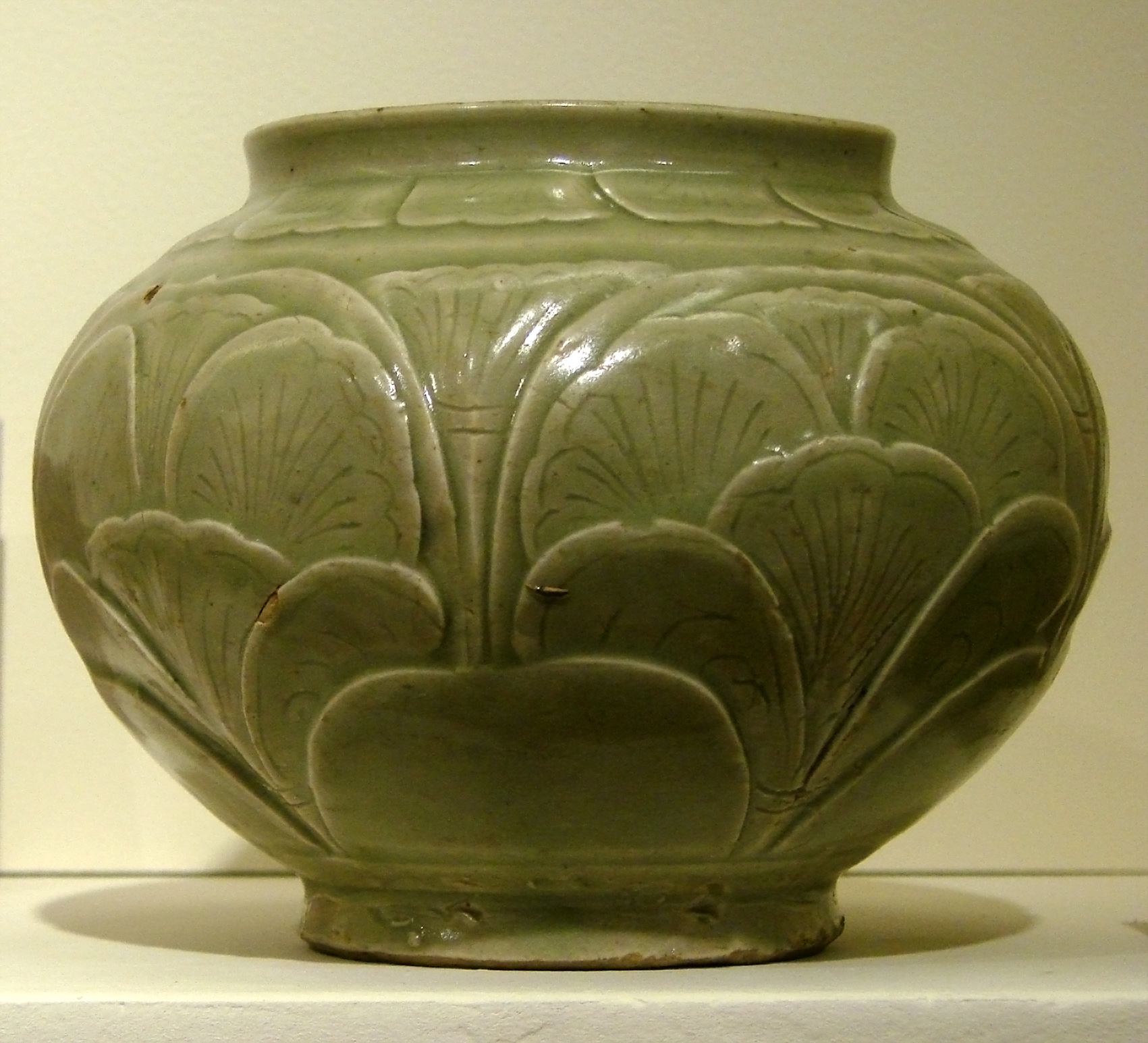
青瓷划花纹壶（耀州窑）

耀州窑是北方青瓷的代表性瓷窑之一。窑址位于陕西省铜川市黄堡镇。耀州窑起源于唐代，历经五代、北宋，延续至金朝。该窑在唐朝也烧制唐三彩。北宋的耀州窑青瓷以橄榄绿的浅绿色釉为特点。器种包括碗、瓶、水注以及瓷枕等。耀州窑装饰技法以刻花、印花为主，装饰题材极为丰富多彩，包括花卉、婴儿、鱼等多种系列。对耀州窑记载比较全面的文献是宋神宗元丰七年张隆撰《宋耀州太守阎公奏封德应侯之碑》。

#### 越州窑与龙泉窑

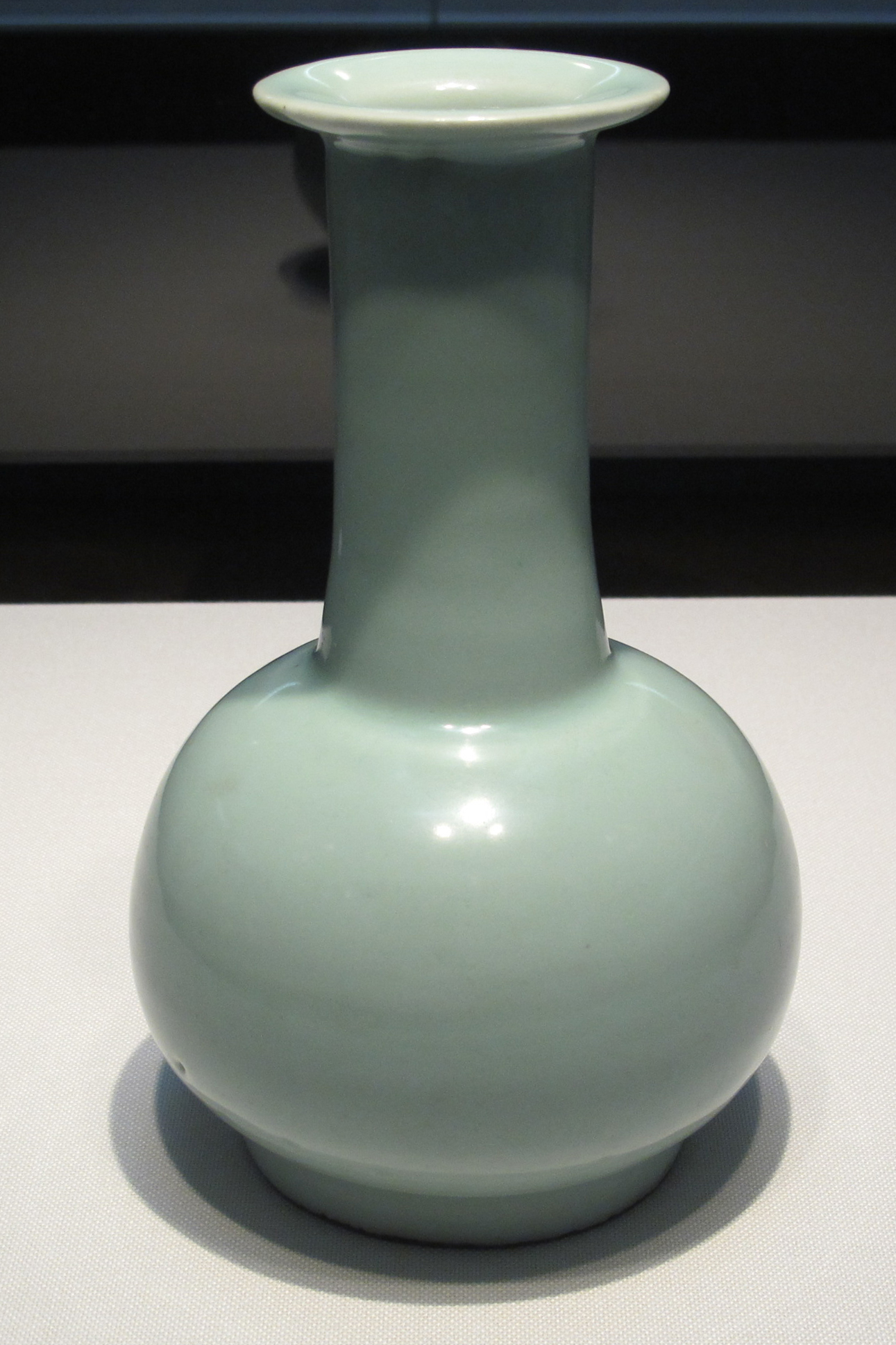
青瓷花瓶（龙泉窑）

浙北地区的越州窑青瓷在晚唐时期开始恢复，但从北宋中期开始，青瓷制造中心逐渐转移到浙江省南部的龙泉附近，并历经南宋和元朝长盛不衰，史称“龙泉窑”。。龙泉窑青瓷大量出口海外，备受珍视。南宋官窑青瓷的胎土为陶土土质，因此胎土与表面釉层的收缩率差异导致了开片的产生，而龙泉窑青瓷的胎土为瓷土土质，几乎没有开片，呈现淡青色薄釉，其中粉青釉和梅子青釉瓷为龙泉窑名品，将青瓷推向一个新的高峰。。

#### 辽代陶瓷
从五代起至北宋，在中国北部称霸一方的契丹族国家辽国（916-1125），也有被称为辽三彩的陶器、白瓷、铅釉陶（绿釉、褐釉）等。辽代白瓷器中比较有特色的是游牧民族常用的皮囊壶形状的水壶。另外，在白瓷方面比较难以区分辽国作品和定窑的作品。这是由于定窑位于偏北的定州，从10世纪中叶开始被辽国占领，因此定窑的技术也逐渐流传至辽国境内。此外，从北宋王朝向辽国进贡的贡物中也发现了定窑白瓷。

#### 景德镇窑
江西省著名的景德镇窑起源于五代时期，后于元明清时代成为烧制宫廷御用瓷器的重镇，也是中国陶瓷绝对的中心。宋代的景德镇主要在郊外的湖田窑等地烧制白瓷。其代表性作品为白色素胎上的泛青色透明釉，器表刻花。这在后世被称为影青或青白瓷。

#### 南宋官窑
前文中提到的《坦斋笔衡》记载，南宋官窑初在修内司，后迁至郊坛下。郊坛下是皇帝祭祀天帝的场所，位于杭州城南的乌龟山脚。另外修内司官窑的窑址不明，也有观点认为修内司并非地名，而是官府的机关名称。郊坛下官窑出产的青瓷有以下特点。胎土中铁含量高，在陶器质的黑色陶土上涂以厚层的青瓷釉。由于选择偏黑的土质，因此器物呈现深蓝色，且因胎土与挂釉的收缩率不同，器物表面多有细微的开片。

#### 建窑与吉州窑的天目
福建省建阳市的建窑和江西省吉安市永和镇的吉州窑在南宋时代以烧制茶碗闻名。这种碗后流传至日本，被称为天目，是日本茶道中的珍品。建窑瓷碗在泛黑的陶质胎土上施黑釉，表面呈现银色线状纹样。这被称为“兔毫斑”。银色图案成圆斑状的被称为“油滴天目”，如在斑点周边还有琉璃色的彩虹的，则称为“曜变天目”。曜变天目极为珍稀，目前存世的只有日本收藏的三盏。吉州窑瓷碗在灰白色胎土上重叠施加黑釉和被称为海鼠釉或者兔斑釉的灰釉，被称为玳玻天目。玳玻即玳瑁的甲壳，因釉色近似而得名。吉州窑制品中还有在独特的釉上通过纸型绘制特殊图案或者在碗内侧烧印树叶形状的木叶天目。

#### 磁州窑

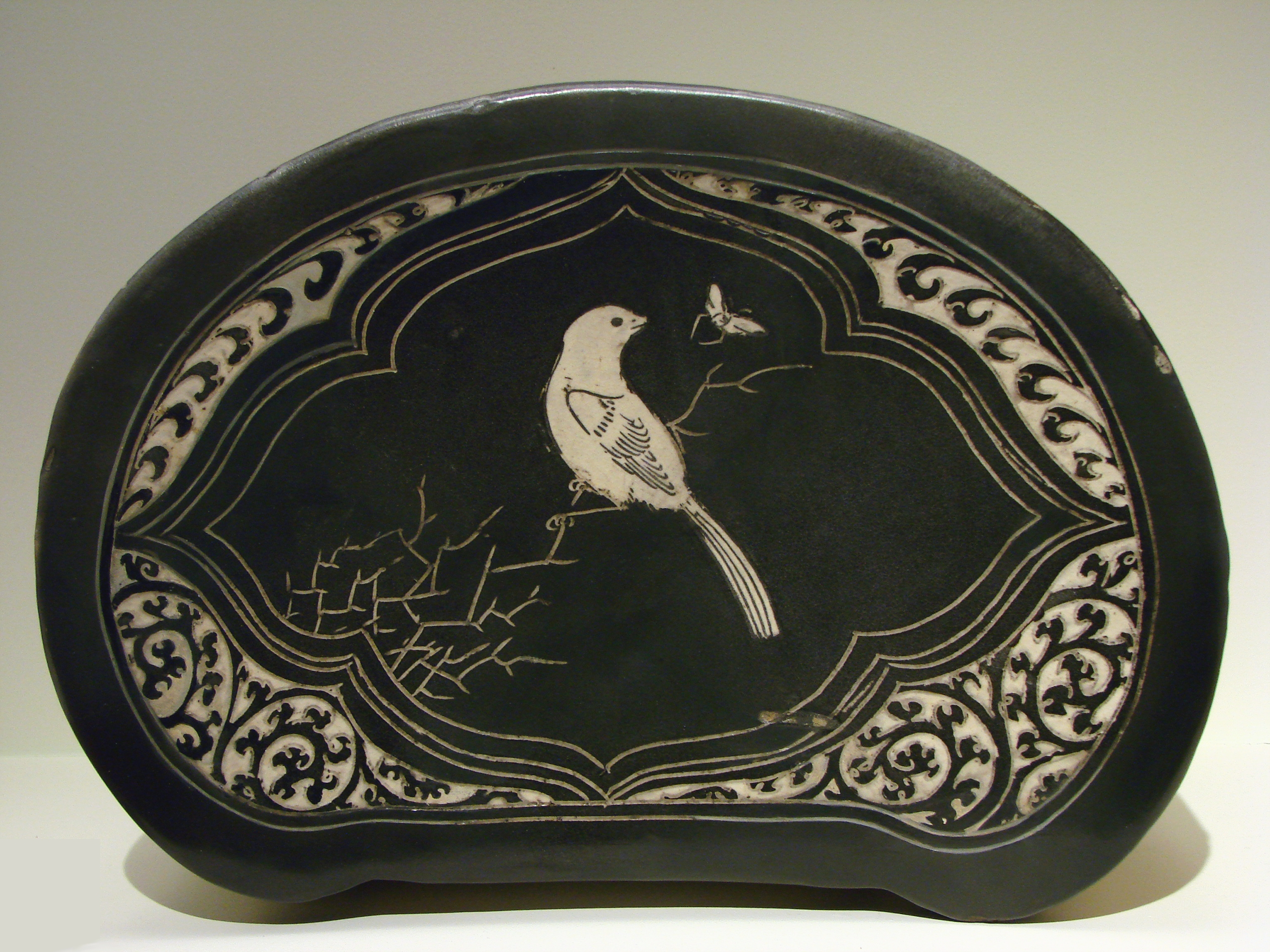
白地黑掻落鸟枕（磁州窑） 藏于集美博物馆

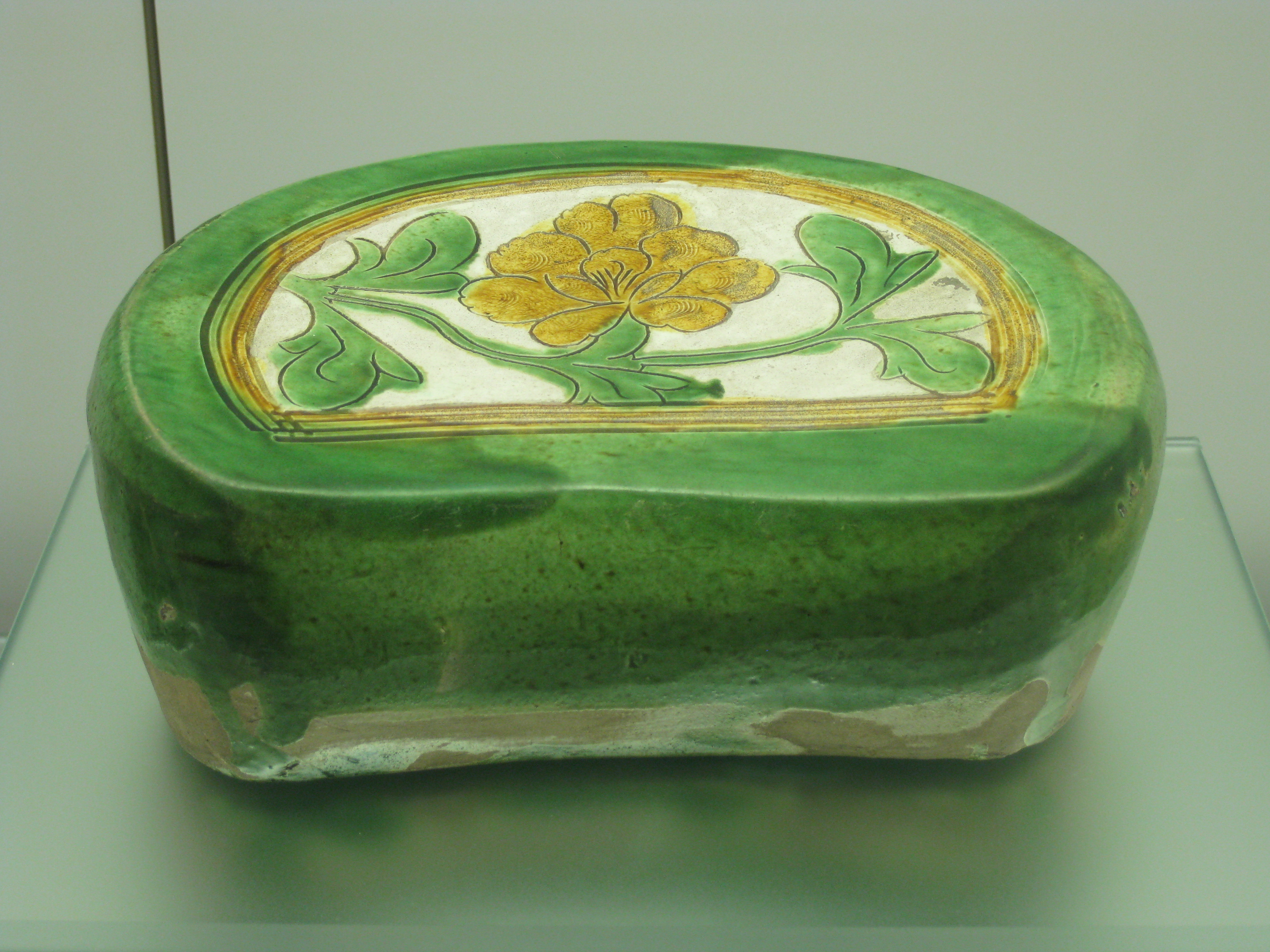
三彩牡丹枕（磁州窑）

从9世纪起，华北一带的民间瓷窑开始生产一种被统称为“磁州窑”的特别纹饰陶瓷品，其中尤以北宋至金代期间的产品最为有名。磁州窑系列的陶瓷基本上在陶质胎土上施白化妆土，继而挂透明无色釉。磁州窑器形以瓶居多，但最独特的品种还是瓷枕。纹样不一，多为牡丹唐草纹。定窑等地白瓷因为是用白色胎土施透明釉烧成，故自然色即为白色，而磁州窑的胎土中铁元素含量高，呈灰色，因此必须在胎土上覆白色化妆土才能达到白瓷的效果。此类代用白瓷早在9世纪就已存在，但北宋之后，陶瓷艺人反而利用灰色胎土与白化妆土的颜色差异，特地剥离部分白化妆土，以露出灰色胎土的纹样，这种工艺称为“搔落”。此后更进一步，发展出“白地黑搔落”的技法。即在白化妆土上再覆一层黑土，然后在纹样处镂空黑土露出白底，以黑白色差表现纹样的层次感。另外还有线刻、象嵌、铁绘、绿釉掻落、三彩等多种装饰工艺手法。线刻的原理与搔落相同，就是在白色化妆土上刻出线形图案露出底下的胎土本色。象嵌是指在胎土上线刻图案，之后覆白化妆土压实，再将表面的白色化妆土除去，这样留在胎土图案凹陷处的白土就会呈现图案。这种工艺并不多见。铁绘是在白色化妆土上以铁器直接描绘图案后施以透明釉层烧制而成的。从外观上看与白地黑搔落相近，但工艺更为简便。绿釉掻落是指在掻落瓷器上再加绿釉的器具。其中分为在白地掻落上全面涂加绿釉和仅在白地黑掻落的白地部分施绿釉等技法。除上述种类外，还有仅仅施加白化妆土而不进行其他任何修饰的“白无地”器皿。进入金代，出现了与白地黑掻落相似但不用黑土而用黑釉的黑漆掻落，以及在黑釉上用白土进行线描的黑釉堆线纹等技法。但有一种观点认为，上述技法没有使用白色化妆土，因此不属于“磁州窑系”的范畴。狭义的磁州窑是指位于河北省磁县境内的窑址。但使用了上述技法的瓷器则在华北大范围内存在。属于磁州窑系的瓷窑广泛分布在山东、江苏、安徽、河北、河南、山西等省。虽然磁州窑得名于河北省境内的地名，但实际上大多数同类的窑址却集中在河南省。宋代之后，磁州窑系源远流长，历经元、明、清，直至现代仍有发展。
金代的磁州窑出现了中国陶瓷史上最初的五彩瓷（即色绘）。所谓“色绘”，即在涂透明釉后高火烧成的瓷胎上以彩色颜料绘成图案，再次用低火烧制的技法。利用这种技法，颜料被烧印在器面上，不会剥落。这与后来明代兴盛的五彩基本属于同类技法，但此时主要用于小碗、小壶等小型器皿，且图案较为质朴简单。使用的颜料中，绿色和褐色也使用历来的三彩釉，只有红色是用铅琉璃与铁矿石调制而成的。

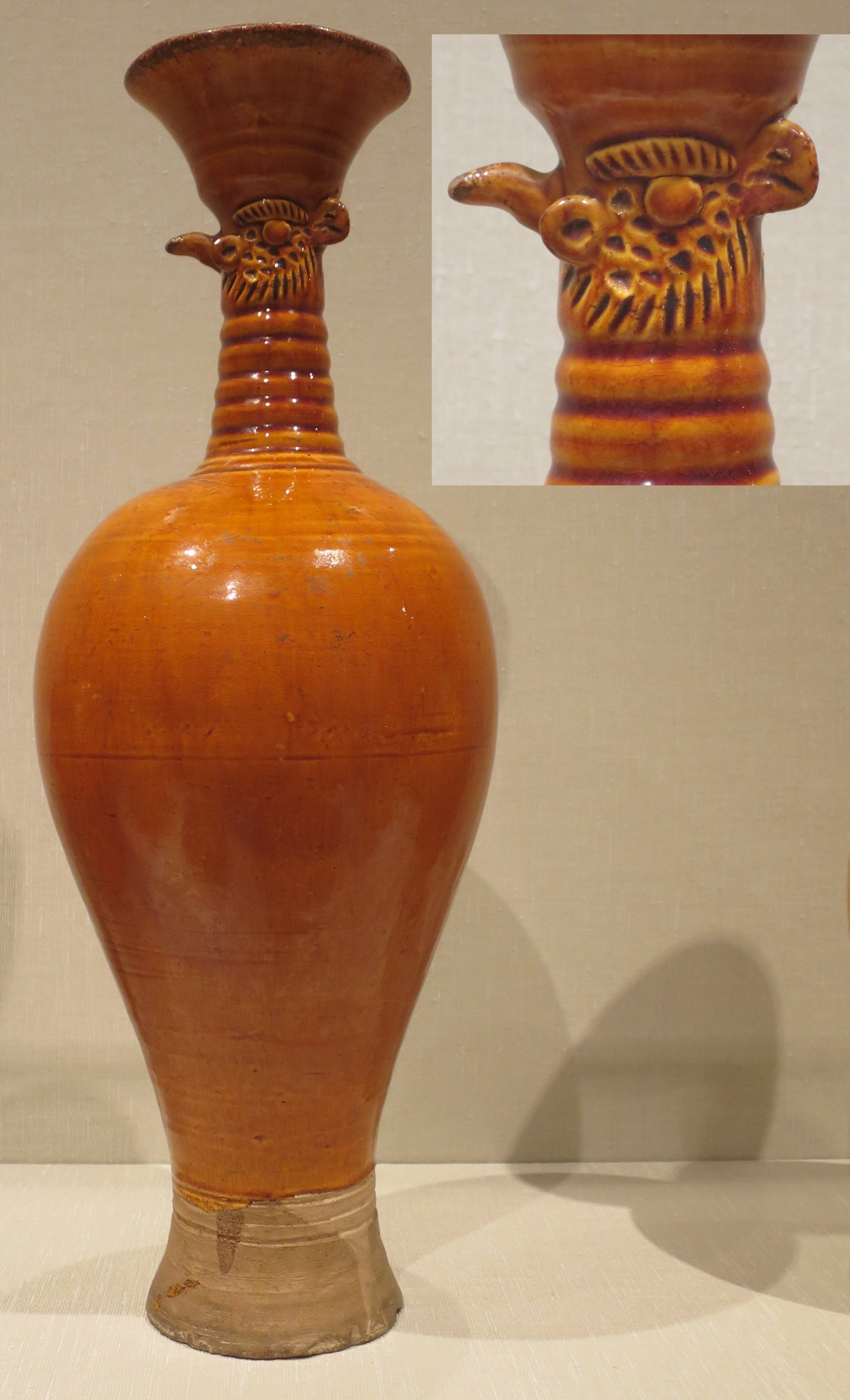
（陶器之例）褐釉凤首瓶 辽
（瓶之例）铁絵草叶瓶 北宋（磁州窑） 藏于上海博物馆
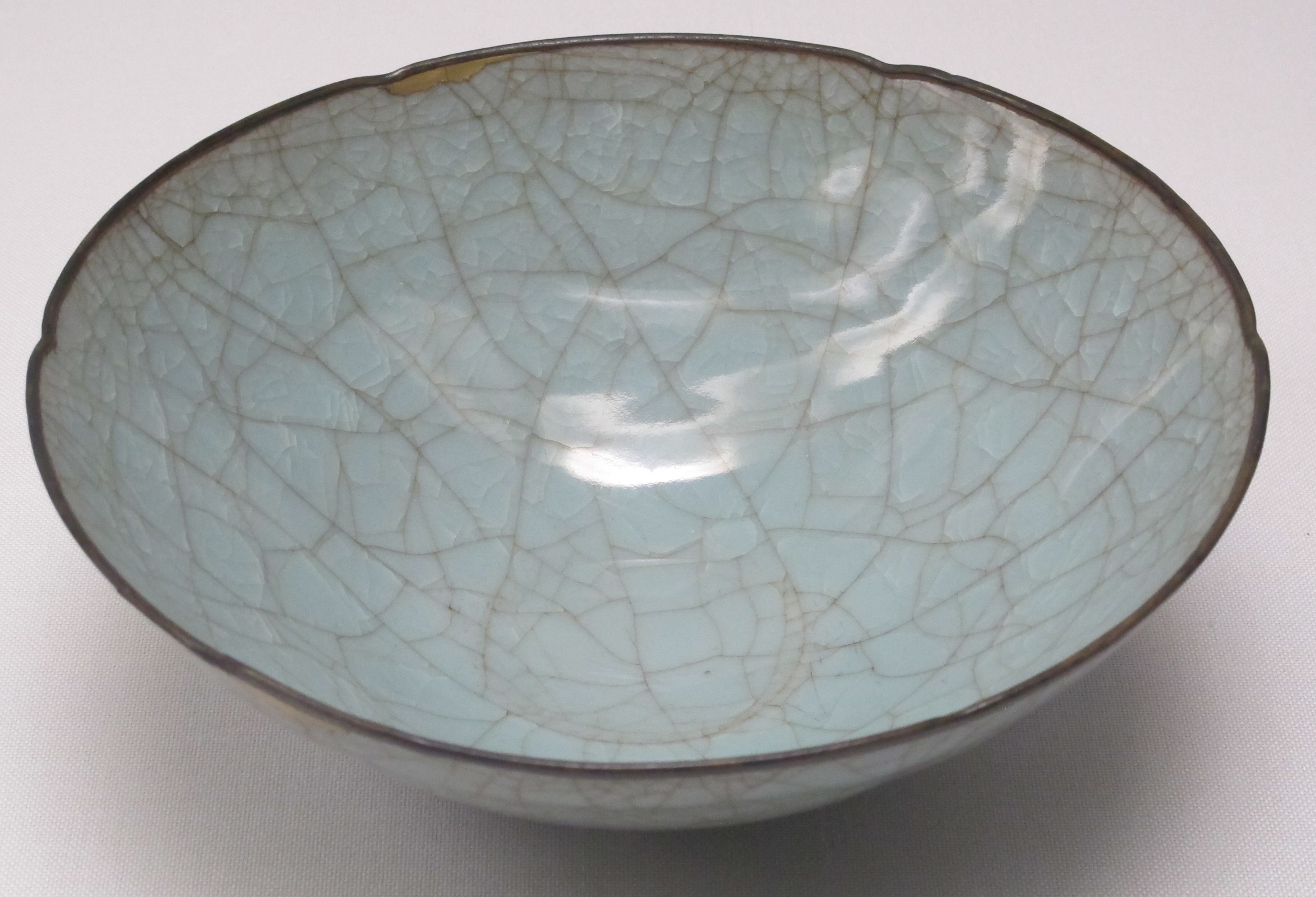
青瓷轮花钵（磁州窑） 藏于东京国立博物馆

### 元代陶瓷

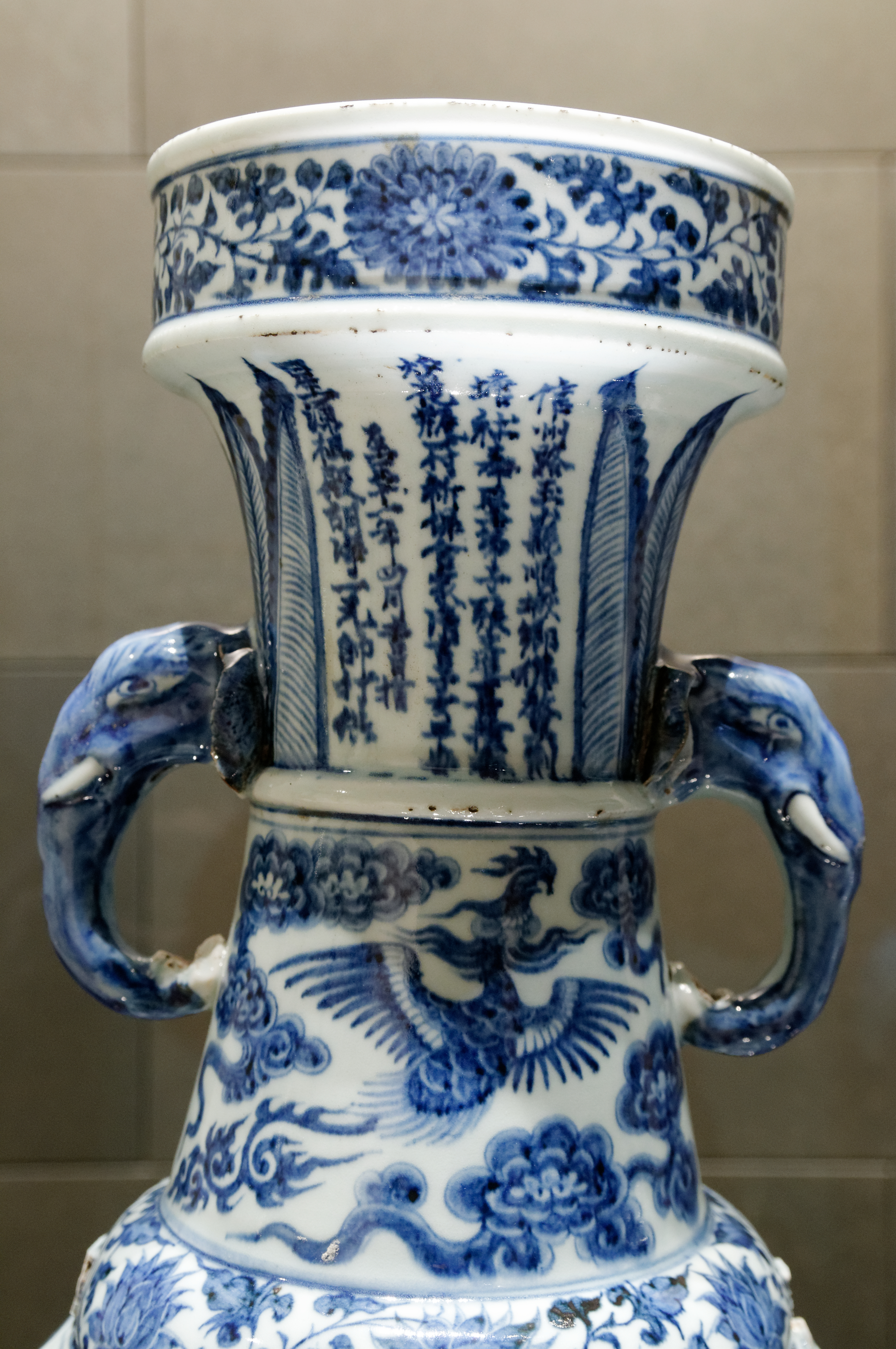
青花龙纹象耳大瓶（铭文部分）

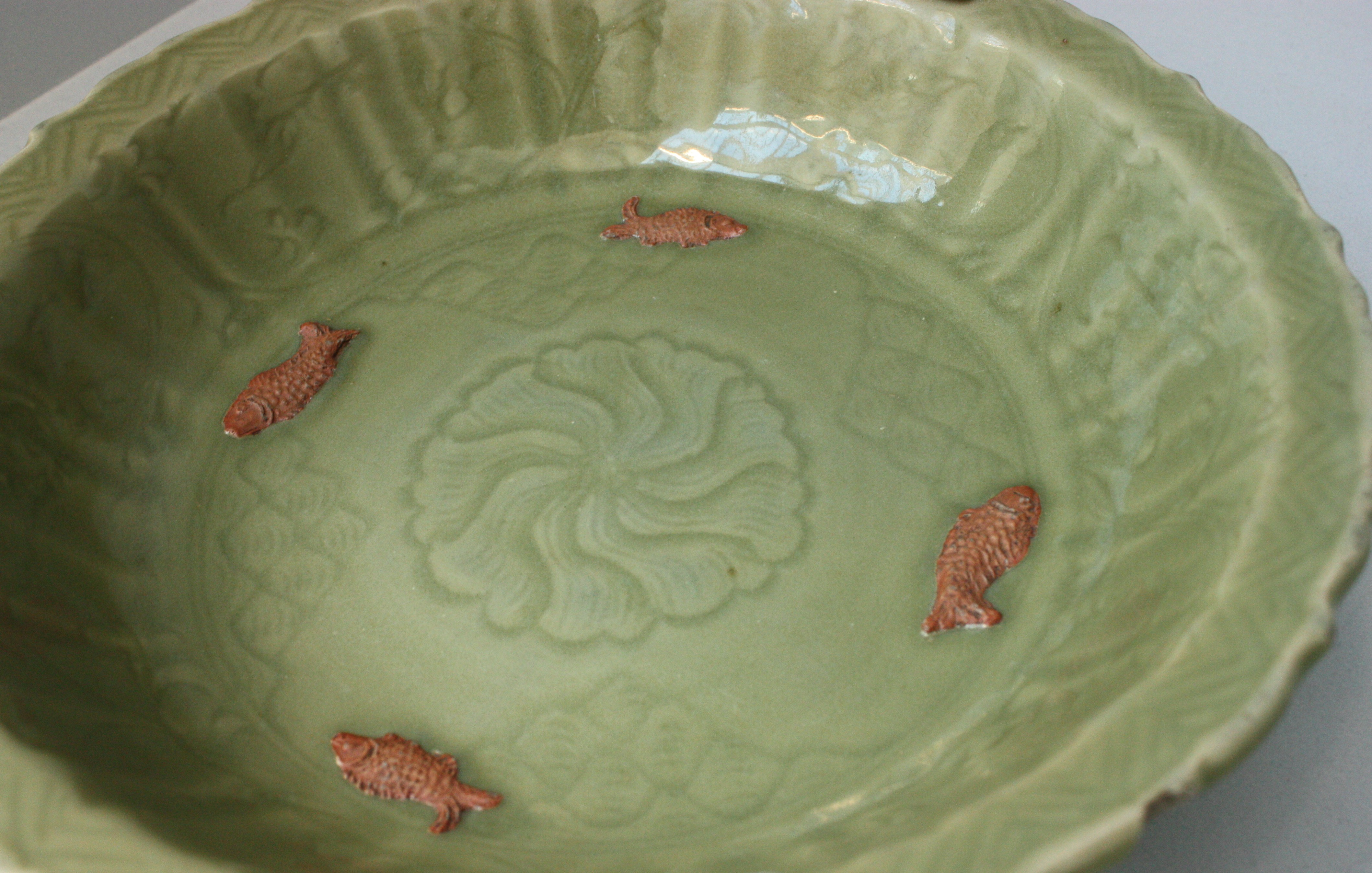
青瓷鱼纹棱花盘

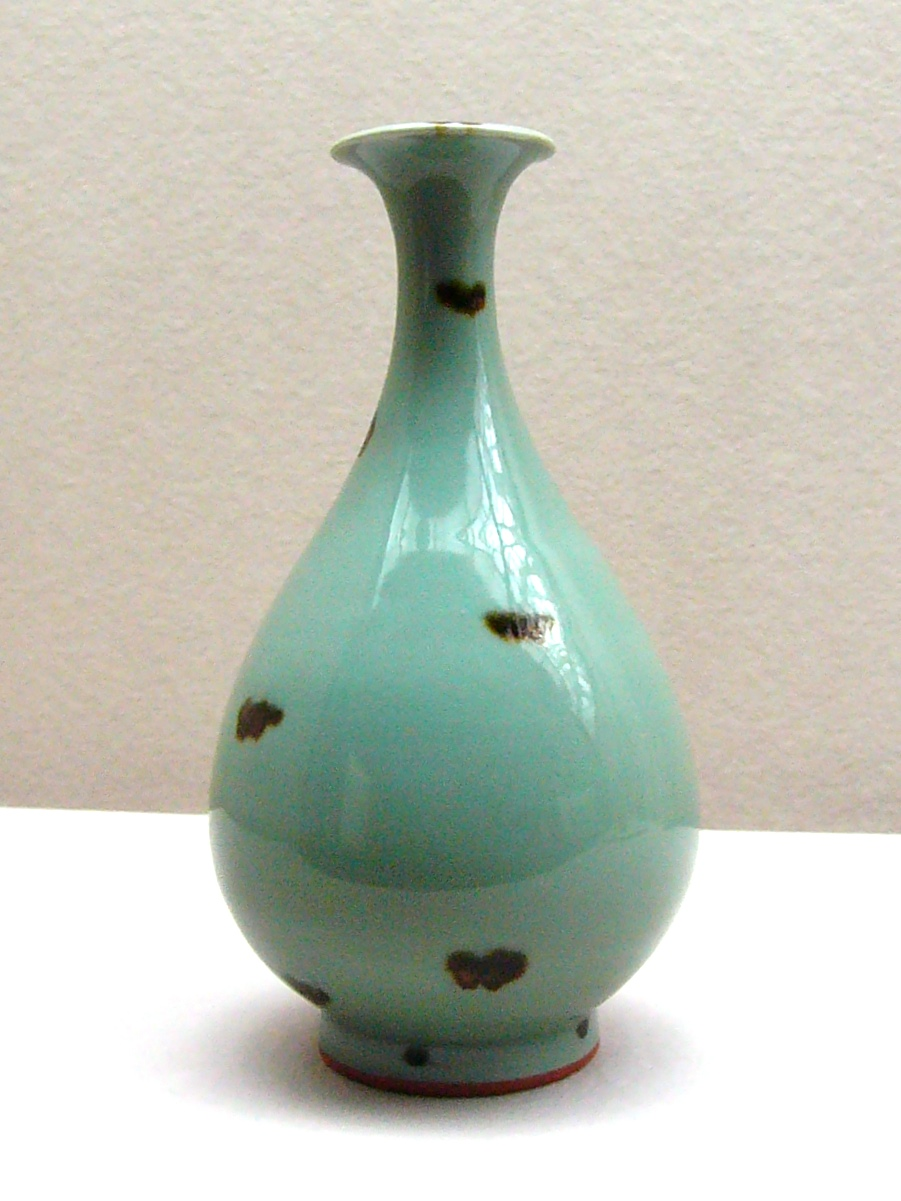
飞青瓷花瓶

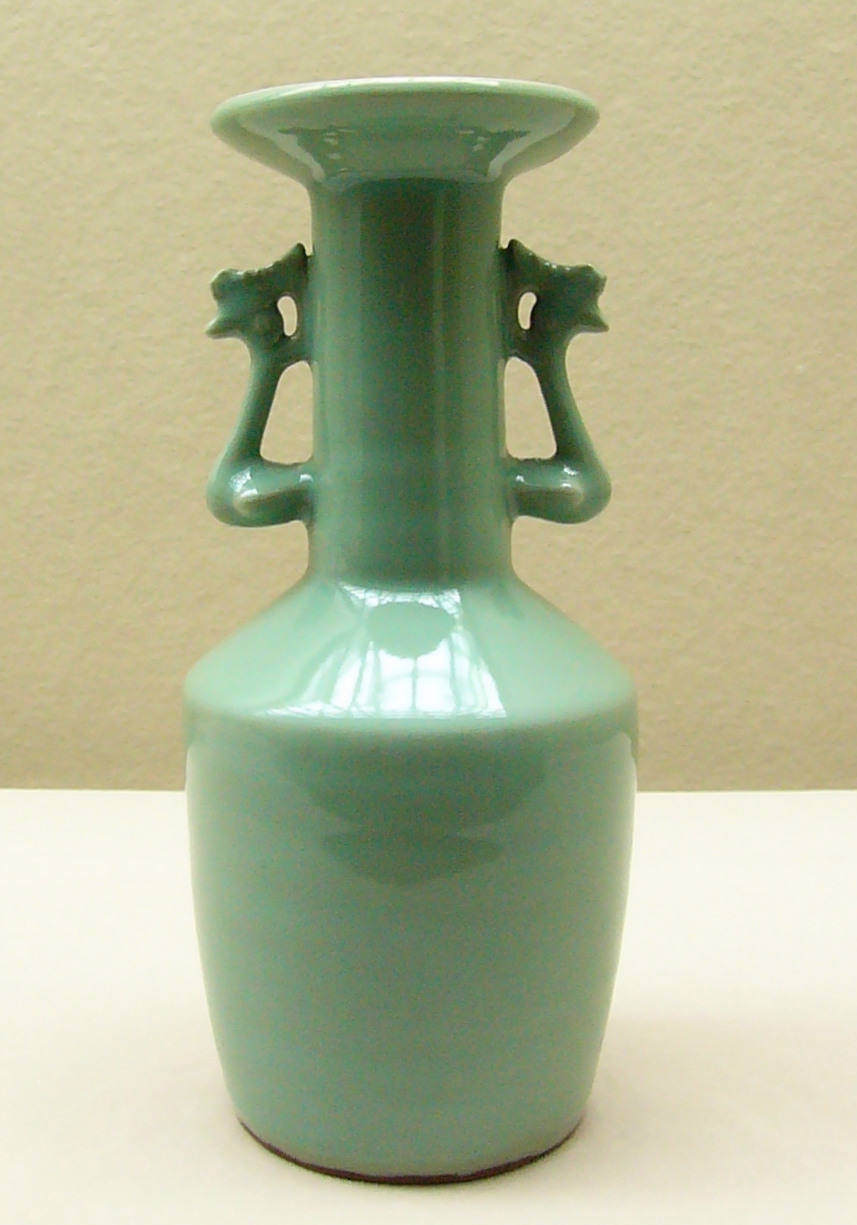
青瓷凤凰耳瓶 龙泉窑 大阪市立东洋陶瓷美术馆

#### 概述
在蒙古人统治的元代（1271-1368），中国陶瓷并未停滞不前，反而出现了重要的发展。由于当时对元代陶瓷的书面记载不多，而且留存于世的瓷器也极其罕见，很长一段时间以来，世人对元代陶瓷并不熟悉。因此，很多元代的瓷器往往被后人当作宋代或者之后的明代的作品。但是，进入20世纪以后，欧美学者对元代陶瓷的样式研究有了突破，逐渐开始了解这一时期的陶瓷历史。
宋元两代，华南的福建、广东、广西等地均有生产白瓷、青白瓷、青瓷的记录，且主要用于出口。在日本被称为“珠光青瓷”的粗制青瓷碗据称就出自福建的南安窑、莆田窑。大英博物馆中收藏的白瓷刻花宝相华唐草文凤首瓶，造型优美，据称是北宋（11世纪）广州西村窑的产物，但尚未得到证实。

#### 青花
元代陶瓷史上值得大书特书的便是著名的青花瓷，即在白地上以青蓝色做图案的瓷器。青花本意为“青色的纹样”。青花属于釉下彩的一种，首先将成形的器物素烧后，使用含有氧化钴的颜料在器面上绘制图案。绘制完成后施加透明釉，并在还原气氛中高火烧制，从而使颜料呈青色。元代使用的氧化钴颜料主要进口自西亚地区，在当时被称为“回青”或“回回青”（意为“伊斯兰世界的青色”）。釉下彩这种技法早在唐代的长沙窑就已出现，但在宋代并未成为中国陶瓷的主流。而釉下彩瓷主要是从元代的景德镇窑开始兴起的。
元代起始于1271年，但在民间的陶瓷制造工艺上，并没有与前朝出现很大的变化，仍然是南宋及金代陶瓷的延续。元朝特有的陶瓷出现在1300年以后的14世纪。其中能够辨识年份的早期作品中，包括延祐五年（1318年）江西九江无名氏墓中出土的青花塔形瓶。伦敦大维德中国艺术基金会收藏的至正11年（1351年）的青花龙文象耳瓶是元代青花中的典范之作。这对大瓶的肩部有形似象头的双耳，铭文中清楚写明在至正11年被捐献至道观的经过。1929年，大英博物馆的远东部负责人罗伯特·洛克哈特·霍布森发现了此瓶。元代青花瓷器不仅保存在中国境内，而且大量地流传至日本、西亚等地。其中，土耳其伊斯坦布尔的托普卡普皇宫、伊朗的阿德比尔清真寺等处都收藏了相当精美的青花瓷器。1950年代，弗利尔美术馆的J·A·坡普从西亚地区的展品中将元代型制的青花瓷挑选出来，并编制了青花瓷器编年史的基础。戴维瓶所代表的样式也被称作至正样式，其诞生的14世纪中叶，青花瓷器的样式技法均达到了相当成熟的水平。
元代除了使用钴颜料生产青花瓷器外，还有使用红色的铜颜料制作所谓的“釉里红”。但铜颜料在高温下容易气化，很难产生鲜明的红色，因此当时的釉里红瓷器的色彩往往呈现暗红。元青花的代表性器皿包括壶、水注、梅瓶、瓷盘等，还包括大口的酒会壶以及瓢形瓷瓶等。元代瓷器的一大特色就是器形大，常有直径40厘米以上的大盘。专家分析这主要是为了满足西亚等出口地的消费需求。西亚的伊斯兰文化圈中盛行主宾围着大圆桌用餐的习惯，人们喜欢使用大型器皿盛放食物并分而食之。瓷器的图案以传统的龙凤、人物、牡丹花草等为主，即使在大器皿上也往往不留白，而习惯描绘繁密的图案。当时在主图案周围也带有莲花瓣、如意头、波涛等图案，反映了西亚美术对元青花的影响。而专家推测，瓷器中的人物图案往往多取材于元杂剧。
此外，五彩的技法尽管早在金朝的磁州窑就已经诞生，但由于元代的景德镇重点发展青花瓷技术，因此元代的五彩的发展情况仍缺乏实证材料。目前也发现一部分瓷器不使用青花，而仅在红绿底色上描绘图案，专家推测其为元末明初时期的民窑作品。

#### 龙泉窑
在元代，随着景德镇的青花瓷独领风骚，宋代以前颇为流行的定窑白瓷和耀州窑青瓷逐渐衰落。但是传统青瓷产地之一的浙江龙泉窑的青瓷却依然活跃在国内外市场上，大量出口海外。1975年在韩国全罗南道新安郡沿海发现的沉船上的大量陶瓷货物就是明证。相关证据显示，此船从中国宁波港出发，在前往日本途中沉没，所载货物中最多的就是龙泉窑青瓷，另外也有建窑和吉州窑的天目瓷器、江南产白瓷、青白瓷等，却不见青花瓷这一品种。南宋时的龙泉窑青瓷在白胎上涂上很厚的不透明的青瓷釉。砧青瓷釉色偏青，几乎没有刻花或贴花。在上述的新安海岸发现的乘船上也找到了砧青瓷。到了元代，釉色偏绿，并且出现了在器物表面刻花或者贴花等装饰工艺。这类瓷器被大量出口到日本，称作“天龙寺青瓷”。这一名称源于天龙寺船，也有一说认为其源于京都天龙寺收藏的贴有牡丹花纹的青瓷香炉。此外，元代青瓷作品还有在釉下散布黑色铁锈斑纹的所谓“飞青瓷”。

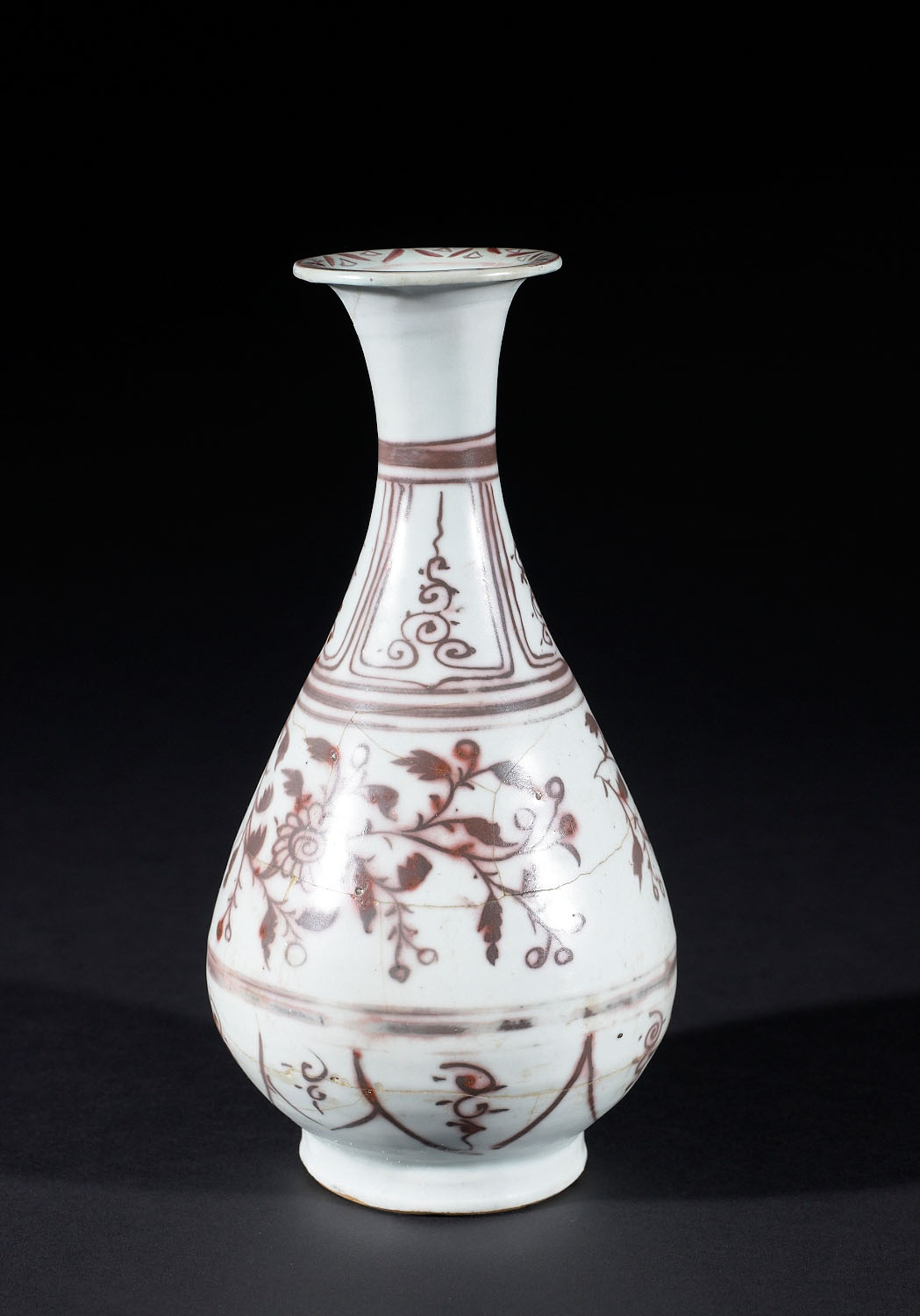
釉里红菊唐草玉壶春瓶
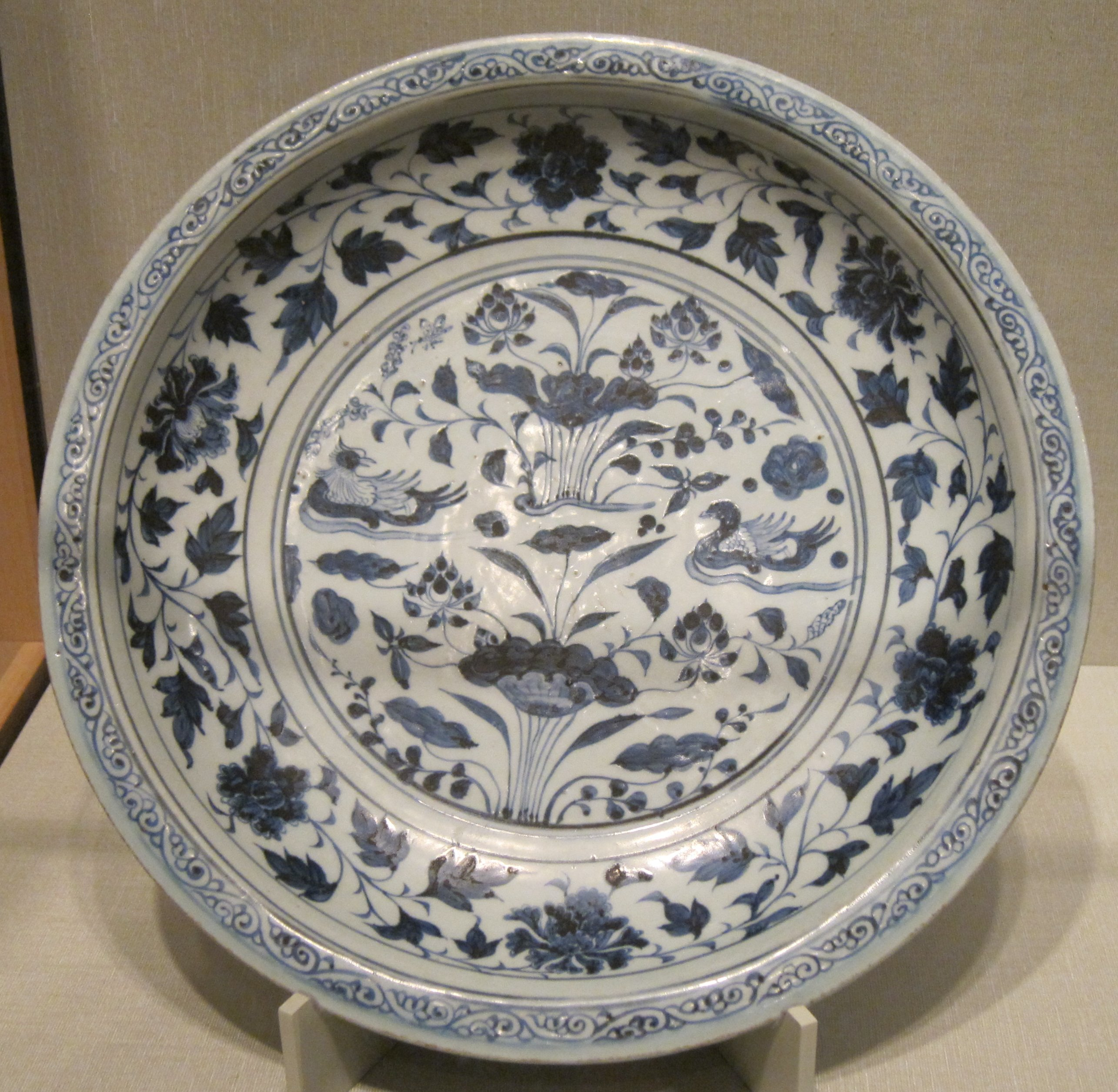
青花莲池水禽盘
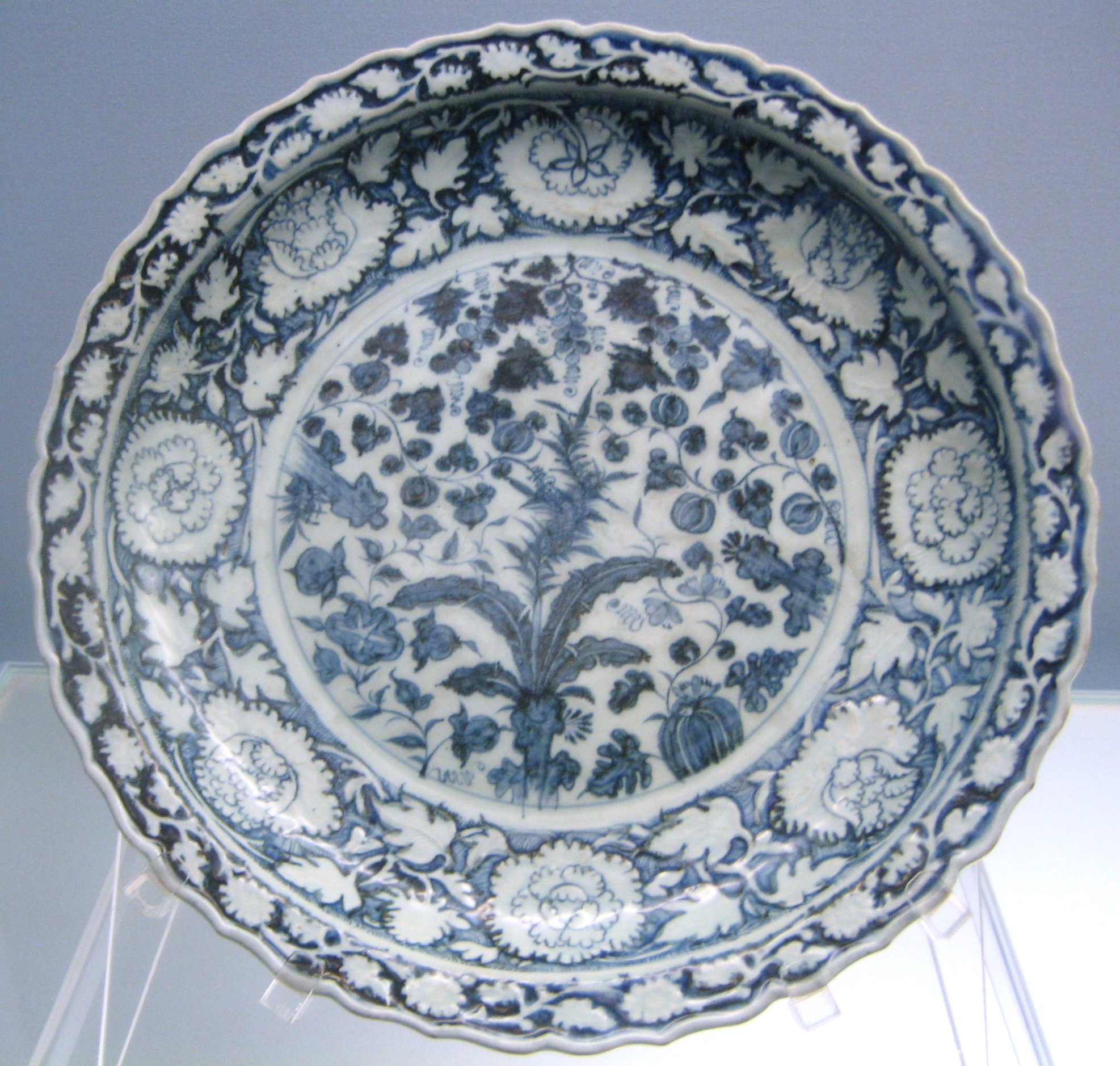
青花瓜竹葡萄盘 元 上海博物馆
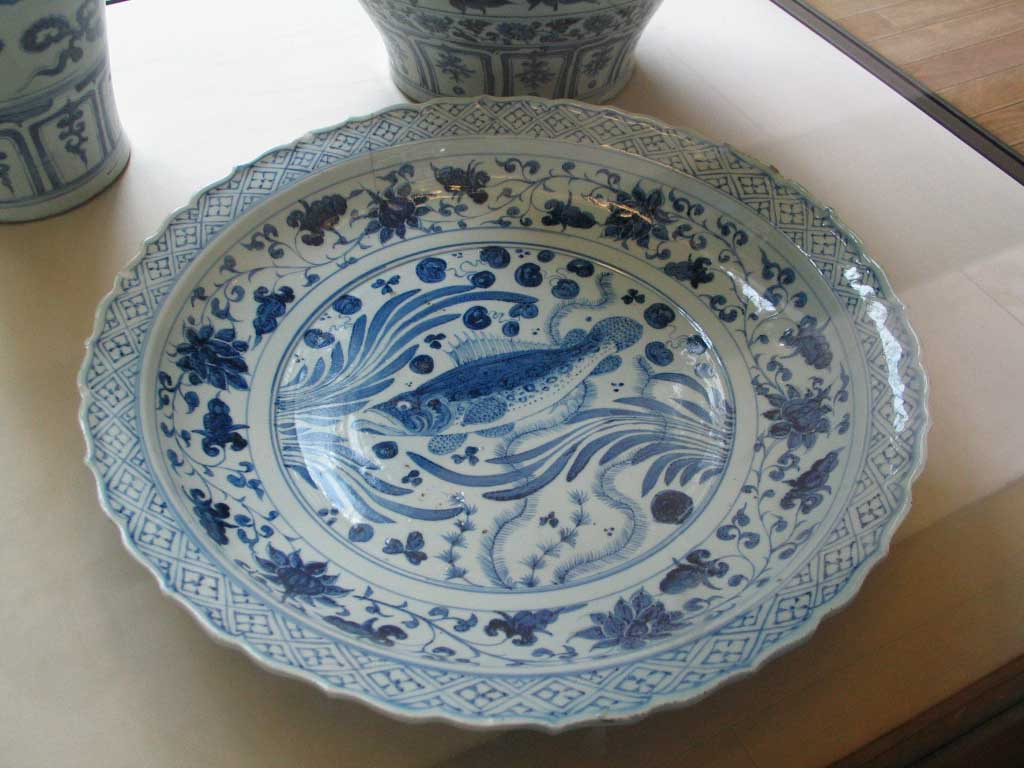
青花鱼棱花盘 大英博物馆
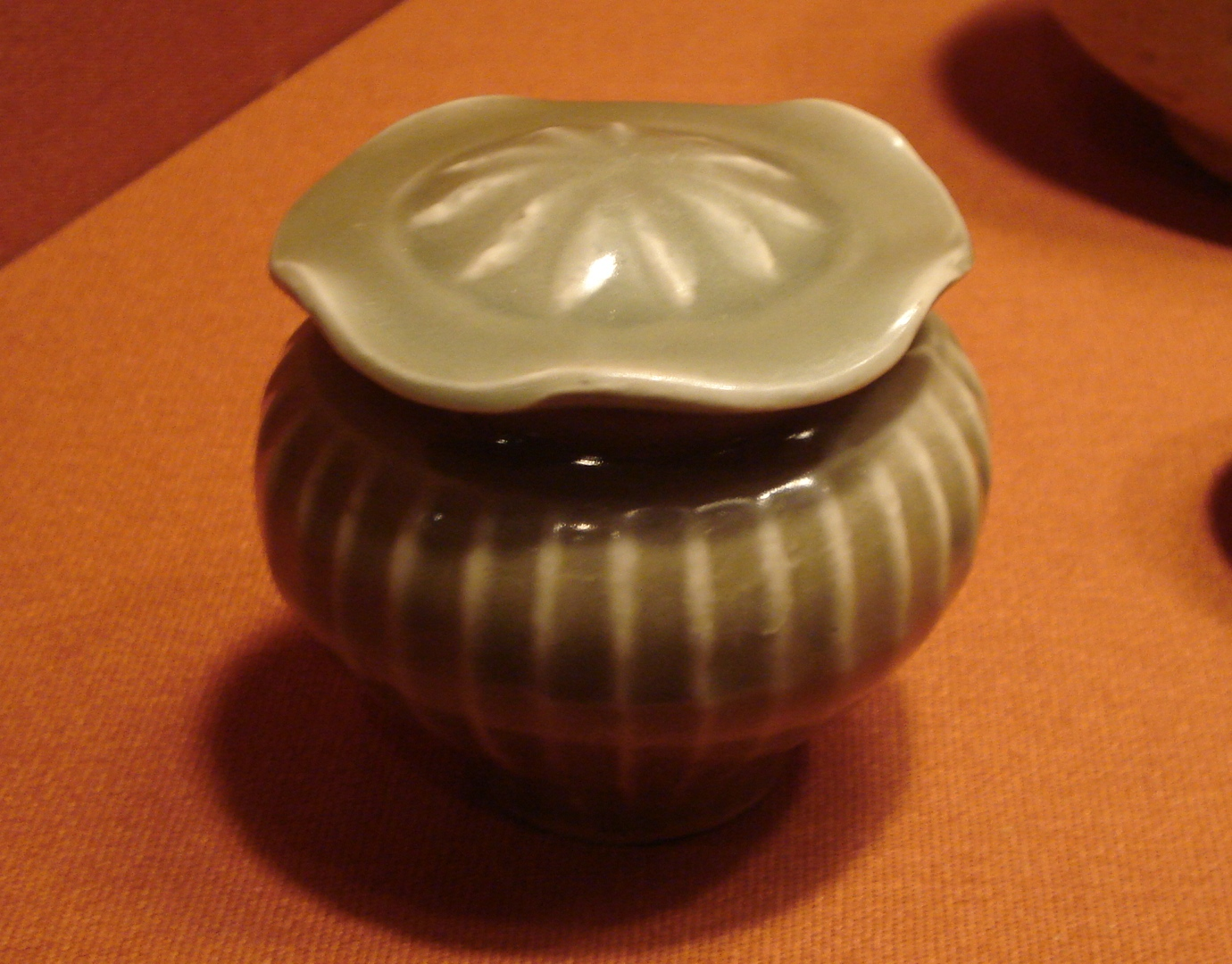
青瓷镐有盖壶 龙泉窑 元

### 明代陶瓷

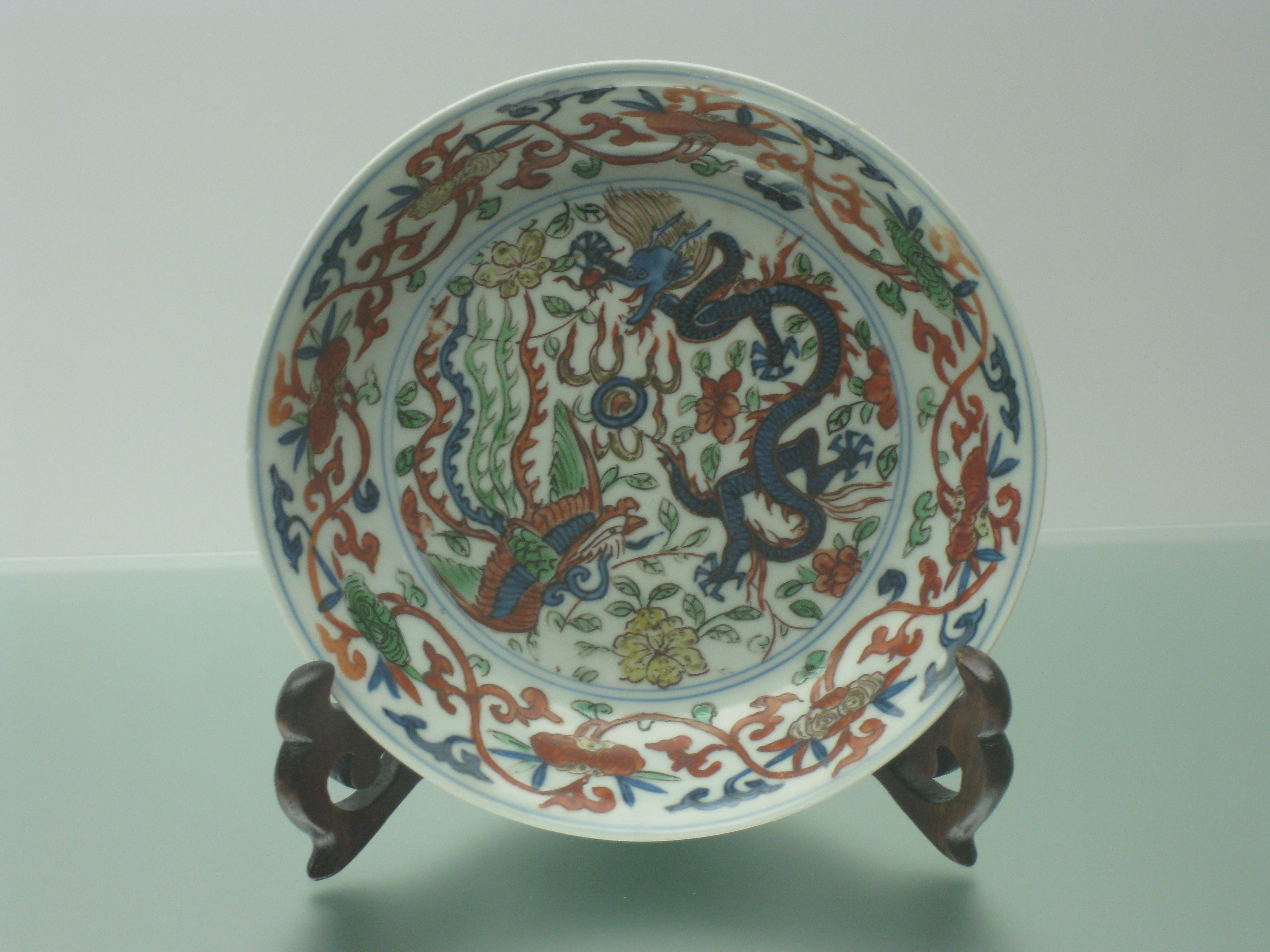
五彩龙凤盘

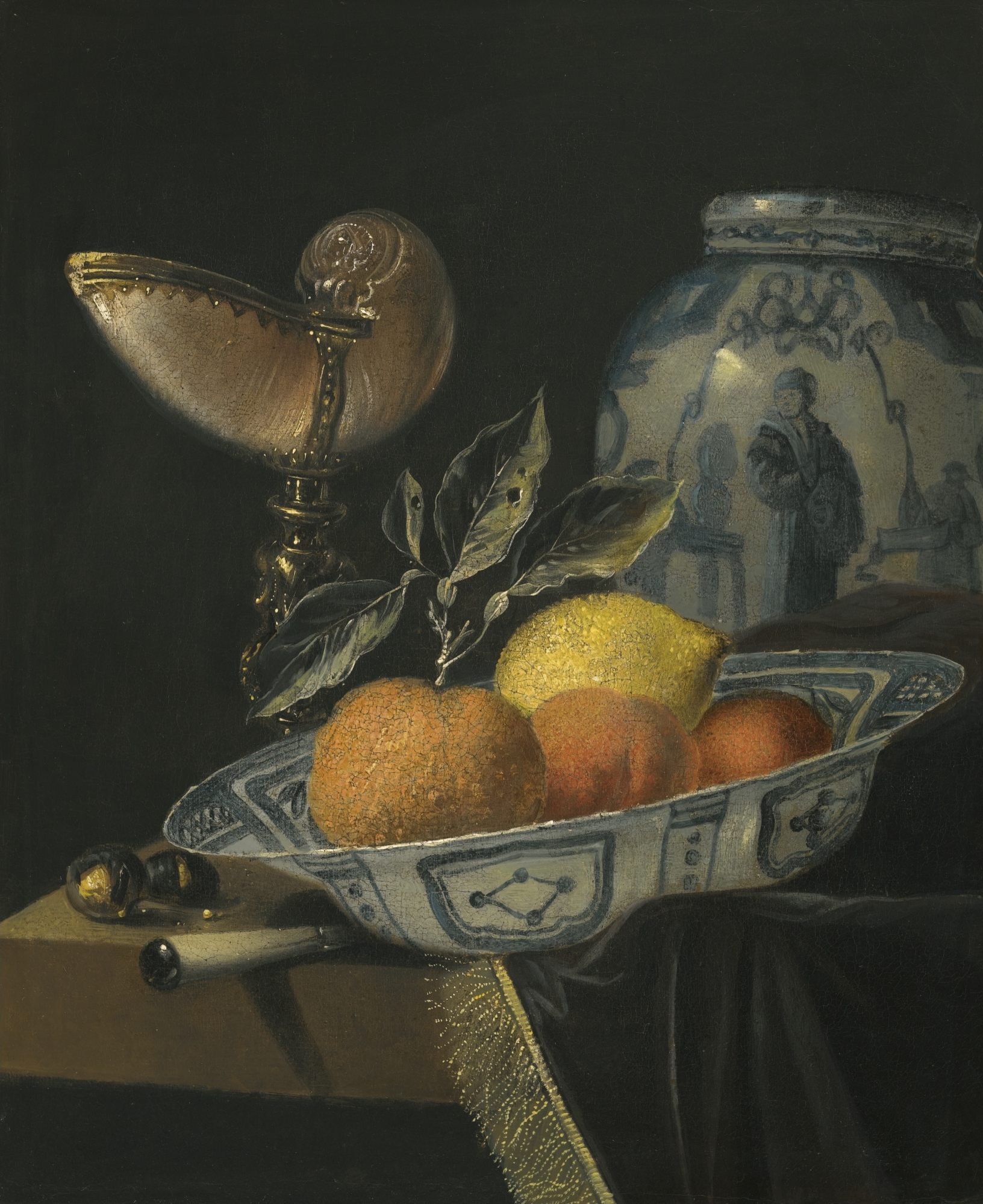
西洋绘画中的万历青花瓷器『柠檬、橙子、桃与万历瓷器的静物画』、17世纪）

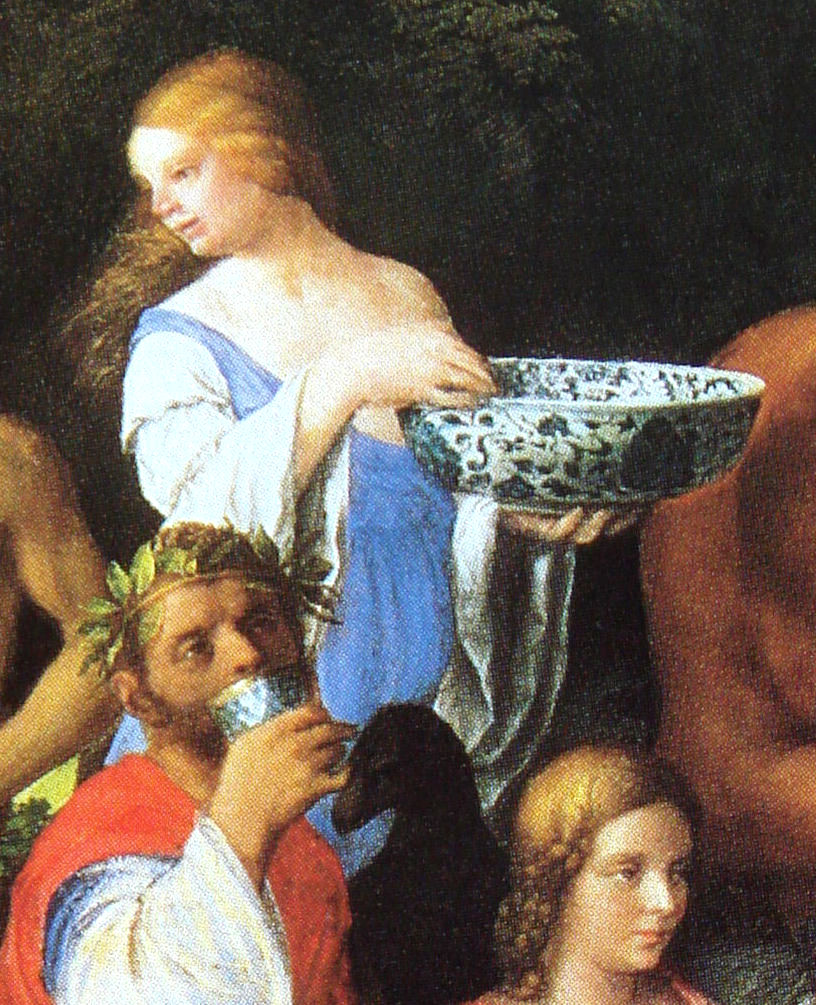
乔瓦尼·贝利尼《诸神的祝宴》（1514年，局部）中出现的青花瓷器

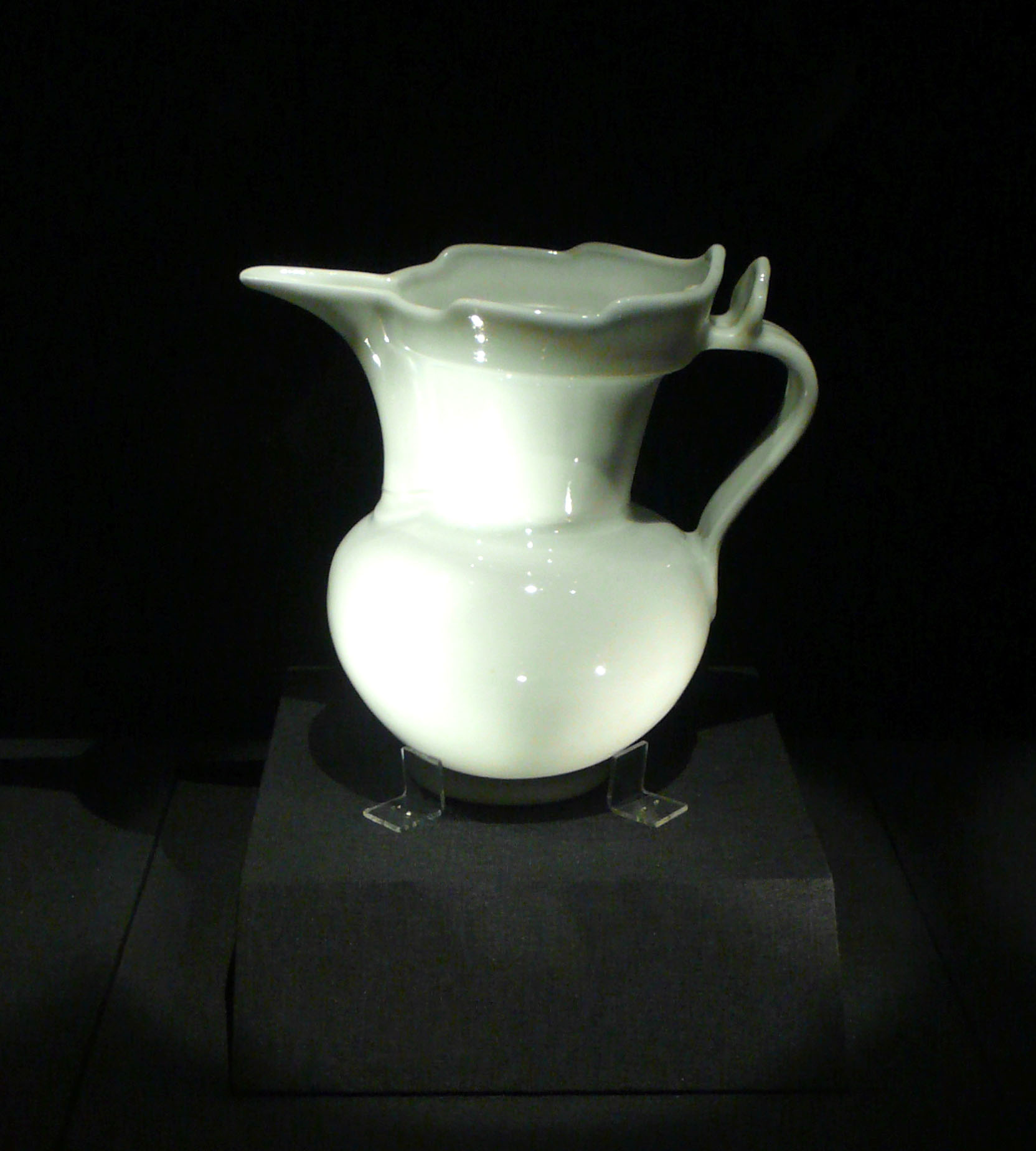
白瓷僧帽壶（永乐）

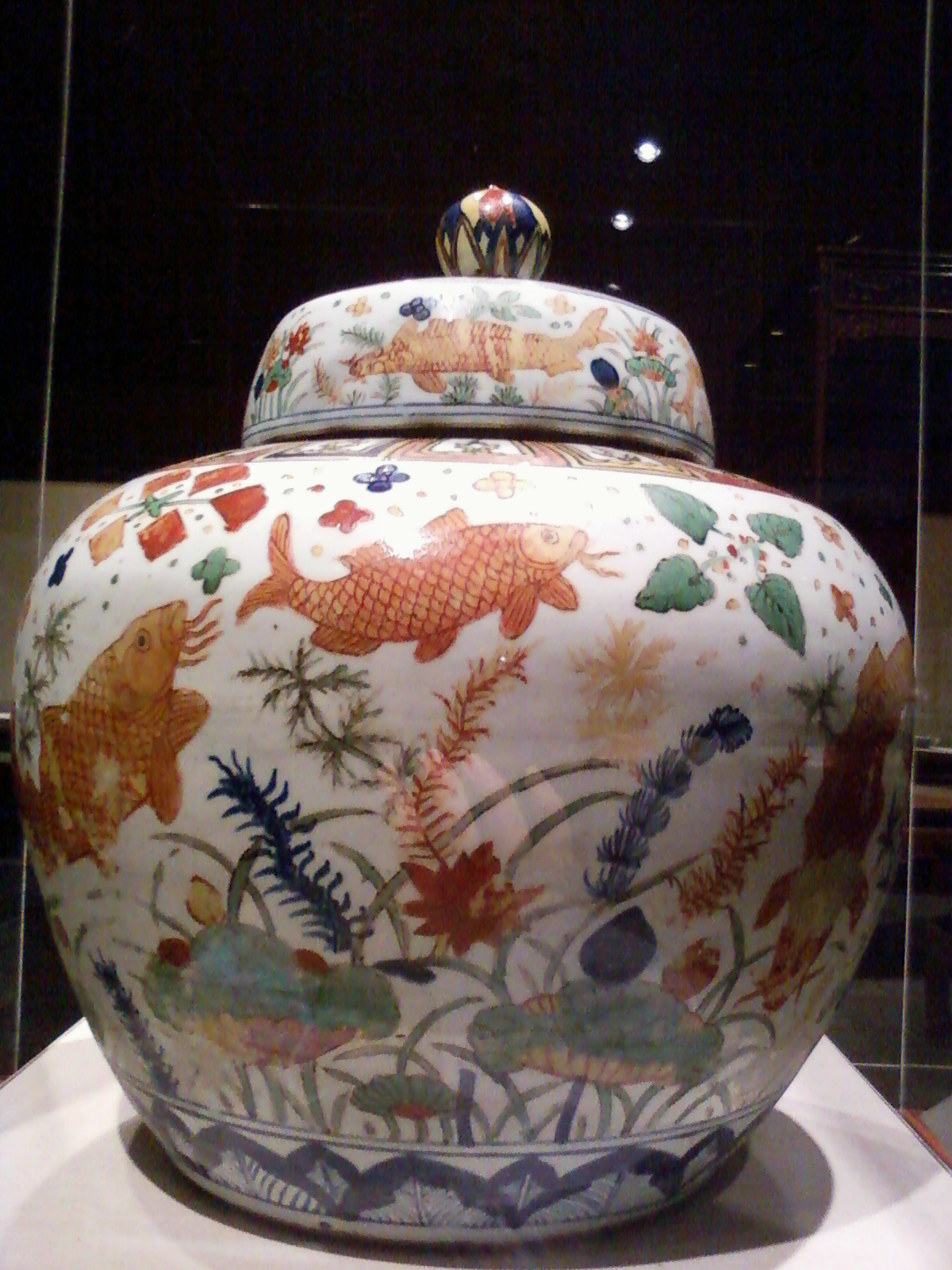
五彩鱼藻壶（宣德）

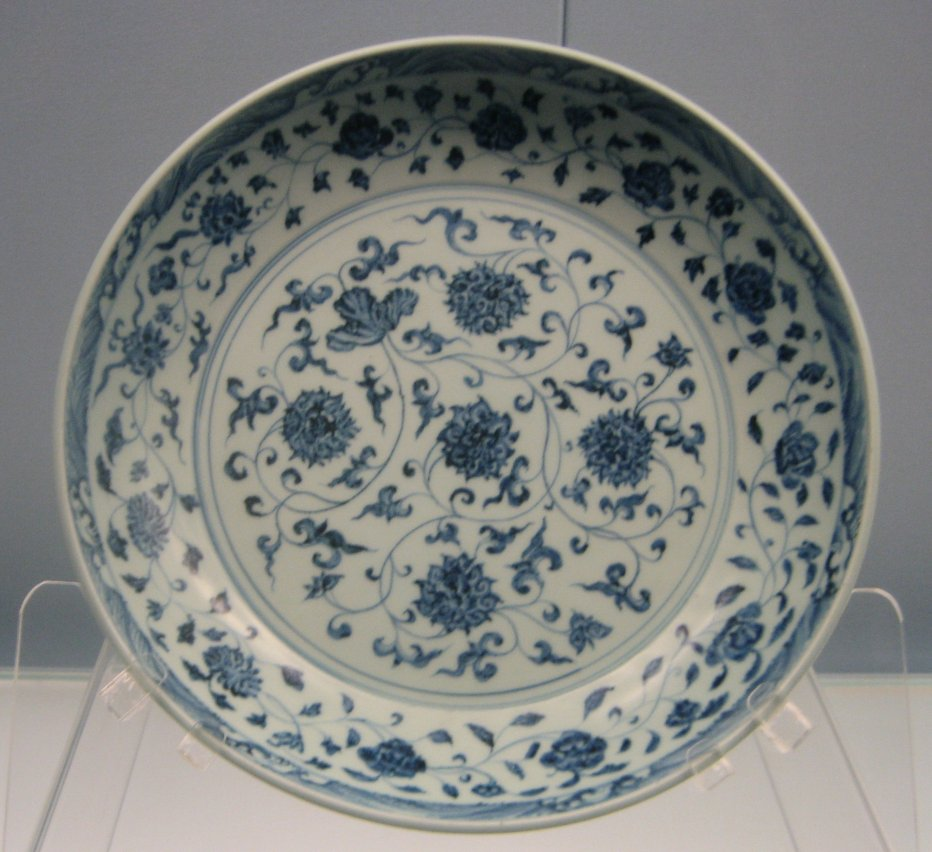
青花宝相华唐草盘（宣德）

#### 概述
明代（1368-1644）陶瓷的代表是设置御器厂（官窑），专为宫廷供应瓷器的景德镇窑。当时华北的磁州窑与华南的龙泉窑仍在继续发展，但在陶瓷史上占据最重要地位的瓷器几乎都出自景德镇的官窑及民窑。明清两代的帝王往往采取一代一年号的惯例，而且官窑瓷器往往会在器身上烧制如“大明宣德年制”等年代落款。因此，后世研究者往往就以各个年号来称呼各个发展时期的瓷器，例如“成化斗彩（又称豆彩）”、“万历五彩”等。
景德镇窑早在五代时期就已出现，并在宋代就大量生产青白瓷。但到了明清两代，景德镇才真正成为中国陶瓷业的中心。这主要由于景德镇具备了陶瓷原料的陶土、烧窑必须的木材、优质的水源和便利的水运条件等。
明代的官府开始在景德镇设立官窑，但准确的设立年份尚不确定，主要有洪武2年（1369年）和洪武35年（1402年）两种观点。至少根据景德镇的窑址发掘调查结果，最迟在永乐年间（1403-1424）已经设立了官窑，而此前的洪武年间（1368-1398）是否存在官窑这一问题尚有争论。明代官窑采用强制征用民窑陶工的匠役制。洪武3年（1370年），全国实行户籍制度，国民分为民籍、军籍、匠籍等三种登记户籍。其中归入匠籍的民窑陶工又称轮班匠，每四年一次，一次三个月强制在官窑劳动。由于这一制度造成的沉重负担，成化21年（1485年）国家改革委班匠银制，工人可以通过向政府缴纳银两而免除轮班的义务。随着这一制度的变更以及货币经济的发展，带有封建性质的匠役制渐渐萎缩，官窑开始采用雇佣工人的雇役制。
嘉靖（1522-1566）以后，为了完成大量的瓷器烧制订单，官窑开始向民窑转包部分订单，这被称为“官搭民烧”。从明末直至清初，景德镇的民窑作品风格与严肃的官窑风格迥异，大量生产出口到国外的五彩以及青花瓷器。其中既有出口到葡萄牙、荷兰等欧洲国家的瓷器，也有日本桃山时代的茶道家定制的“古染付”及“祥瑞”等东洋风格的茶器。
除了青花和五彩之外，明代瓷窑也继续生产白瓷等单色釉瓷。明代初期文人曹昭在洪武20年（1387年）所写的《格古要论》中写道：“白瓷为上，青花五彩甚俗。”，反映了一部分文人的审美观。但是由于出口瓷器的主流为青花以及五彩，而且国内陶瓷的装饰手法也以彩色笔绘为主，因此白瓷已经将其主流地位让给了青花及五彩。

#### 洪武
洪武帝朱元璋在建国次年的洪武2年（1369年）颁布圣旨，规定宫廷内的祭祀器具一律使用瓷器。出身贫农的朱元璋倡导节约，反对在宫廷祭器中使用昂贵的金银，而改用瓷器。根据《大明会典》记载，洪武26年（1393年）官方规定，官窑瓷器应区别于民窑，采用独特的样式，且应当召集工人到当时的首都应天府（南京）烧制，但少量的瓷器可以在景德镇或龙泉窑生产。由此，学者推测在洪武年间（1368 - 1398年）的应天府（南京）应该建有官窑，但尚未有实证证据。近代，在南京洪武皇宫遗址出土了大量陶片，南京博物院将此事在1976年《文物》杂志上进行了报道。出土陶片中发现了带有五爪龙图案的白瓷红彩龙文皿。由于五爪龙为皇帝专用的图案，因此专家推测该陶片是宫廷专用，也有可能是工人在应天府烧制而成的。洪武年间的瓷器并没有如后世一样刻上年款铭文，但由于其式样明显与后期的永乐瓷器不同，因此被认定为是洪武样式。被认定为洪武期的作品中，有青花、釉里红、带印花纹样的单色釉瓷、内外分别使用不同颜色的釉底的瓷钵等。青花和釉里红的图案多为植物花草，而盘、钵等主要以中心的花卉与周围的唐草纹为代表。由于当时钴颜料稀少，因此青花瓷的釉色偏淡。

#### 永乐
1982年景德镇珠山路的古窑址中出土了“永乐年制”的白瓷马上杯（高足杯）残片。由此，可以推测永乐年间（1403-1424）景德镇已经存在官窑。永乐朝的作品以白瓷和青花为主。白瓷被称为“甜白”，在纯白的素底上施以略带青色的透明釉。青花则与元代图案繁密的风格不同，带有大量留白，有官窑典型的花卉纹和花鸟图案。青花瓷作品包括直径50厘米以上的大盘以及梅瓶、壶等传统器形，另外还有天球瓶（大型球状壶身上有细长瓶颈）、扁壶、洗、水注等受西亚伊斯兰文化影响较大的器形。当时接受永乐帝指派七下西洋的郑和船队中，带有大量的青花瓷器，这些瓷器随后流传至伊斯坦布尔的托普卡普皇宫和伊朗北部的阿德比尔清真寺等地。永乐青花瓷采用了西亚的苏麻离青作为釉料，其蓝色较为浓厚。这一时期的作品中，有带有“永乐年制”铭款的白瓷，但青花瓷大多不带年款，因此可以推测出当时两种釉瓷的功能可能有所差异。

#### 宣德
宣德时期（1426-1435）的青花瓷器中也开始出现年款铭，其式样与永乐青瓷大体相近。这一时期出现了色釉拔白的图案以及在青花上进行绘图的技法。所谓拔白，就是在图案部分不施釉，而在其他部分显露釉色，例如在蓝色釉底上突显白色图案，即蓝釉白花。此外也有白瓷红彩、青花红彩、黄地青花等双色瓷器。所谓黄地青花，是指先用钴颜料描绘图案，施透明釉后用高温烧成，然后在底色部分再施黄色釉后二次烧制，使用了釉下彩（青花）和釉上彩（黄釉）两种工艺。这与多种颜色图案的五彩不同，而是将图案与底色表现成不同的颜色。这一时期未发现大量的五彩作品，知名的有景德镇珠山官窑址出土的五彩莲池水禽盘以及西藏萨迦寺的五彩莲池水禽钵。

#### 成化、弘治、正德

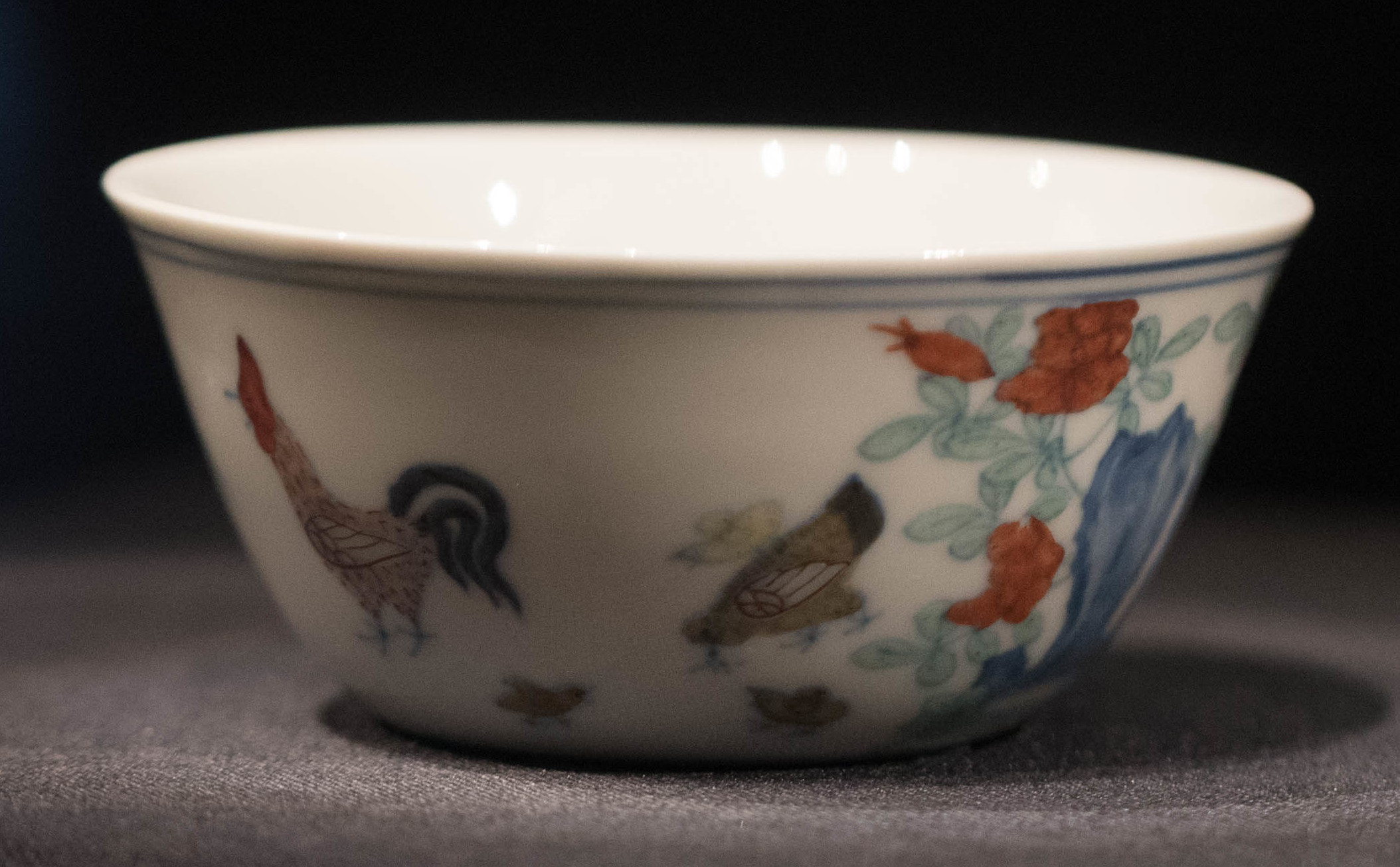
明成化斗彩鸡缸杯，故宫博物院藏

宣德之后的正统、景泰、天顺三朝没有年款铭的作品，其风格变化并不清晰。景德镇瓷器从成化朝开始才再次出现了年款铭。成化（1465-1487年）、弘治（1488-1505年）、正德（1506-1521年）三代的瓷器特色是小件瓷器居多。从种类来看，永乐期常见的西亚风格的器形几乎不再出现，而多为传统器形。这一时期的官窑也开始大量生产带有图案的多色瓷器。其中最有代表性的就是举世闻名的成化斗彩。斗彩也称“豆彩”，一方面其名字包含着多种色彩争奇斗艳的意思，另一方面也因其具有特殊的类似豆类的绿色。伝留存后世的斗彩瓷器主要都是茶杯、小壶、马上杯等小器具，其图案也主要是人物、植物、动物等，尤其以母鸡与小鸡的图案为著名，在欧美等地也往往以“鸡杯”来作为成化斗彩的代名词。斗彩因其色彩带有透明感，图案雅致，存世作品稀少，也成为收藏家关注的种类之一。在景德镇的考古发掘中发现了大量的成化斗彩的陶片，可以推断出当时的工匠对斗彩的筛选非常严格，如有些许瑕疵就将作品毁弃。另外在窑址出土的斗彩与流传的作品略有差异，色彩较为艳丽。成化时期也继续生产宣德一代的黄地青花，在弘治以后也有白瓷绿彩、黄地绿彩等作品留存至今。这一时期也继续出产青花瓷器，在欧美也出现了相当名贵的青花瓷碗。

#### 嘉靖
嘉靖年间（1522-1566），随着陶瓷生产量的扩大，官窑将大量订单转交民窑烧制，因此在民窑瓷器上也会刻有“大明嘉靖年制”的年款铭。这一时期的五彩瓷器以橙色为一特色，其主要是通过在黄色上反复添加淡红色的复杂工艺而形成的。在刻有魚藻图案的壶上，就使用了这种工艺来表现橙色的鲤鱼。当时除了五彩和青花之外，还有图案与底色不同的“杂彩”瓷器，包括红地黄彩、红地绿彩、黄地绿彩、黄地绿彩、黄地红彩等多种多样的组合。其中黄地红彩比较精致，在透明釉之上施黄釉后烧制，之后再施红釉并二次烧成。

#### 金襴手、古赤绘、法花
明代中期的嘉靖年间，景德镇民窑中出现了被称为金襴手的一类瓷器。金襴手是在五彩的瓷器上用金箔烧制图案制作而成的碗、水注、瓢形瓶等作品。典型的图案包括窗格形状，内有牡丹、孔雀、吉祥文字等金箔图案，外有几何图案。明代中期的正德至嘉靖期间的彩绘瓷器在日本被称为“古赤绘”，其特色为釉下没有青花，仅用红和绿等色彩绘图。这一时期的另一种作品就是三彩陶演变而成的“法花”。法花的“法”意为境界线，而“花”意为青花等图案纹样。普通的三彩是在铅釉中添加铜、铁等发色剂制作而成，由于釉质流动或渗透，导致无法绘制细腻的图案，但法花工艺在瓷胎上用细长的胎土进行分割，使得图案可以更为细腻精美。法花的色调与唐三彩不同，主要以青色和绿色等冷色系为主。据传其制作地点主要集中于北方的磁州窑和南方的景德镇民窑。

#### 万历、天启、崇祯
嘉靖与万历之间的隆庆朝仅有6年，因此作品较少，风格也与嘉靖相近。万历年间（1573-1620）也延续了嘉靖朝的模式，大量委托民窑烧制官窑瓷器。万历朝的五彩中，既有以绿色等冷色调为主的淡雅的作品，也有在瓷胎表面布满复杂纹路的过度装饰的作品。一般研究者认为这两种风格分别属于万历前期和万历后期。作为后者的代表之一。万历赤绘具有民窑的特点，器形与纹样的水准不高。器形中有多角形面盆、尊形瓶，也有过往比较罕见的笔箱、笔管、砚屏。万历帝死后，官窑被取消，此后的天启（1621-1627）、崇祯（1628-1644）期的景德镇就由民窑一统天下。

#### 明末清初的民窑

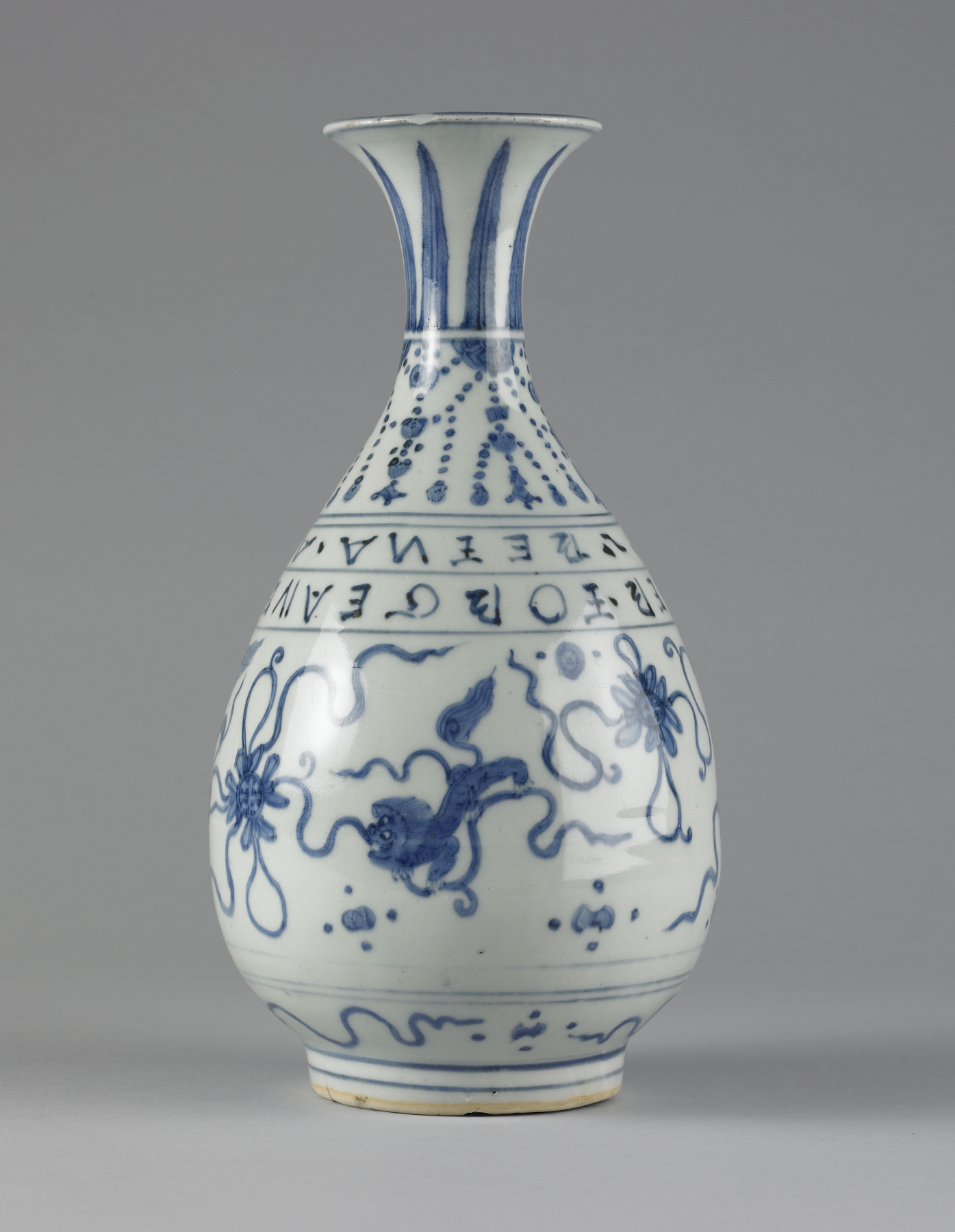
出口至葡萄牙的青花玉取狮子瓶

明末清初，景德镇民窑向国外出口的瓷器种类较多。1602年荷兰海军在缉拿的葡萄牙商船上发现了大量中国瓷器，此后中国便开始向欧洲大量出口瓷器。万历时期出口到欧洲的青花瓷形式独特，也被称作“芙蓉手”。典型的芙蓉手瓷器为大尺寸瓷盘，中央绘有主要的图案，周围以莲花瓣图案作为修饰，整体呈现出灿烂茂盛的芙蓉花形状，因此得名。由于这类青花瓷常常出现在17世纪荷兰等欧洲各国的室内画、静物画等的画面中，因此可以推测是16世纪末到17世纪的万历年间作品。这一时期，中国也生产了大量的五彩瓷器并出口到日本、东南亚、欧洲等地。有一种瓷器在不透明的白色胎底上用红色和绿色描绘简单的图案，在日本被称作吴州赤绘，而在欧美被称作“汕头瓷器”。一直以来，这类瓷器的出产地都不明确，也有说法认为其产自景德镇民窑。但在1990年代以后，根据福建省博物馆的栗建安等人的调查，在福建省平和县的窑址中发现了这种瓷器的碎片，因此可以确认吴州赤绘来自福建省南部的漳州窑。

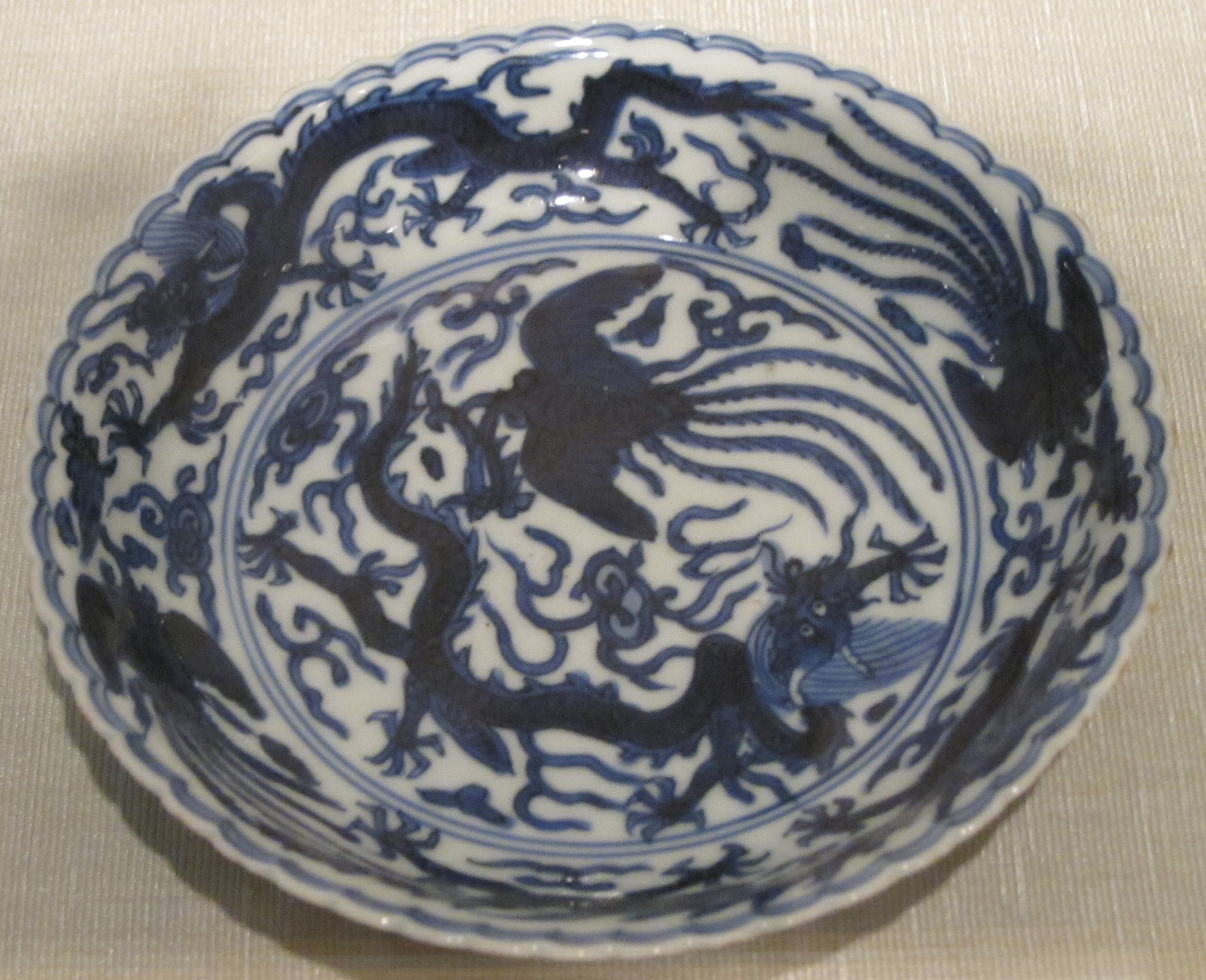
青花龙凤盘（万历）
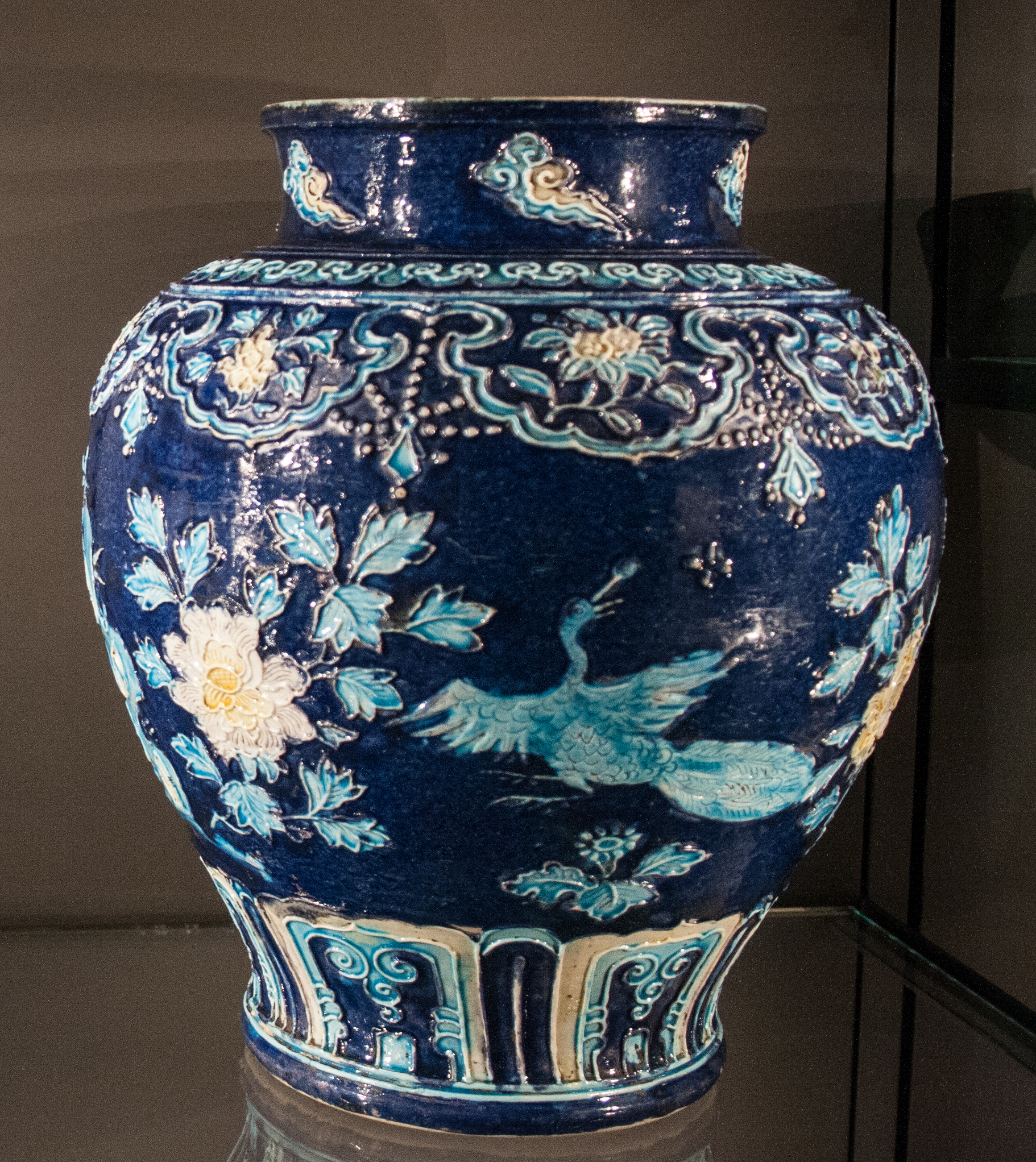
法花牡丹凤凰壶 明
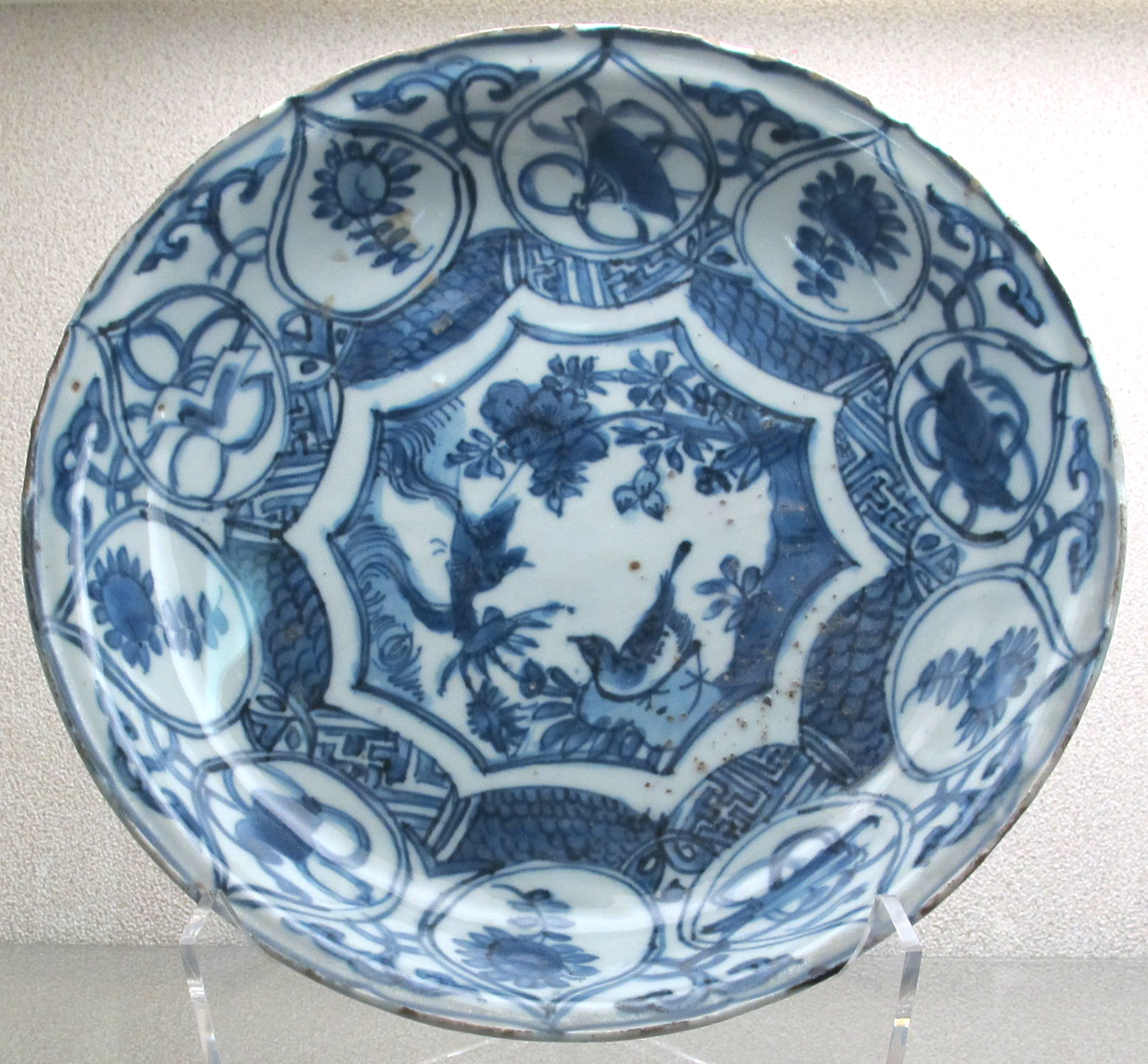
青花花鸟盘 明末（明山手）
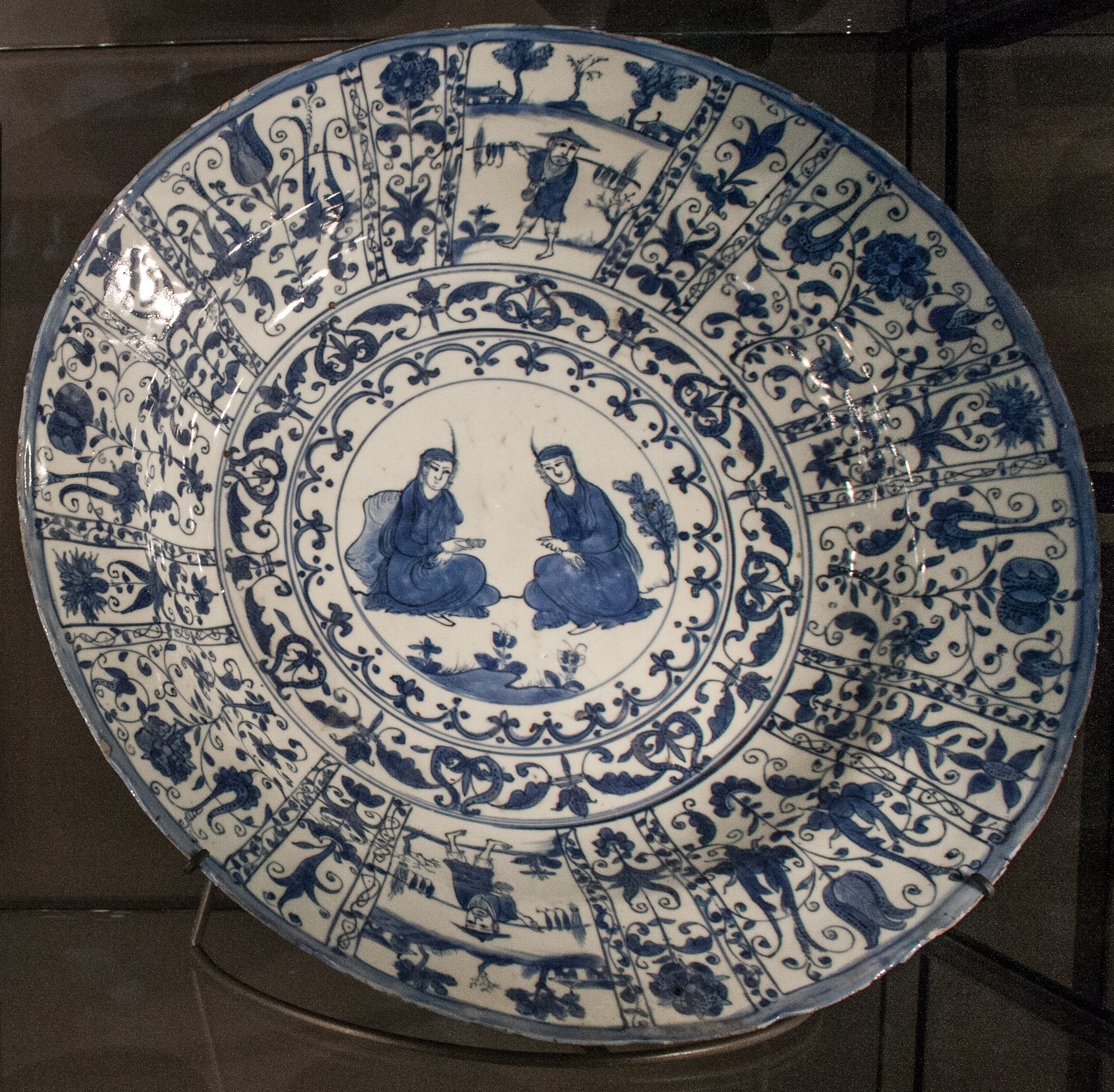
青花人物盘（芙蓉手）明末
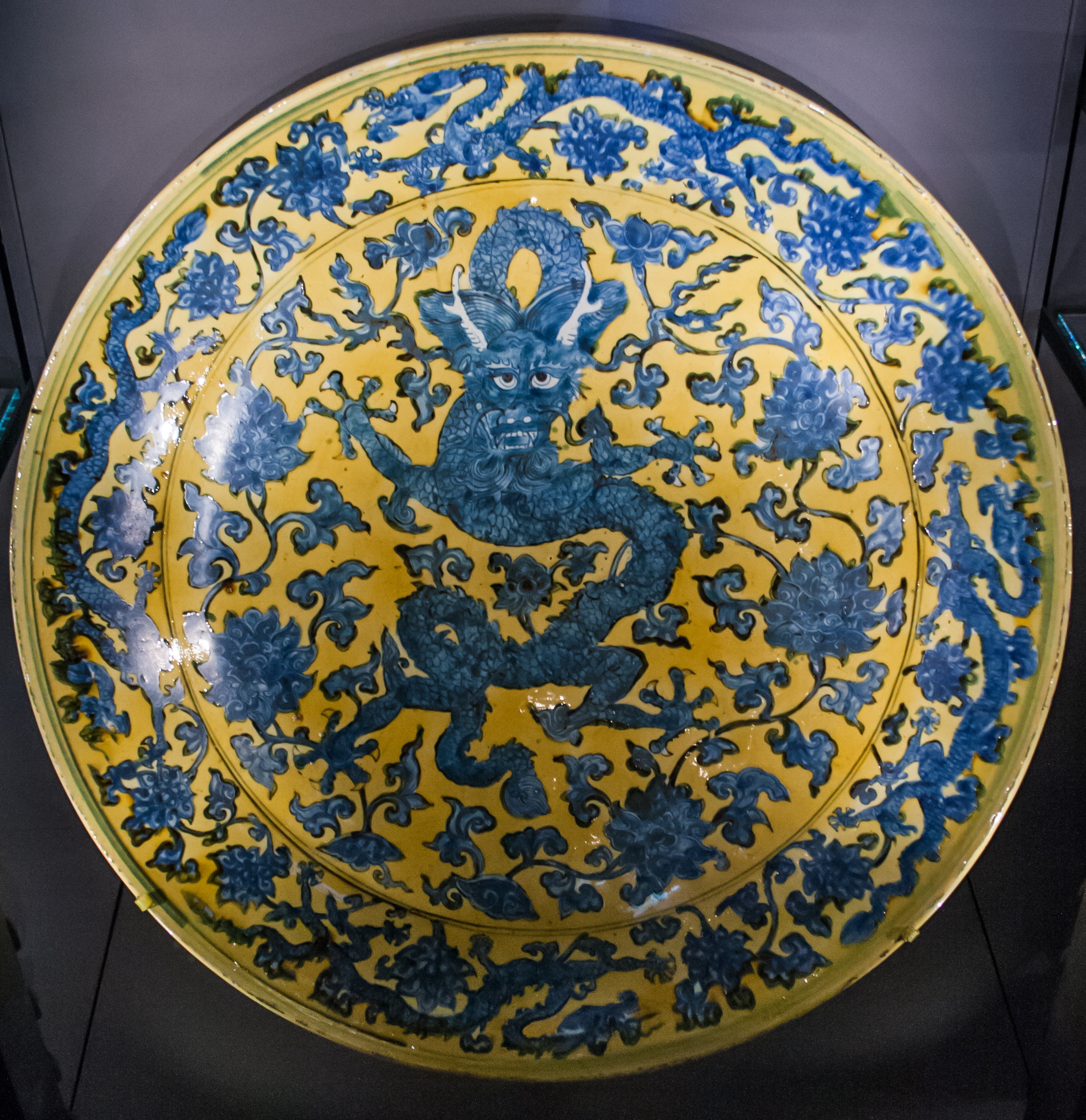
黄地绿彩龙盘 明
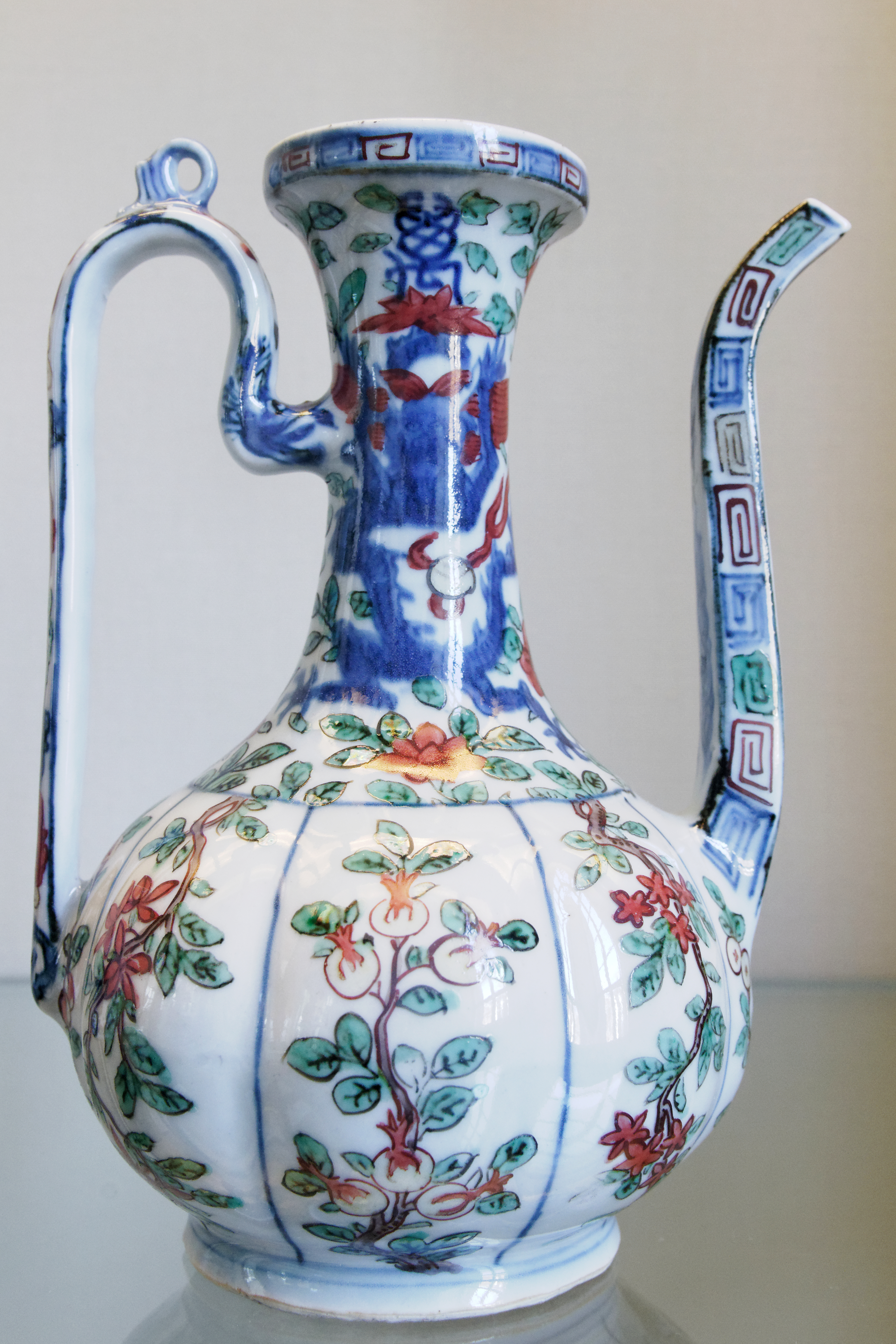
五彩花卉水注 明（万历）
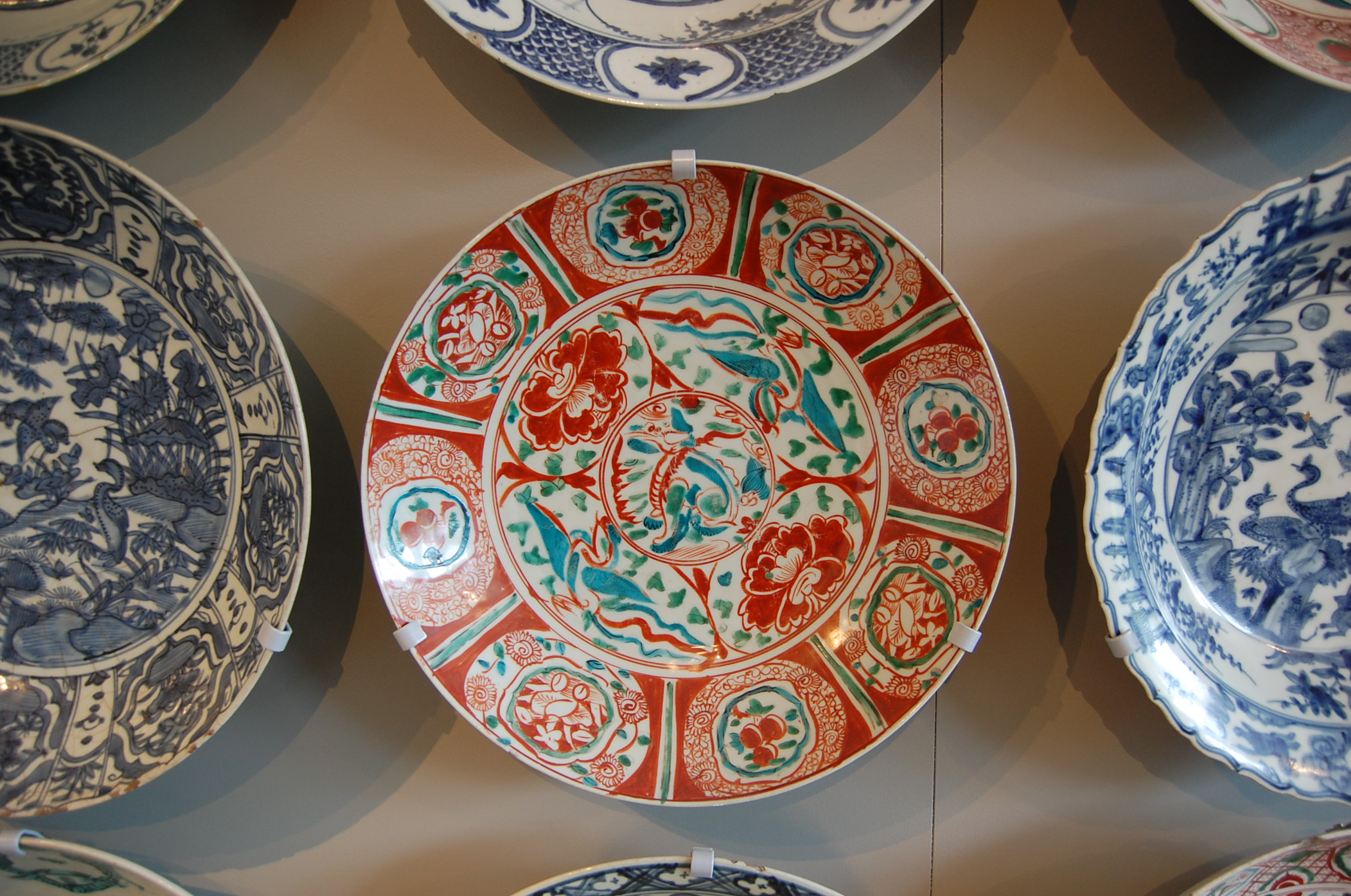
五彩牡丹盘 吴州赤绘 明末（民窑）

### 清代陶瓷

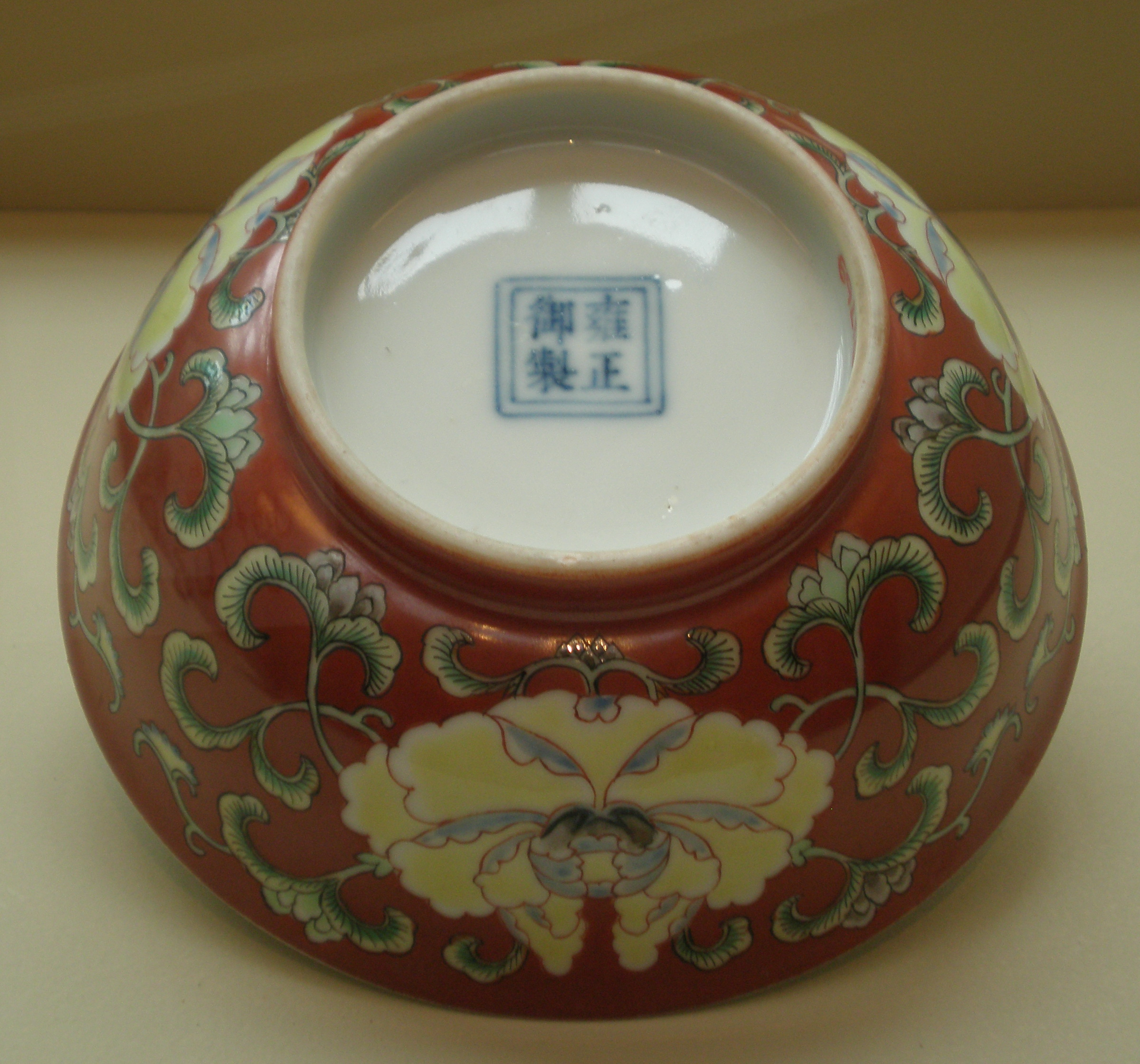
红地珐琅彩牡丹碗（底面）（雍正）

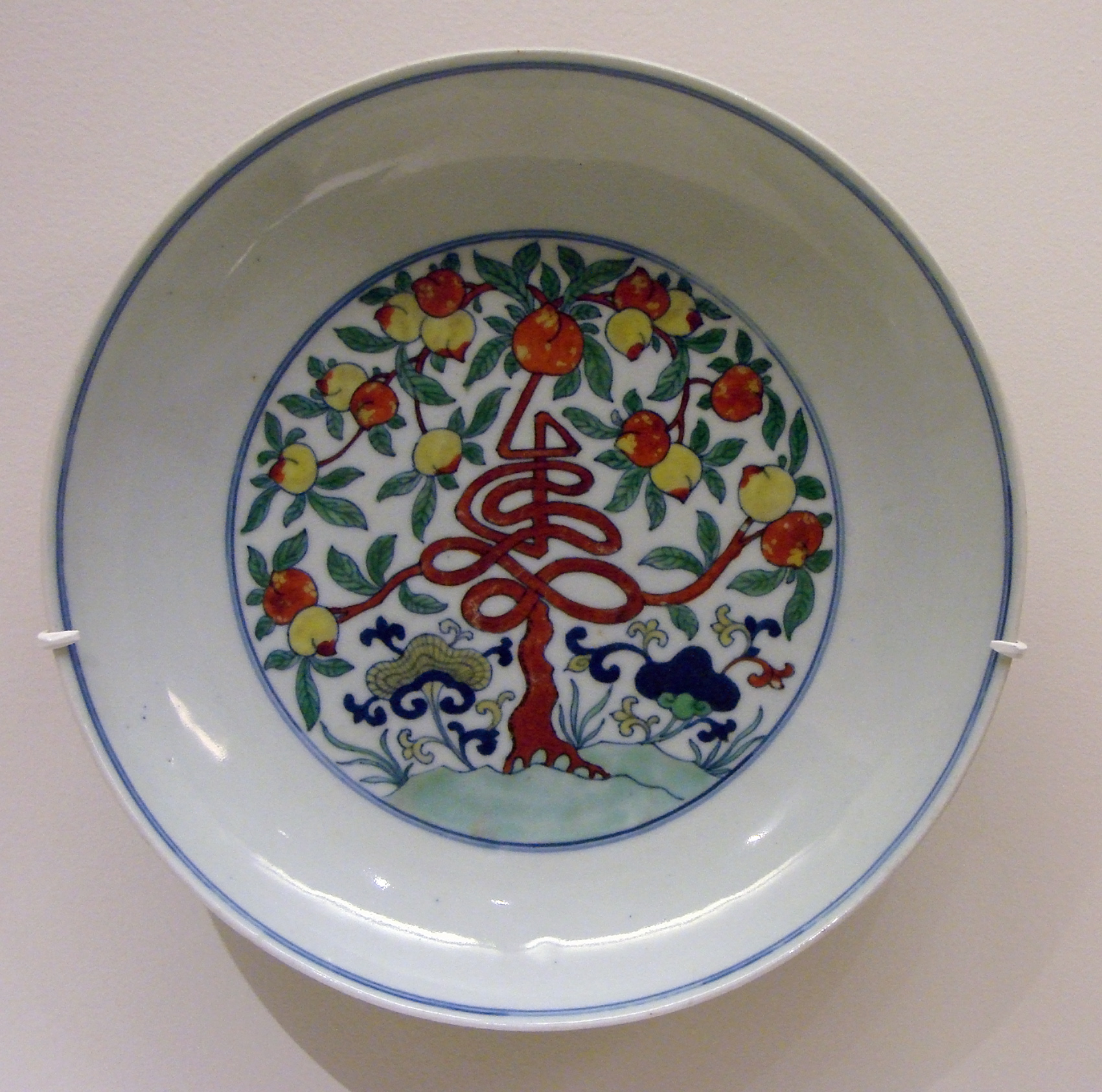
豆彩桃树盘（康熙）

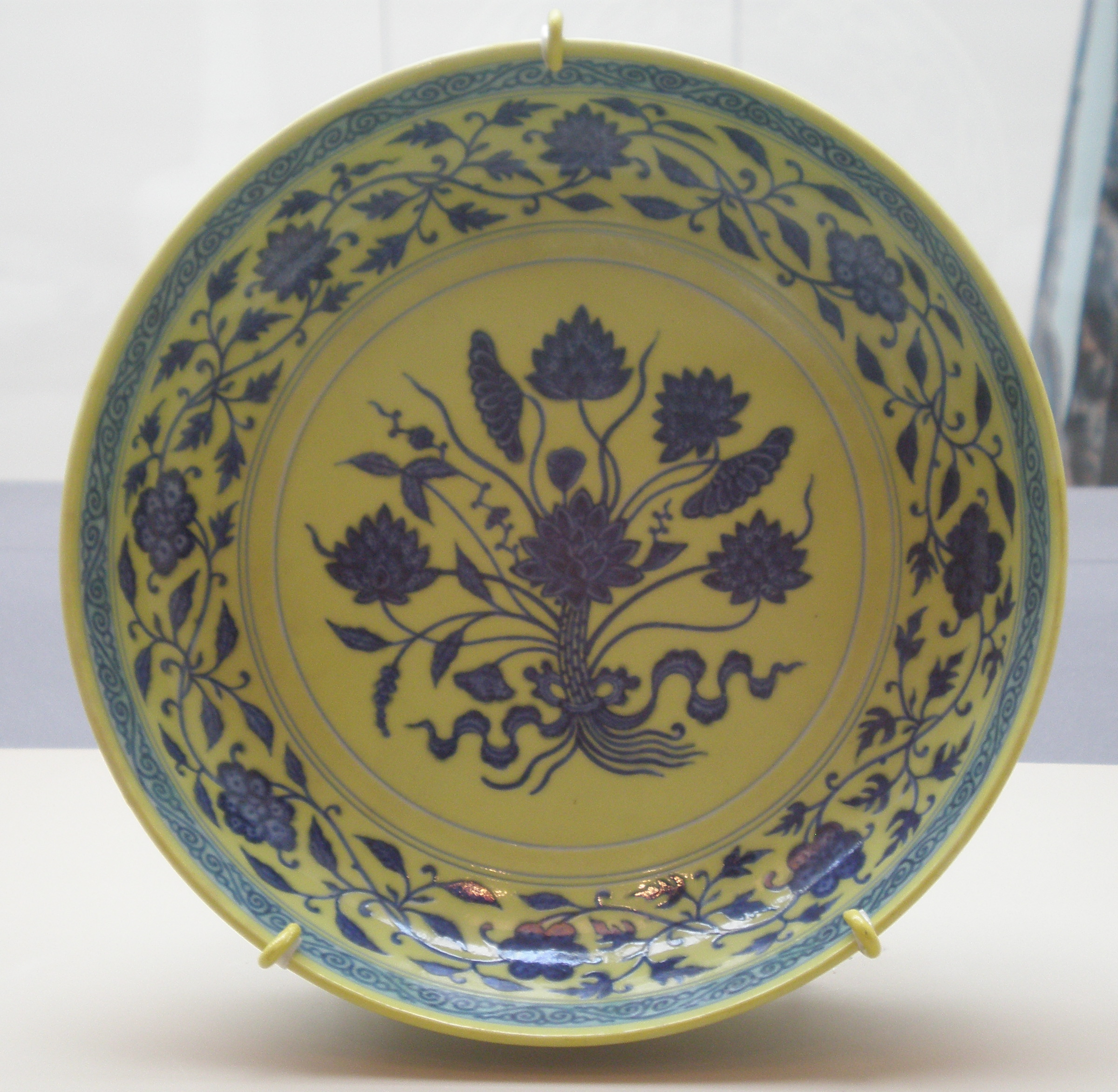
黄地青花莲束盘

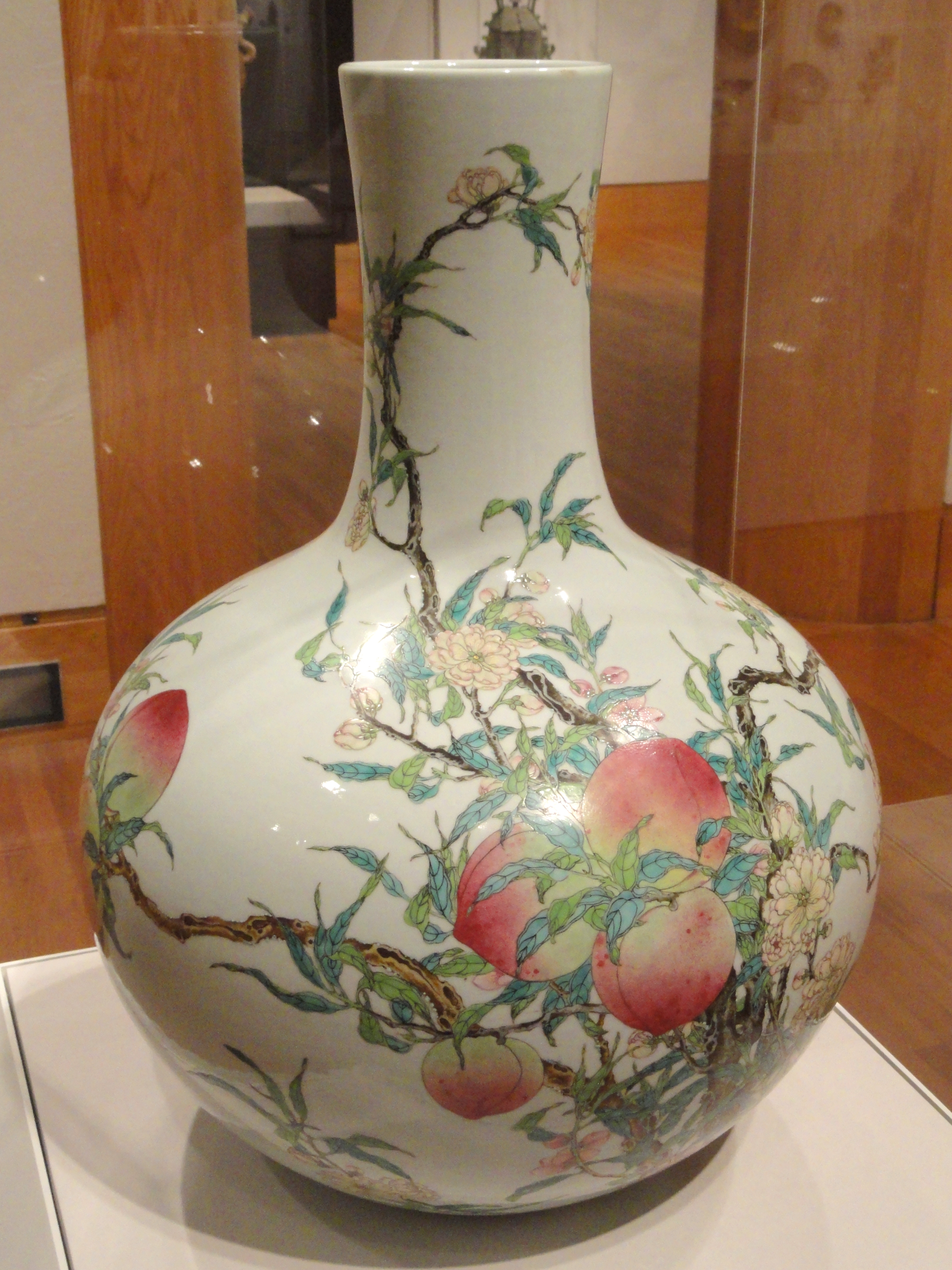
粉彩桃天球瓶

#### 概述
清代（1616-1912）的陶瓷是中国古代陶瓷的集大成者。这一时期最重要的生产中心仍为景德镇窑。明代万历帝死后一度被废止的景德镇官窑在康熙20年（1681年）前后再度复兴。此后的康雍乾三朝是清代陶瓷最繁荣的时期。清代流行粉彩或珐琅彩等，在瓷器器面上烧制的图案繁密细致，几乎与绘画没有差别。除了传统的青瓷釉和黑釉之外，也开发出了多种色釉。因此，清代瓷器在烧制技术和绘图工艺上均达到了史无前例的高度，彰显了古代瓷器工匠的最高水平。但进入19世纪以后，随着国内局势动荡和国力衰退，陶瓷的品质也难以维持，逐渐走向衰弱。
清初顺治年间（1644-1661），官府尚未设置官窑，主要沿袭了万历年间的瓷器样式。明末清初的1640年代到1660年代用于出口的五彩瓷器被称作南京赤绘。顺治13年及18年（1656年、1661年），清廷两度发布迁界令，导致欧洲各国一时间无法进口中国瓷器，也影响到了日本陶瓷的发展。
康熙13年（1674年）的三藩之乱对景德镇造成了严重打击，因此清政府也决定复兴景德镇的生产。康熙19年（1680年），康熙帝决定恢复官窑，委派内务府总官徐廷弼、工部虞衡司郎中等人到景德镇担任监陶官（督造官）。这一时期的官窑，由于陶工的工资、材料费、运费以及研发费用都得到了政府资金的保障，因此陶工可以安心研究开发新的工艺技术。清代瓷器以“仿古采今”为原则，一方面极力模仿宋明两代的古典瓷器，同时也追求创造出清代特有的陶瓷。清代官窑的成功发展与中央委派的督造官员有很大的关系，后世以历代督造官的姓氏分别将其称为“臧窑”、“郎窑”、“年窑”、“唐窑”等。康熙年间后期，江西巡抚郎廷极监管期间，景德镇开发出了被称为“牛血红”的深红色红釉，被后世收藏家称为罕见珍品。雍正年间的淮安税官年希尧担任监陶官，他一年仅巡视景德镇两次，为了能切实管理当地的陶瓷生产，他派遣部下唐英到景德镇督造。唐英从雍正6年（1728年）到雍正13年为止一直在景德镇督造，此后虽然赴淮安监税，但直到乾隆21年为止，仍然兼任景德镇的督造工作。他在景德镇与陶工打成一片，专心开发陶瓷的新技术，并撰有《陶冶图说》等书。
康熙末年，法国传教士弗朗索瓦两次考察景德镇，并在自己的书中详细地介绍了当时景德镇的状况，为后人留下了宝贵的史料。据他观察，当时景德镇的陶瓷工业已经完成了精细分工，从陶土的挖掘、精制、成形、绘图、施釉、烧制、出窑直到产品的检查、包装、运输，一个瓷器的生产需要约70名工人的参与。此外，绘图作业也有更细的分工，包括仅描绘器皿界线的画师、描绘花卉轮廓的画师以及填充图案的画师等，各司其职，达到了很高的专业化程度。

#### 粉彩
康熙末年，中国陶瓷史上出现了粉彩这一新技法。首先将石英粉末与铅粉混合，并在此基础上添加各种颜料用以绘制图案。白色瓷器也不同于以往在白色瓷胎上施加透明釉的做法，而是直接覆盖不透明的白色颜料。珐琅彩与粉彩使用的技法类似，两者的区别在于，粉彩从整形、烧制到绘制的整个工艺流程都在景德镇完成，而珐琅彩是在景德镇制作的瓷胎上有内务府造办处的官营工场绘彩。由于珐琅彩制作过程中也有宫廷画家的参与，因此达到了相当高的艺术水平。珐琅彩瓷器使用进口的材料，例如含有微量黄金的金红，并且吸收西洋绘画的技法，用油施彩。初期的珐琅彩是在素烧（无釉）瓷胎上直接绘制。这主要是由于当时技术水平还无法再透明釉上绘图。随着技术的进步，雍正年间的作品出现了在透明釉上绘制图案的作品。珐琅彩的作品主要是碗、皿等小品物，而景德镇窑的粉彩中包括大型瓷瓶。景德镇粉彩中往往同时使用旧有的五彩颜料和粉彩颜料，但珐琅彩上几乎没有这种做法。康熙五彩往往被称作“硬彩”或“古彩”，而粉彩被称作“软彩”或“洋彩”。

#### 丰富多样的技法
康熙年间除了新工艺的瓷器外，也继续生产传统的青花瓷、釉里红、五彩、斗彩等。由铜离子发色的釉里红虽然一直存在发色偏暗的技术难题，但在清代，工匠们终于克服这一困难，生产出了颜色鲜红的釉里红。但由于粉彩工艺可以制造各种色彩，因此生产复杂的釉里红在雍正朝之后就逐渐衰退。而五彩瓷中原来以红色为主要色调，但康熙年间的五彩瓷减少了红色的使用，相比较而言，绿色更为突出。到了雍正朝，五彩瓷也开始同时使用粉彩颜料，因此传统的五彩工艺进入了衰退期。
所谓素三彩，是在次台上不加透明釉而直接用色釉绘制图案而烧制成的作品。素三彩大瓶在欧美各地颇有市场。红色系釉中除了传统的铜红色之外，还有桃花红、胭脂水等类别。桃花红使用多种铜红釉，其中一部分使用氧化焰调整出微妙的色彩变化。胭脂水则使用黄金粉彩。青色系釉中包括月白釉、天蓝釉和东青釉等。此外还有分别施加红釉和青釉的火炎青、火炎红。炉钧釉是在烧成的胎土上施加多种釉而成。黄釉中除了传统的工艺外，还有氧化锑发色的鲜明黄色瓷。雍正年间出现的茶叶末釉呈深绿色，是由铁釉与硅酸反应后结晶化的发色结果。乌金釉则呈现带有光泽的黑色，含有鉄、钴、锰等元素。此外，清代也流行仿制宋、明两朝的古典瓷器，也包括模仿青铜器、漆器、木雕、石器等。
乾隆之后的清代中晚期，由于中国社会的混乱动荡，景德镇陶瓷也难以维持一贯的水准，进入了衰退期。
明清两代的民窑除了景德镇以外，较为知名的还有宜兴窑与德化窑。江苏省的宜兴窑以烧制紫砂茶器闻名中外，其主要出产朱砂、紫砂等无釉陶器。福建省的德化窑则以纯白的白瓷著称，其代表为观音像等瓷雕。德化窑白瓷也大量出口欧洲，被称作“中国白”（Blanc de Chine）。

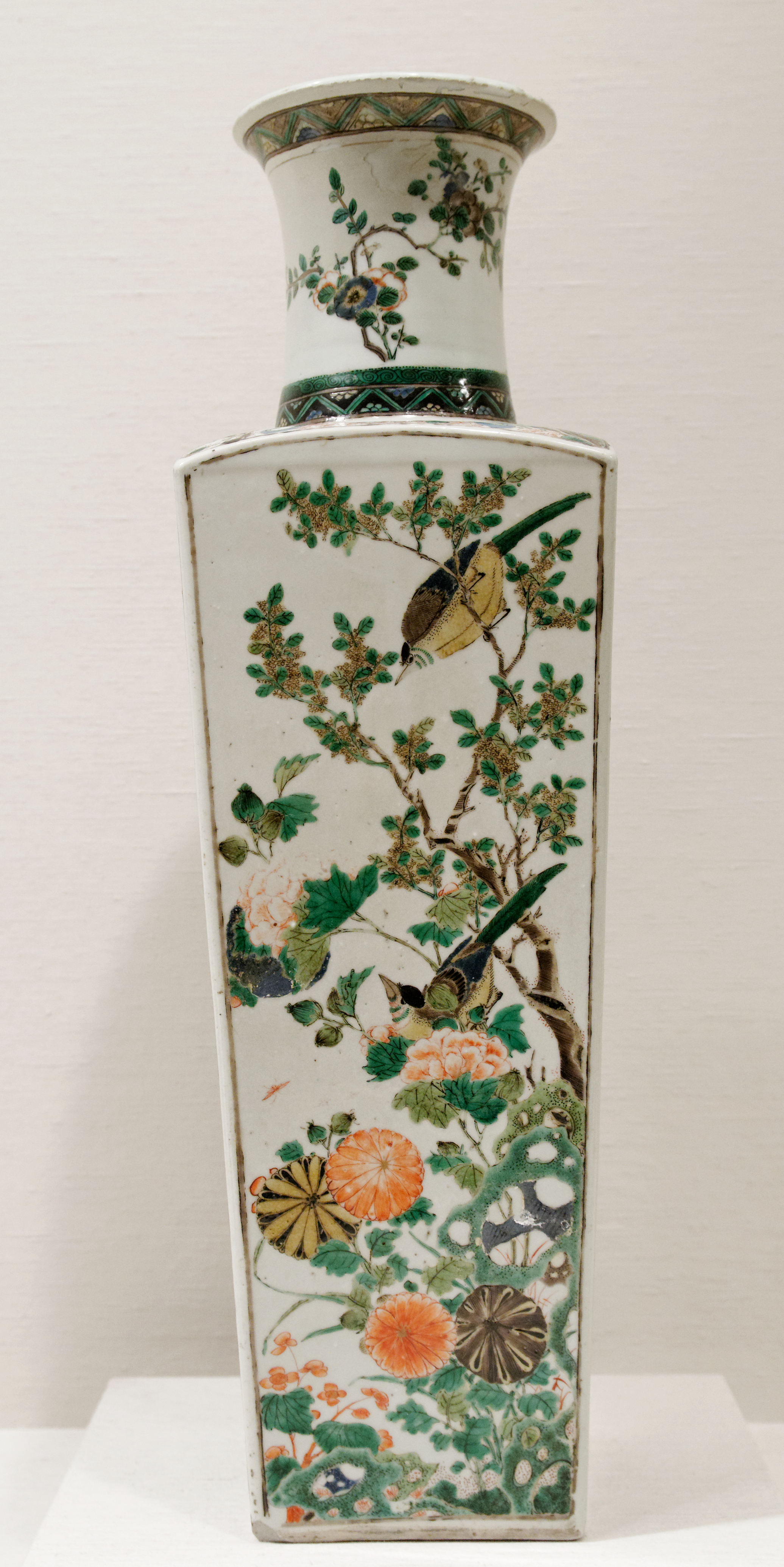
粉彩色花鸟方瓶
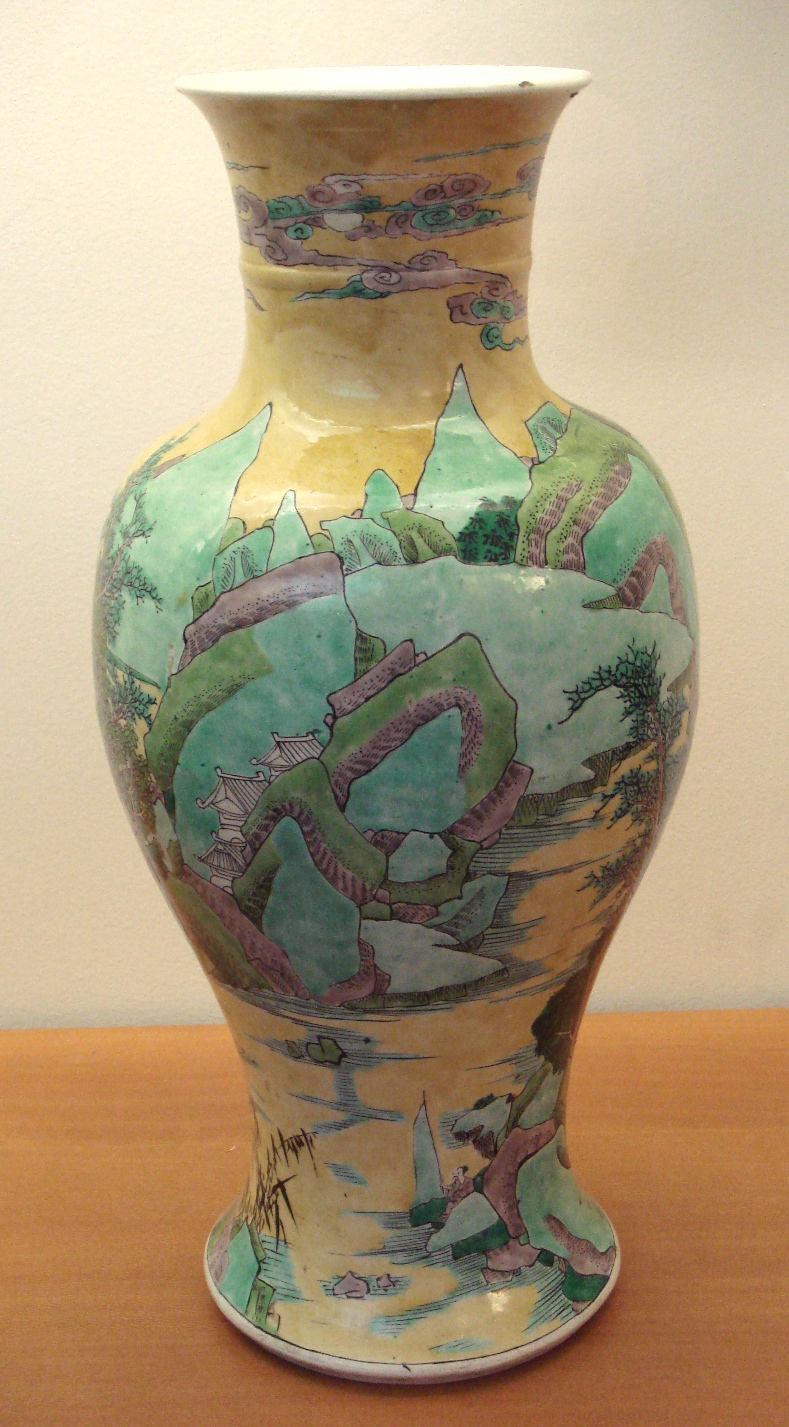
素三彩山水图瓶
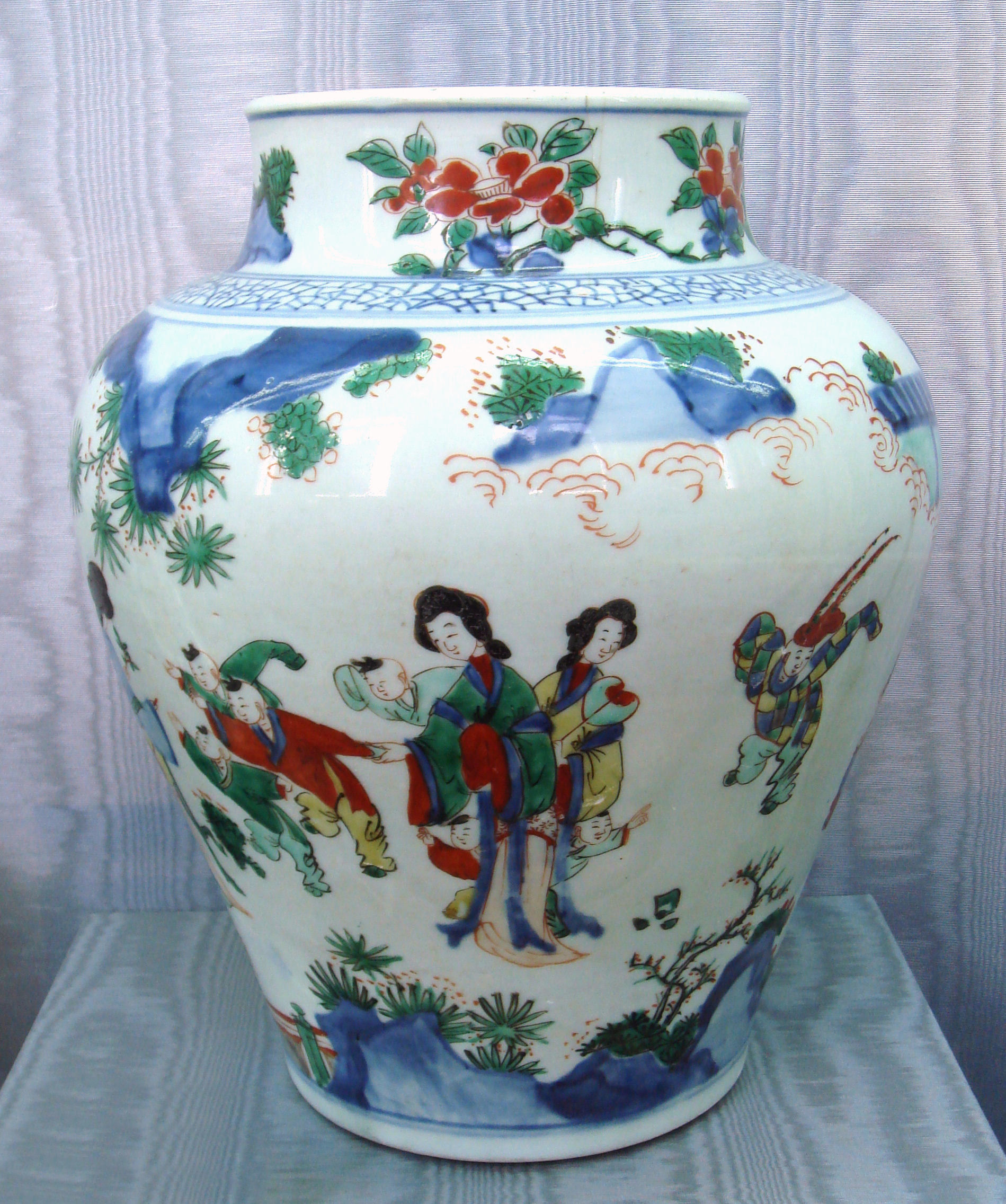
五彩人物壶 清初
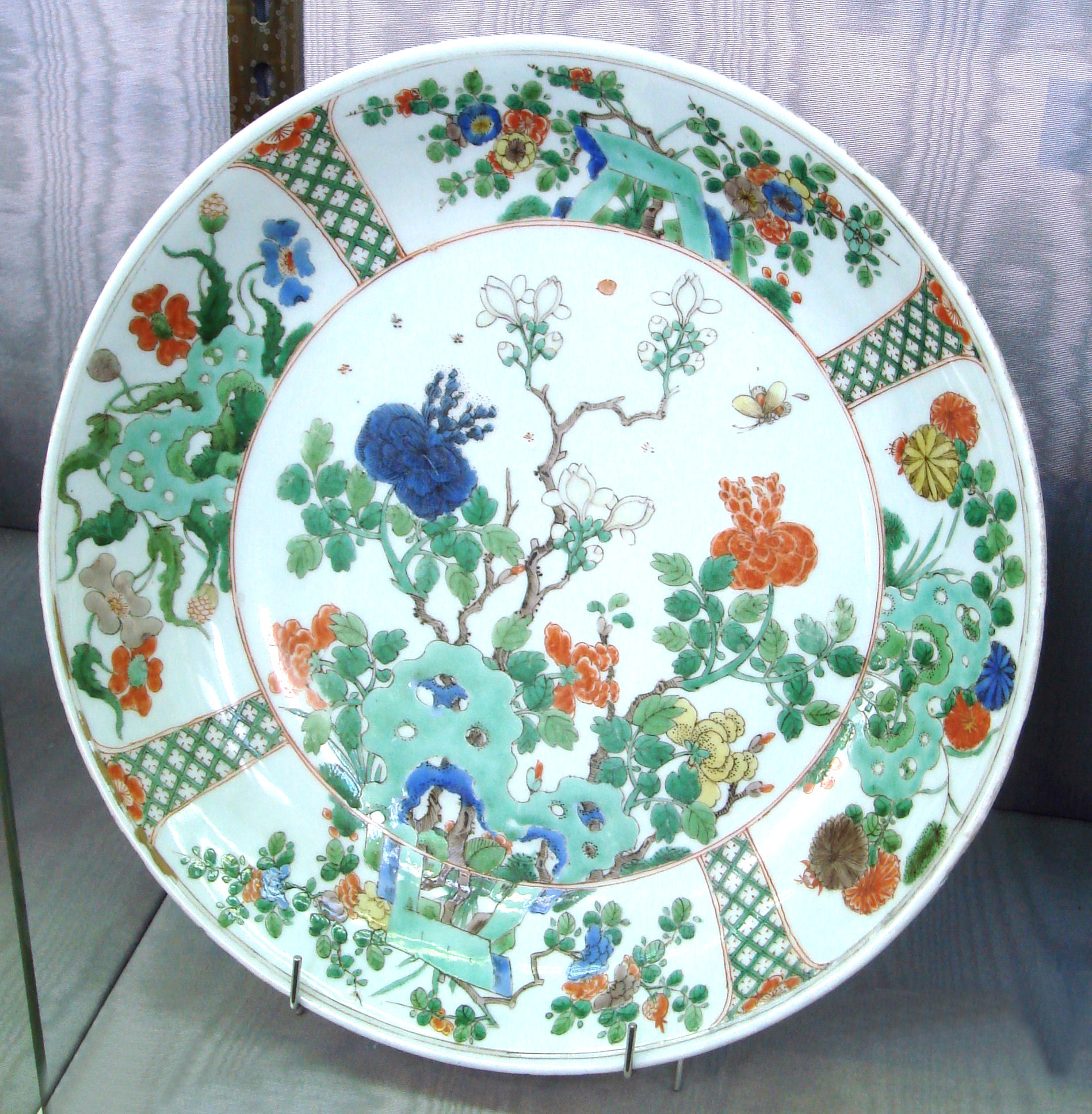
五彩花卉盘（康熙）
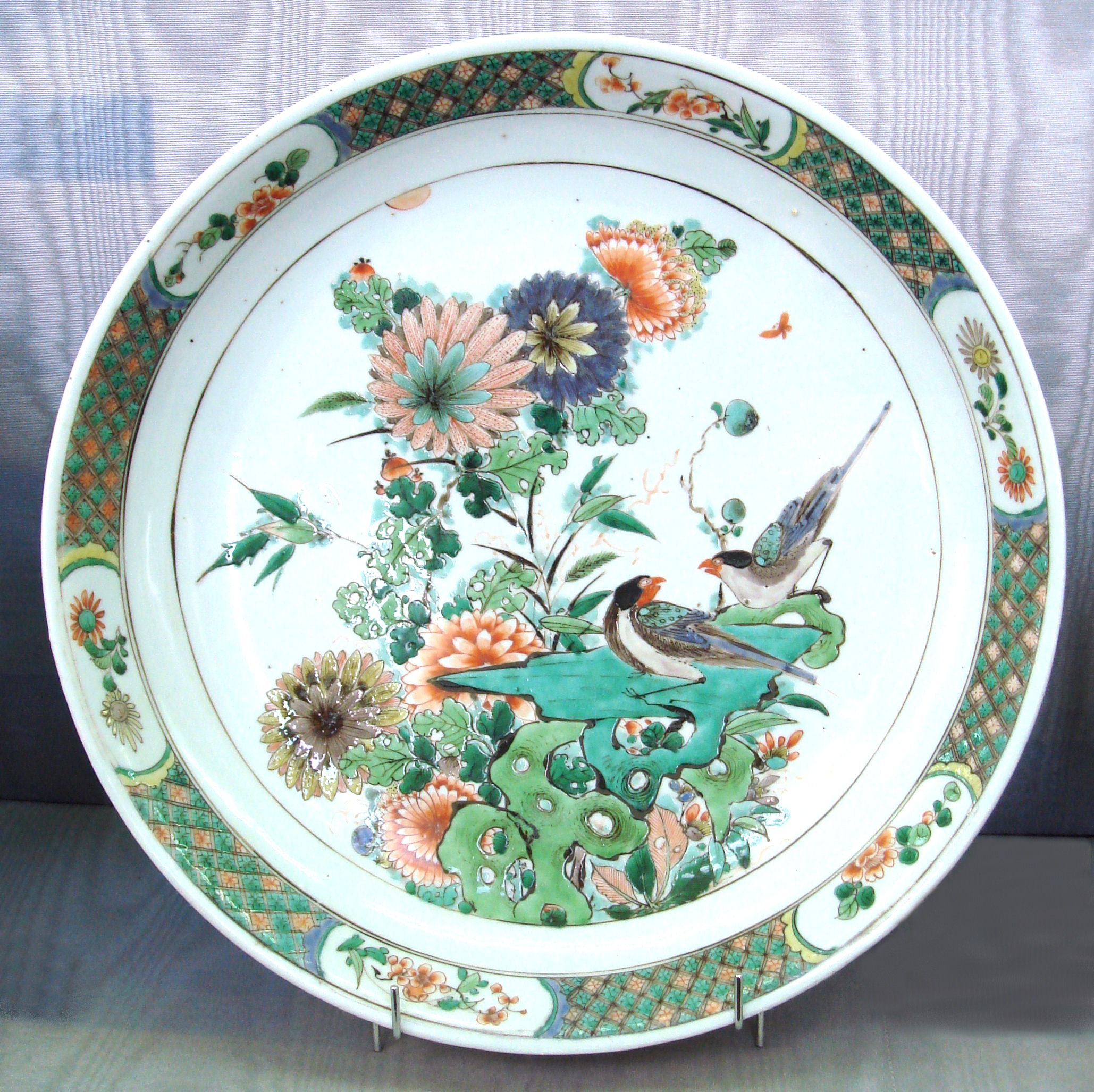
五彩花鸟盘（康熙）
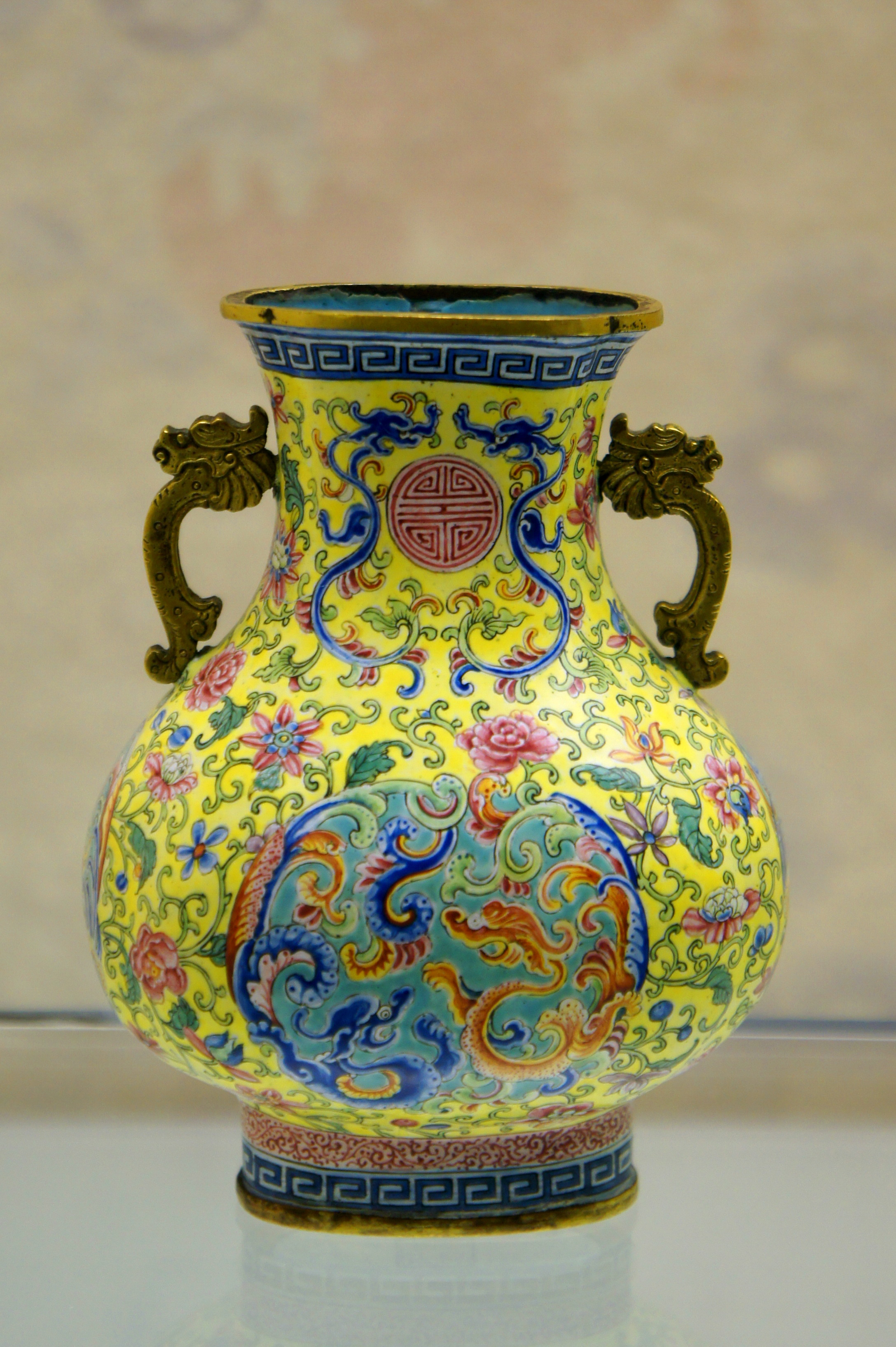
夹彩团龙双耳瓶
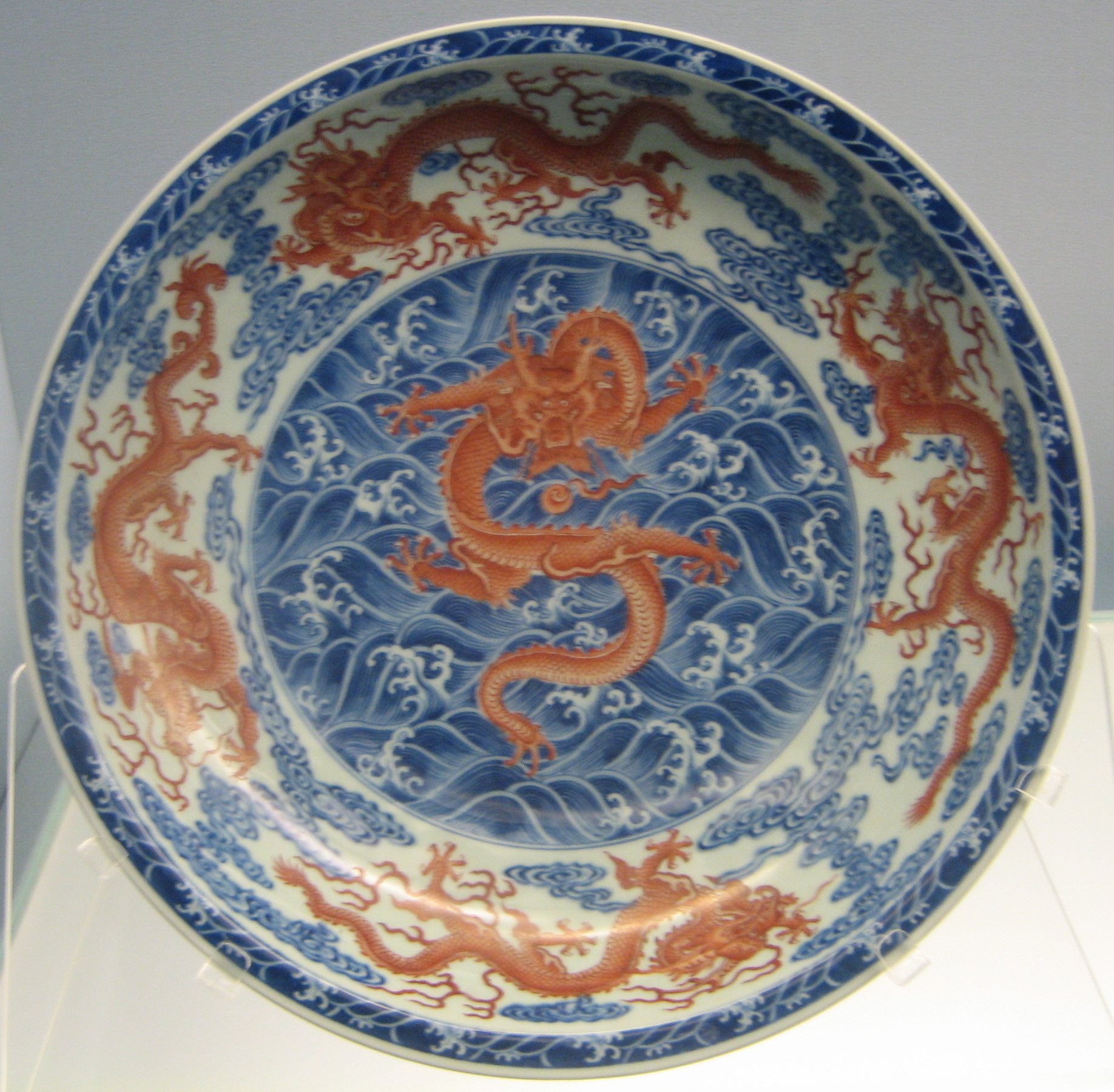
青花釉里红龙涛盘（雍正）
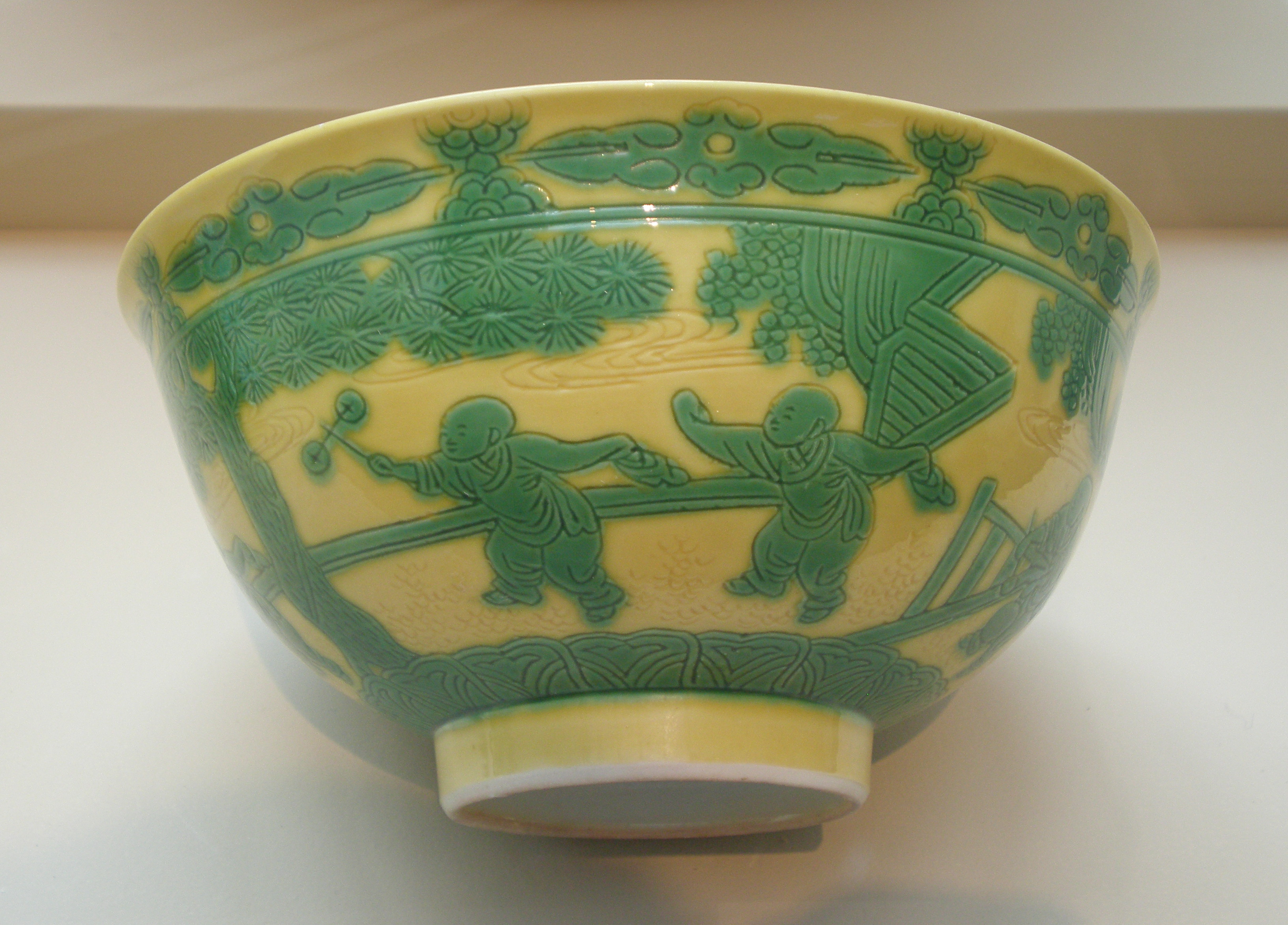
黄地绿彩唐子文钵（雍正）旧金山、亚洲美术馆
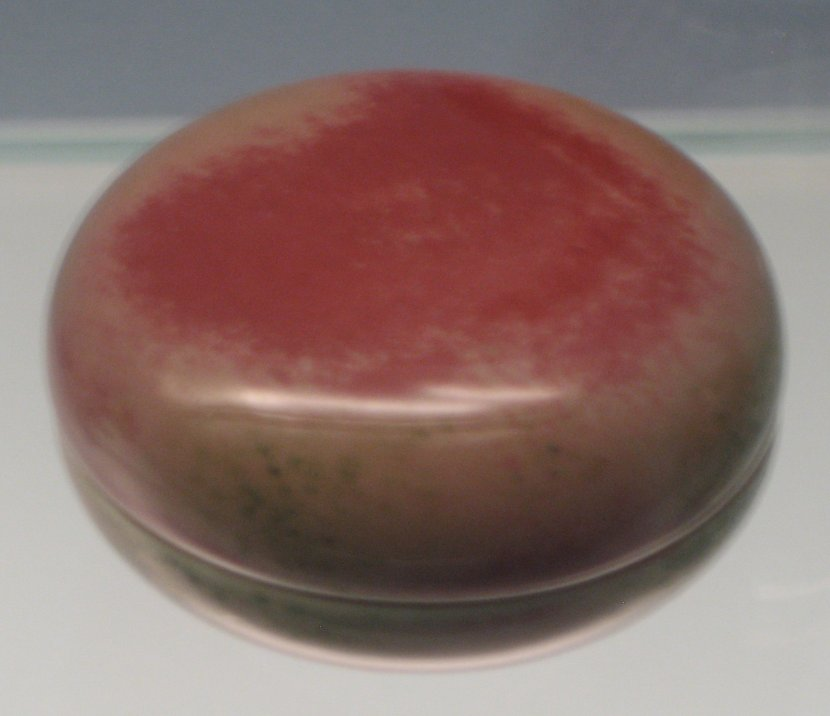
桃花红盒子
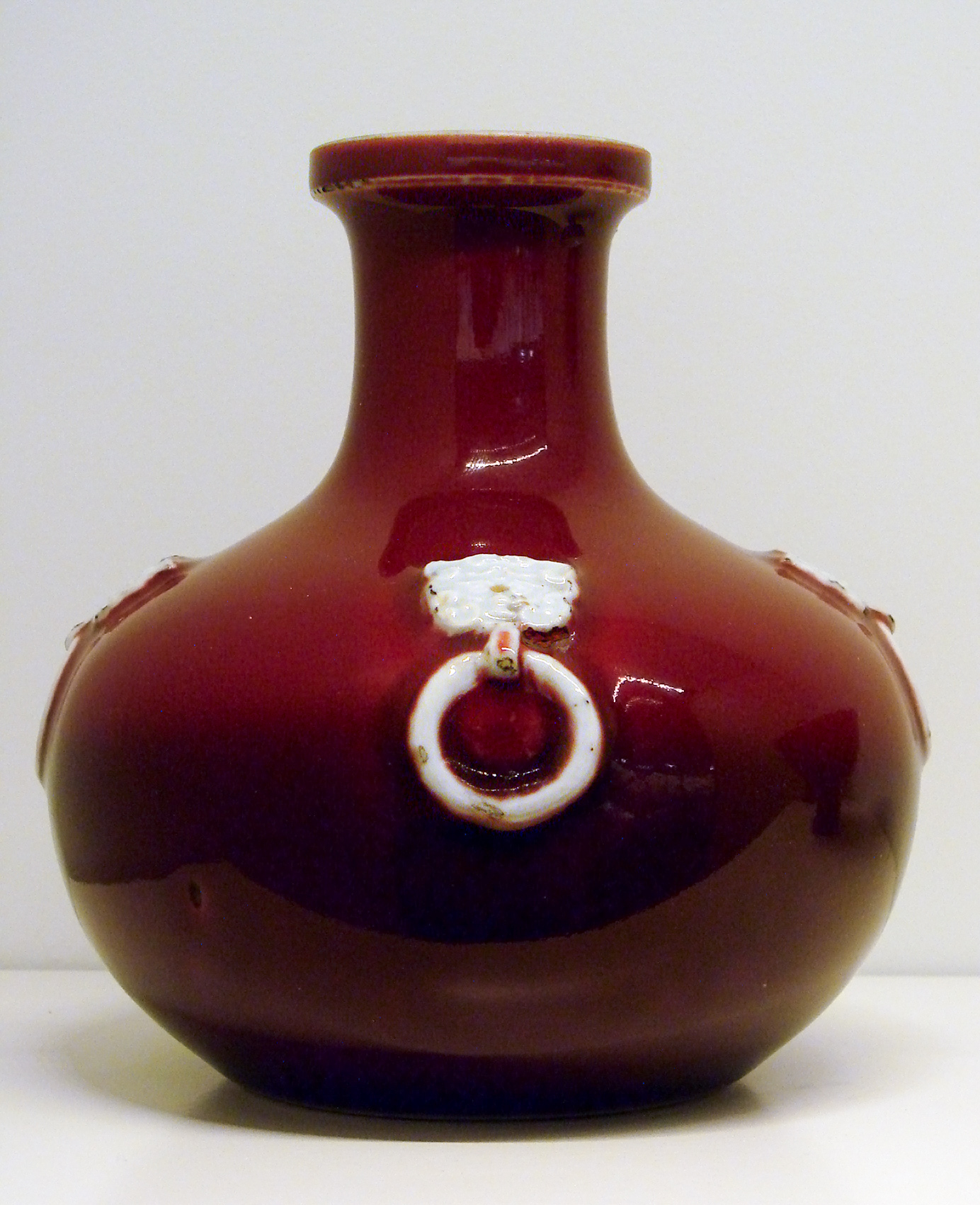
红釉花瓶（雍正）
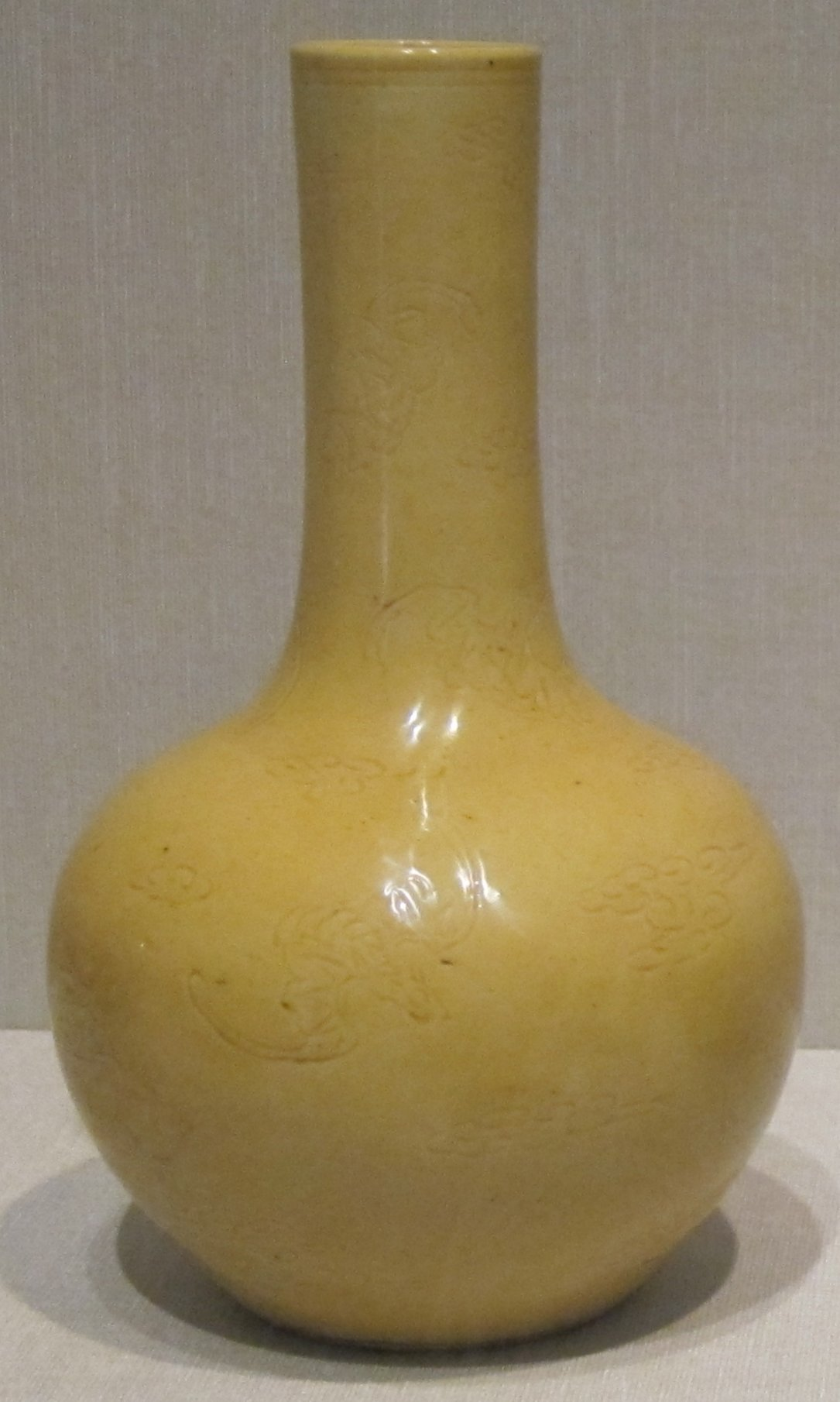
茶叶末花瓶
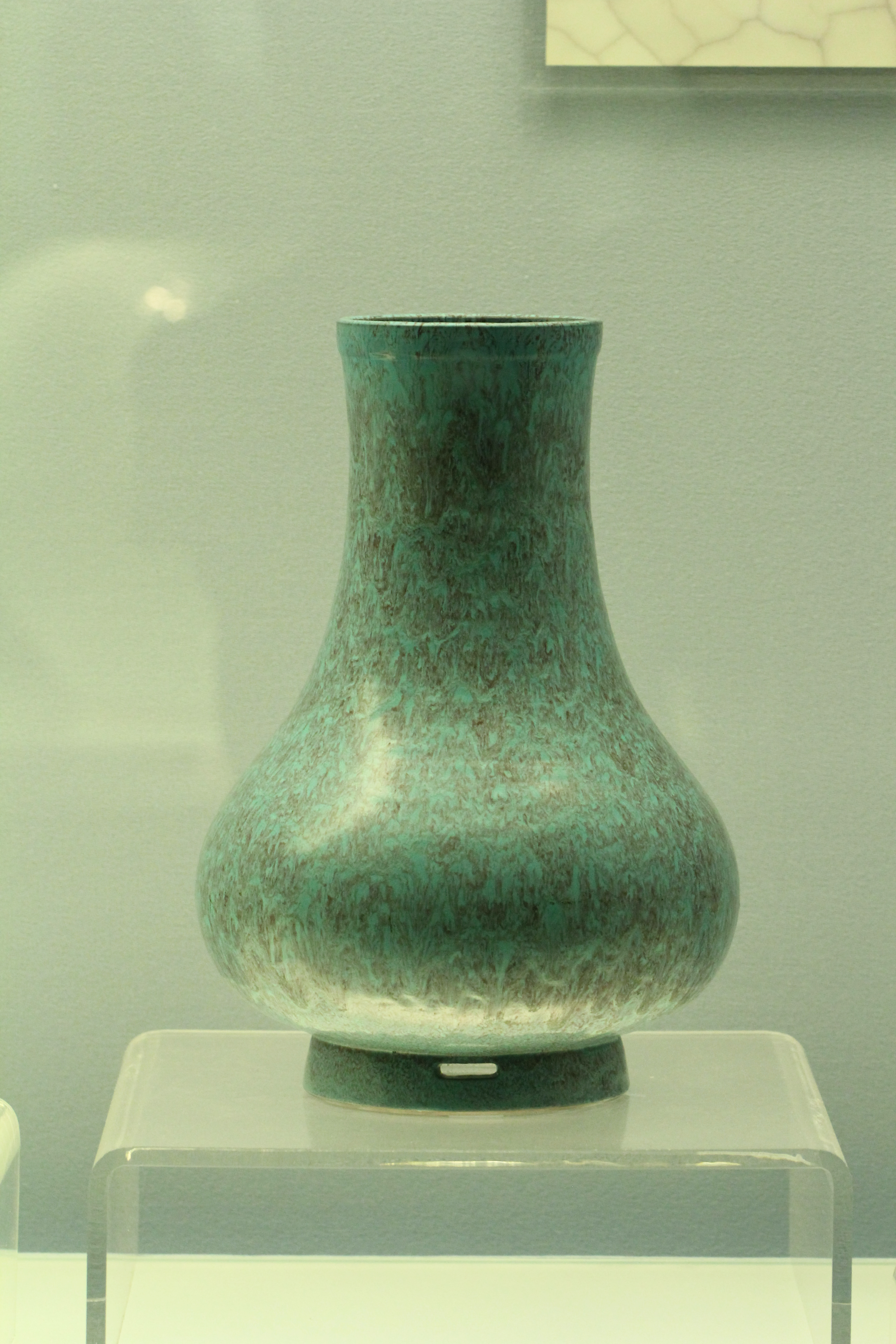
炉钧釉瓶
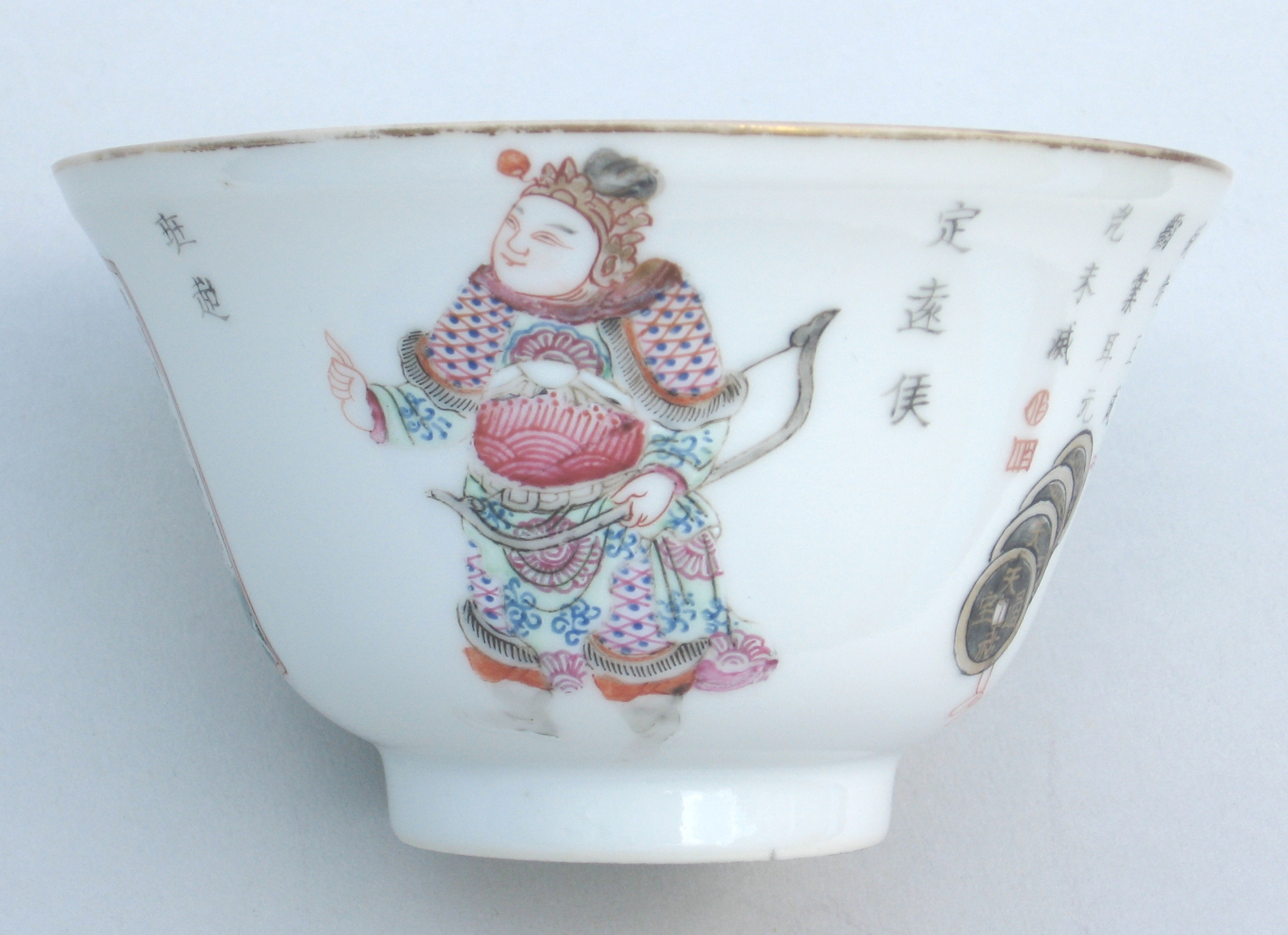
咸丰帝無雙譜班超

## 脚注
1. 1 2  （矢部、1992）p.2
2. ↑  弓场纪知『古代の土器』p.85
3. ↑  今井敦『青瓷』p.88
4. ↑  本節は『特別展中国の陶瓷』图録所収の「用語解説」（东京国立博物馆、1992、pp.306 - 311による。
5. ↑  本段文字参考了《特別展 中国の陶瓷》图録中的“用语解说”（东京国立博物馆、1992、pp.306 - 311。
6. ↑  《中国陶瓷通史》（日语版）序文
7. ↑  （矢部、1992）p.239
8. ↑  本段主要参考矢部良明《中国陶瓷史の梗概》（《特別展中国の陶瓷》图録、东京国立博物馆、1992、pp.239 - 263。
9. ↑  （矢部、1994）p.240
10. ↑  弓場紀知『古代の土器』p.90
11. ↑  弓場紀知『古代の土器』p.86
12. ↑  Science 29 June 2012: Vol. 336, no. 6089, pp. 1696 – 1700; 可在线浏览论文概要（参照 （页面存档备份，存于））
13. ↑  王小庆《东アジアにおける土器の起源について》《东北大学総合学術博物馆研究紀要』9, 2010, pp.41 – 47（参照：[永久]）
14. ↑  関口广次「中国新石器时代の窑」『古代の土器』（平凡社版 中国の陶瓷 1）p.140
15. ↑  弓場紀知『古代の土器』pp.89 - 90
16. ↑  関口广次「中国新石器时代の窑」、『古代の土器』（平凡社版 中国の陶瓷 1）pp.136. 137, 141
17. ↑  弓場紀知『古代の土器』pp.90 - 96
18. 1 2 3 4  （矢部、1994）p.241
19. 1 2  弓場紀知『古代の土器』p.94
20. ↑  弓場紀知『古代の土器』pp.93 - 94
21. 1 2 3 4 5  （矢部、1994）p.242
22. 1 2  弓場紀知『古代の土器』p.91
23. ↑  新石器时代的遗址及文化的年代，可能随着资料的不同而有差异。本段的年代数据以脚注所引用的参考文献为准。
24. ↑  （矢部、1992）p.31
25. ↑  弓場紀知『古代の土器』p.96
26. 1 2  弓場紀知『古代の土器』pp.96 - 97
27. ↑  弓場紀知『古代の土器』pp.99 - 100
28. ↑  弓場紀知『古代の土器』p.100
29. ↑  弓場紀知『古代の土器』pp.100 - 101
30. 1 2  （矢部、1994）p.243
31. ↑  （矢部、1994）pp.243 - 244
32. ↑  弓場紀知『古代の土器』pp.102 - 105
33. ↑  《中国陶瓷》冯先铭主编 1994年11月第1版 第225页
34. ↑  弓場紀知『古代の土器』pp.106 - 109
35. ↑  弓場紀知『古代の土器』pp.110 - 113
36. ↑  弓場紀知『古代の土器』pp.129 - 131
37. ↑  （矢部、1992）pp.42 - 44
38. ↑  （矢部、1992）p.56
39. ↑  （矢部、1992）pp.52 - 54
40. ↑  （矢部、1992）p.30
41. ↑  弓場紀知『古代の土器』pp.112 - 114
42. ↑  弓場紀知『古代の土器』pp.116 - 117
43. ↑  今井敦『青瓷』pp.85 - 86
44. ↑  （矢部、1992）pp.59 - 63
45. ↑  弓場紀知『古代の土器』pp.131 - 132
46. ↑  今井敦『青瓷』p.90
47. 1 2  今井敦『青瓷』p.91
48. ↑  今井敦『青瓷』pp.91, 94
49. ↑  今井敦『青瓷』p.94
50. ↑  （矢部、1992）pp.88 - 89
51. ↑  （矢部、1992）pp.82 - 83
52. ↑  （矢部、1992）pp.97 - 99
53. ↑  （矢部、1992）pp.102 - 104
54. 1 2  蓑豊『白瓷』p.89
55. ↑  （矢部、1992）p.104
56. ↑  今井敦『青瓷』p.95
57. ↑  蓑豊『白瓷』pp.91 - 93
58. ↑  （矢部、1992）pp.248 - 250
59. ↑  今井敦『青瓷』p.96
60. ↑  蓑豊『白瓷』p.8
61. ↑  今井敦『青瓷』pp.99 - 101
62. ↑  今井敦『青瓷』p.104
63. ↑  今井敦『青瓷』pp.106 - 107
64. ↑  蓑豊『白瓷』pp.102 - 103
65. ↑  今井敦『青瓷』pp.101 - 103
66. ↑  『故宮博物院 6 宋・元の陶瓷』p.74（執筆は弓場紀知）
67. ↑  弓場紀知『三彩』pp.85 - 87
68. ↑  弓場紀知『三彩』pp.104 - 105
69. ↑  弓場紀知『三彩』pp.108 - 121
70. ↑  弓場紀知『三彩』p.120
71. ↑  弓場紀知『三彩』p.121
72. ↑  弓場紀知『三彩』pp.105 - 107
73. ↑  弓場紀知『三彩』pp.122 - 123
74. ↑  （矢部、1992）pp.252 - 256
75. ↑  『故宮博物院 6 宋・元の陶瓷』pp.73 - 77（執筆は弓場紀知）
76. ↑  （矢部、1992）p.156
77. ↑  谢端琚、马文宽《陶瓷史话》pp.126
78. ↑  今井敦『青瓷』pp.116 - 119
79. ↑  蓑豊『白瓷』pp.103 - 110
80. ↑  谢端琚、马文宽《陶瓷史话》pp.124
81. 1 2  谢端琚、马文宽《陶瓷史话》pp.130
82. ↑  今井敦『青瓷』pp.120 - 121
83. ↑  （矢部、1992）pp.232 - 240
84. ↑  今井敦『青瓷』p.129
85. ↑  今井敦『青瓷』pp.109 - 110
86. ↑  谢端琚、马文宽《陶瓷史话》pp.134-136
87. ↑  今井敦『青瓷』pp.122 - 124
88. ↑  今井敦『青瓷』pp.129 - 130
89. ↑  今井敦『青瓷』pp.61 - 64
90. ↑  蓑豊『白瓷』pp.111 - 112
91. ↑  （矢部、1992）pp.245 - 249
92. ↑  蓑豊『白瓷』pp.115 - 117
93. ↑  今井敦『青瓷』pp.125 - 128
94. ↑  （矢部、1992）pp.216, 220 - 222
95. ↑  （矢部、1992）pp.223 - 231
96. ↑  （矢部、1992）pp.261 - 266
97. ↑  矢島律子『明の五彩』p.86
98. ↑  中沢富士雄・長谷川祥子『元・明の青花』pp.86, 88, 89
99. ↑  今井敦『青瓷』pp.124 - 125
100. ↑  蓑豊『白瓷』pp.120 - 123
101. ↑  中沢富士雄・長谷川祥子『元・明の青花』pp.85,
102. ↑  （矢部、1992）p.282
103. ↑  （矢部、1992）p.290
104. ↑  中沢富士雄・長谷川祥子『元・明の青花』pp.88 - 89
105. ↑  中沢富士雄・長谷川祥子『元・明の青花』p.101
106. ↑  中沢富士雄・長谷川祥子『元・明の青花』pp.101, 102, 122
107. ↑  中沢富士雄・長谷川祥子『元・明の青花』p.100
108. ↑  矢島律子『明の五彩』pp.89 - 91
109. ↑  今井敦『青瓷』pp.131 - 133
110. ↑  （矢部、1994）p.257
111. ↑  《中国陶瓷通史》（日文版）、p.326
112. ↑  （矢部、1992）pp.310 - 311
113. ↑  『中国陶瓷通史』（日语版）、p.325
114. ↑  （喩仲乾、2003）pp.279, 284
115. ↑  （矢部、1994）pp.257 - 261
116. ↑  （矢部、1992）p.289
117. ↑  蓑豊『白瓷』pp.126, 129
118. ↑  （矢部、1992）pp.309 - 310
119. ↑  （矢部、1992）pp.311 - 313
120. ↑  矢島律子『明の五彩』p.89
121. ↑  （矢部、1992）pp.314 - 315
122. ↑  中沢富士雄・長谷川祥子『元・明の青花』pp.26 - 39, 106 - 111, 114
123. ↑  （矢部、1992）p.318
124. ↑  蓑豊『白瓷』p.127
125. ↑  （矢部、1992）p.328
126. ↑  中沢富士雄・長谷川祥子『元・明の青花』pp.40 - 51, 119 - 123
127. ↑  （矢部、1992）p.320
128. ↑  中沢富士雄・長谷川祥子『元・明の青花』p.123
129. ↑  矢島律子『明の五彩』pp.10, 11, 93
130. ↑  矢島律子『明の五彩』p.94
131. ↑  矢島律子『明の五彩』pp.94 - 97
132. ↑  矢島律子『明の五彩』p.98
133. ↑  中沢富士雄・長谷川祥子『元・明の青花』pp.125-126
134. ↑  矢島律子『明の五彩』p.102
135. ↑  矢島律子『明の五彩』p.103
136. ↑  矢島律子『明の五彩』p.104
137. ↑  矢島律子『明の五彩』pp.117 - 125
138. ↑  矢島律子『明の五彩』p.109 - 112
139. ↑  （矢部、1992）pp.390 - 395
140. ↑  矢島律子『明の五彩』pp.105 - 108
141. ↑  （矢部、1992）p.409
142. ↑  中沢富士雄・長谷川祥子『元・明の青花』p.136
143. ↑  （矢部、1992）p.386
144. ↑  西田宏子・出川哲朗『明末清初の民窑』pp.133 - 137
145. ↑  （矢部、1992）pp.426, 434, 456, 469, 470
146. ↑  中沢富士雄『清の官窑』pp.86 - 88
147. ↑  （矢部、1992）pp.411, 426
148. ↑  （矢部、1992）p.412
149. ↑  （矢部、1992）pp.425 - 426, 434
150. ↑  （矢部、1992）p.449
151. ↑  （矢部、1992）pp.428 - 429, 437
152. ↑  （矢部、1992）pp.446 - 447
153. ↑  （矢部、1992）pp.447 - 451
154. ↑  中沢富士雄『清の官窑』pp.85 - 86
155. ↑  （喩仲乾、2003）pp.278 - 279
156. ↑  《中国陶瓷》 第558页
157. ↑  （矢部、1992）pp.444 - 445
158. ↑  中沢富士雄『清の官窑』pp.99, 126, 136
159. ↑  『故宮博物院 8 清の陶瓷』pp.74 - 77
160. ↑  『故宮博物院 8 清の陶瓷』pp.67 - 68
161. ↑  （矢部、1992）p.443
162. 1 2  （矢部、1992）p.438
163. ↑  （矢部、1992）p.439
164. ↑  （矢部、1992）pp.446 - 458
165. ↑  『故宮博物院 8 清の陶瓷』pp.70
166. ↑  （矢部、1992）pp.469 - 470
167. ↑  蓑豊『白瓷』p.131
168. ↑  （矢部、1992）pp.462 - 468

### 中文文献
- 中国硅酸盐学会：《中国陶瓷史》，文物出版社，1982年。
- 国家文物局：《中国文物精华大辞典・陶瓷卷》，商务印书馆（香港）、上海辞书出版社，1995年。
- 汪庆正：《简明陶瓷词典》，上海辞书出版社，1989年。
- 李家治：《中国科学技术史・陶瓷卷》，科学出版社，1998年。
- 中国科学院上海硅酸盐研究所：《中国古陶瓷研究》，科学出版社，1987年。
- 张福康：《中国古陶瓷的科学》，上海人民美术出版社，2000年。
- 汪庆正等：《上海博物馆——中国・美の名宝》，日本放松出版协会、上海人民美术出版社，1991年。
- 上海博物馆：《上海博物馆藏康熙瓷图录》，上海博物馆、两木出版社，1998年。
- 中国陶瓷全集编辑委员会：《中国美术分类全集・中国陶瓷全集》，上海人民美术出版社，2000年。
- 故宫博物院：《故宫博物馆藏文物珍品全集》，商务印书馆，1996年。
- 汪庆正：《越窑、秘色瓷》，上海古籍出版社，1996年。
- 朱伯谦：《龙泉窑青瓷》，艺术家出版社，1998年。
- 三上次男：《陶瓷之路》，文物出版社，1984年。
- 北京市文物局：《托普卡比宫的中国瑰宝——中国专家对土耳其藏元青花的研究》，北京燕山出版社，2003年。
- 陕西省考古研究所、耀州窑博物馆：《宋代耀州窑址》，文物出版社，1998年。
- 国立中央博物馆：《新安海底文物》，三和出版社，1981年。
- 座右宝刊行会：《世界陶瓷全集》，株式会社小学馆，昭和51年。
- 世界美术大全集编辑委员会：《世界美术大全集・东洋编》，小学馆，1999年。
- 汪庆正、范冬青、周丽丽：《汝窑的发现》，上海人民美术出版社，1987年。
- 长沙窑编辑委员会：《长沙窑・作品卷（1）》，湖南美术出版社，2004年。
- 国立故宫博物院：《故宫宋瓷图录・汝窑、官窑、钧窑》，株式会社学习研究社，1973年。
- 王云五：《万有文库・宣和奉使高丽图经》，商务印书馆，1937年。
- 大阪市立东洋陶瓷美术馆：《宋磁展》，朝日新闻社，1999年。
- 首都博物馆：《首都博物馆藏瓷选》，文物出版社，1991年。
- 扬州博物馆、扬州文物商店：《扬州古陶瓷》，文物出版社，1996年。
- 中国社会科学院考古研究所等：《南宋官窑》，中国大百科全书出版社，1996年。
- 杭州市文物考古所：《杭州老虎洞窑址瓷器精选》，文物出版社，2002年。
- 慈溪市博物馆：《上林湖越窑》，科学出版社，2002年。
- 孙新民等：《河南古代瓷窑》，台湾“国立历史博物馆”，2002年。
- 炎黄艺术馆：《景德镇出土元明官窑瓷器》，文物出版社，1999年。
- 陕西省考古研究所：《五代黄堡窑址》，文物出版社，1997年。
- 福建省博物馆：《德化窑》，文物出版社，1990年。
- 广东省博物馆：《广彩瓷器》，文物出版社，2001年。
- 上海博物馆：《雪域藏珍》，上海书画出版社，2001年。
- 法门寺考古队：《法门寺地宫珍宝》，陕西人民美术出版社，1989年。
- 谢端琚、马文宽：《陶瓷史话》，社会科学文献出版社，2012年。
- 陈克伦、叶倩：《古代瓷器制作术》，文物出版社，2008年。

### 日文文献
-{
- 中国珪酸塩学会編《中国陶磁通史》（日语版監修 佐藤雅彦・長谷部楽爾・弓場紀知）、平凡社、1991（中文原著：《中国陶瓷史》、1982）
- 弓場紀知『古代の土器』（平凡社版 中国の陶磁 1）、平凡社、1999
- 富田哲雄『陶俑』（平凡社版 中国の陶磁 2）、平凡社、1998
- 弓場紀知『三彩』（平凡社版 中国の陶磁 3）、平凡社、1995
- 今井敦『青磁』（平凡社版 中国の陶磁 4）、平凡社、1997
- 蓑豊『白磁』（平凡社版 中国の陶磁 5）、平凡社、1998
- 中沢富士雄・長谷川祥子『元・明の青花』（平凡社版 中国の陶磁 8）、平凡社、1995
- 矢島律子『明の五彩』（平凡社版 中国の陶磁 9）、平凡社、1996
- 西田宏子・出川哲朗『明末清初の民窑』（平凡社版 中国の陶磁 10）、平凡社、1997
- 中沢富士雄『清の官窑』（平凡社版 中国の陶磁 11）、平凡社、1996
- 長谷部楽爾監修、弓場紀知責任編集『故宮博物院 6 宋・元の陶磁』、日本放送出版協会、1997
- 長谷部楽爾監修、弓場紀知責任編集『故宮博物院 7 明の陶磁』、日本放送出版協会、1998
- 長谷部楽爾監修、弓場紀知責任編集『故宮博物院 8 清の陶磁』、日本放送出版協会、1998
- 矢部良明『中国陶磁の八千年』、平凡社、1992
- 矢部良明「中国陶磁史の梗概」『中国の陶磁』（展覧会图録）、东京国立博物馆、1994
- 喩仲乾「景德鎮の磁器産業の発達における官窑の役割 : 1402 - 1756」『国際開発研究フォーラム』24、名古屋大学、2003（CiNiiで閲覧可）

}-